# Seggen
Seggen (Carex) sind die einzige Gattung der Tribus Cariceae innerhalb der Pflanzenfamilie der Sauergrasgewächse (Cyperaceae). Die über 2000 Arten gedeihen in den kalten und klimatisch gemäßigten Gebieten fast weltweit.

## Beschreibung

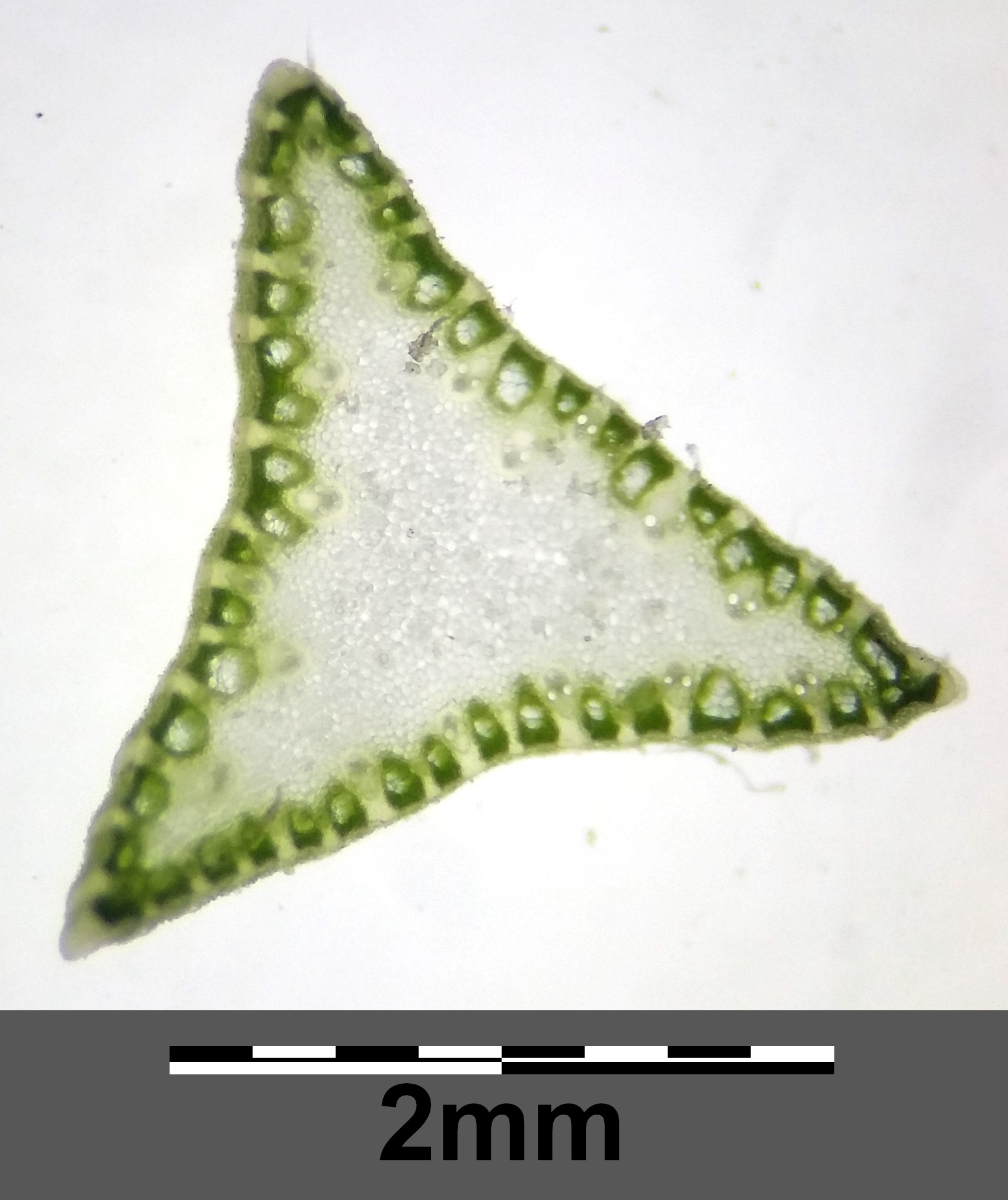
Stängelquerschnitt der Banater Segge

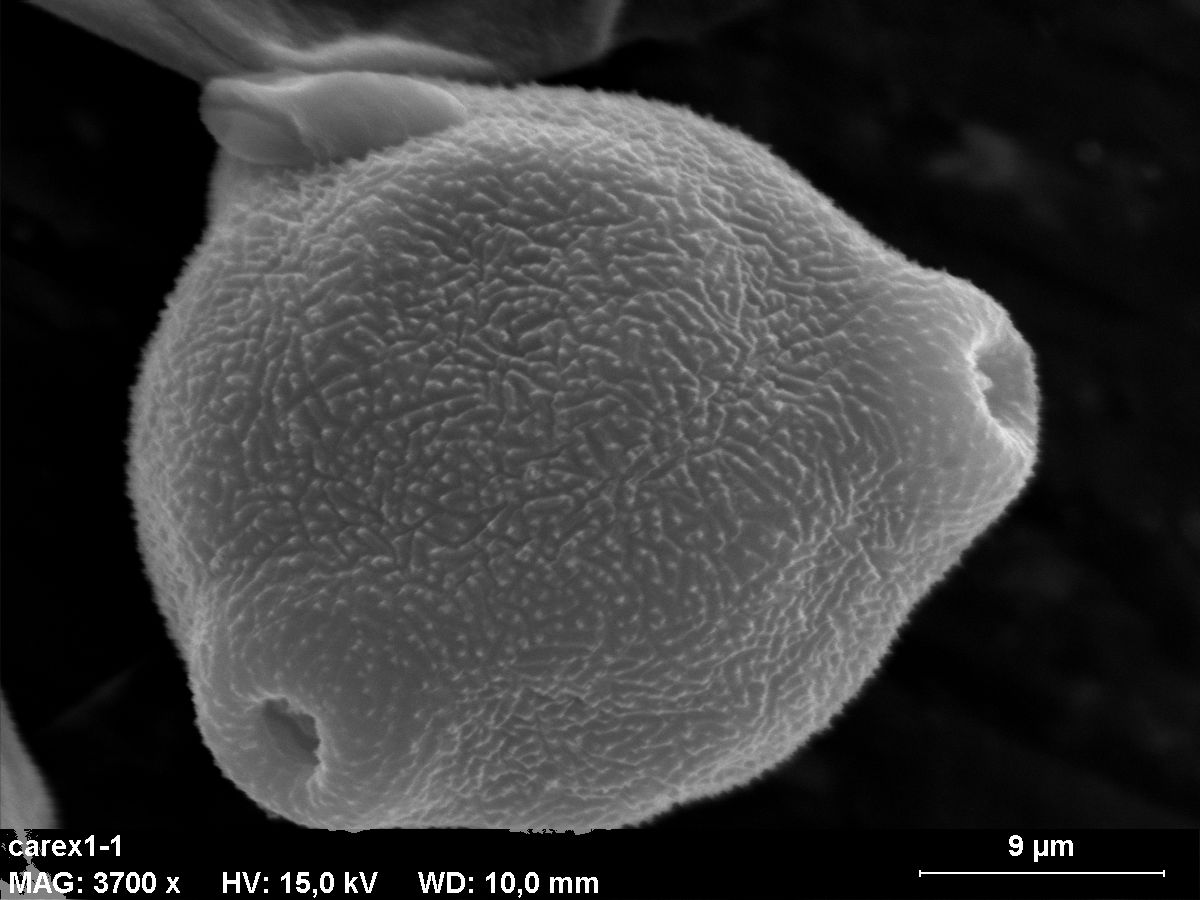
Pollen im Rasterelektronenmikroskop

Blütendiagramme: A männlich; B weiblich (dreinarbig); C weiblich (zweinarbig); D Schema einer weiblichen Blüte// a = Secundarspross, utr = Utriculus

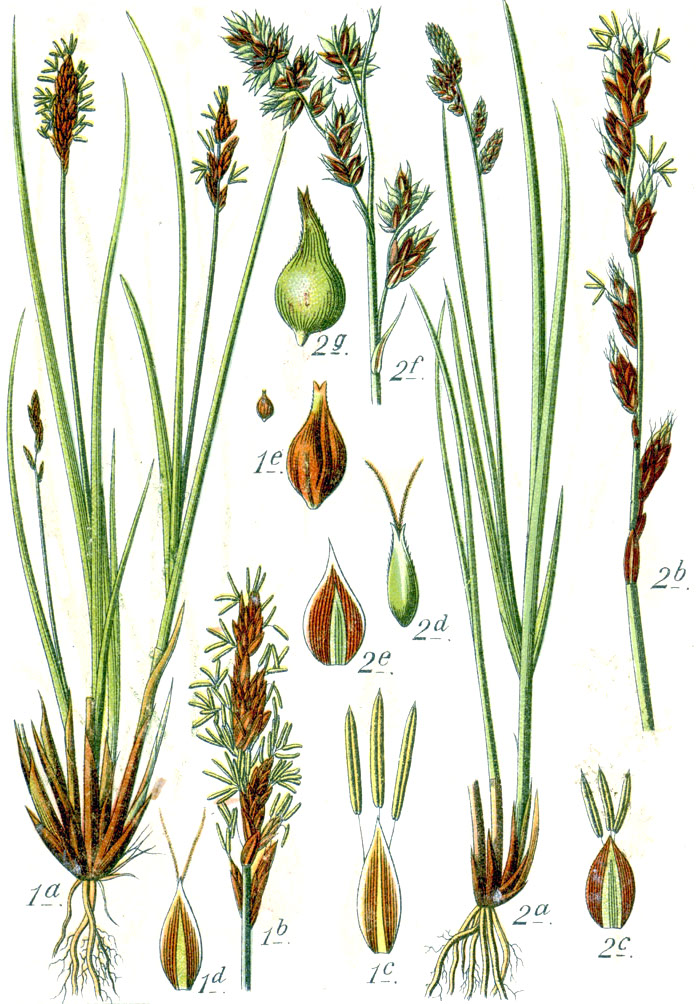
Illustration aus Johann Georg Sturm: Deutschlands Flora. 1796: 1. Trug-Segge oder Schwarzschopf-Segge (Carex appropinquata, Syn.: Carex paradoxa), 2. Rispen-Segge (Carex paniculata)

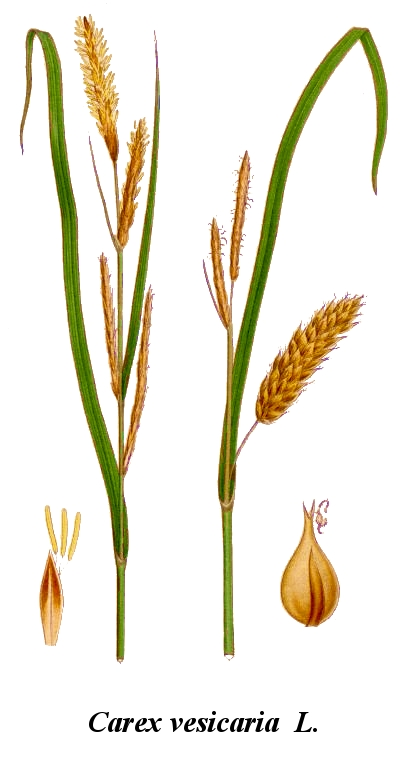
Illustration aus Nordens Flora der Blasen-Segge (Carex vesicaria)

### Vegetative Merkmale
Seggen-Arten sind ausdauernde, krautige Pflanzen. Einige wenige Arten können im ersten Jahr blühen und fruchten und überdauern dann nicht (etwa Carex bebbii, Carex viridula). Einige weitere Arten, wie etwa Carex adusta, sind kurzlebig, wobei die Pflanzenexemplare nicht mehr als drei bis fünf Jahre leben.
Alle Arten bilden Rhizome, die aber bei horstbildenden Arten sehr kurz sind. Die Rhizome können auch als lange Stolone ausgebildet sein, sodass ausgedehnte Rasen gebildet werden. Einige Arten wie Carex elata und andere horstbildende Arten sowie Arten in Sanddünen besitzen Rhizome, die vertikal wachsen.
Die Halme sind meist dreikantig, nur selten stielrund. Bei den meisten Arten sind die einzigen oberirdischen Sprossachsen die Achsen der Blütenstände. Die Blätter stehen an den Sprossachsen grundständig oder sind entlang der Achse angeordnet. Vegetative Sprosse haben meist nur grundständige Blätter, ihr oberirdischer Teil besteht nur aus den sich überlappenden Blattscheiden. Nur bei wenigen Arten gibt es vegetative Sprosse mit einer richtigen Sprossachse mit Knoten und Internodien. Die Internodien sind charakteristisch für die Sektion Ovales, kommen aber auch in der Sektion Holarrhenae und Carex vor. Bei einigen Arten gibt es neben den normalen, gestauchten Sprossen auch solche, die sich zu langen Stolonen entwickeln und so der vegetativen Vermehrung dienen.
Die Laubblätter sitzen am Grund und am Halm, bei manchen Arten sind alle grundständig. Ein Blatthäutchen ist vorhanden. Die Blattscheide ist bei den einzelnen Arten von diagnostischer Bedeutung: Wichtig ist hierbei, ob sie beim Aufreißen, bedingt durch Wachstum, lappig zerfetzen oder netzartig bis borstige zerfasern. Auch die Farbe der Blattscheiden ist von Bedeutung. Die Blattspreite ist flach, V- oder M-förmig im Querschnitt und meist unter 20 Millimeter breit. Seltener ist die Spreite fädig, eingerollt oder rundlich; ist sie flach, so hat sie eine deutlich ausgeprägte Mittelrippe.

### Generative Merkmale
Die Seggen-Arten sind ein- (monözisch) oder seltener zweihäusig (diözisch) getrenntgeschlechtig. Die endständigen, ährigen, traubigen oder rispigen Blütenstände bestehen aus Ähren, die Ährchen enthalten. Die Tragblätter der Ähren sind laubblatt- oder schuppenartig. Die Tragblätter der Ährchen sind schuppenartig und nur sehr selten laubblattartig. Die Ährchen bestehen aus einer Blüte und haben keine oder eine Schuppe. Die Blüten sind eingeschlechtig, männliche Blüten haben keine Schuppe; weibliche Blüten haben eine „Schuppe“ mit verwachsenen Rändern, die als Utriculus (Perigynium, falsche Kapsel) die Blüte umschließt und nur am oberen Ende offen ist. Eine Blütenhülle ist nicht vorhanden. Die männlichen Blüten besitzen ein bis drei Staubblätter. In der weiblichen Blüte sind die Griffel entweder abfallend oder unterschiedlich lange an der Frucht verbleibend und sind gerade sowie zwei- oder dreilappig.
Die Früchte sind dreikantige bis plankonvexe oder linsenförmige Achänen. Die Achänen liegen in einem bi- bis plankonvexen oder drei-, selten vierkantigen, oft geschnäbelten Utrikel (Perigynium).
Die Chromosomengrundzahl beträgt x = 10.

## Standorte
Die Arten der Gattung Carex gedeihen häufig an feuchten bis nassen Standorten. Das Wasser steht in der Wachstumszeit selten höher als 50 Zentimeter. An solchen Standorten sind Seggen-Arten häufig dominant oder kodominant. Großen Anteil an der Vegetation haben sie auch in der arktischen Tundra. Häufig treten sie auch in Grasländern der Gebirge, an felsigen Standorten und in Wäldern auf. In den Wäldern des östlichen Nordamerika kommen 20 und mehr Arten auf wenigen Hektar vor.

## Etymologie
Der Trivialname Seggen leitet sich vermutlich von einer rekonstruierten indogermanischen Wurzel *(s)ker- („schneiden“) ab.

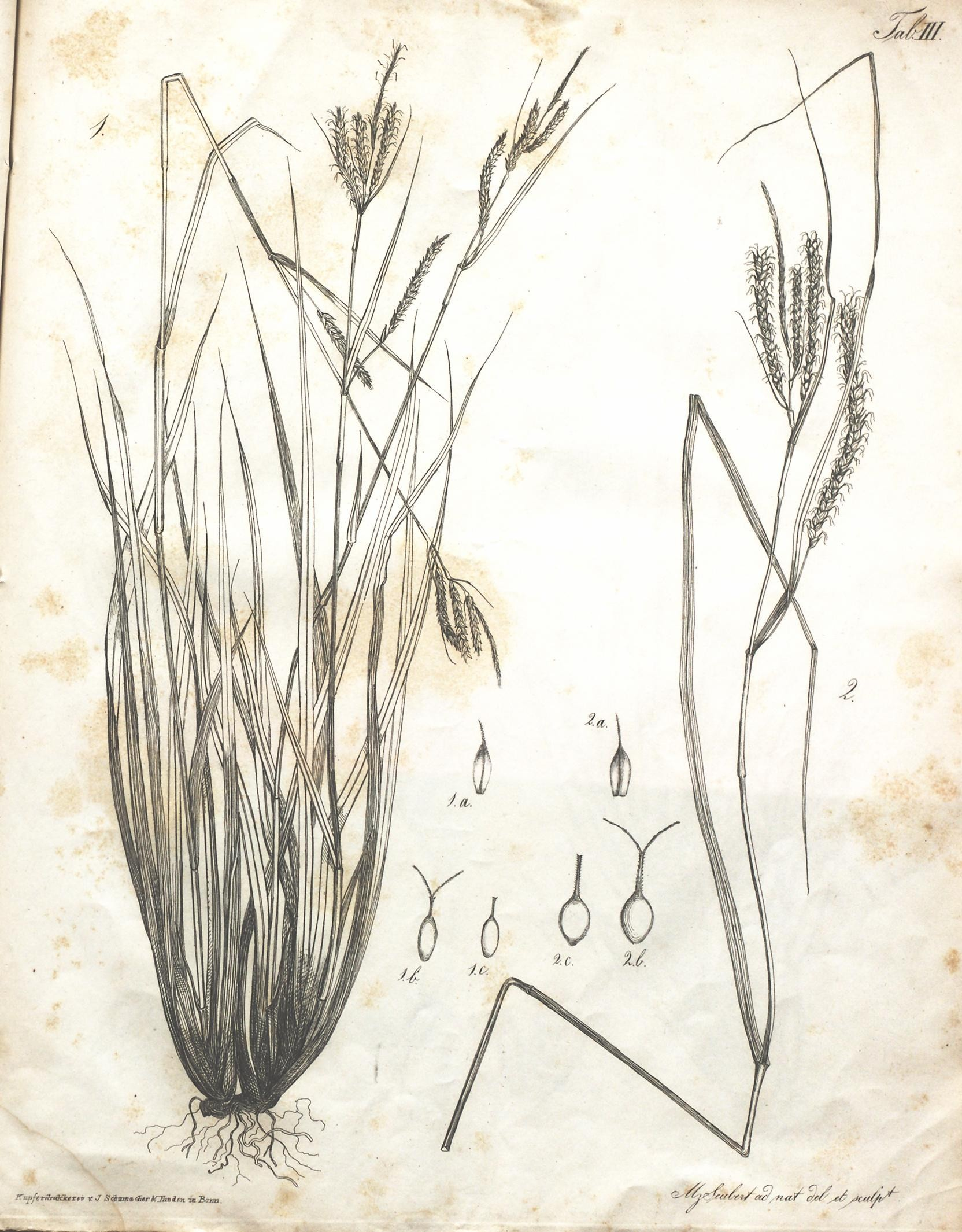
Illustration aus Flora Azorica, Tafel III von Carex vulcani

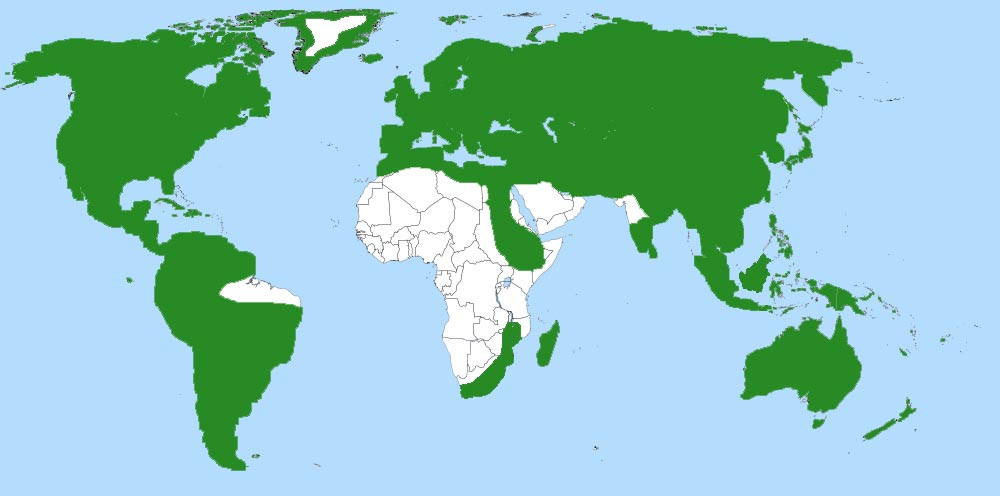
Verbreitungsgebiet der Gattung Carex

## Systematik und Verbreitung

### Taxonomie
Die Gattung Carex wurde durch Carl von Linné 1753 in Species Plantarum, Tomus II, Seite 972 und 1754 in Genera Plantarum, 5. Auflage, Seite 420 aufgestellt. Der Gattungsname Carex ist eine lateinische Bezeichnung für Sauergräser mit schneidenden Laubblättern. Als Lectotypus wurde 1930 durch Green Carex hirta L. festgelegt.
Synonyme für Carex L. sind: Agistron Raf., Ammorrhiza Ehrh., Anithista Raf., Archaeocarex Börner, Baeochortus Ehrh., Bitteria Börner, Blysmocarex N.A.Ivanova, Callistachys Heuff., Caricella Ehrh., Caricina St.-Lag., Caricinella St.-Lag., Chionanthula Börner, Chordorrhiza Ehrh., Cobresia Pers. orth. var., Coleachyron J.Gay ex Boiss., Cryptoglochin Heuff., Cymophyllus Mack. ex Britton & A.Br., Cyperoides Ség., Dapedostachys Börner, Desmiograstis Börner, Deweya Raf., Diemisa Raf., Diplocarex Hayata, Dornera Heuff., Drymeia Ehrh., Echinochlaenia Börner, Edritria Raf., Elyna Schrad., Facolos Raf., Forexeta Raf., Froelichia Wulfen nom. illeg., Genersichia Heuff., Heleonastes Ehrh., Hemicarex Benth., Heuffelia Opiz, Holmia Börner, Homalostachys Boeckeler, Itheta Raf., Kobresia Willd., Kobria St.-Lag., Kolerma Raf., Kuekenthalia Börner, Lamprochlaenia Börner, Leptostachys Ehrh., Leptovignea Börner, Leucoglochin Heuff., Limivasculum Börner, Limonaetes Ehrh., Loncoperis Raf., Loxanisa Raf., Loxotrema Raf., Manochlaenia Börner, Maukschia Heuff., Meltrema Raf., Neilreichia Kotula, Neskiza Raf., Olamblis Raf., Olotrema Raf., Onkerma Raf., Osculisa Raf., Phaeolorum Ehrh., Phyllostachys Torr. nom. provis., Physiglochis Neck., Polyglochin Ehrh., Proteocarpus Börner, Pseudocarex Miq., Psyllophora Ehrh., Ptacoseia Ehrh., Rhaptocalymma Borrer, Rhynchopera Börner nom. illeg., Schelhammeria Moench, Schoenoxiphium Nees, Temnemis Raf., Thysanocarex Börner, Trasus Gray, Ulva Adans., Uncinia Pers., Vesicarex Steyerm., Vignantha Schur, Vignea P.Beauv. ex T.Lestib., Vignidula Börner
Die Tribus Cariceae Dumort. wurde 1827 durch Barthélemy Charles Joseph Dumortier in Florula Belgica, opera majoris prodromus. Casterman, Tornacum Nerviorum, Seite 145 aufgestellt.

### Äußere Systematik
Carex ist die einzige Gattung der Tribus Cariceae in der Unterfamilie Cyperoideae innerhalb der Familie Cyperaceae.

### Botanische Geschichte
In Species Plantarum listet Linné 1753 bereits 29 Carex-Arten.
In mehreren Studien wurde gezeigt, dass Carex in ihrem klassischen Umfang eine paraphyletische Gruppe sind. 2015 wurde eine phylogenetische Untersuchung veröffentlicht, bei der mit 996 von 1983 ungefähr die Hälfte der bekannten Arten berücksichtigt wurde. Dabei wurden die meisten der bisher anerkannten Sektionen der Gattung, welche aufgrund morphologischer Merkmale aufgestellt wurden, als nicht monophyletisch erkannt.
Eine dieser alten Gliederungen, die keine natürlichen Verwandtschaften widerspiegelt und nur nach morphologischen Merkmalen erstellt ist, war:
- Einährige Seggen (Monostachyae)
- Gleichährige Seggen (Homostachyae)
- Verschiedenährige Seggen (Heterostachyae)

### Innere Systematik
Es gibt seit Villaverde et al. 2020 mehrere Untergattungen:
- Untergattung Carex subg. Siderosticta M.J.Waterway: Sie wurde 2020 aufgestellt. Die etwa 30 kommen im östlichen Asien mit einem Schwerpunkt in Südostasien vor.[8]
- Untergattung Carex subg. Carex (Syn.: Carex subg. Altericarex H. St. John & C.S.Parker, Carex subg. Dichostachys Dumort., Carex subg. Distinax (Raf.) Raf., Carex sect. Distinax Raf., Carex subg. Indocarex Baill. ex Kük., Carex subg. Lentex (Raf.) Raf., Carex sect. Lentex Raf., Carex subg. Kreczetoviczia T.V.Egorova, Carex subg. Kuekenthalia Savile & Calder, Carex subg. Onatex (Raf.) Raf., Carex sect. Onatex Raf., Carex subg. Planarex Raf., Carex subg. Planeuris Raf., Carex subg. Scuria Raf., Carex subg. Triodex Raf., Carex subg. Triplima Raf., Carex subg. Tristimex (Raf.) Raf., Carex sect. Tristimex Raf., Carex subg. Vigneastra (Tuck.) Kük., Carex sect. Vigneastra Tuck..): Die etwa 1374 Arten kommen fast weltweit, nur nicht in Antarktika vor.[8]
- Untergattung Carex subg. Euthyceras Peterm.: Die etwa 124 Arten sind hauptsächlich auf der Nordhalbkugel verbreitet.[8]
- Untergattung Carex subg. Psyllophorae (Degland) Peterm. (Syn.: Psyllophorae Degland, Carex subg. Primocarex Kük. nom. illeg.): Sie enthält etwa 53 Arten.
- Untergattung Carex subg. Uncinia (Pers.) Peterm. (Syn.: Uncinia Pers.): Sie enthält etwa 99 Arten.[8]
- Untergattung Carex subg. Vignea (P.Beauv. ex T.Lestib.) Heer (Syn.: Vignea P.Beauv. ex T.Lestib., Carex subg. Caricotypus Dumort. nom. inval., Carex subg. Cyperoideae (G.Don) Peterm.): Die etwa 330 Arten kommen fast weltweit, mit einem Schwerpunkt in Nordamerika vor.[8]

### Arten und ihre Verbreitung

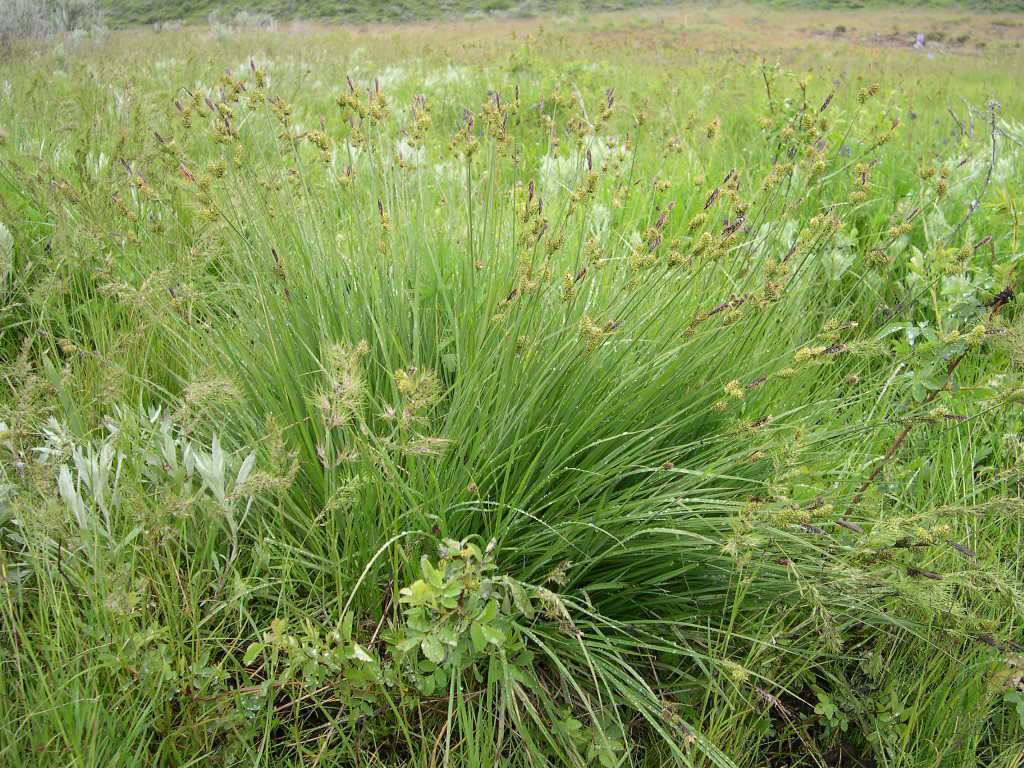
Habitus von Carex aboriginum im Habitat

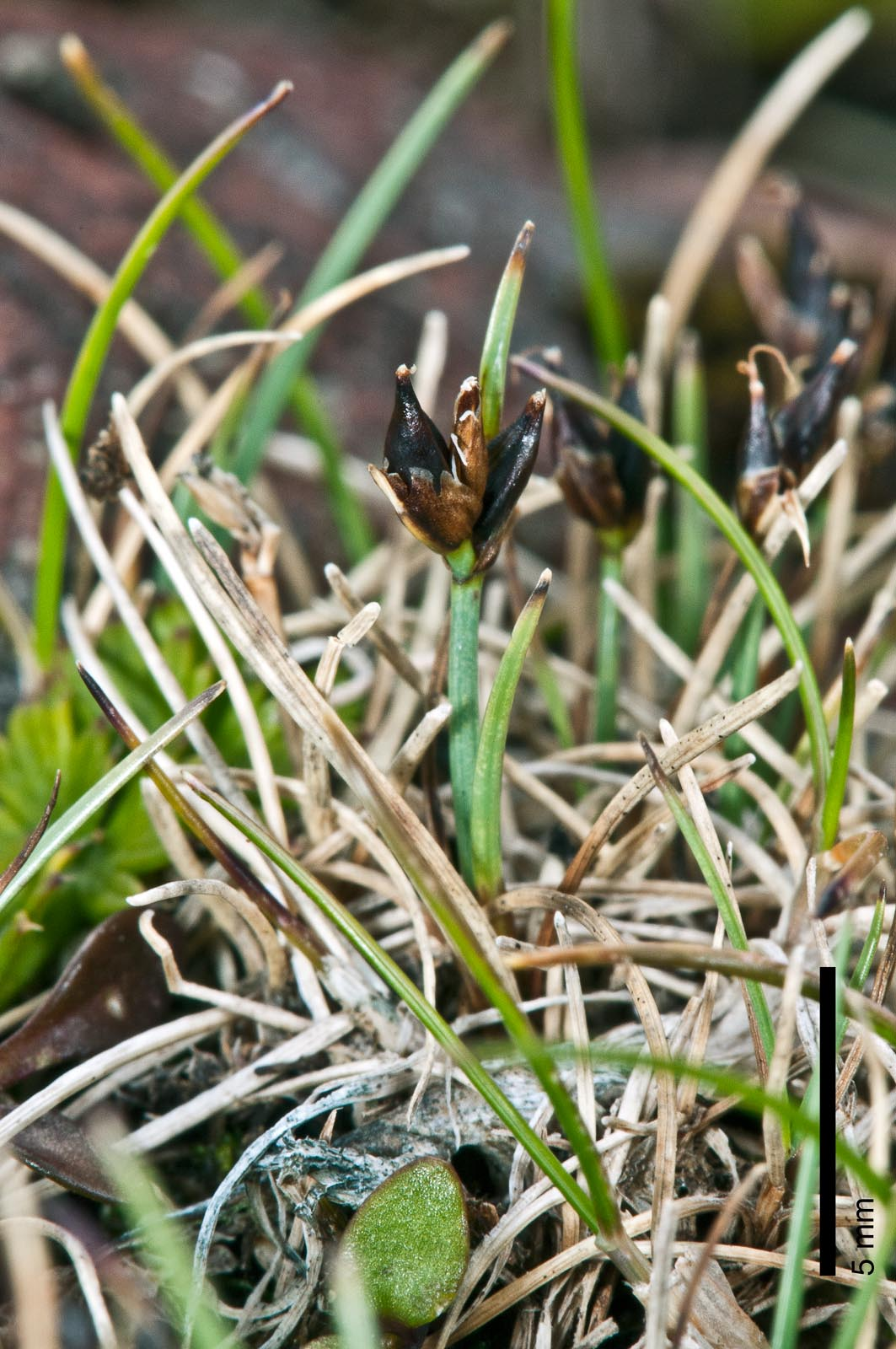
Carex acicularis

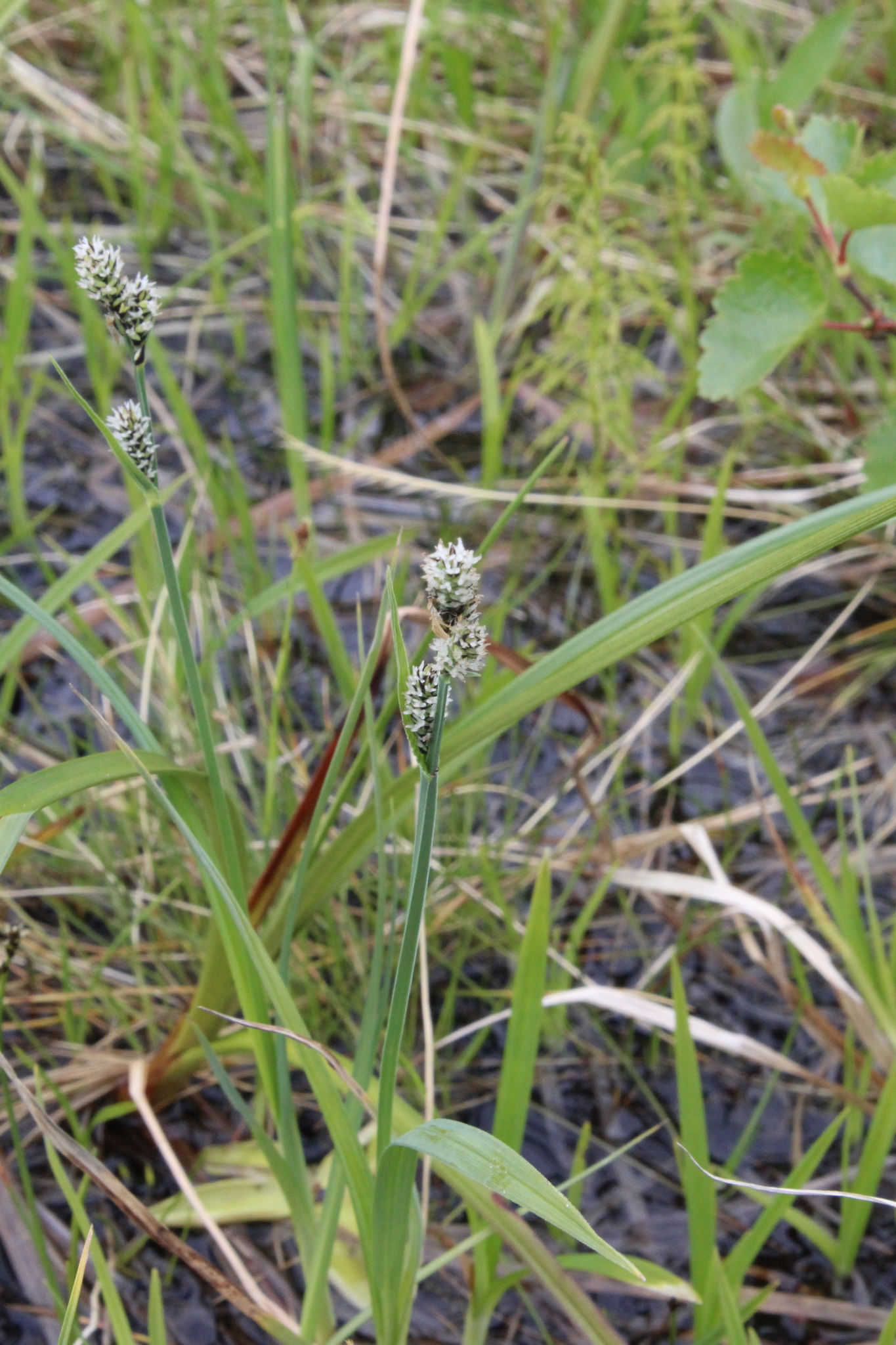
Blütenstände von Carex adelostoma

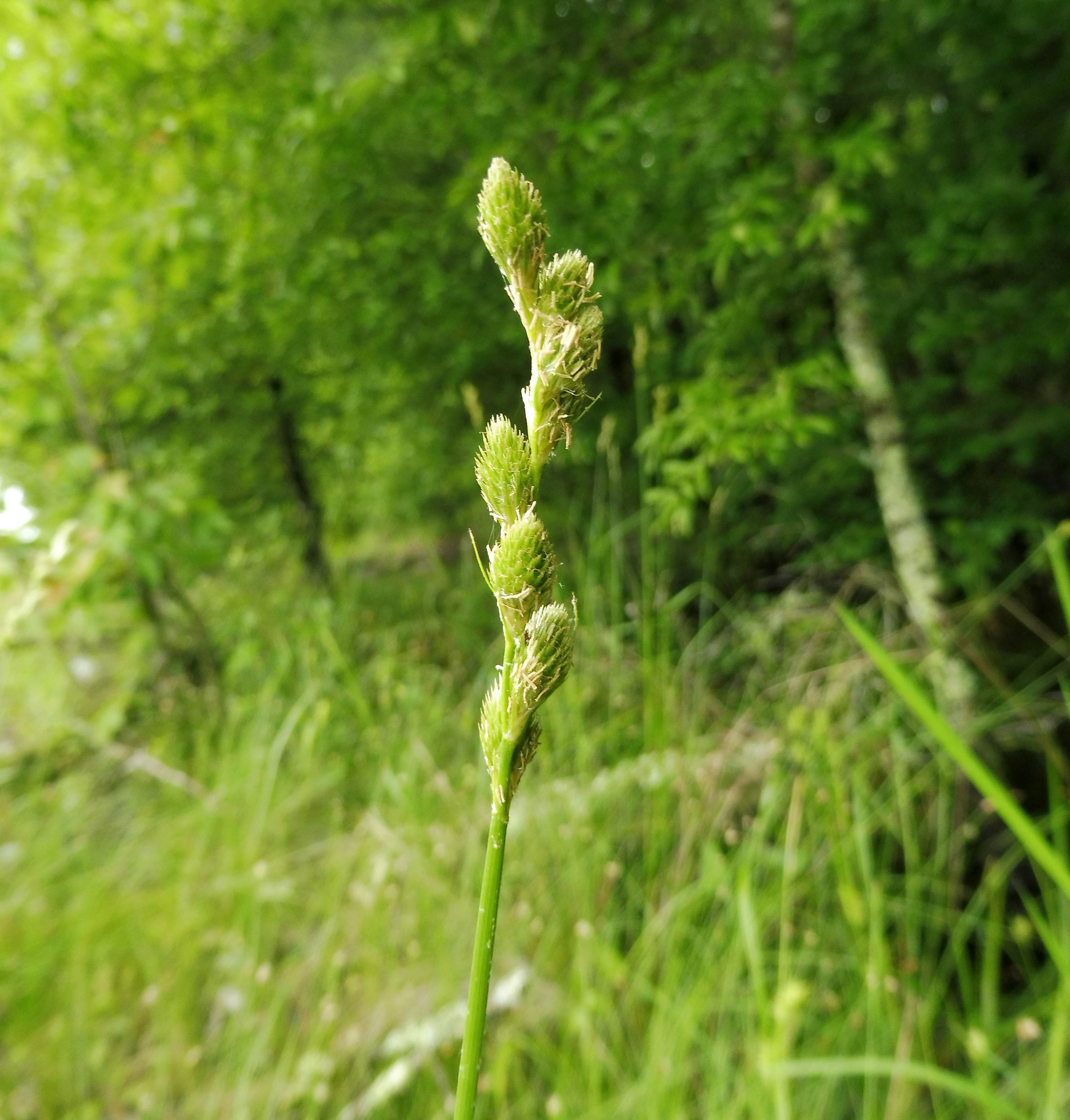
Blütenstand von Carex alata

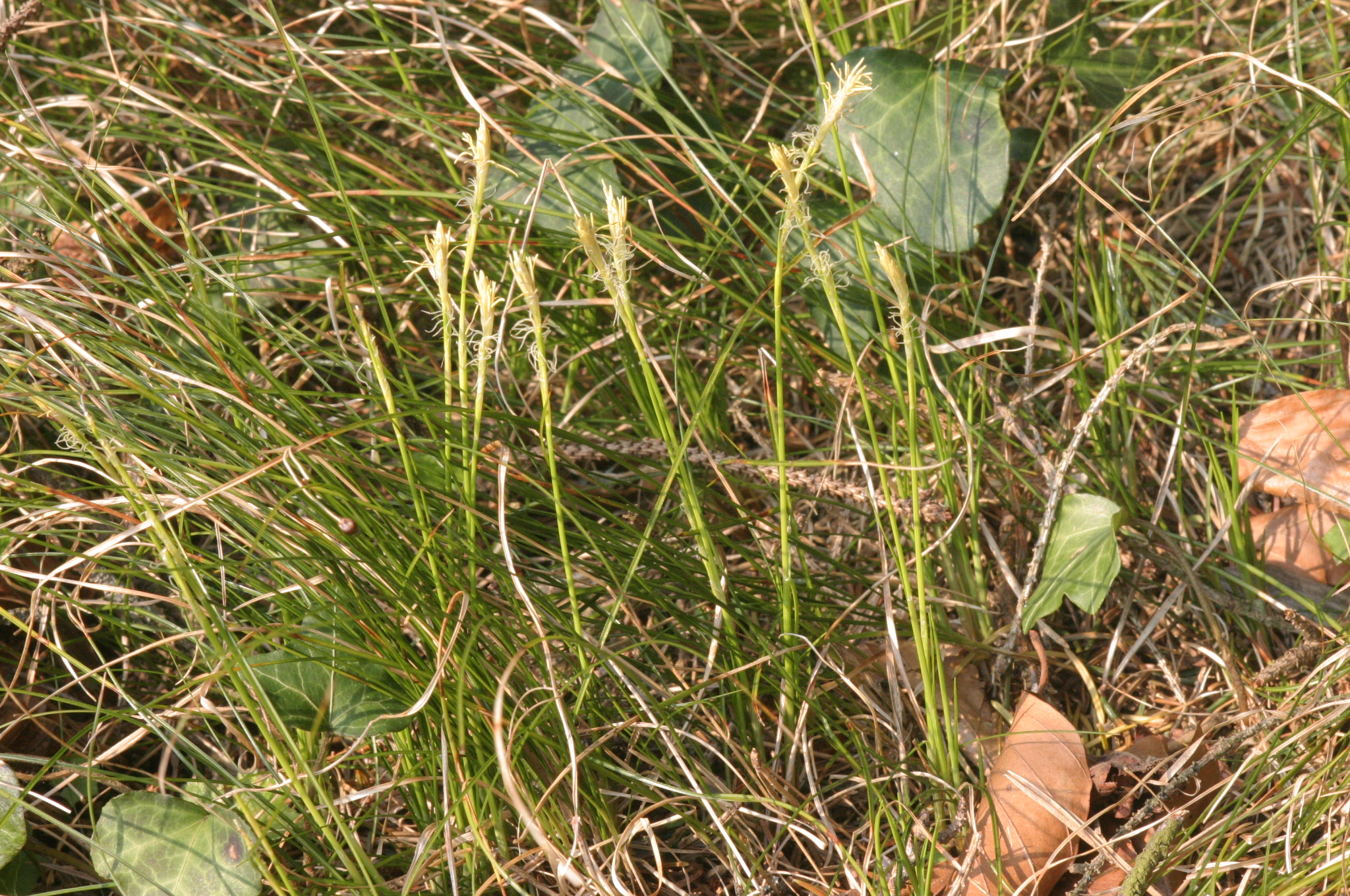
Weiße Segge (Carex alba)

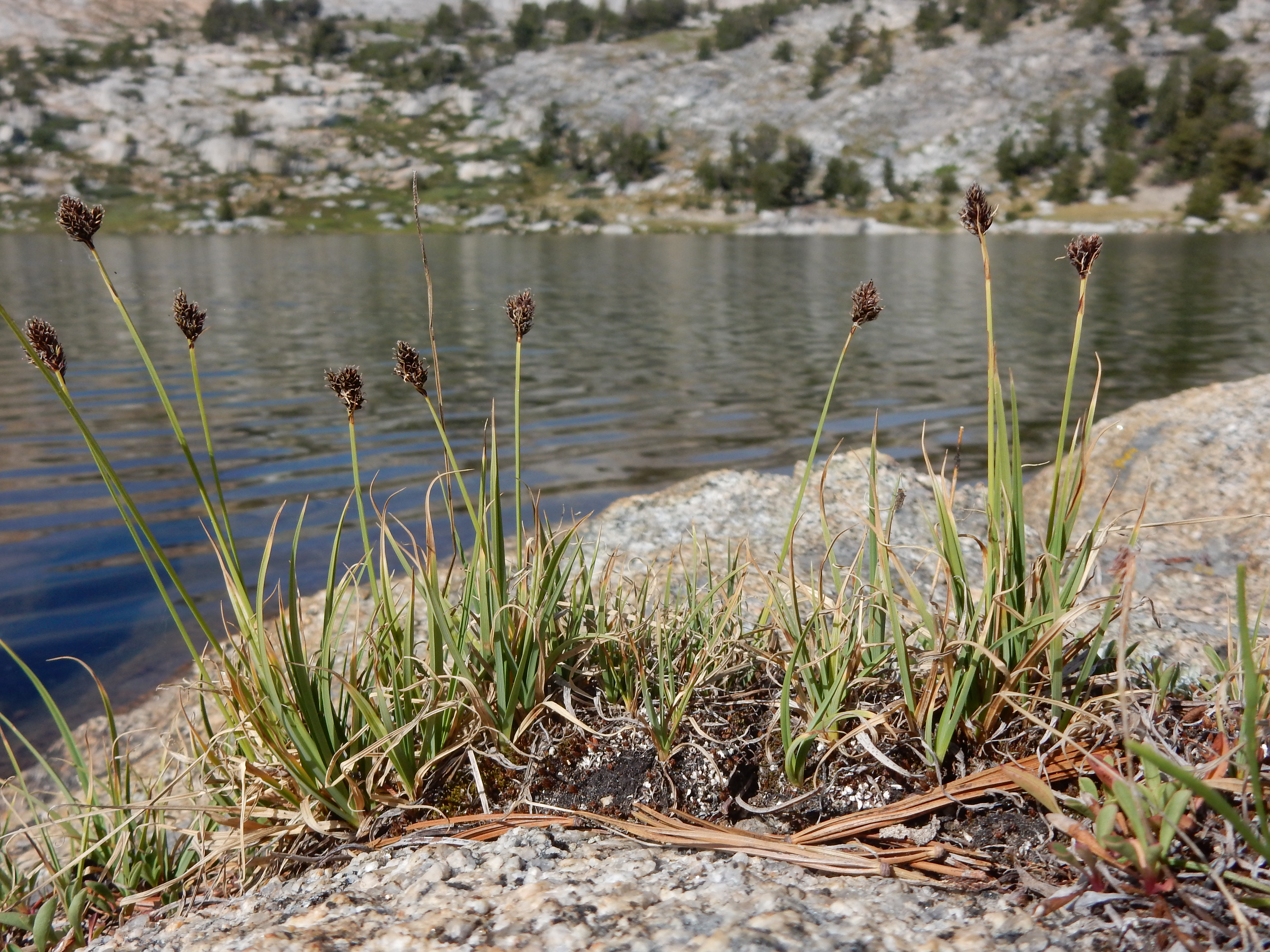
Habitus von Carex albonigra im Habitat

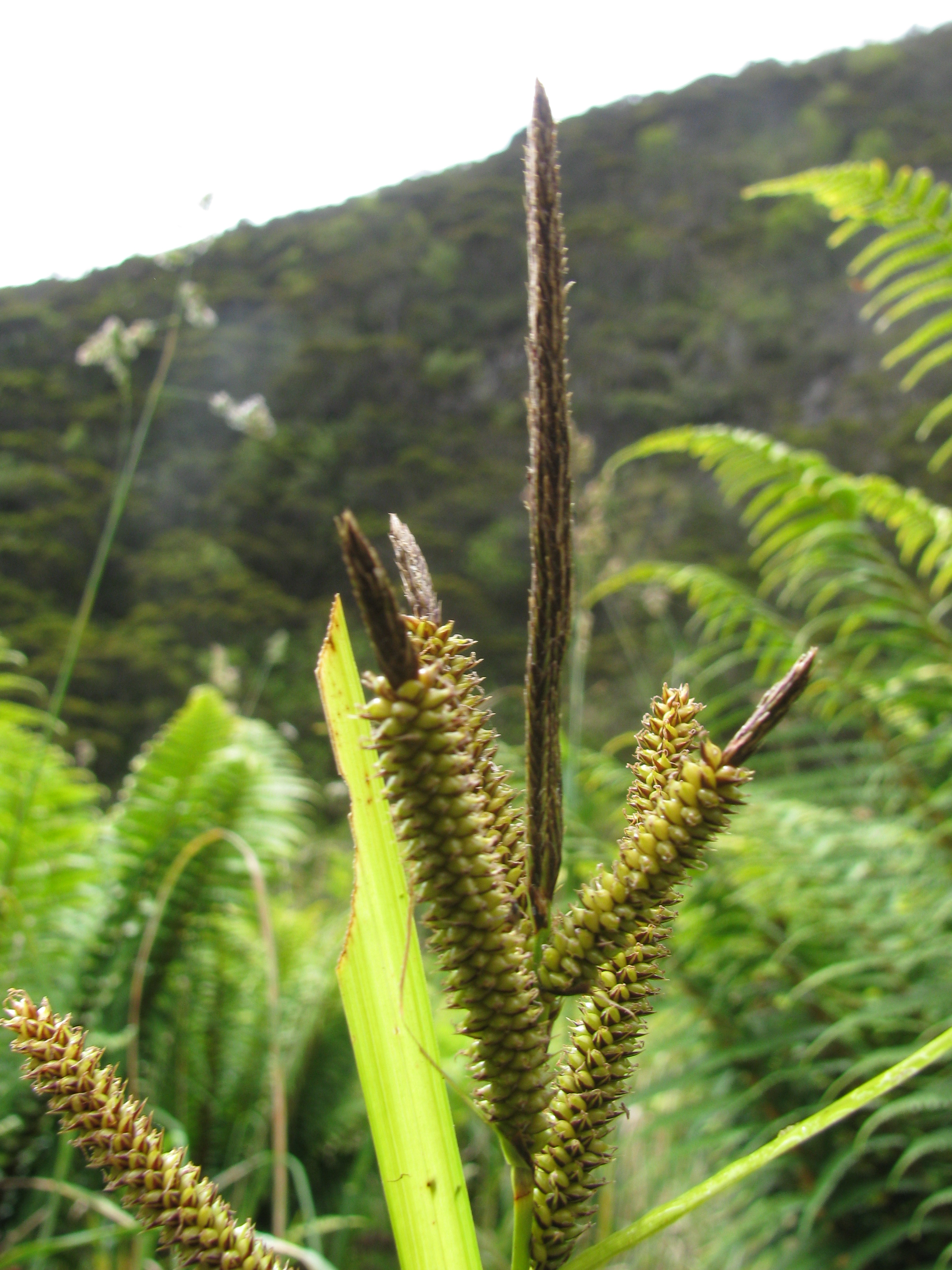
Blütenstand von Carex alligata

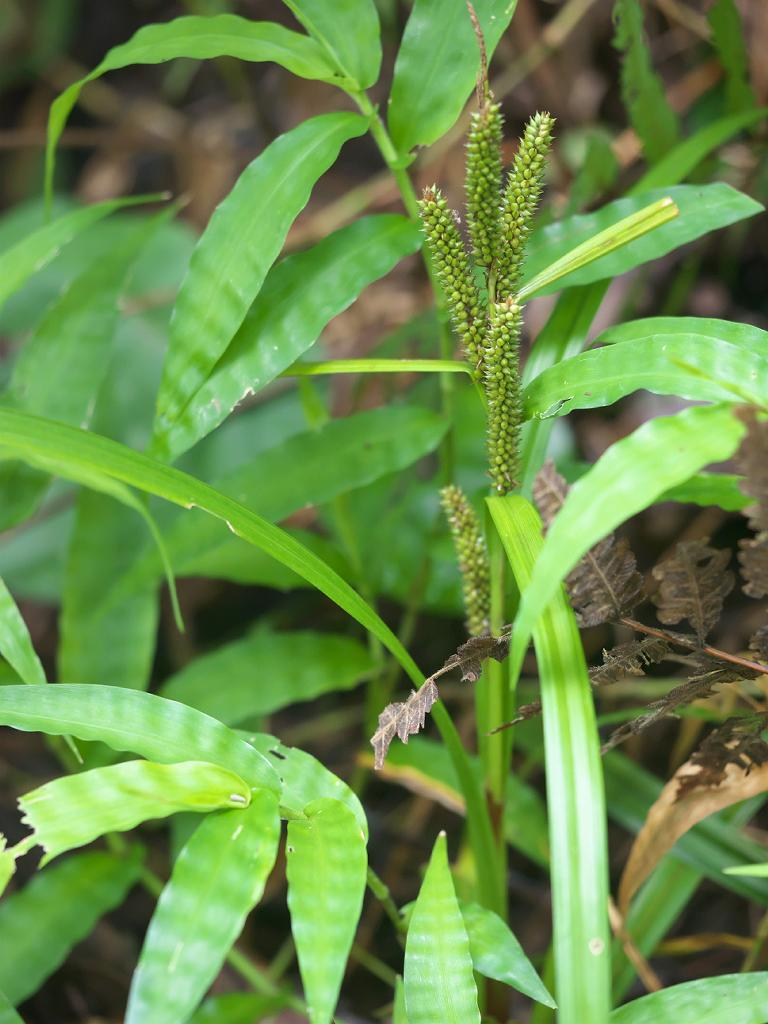
Blütenstand von Carex alliiformis

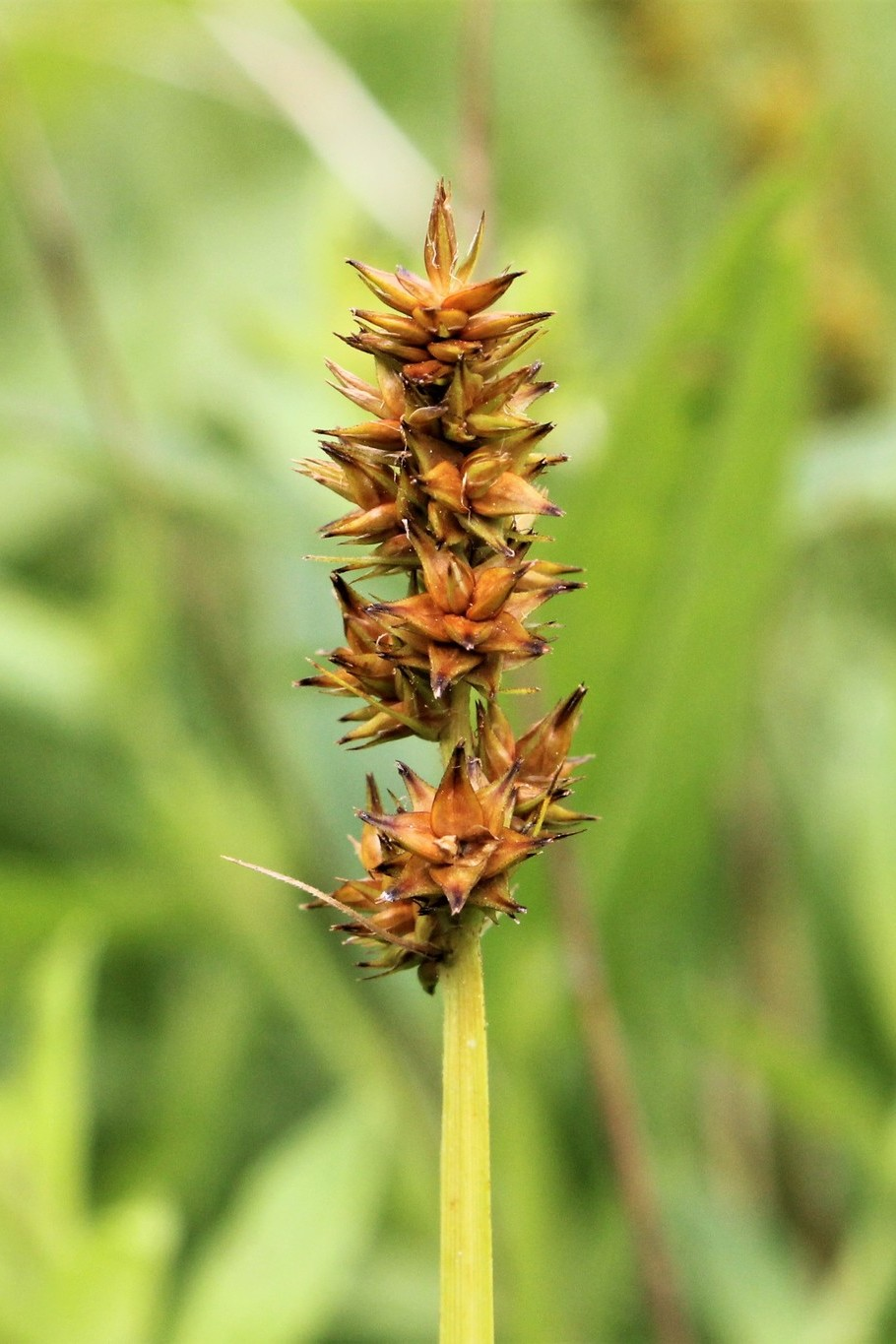
Fruchtstand von Carex alopecoidea

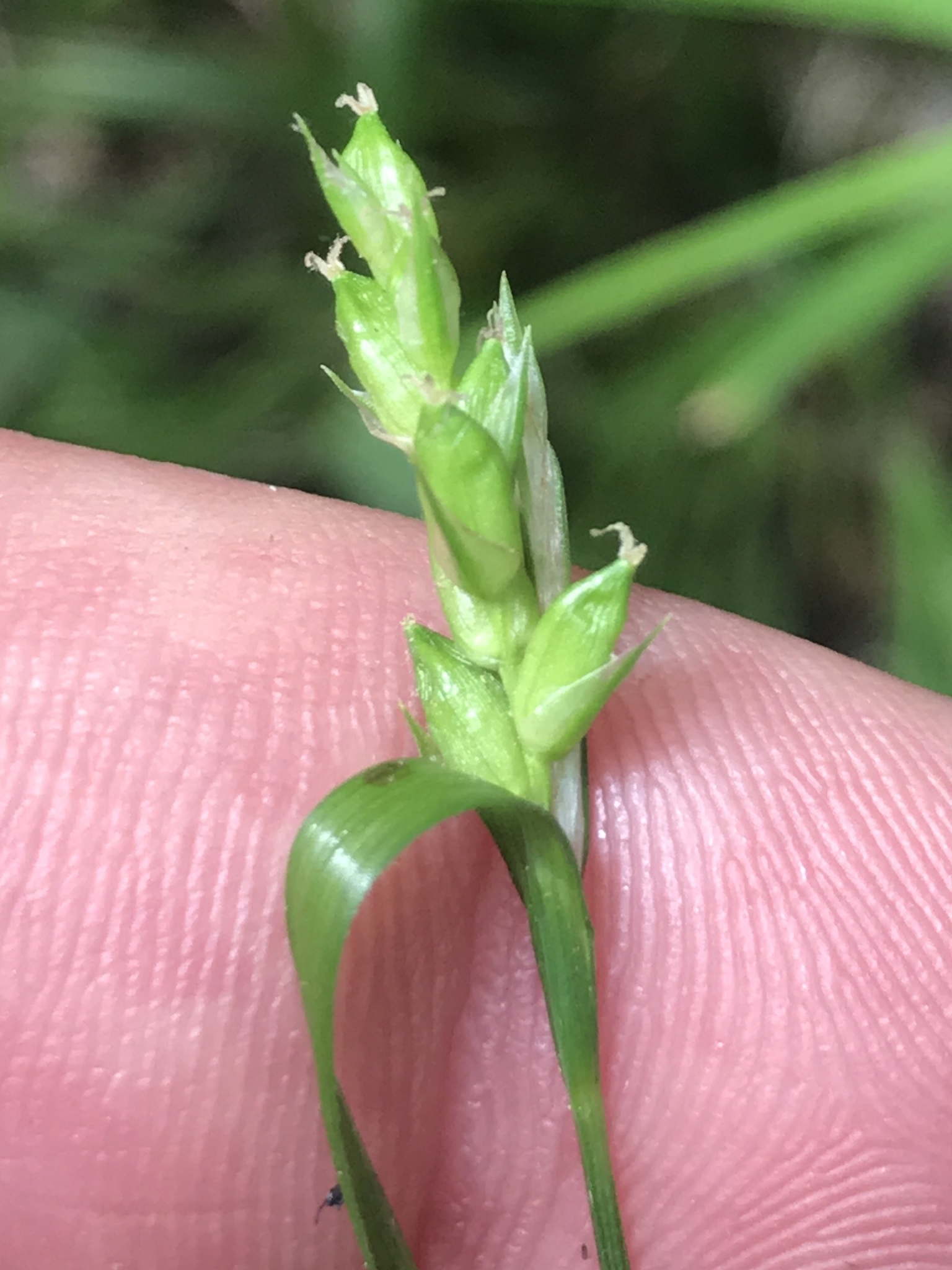
Blütenstand von Carex amphibola

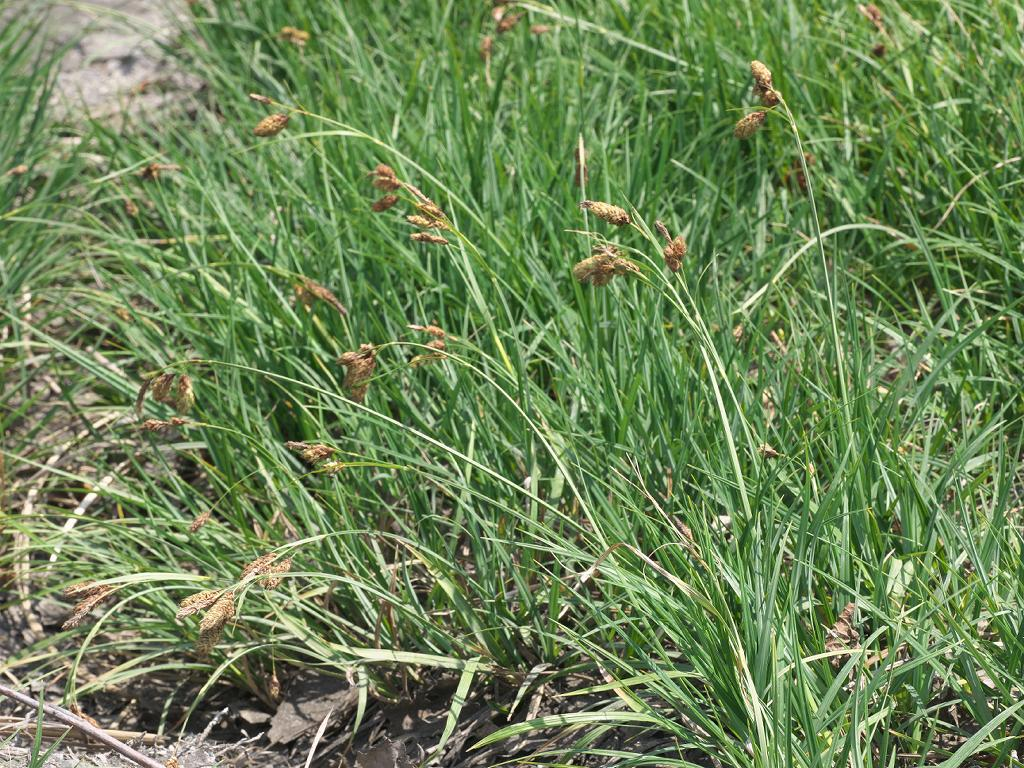
Carex angustisquama

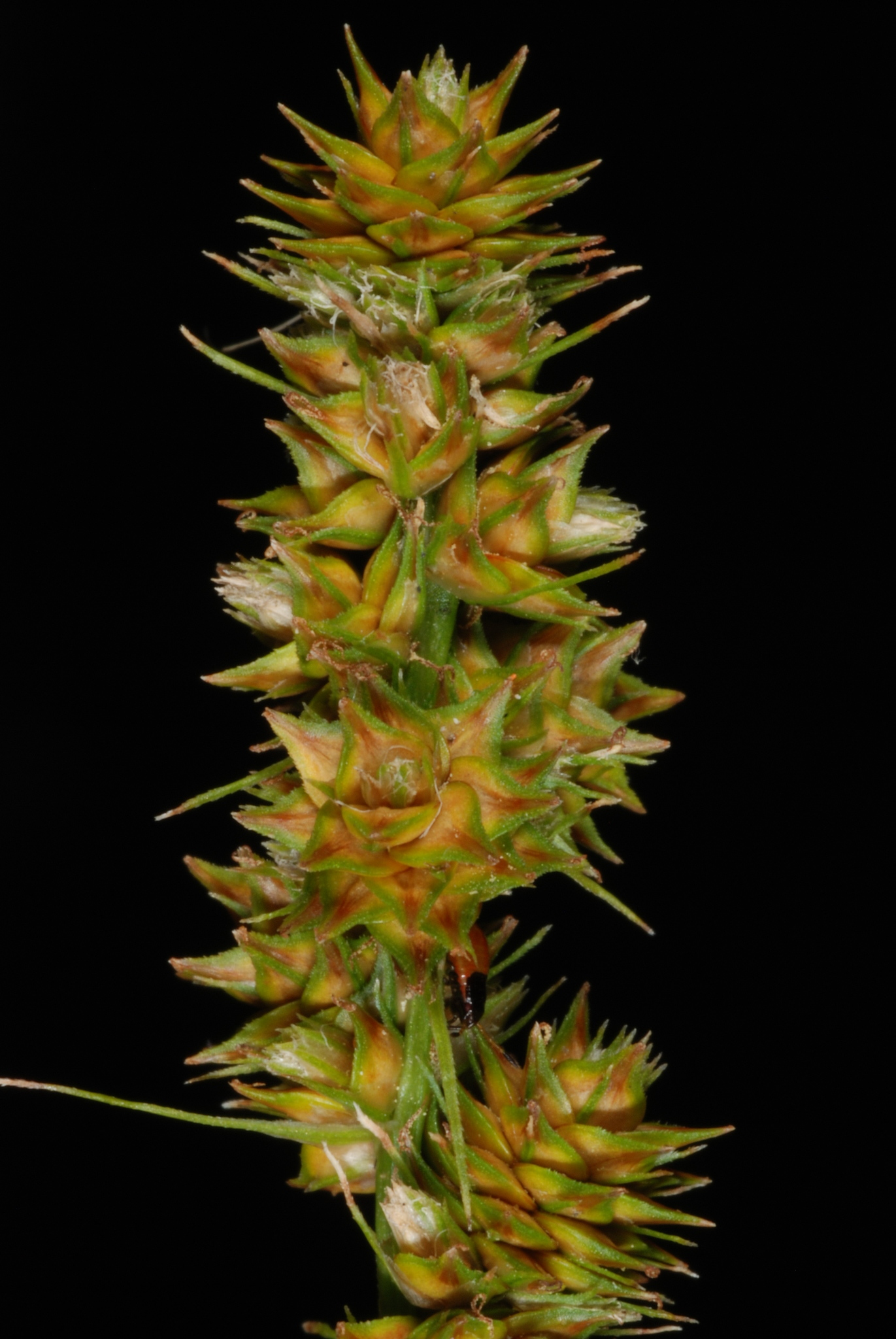
Blütenstand von Carex annectens

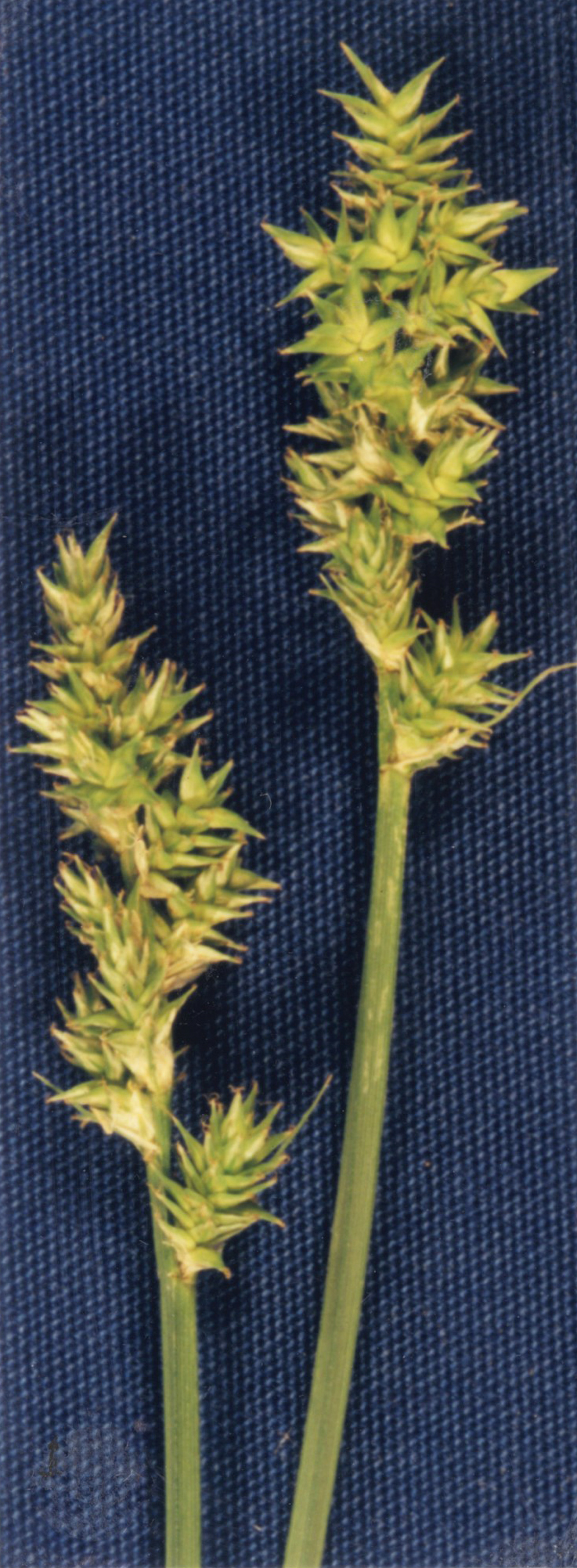
Blütenstände von Carex arcta

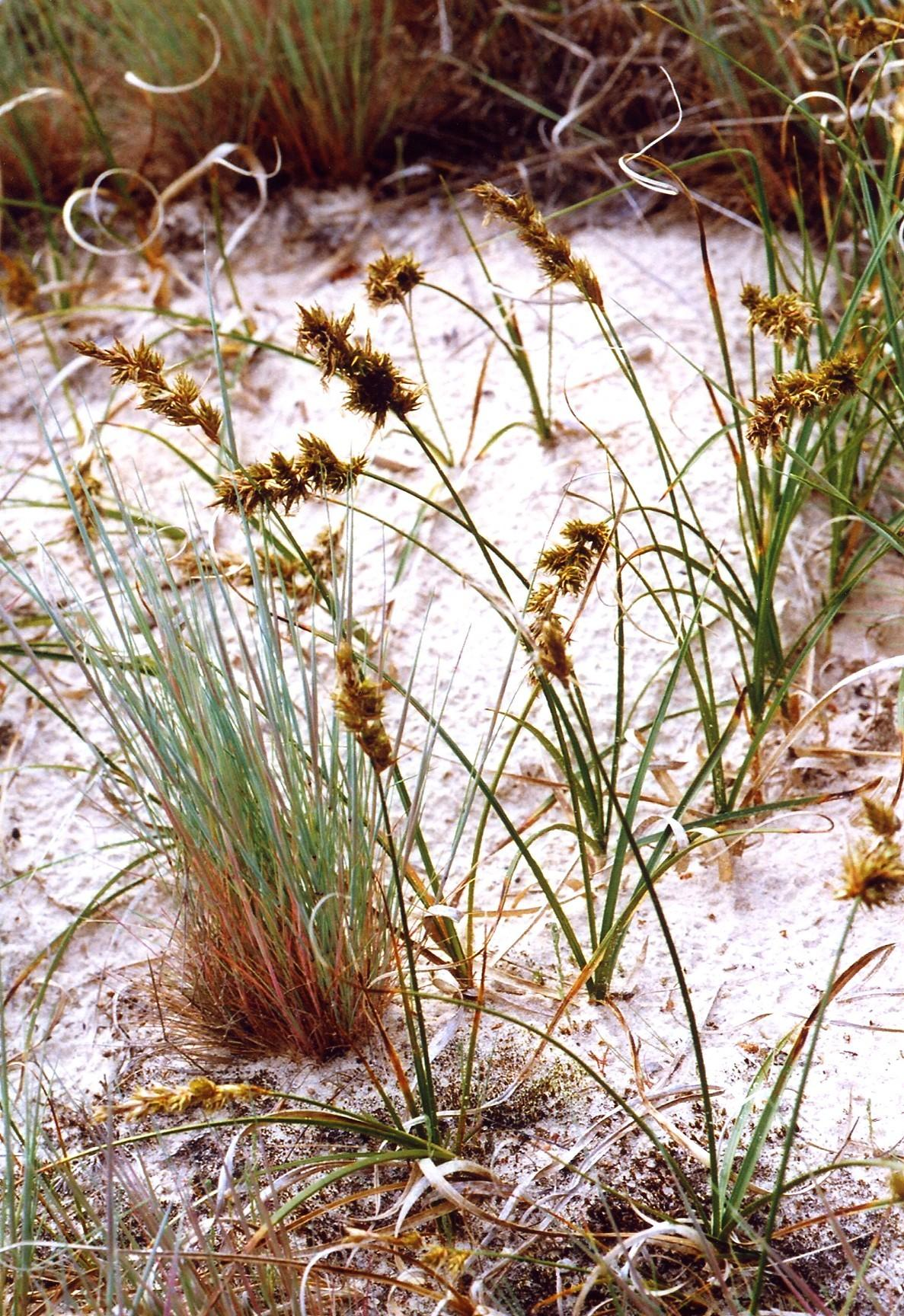
Sand-Segge (Carex arenaria)

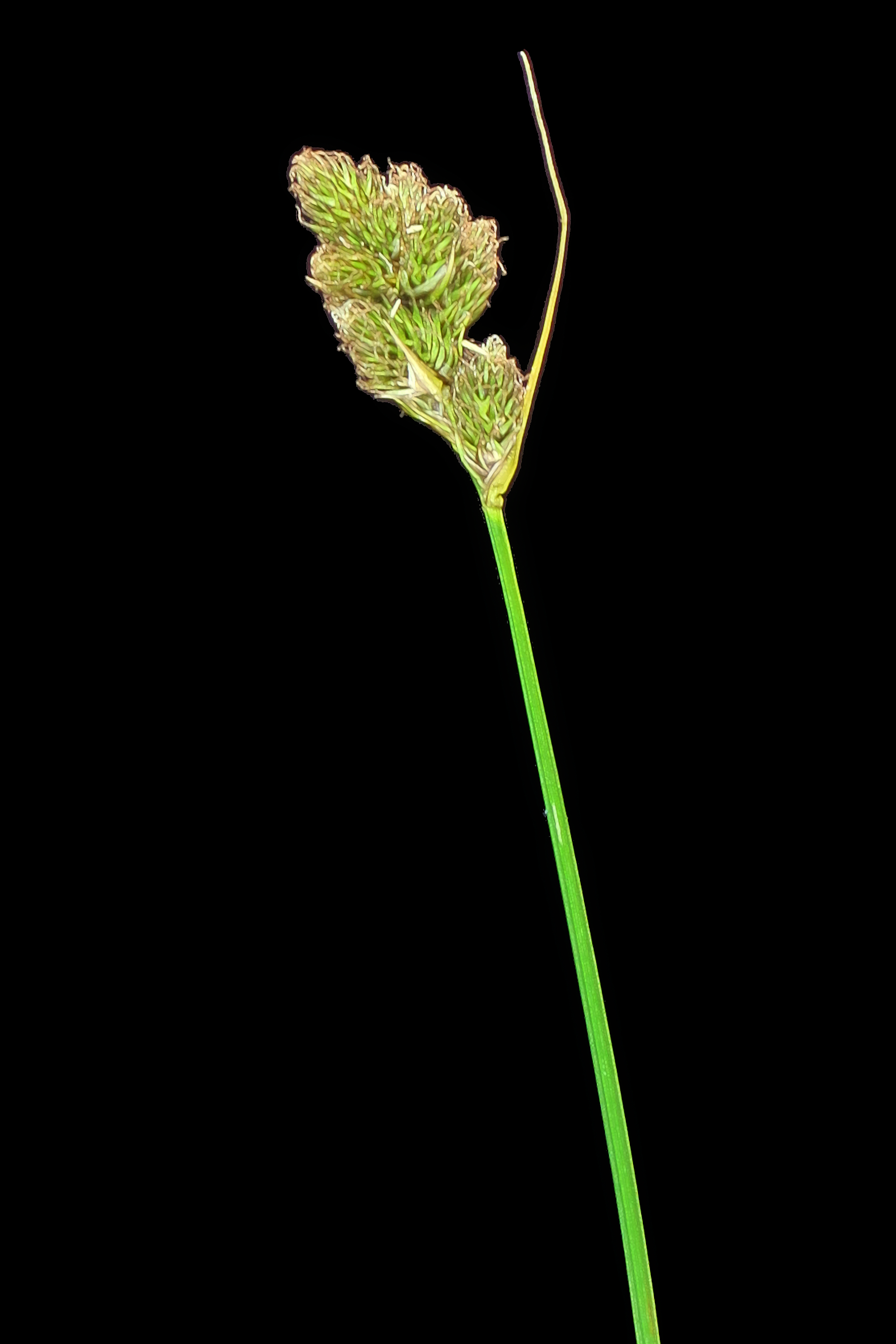
Blütenstand von Carex athrostachya

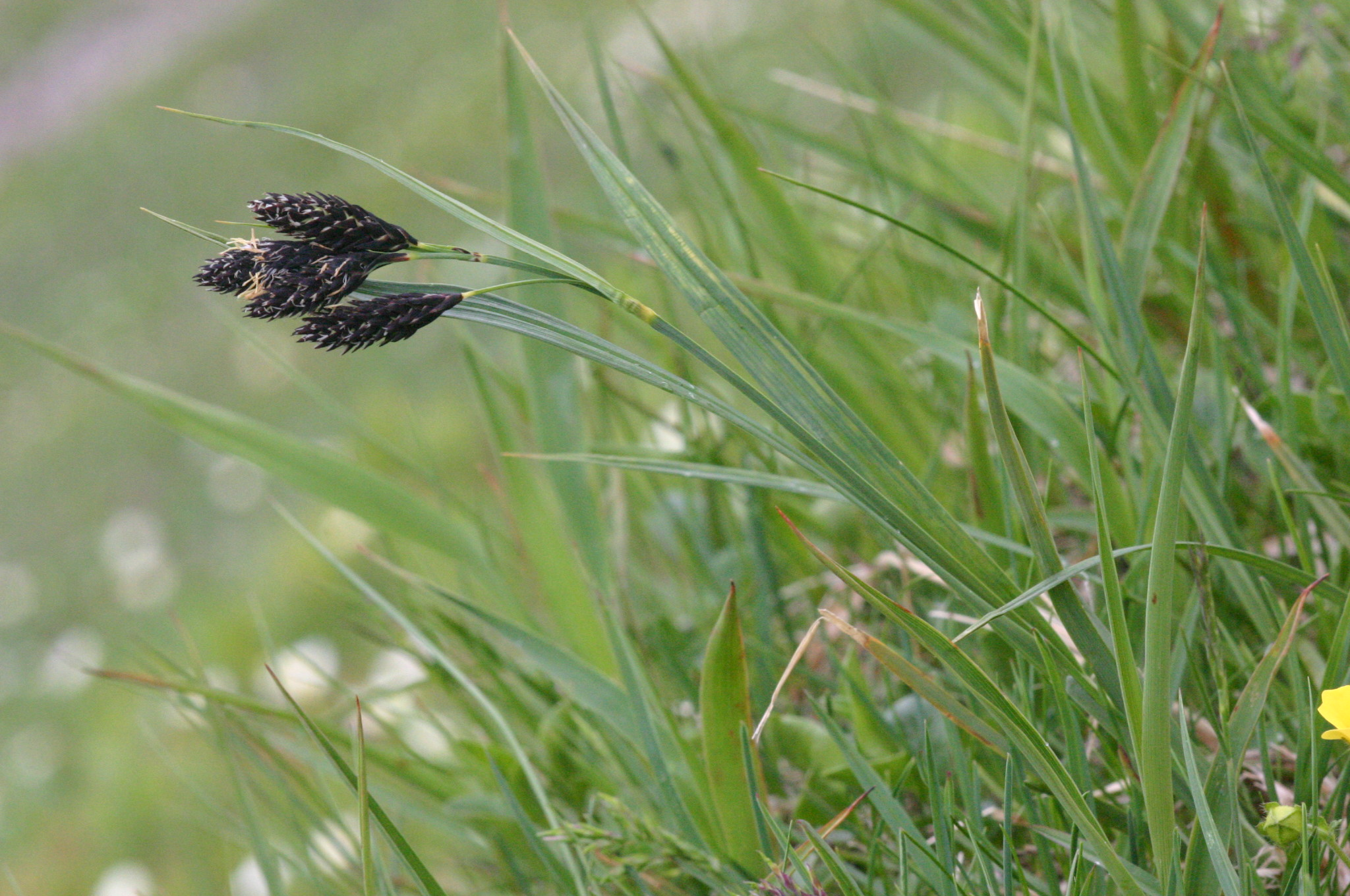
Trauer-Segge (Carex atrata)

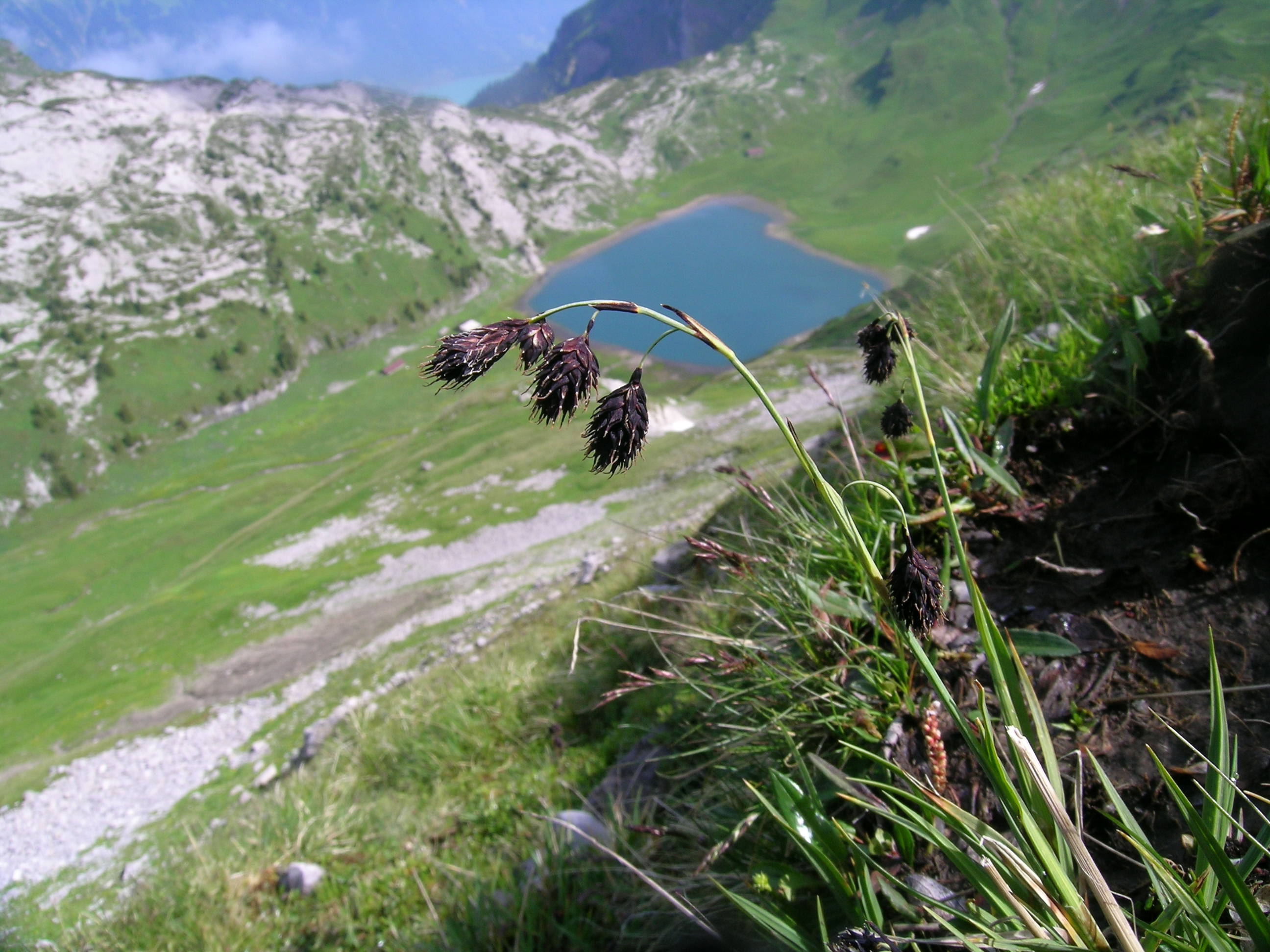
Blütenstand der Schwarzroten Segge (Carex atrofusca) im Habitat

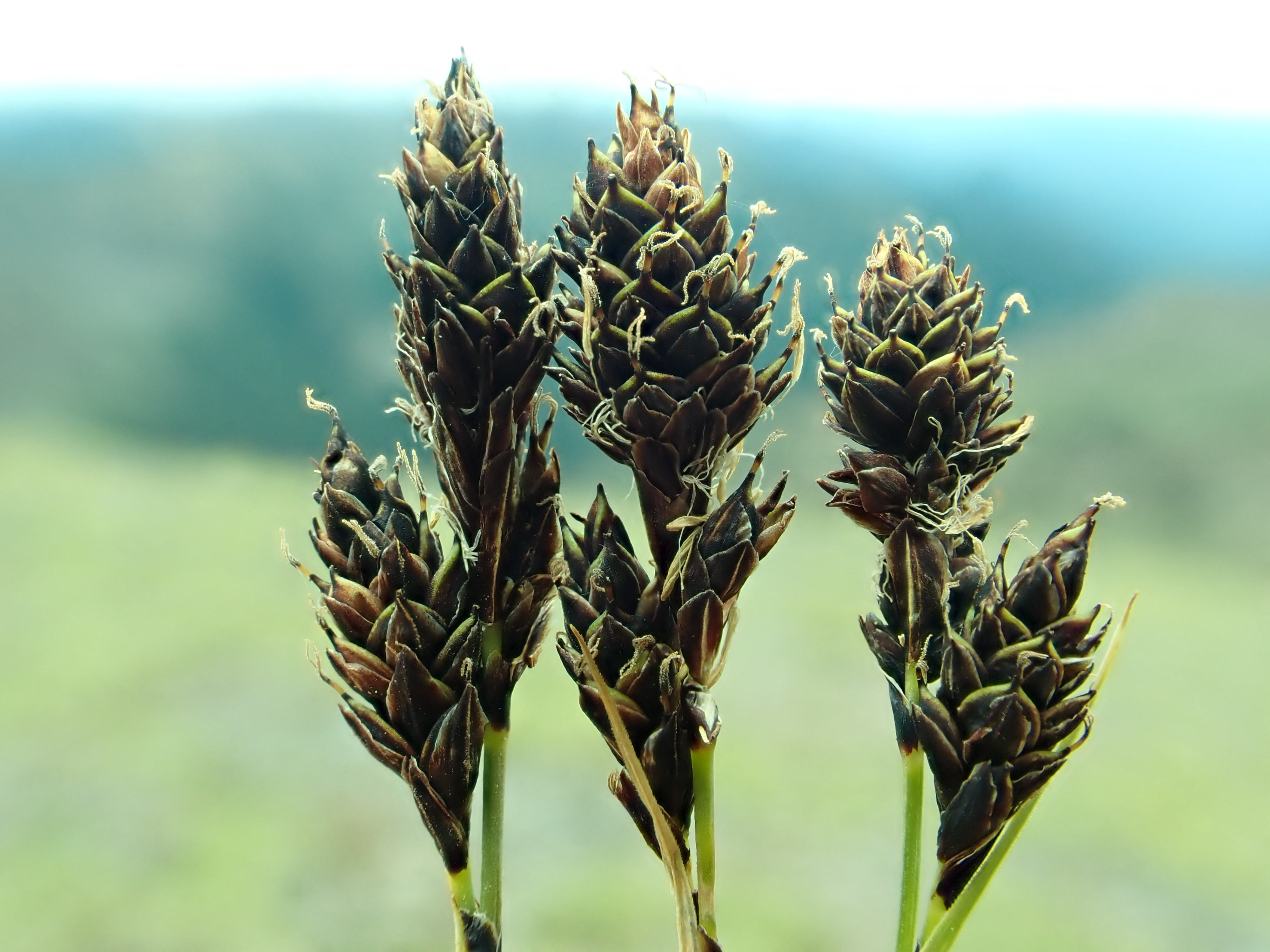
Blütenstände von Carex atrosquama

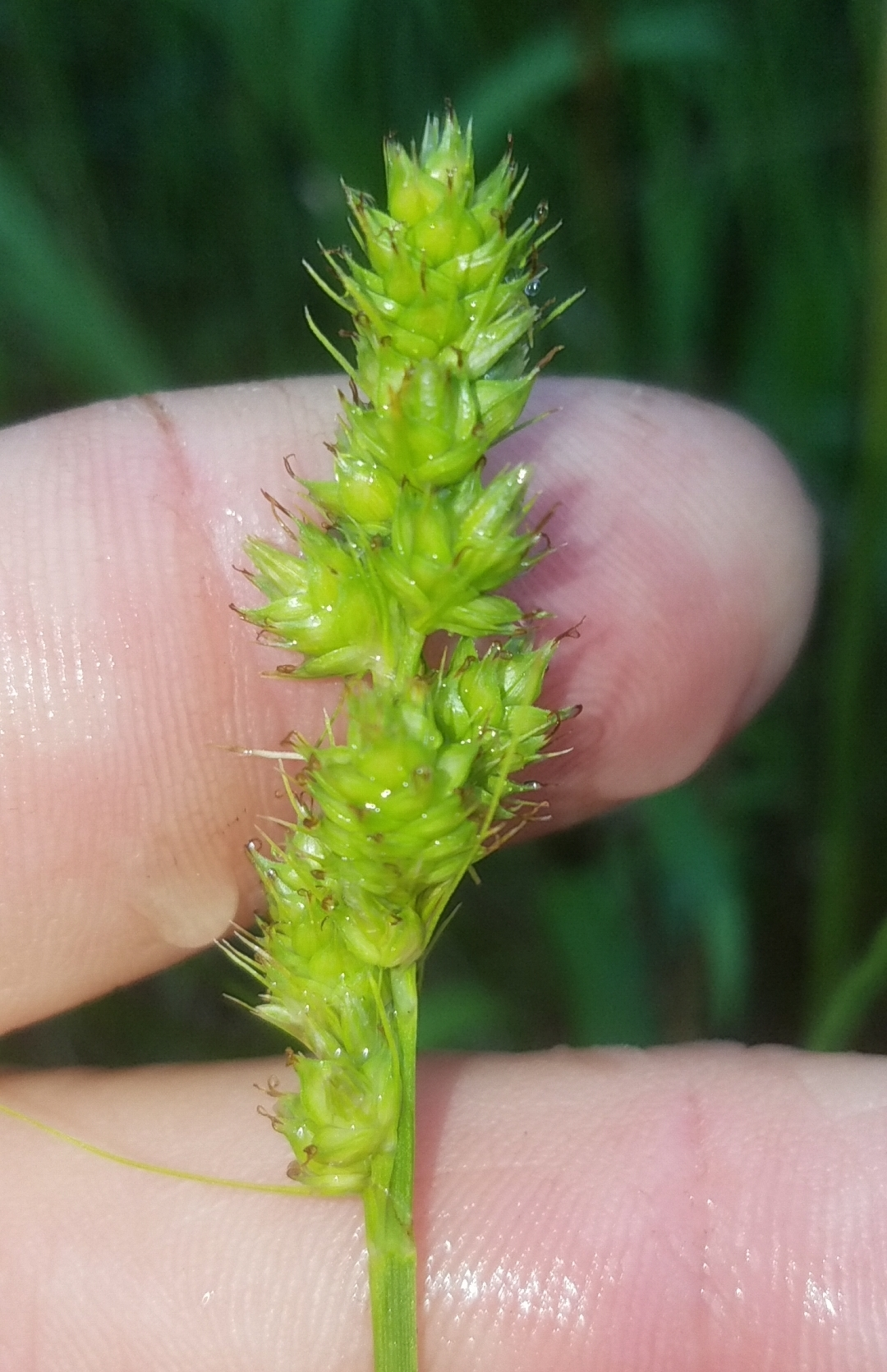
Fruchtstand von Carex austrina

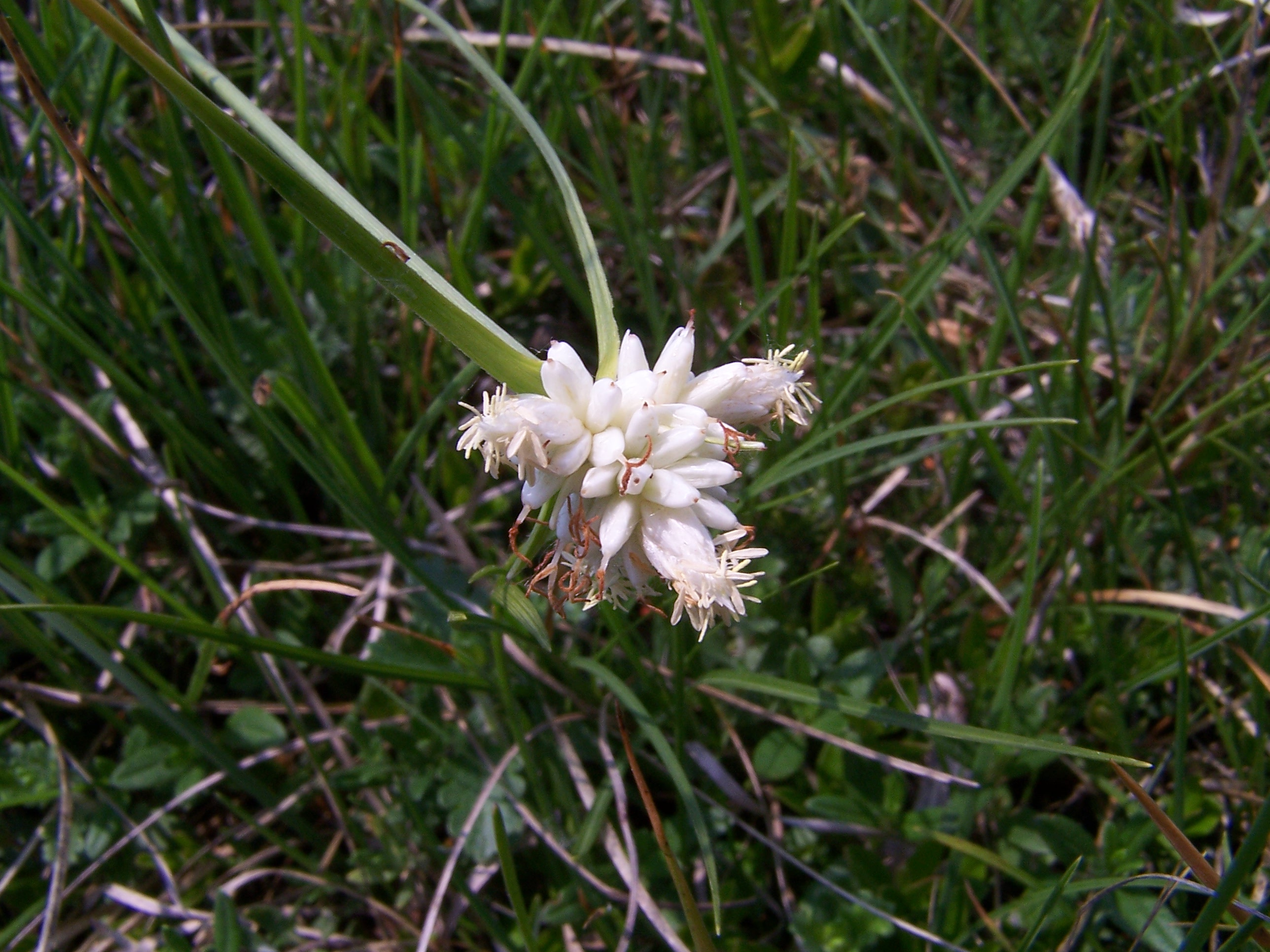
Monte-Baldo-Segge (Carex baldensis)

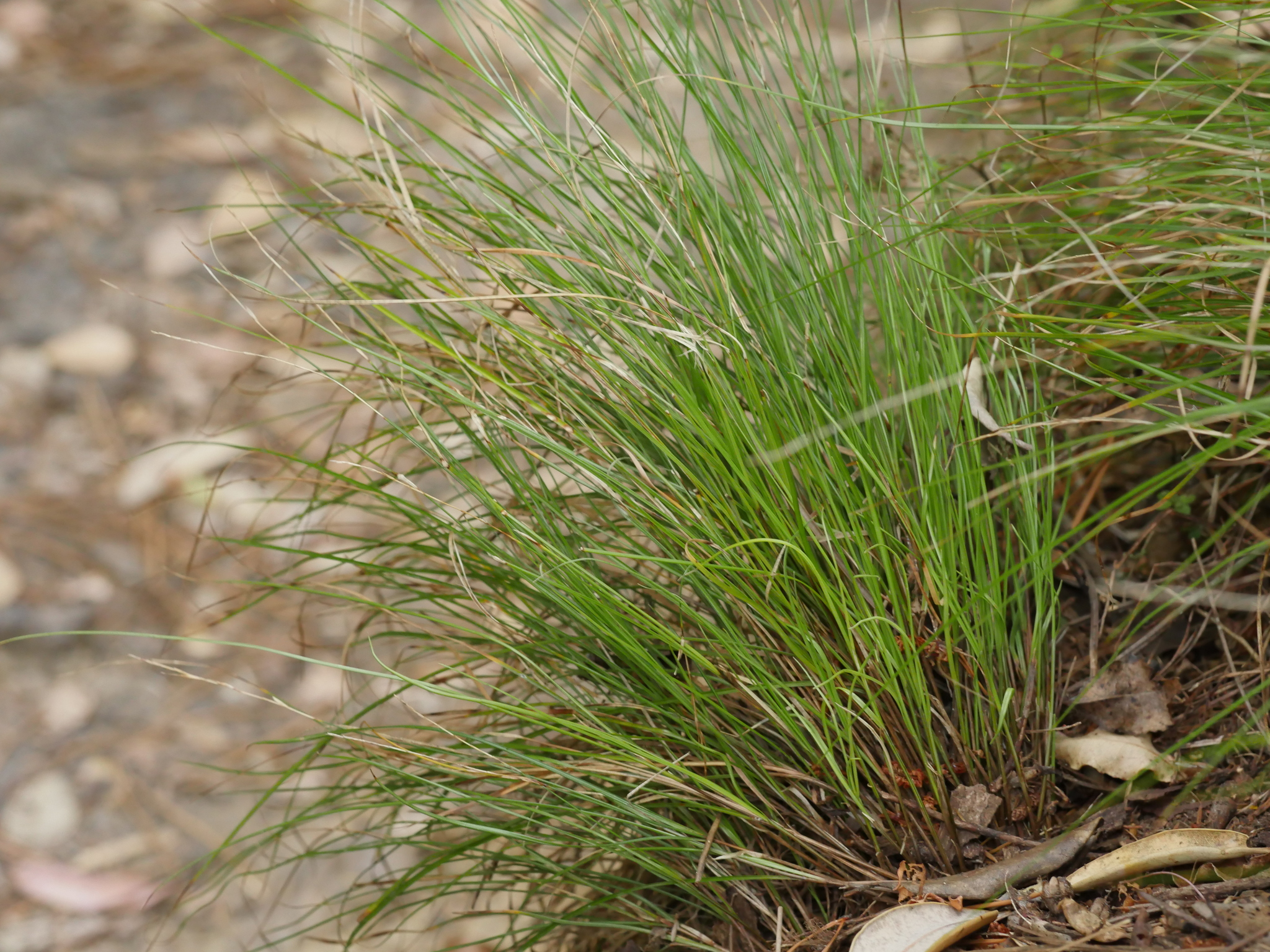
Habitus von Carex banksiana

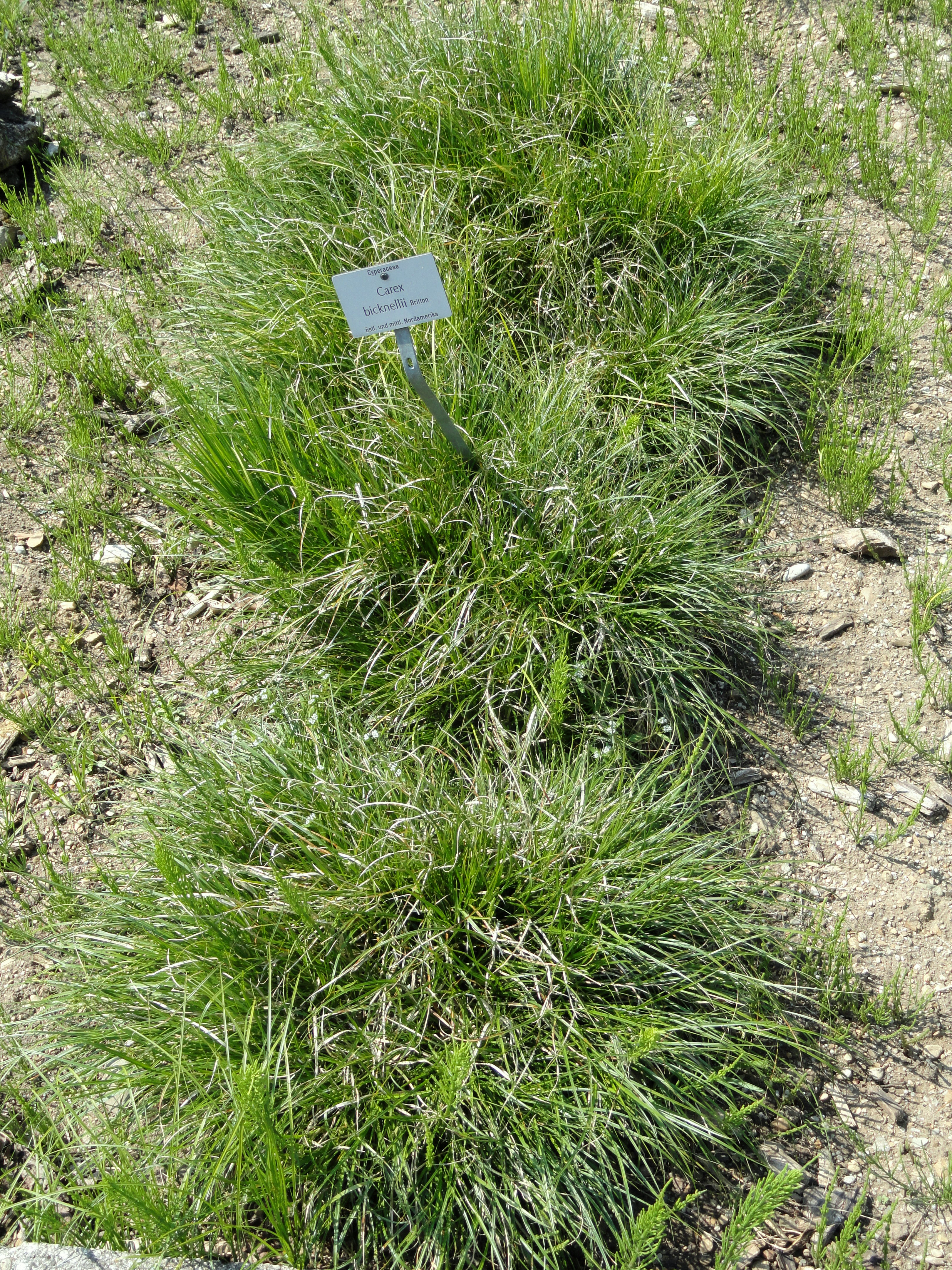
Habitus von Carex bicknellii

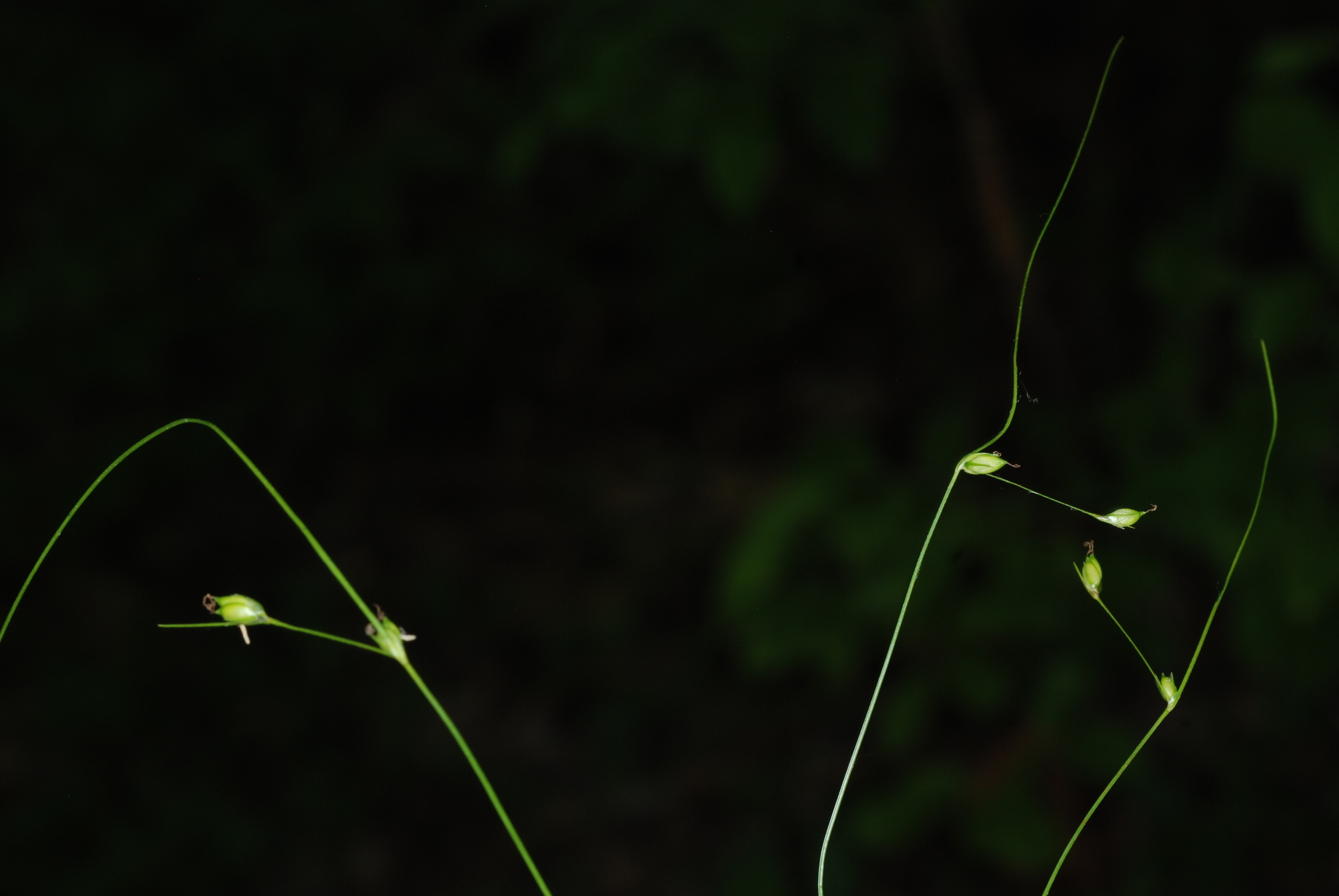
Blütenstände von Carex billingsii

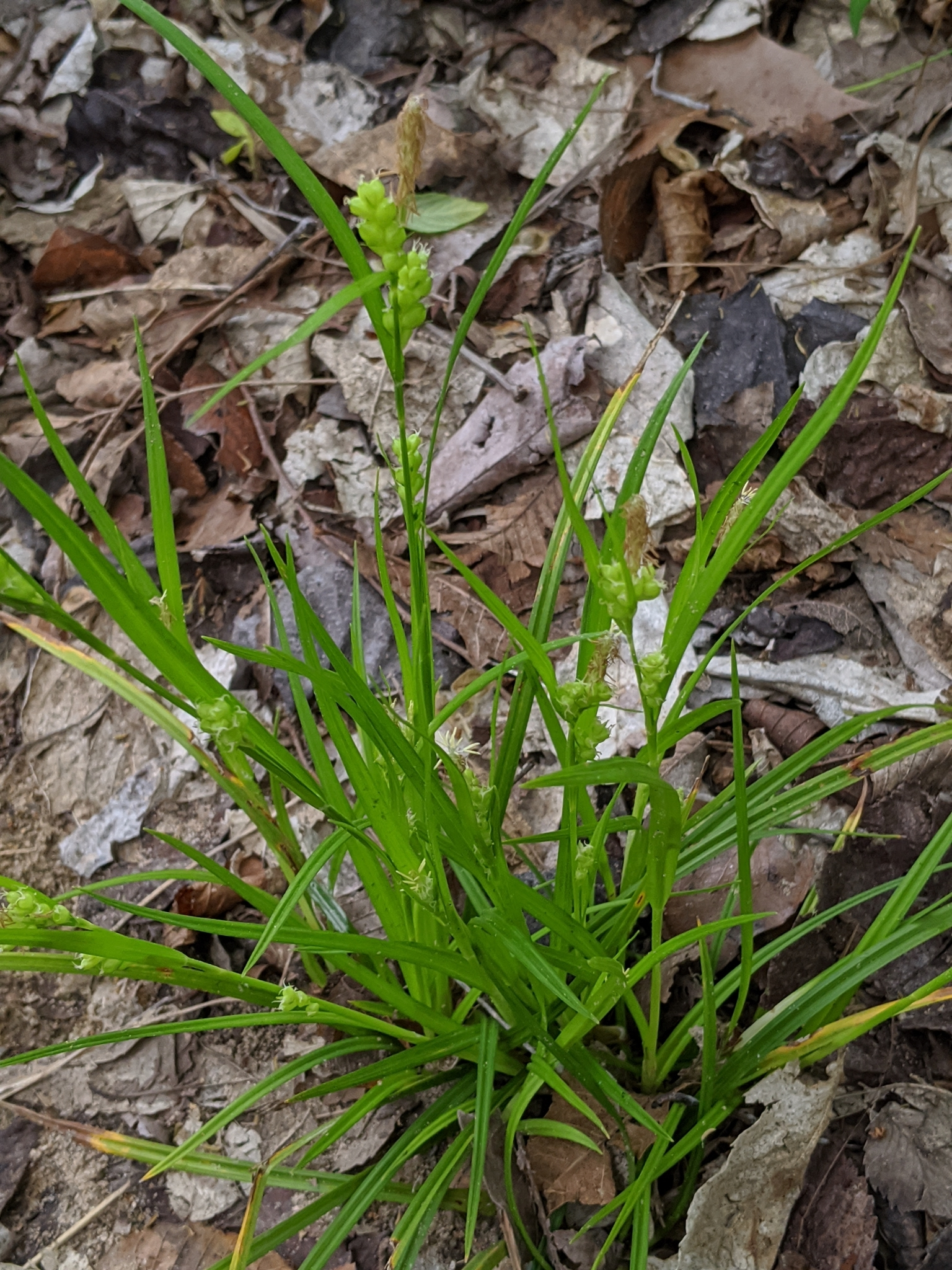
Habitus von Carex blanda im Habitat

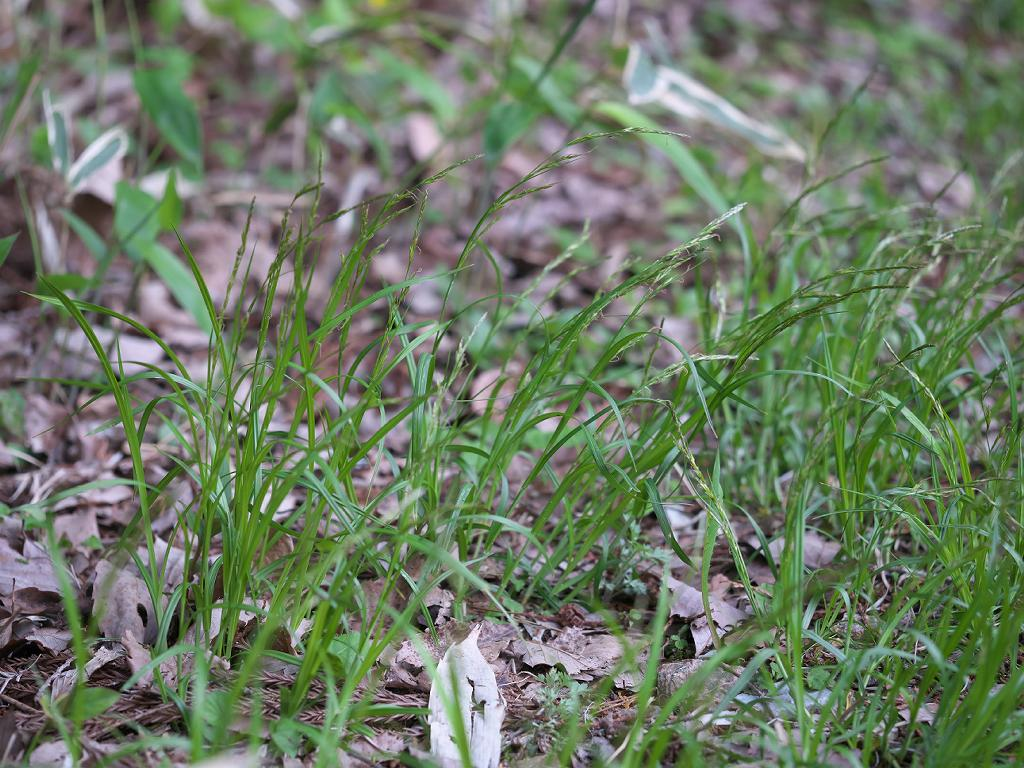
Habitus von Carex bostrychostigma im Habitat

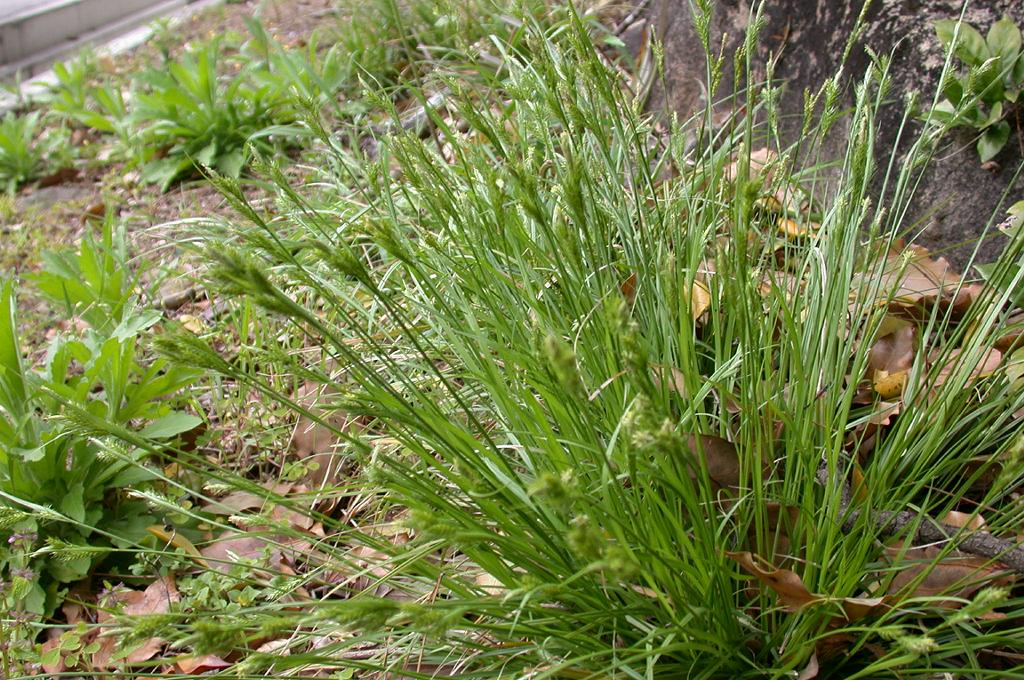
Carex breviculmis

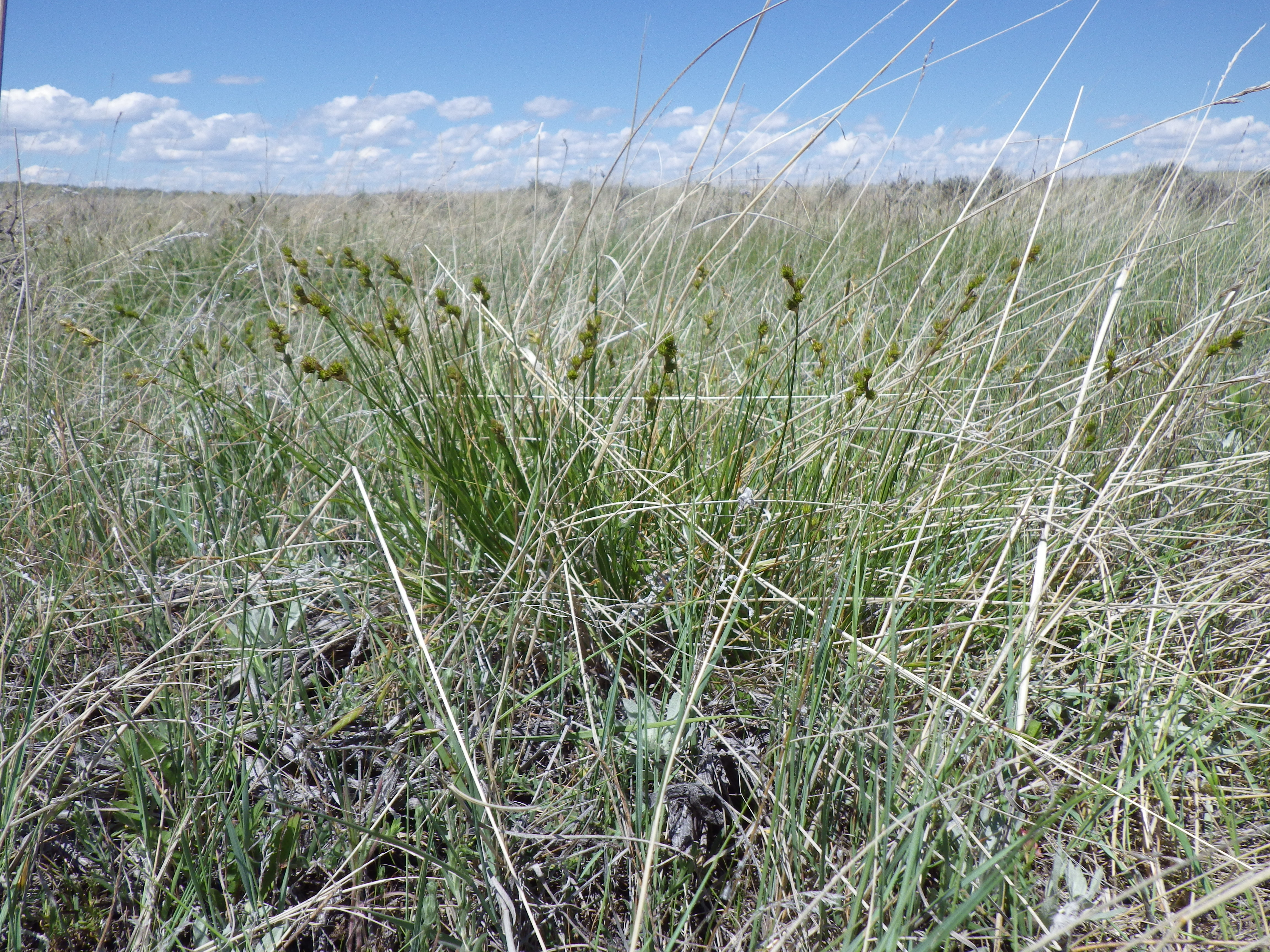
Habitus von Carex brevior im Habitat

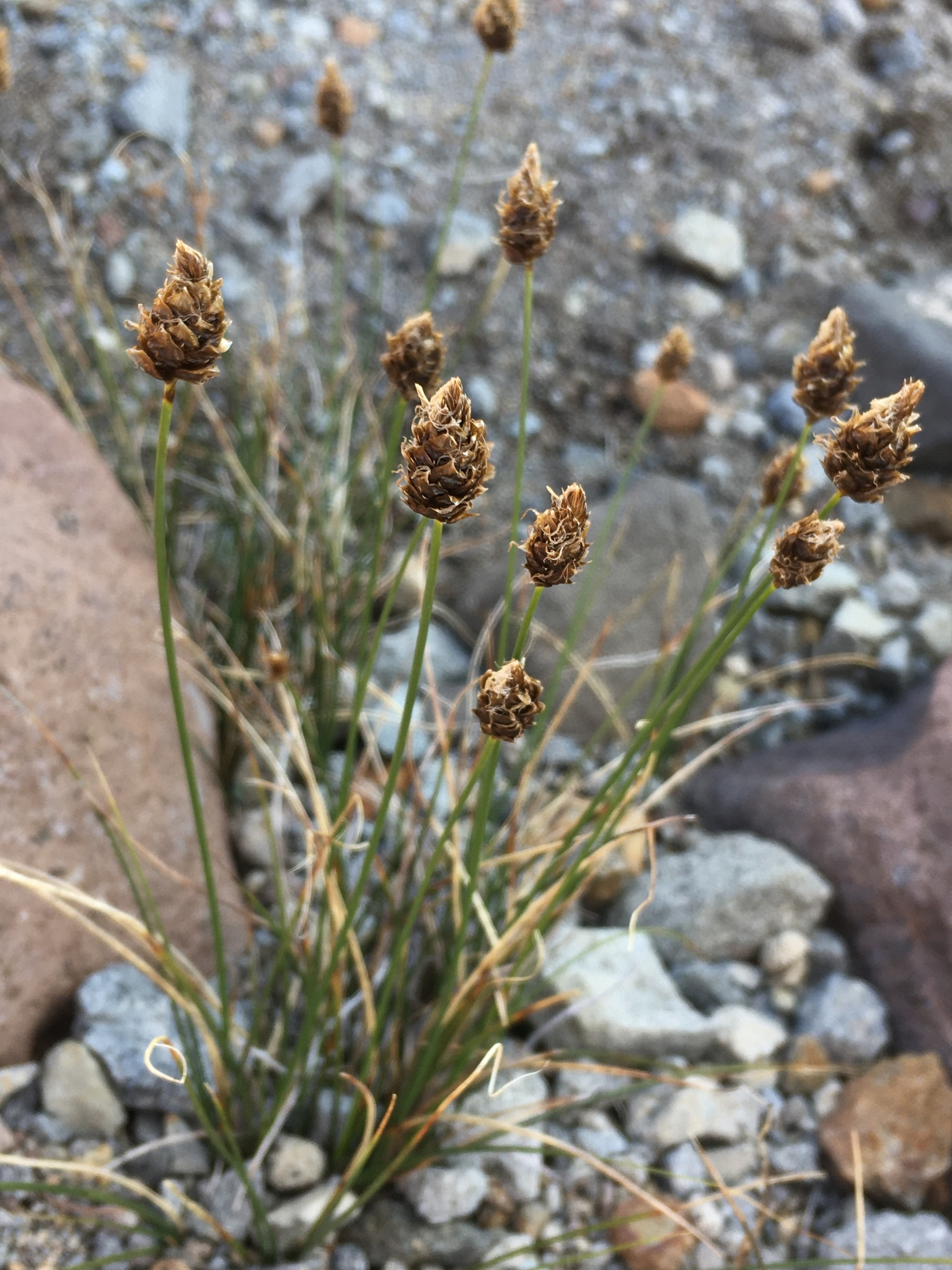
Carex breweri

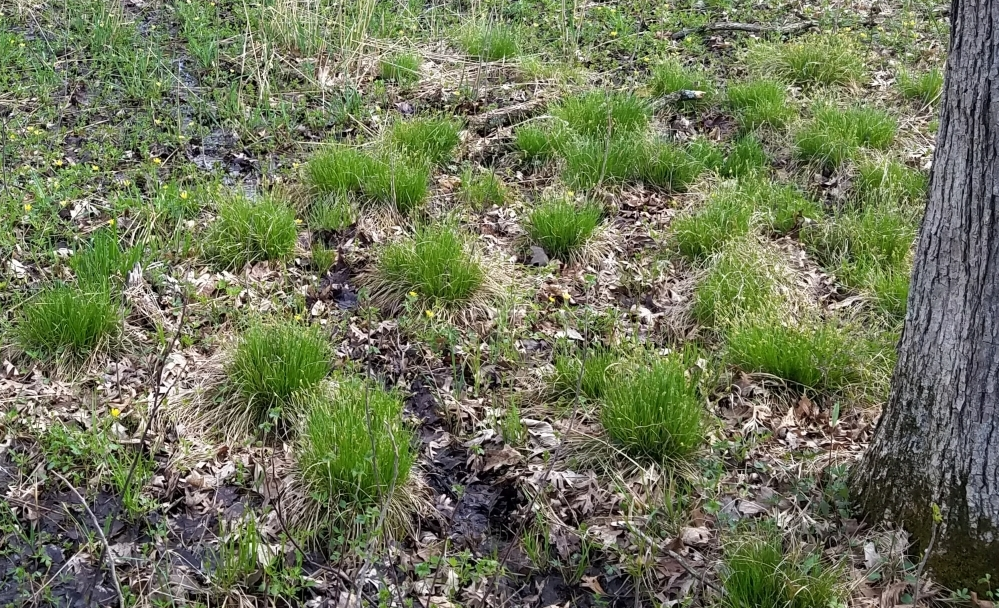
Habitus von Carex bromoides im Habitat

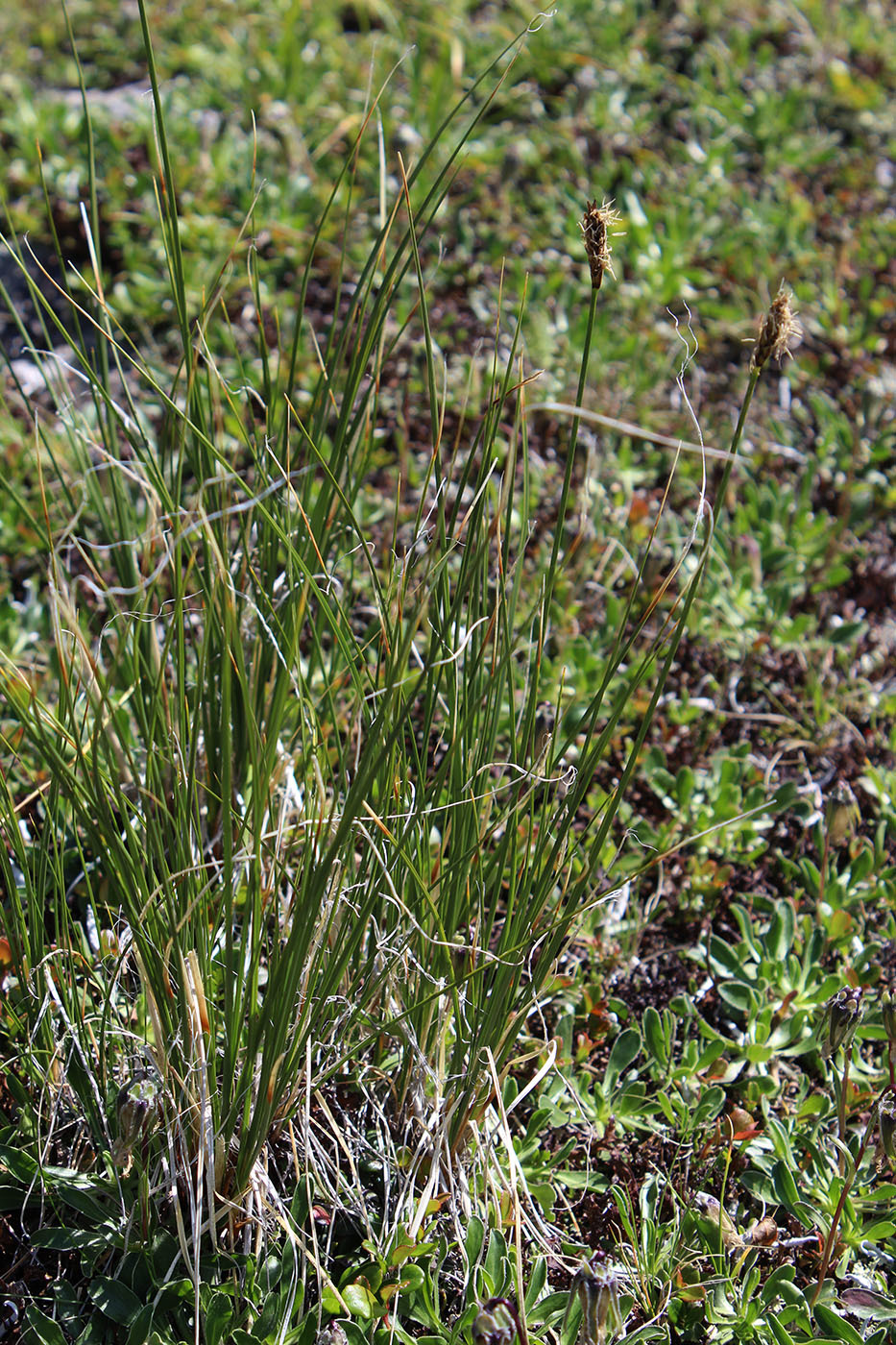
Habitus von Carex capillifolia im Habitat

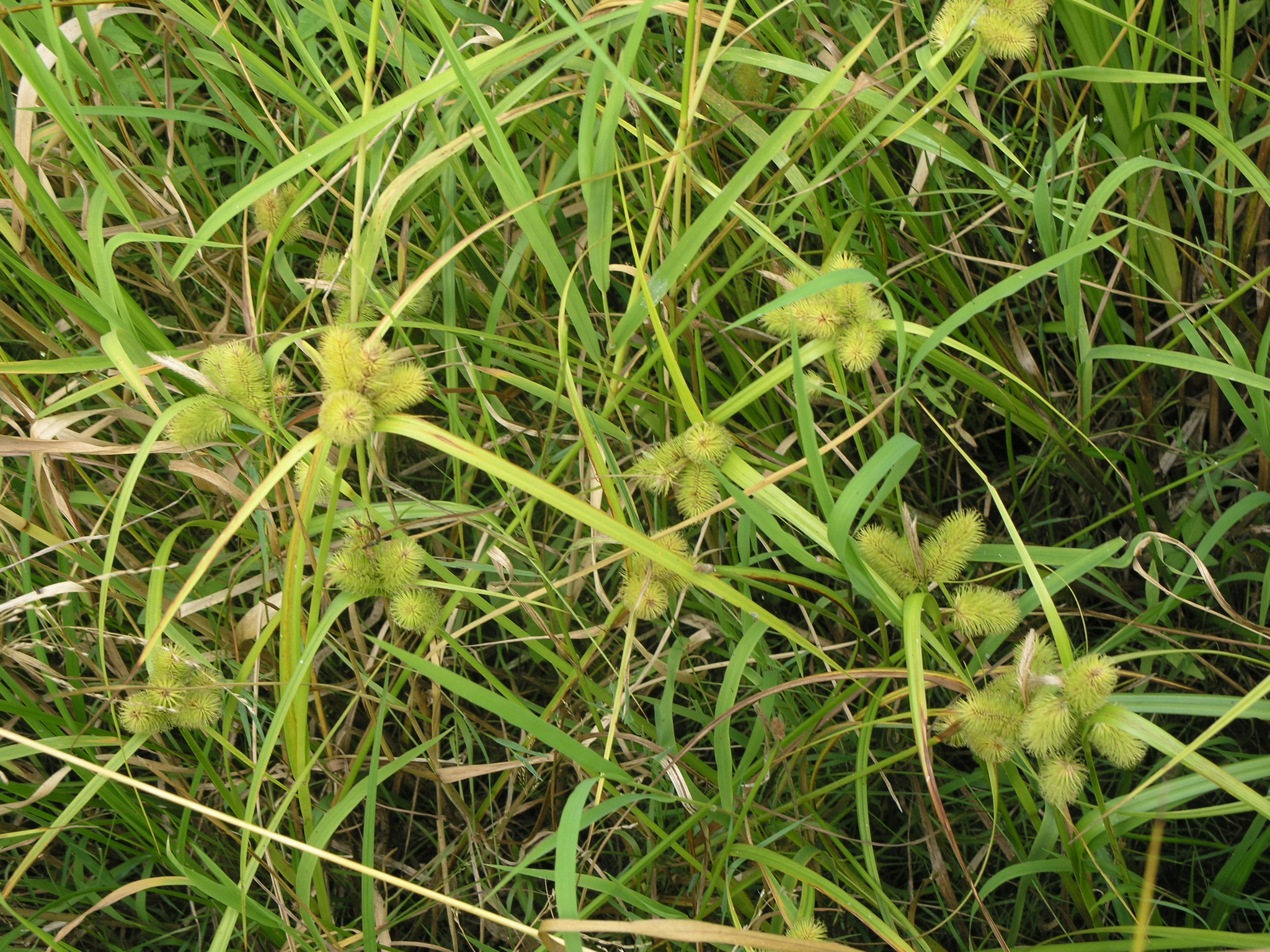
Carex capricornis

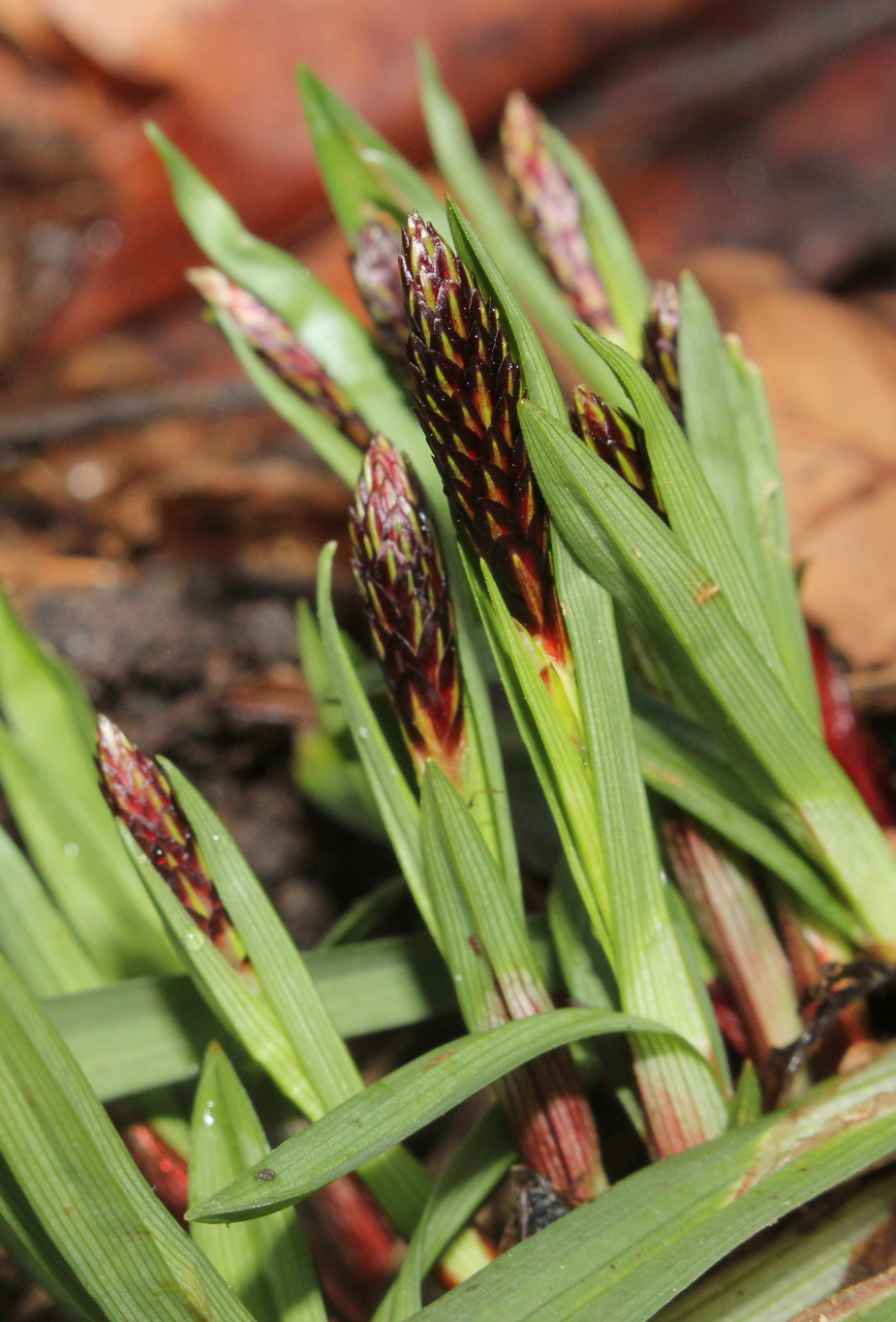
Blütenstände von Carex careyana im Habitat

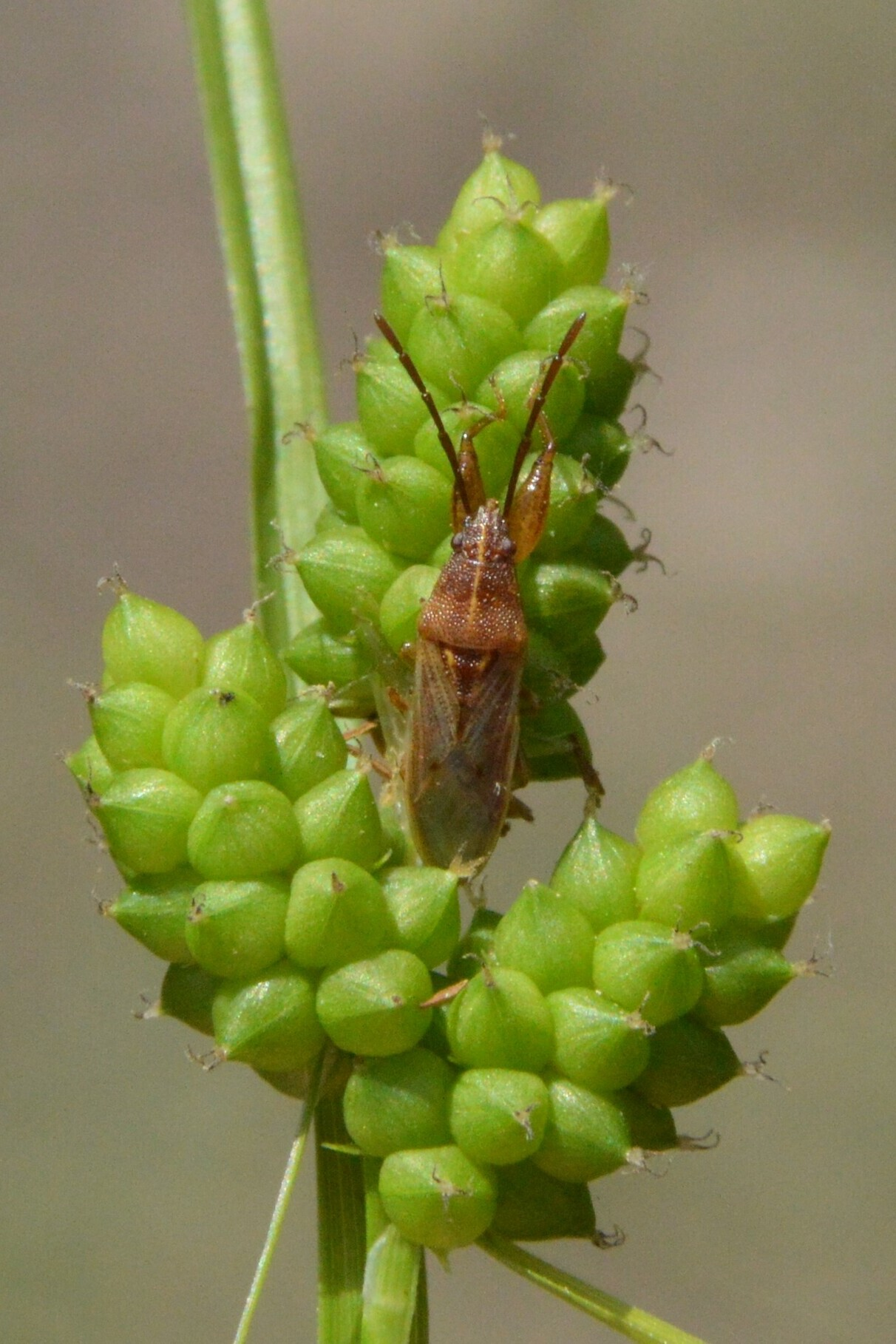
Blütenstand von Carex caroliniana

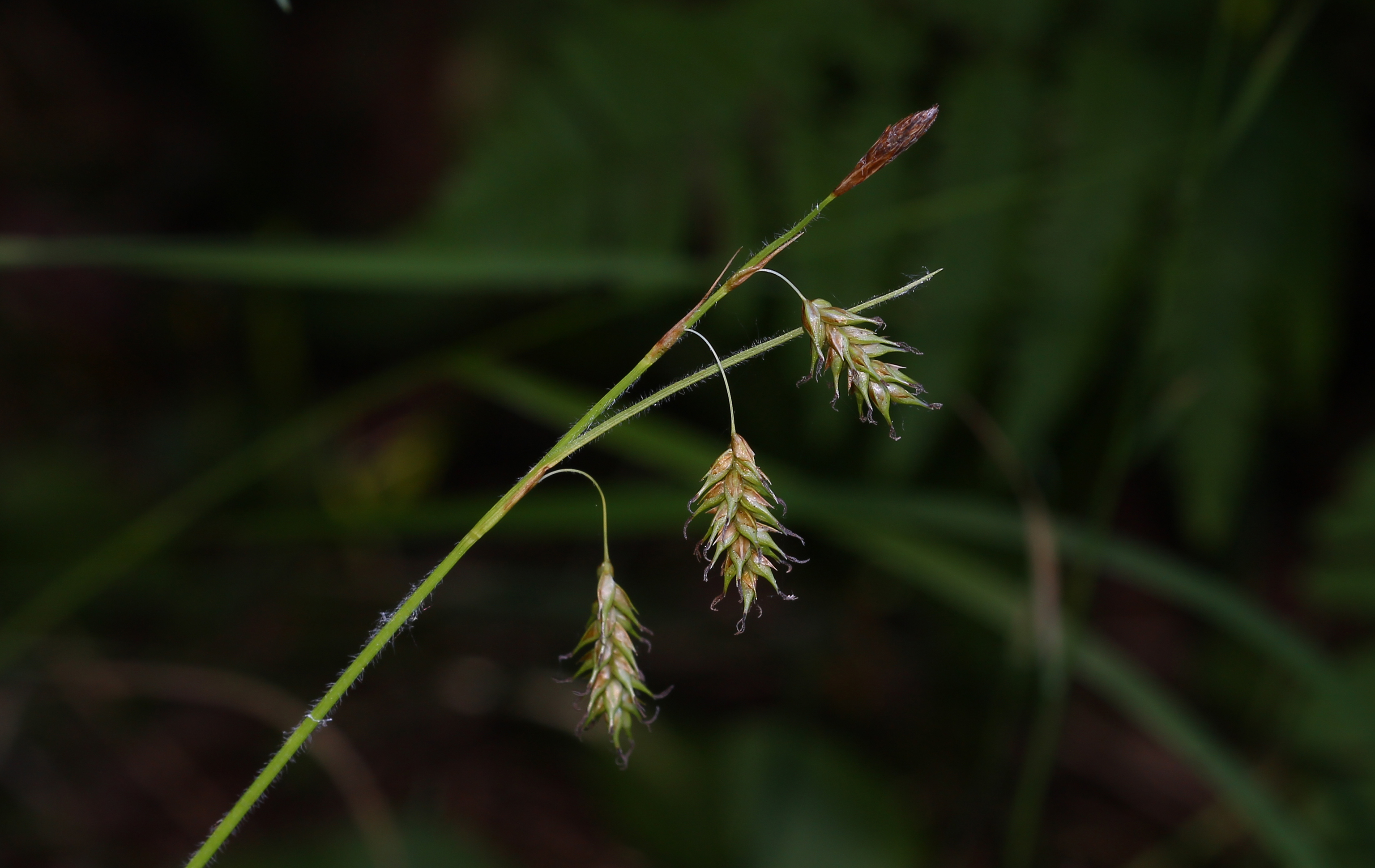
Blütenstand von Carex castanea

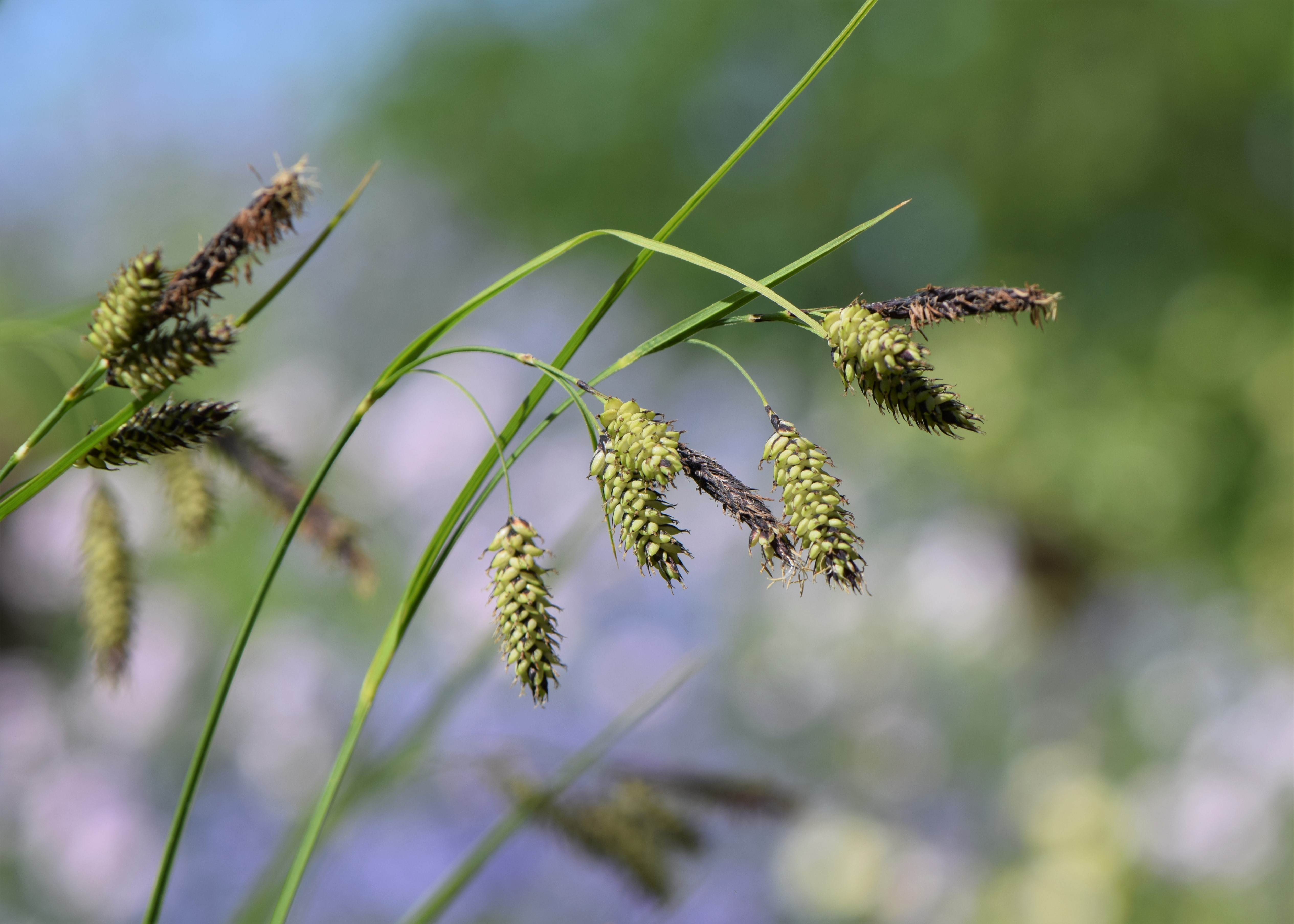
Blütenstand von Carex caucasica

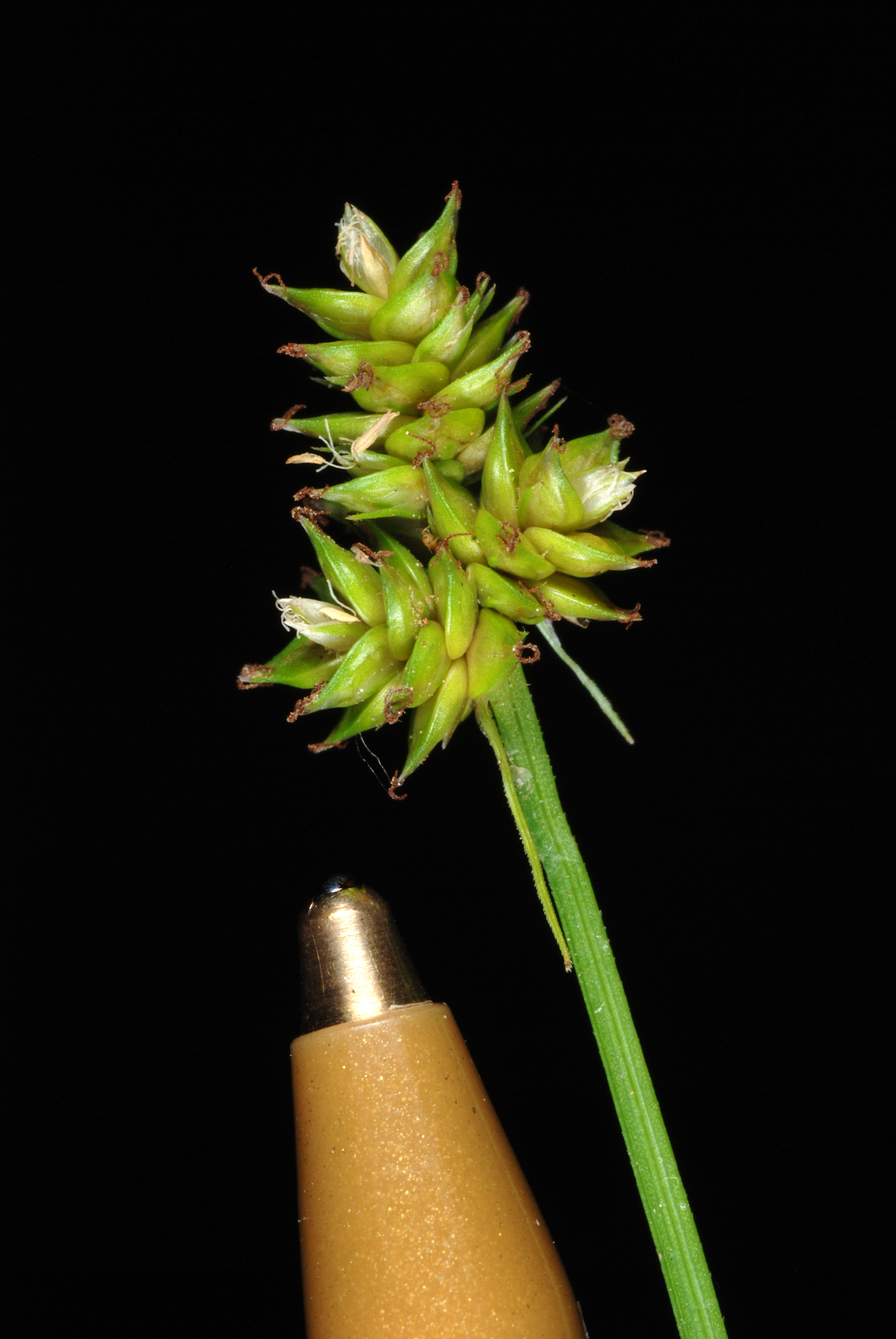
Blütenstand von Carex caucasica

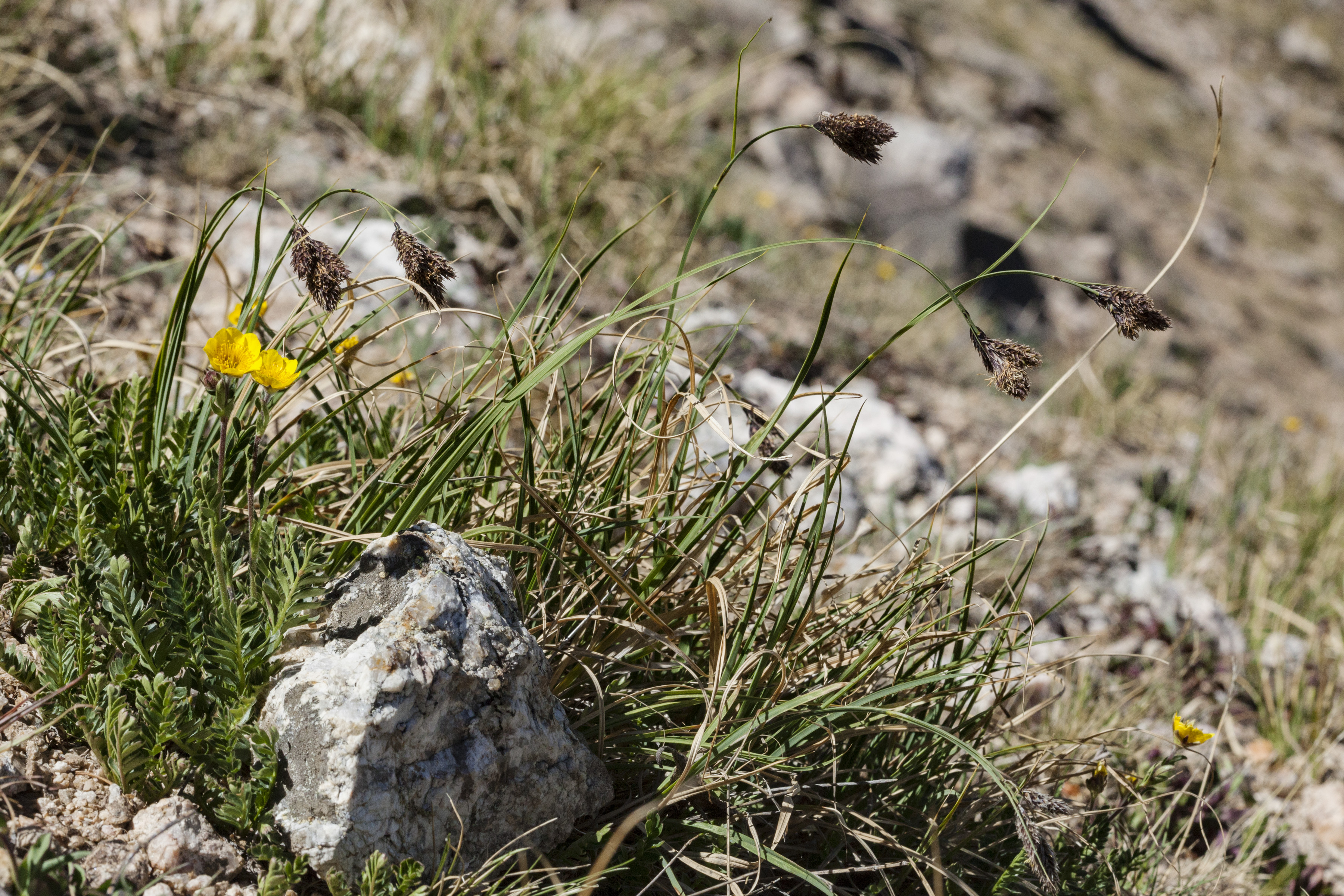
Carex chalciolepis im Habitat

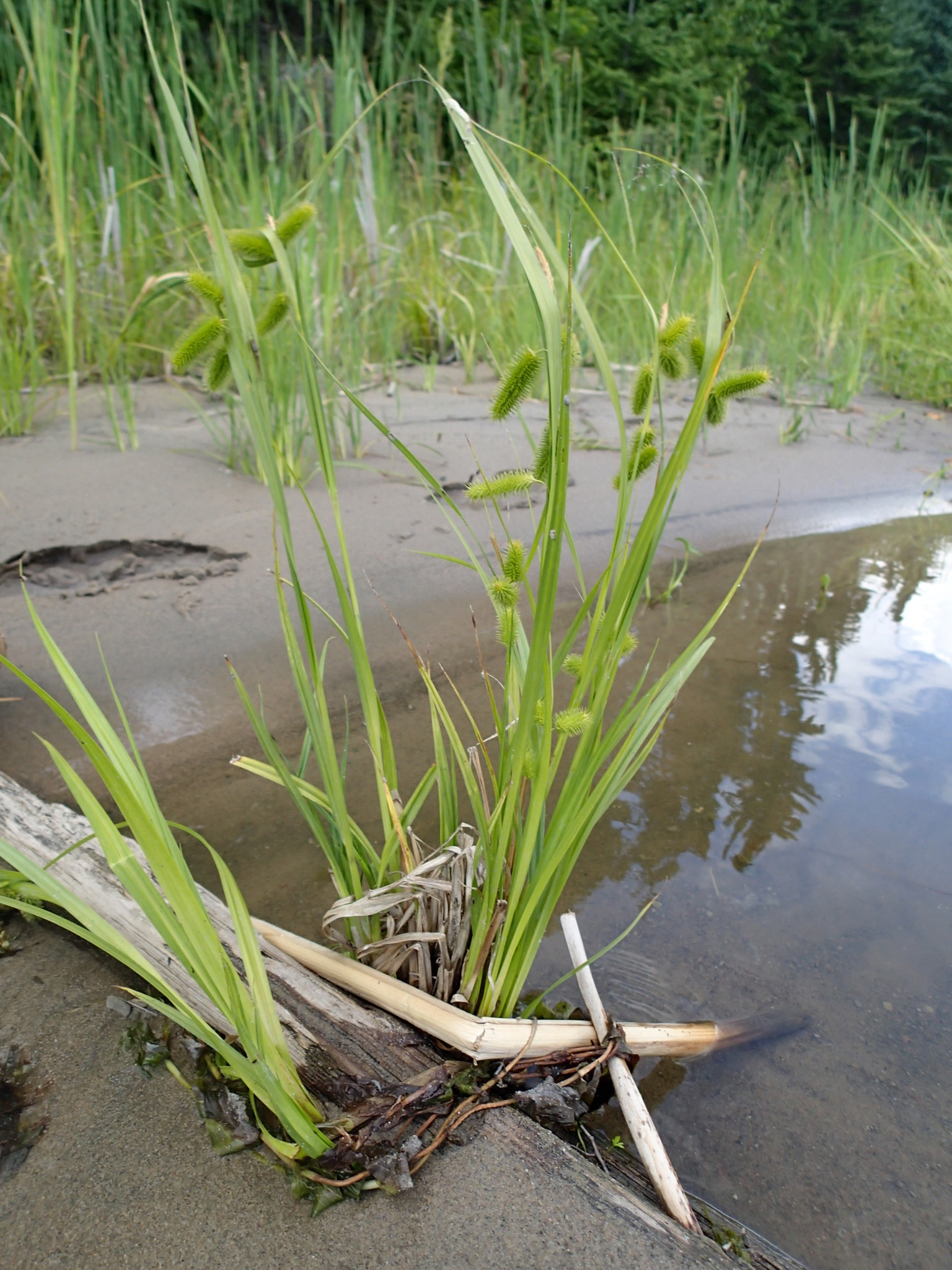
Carex comosa im Habitat

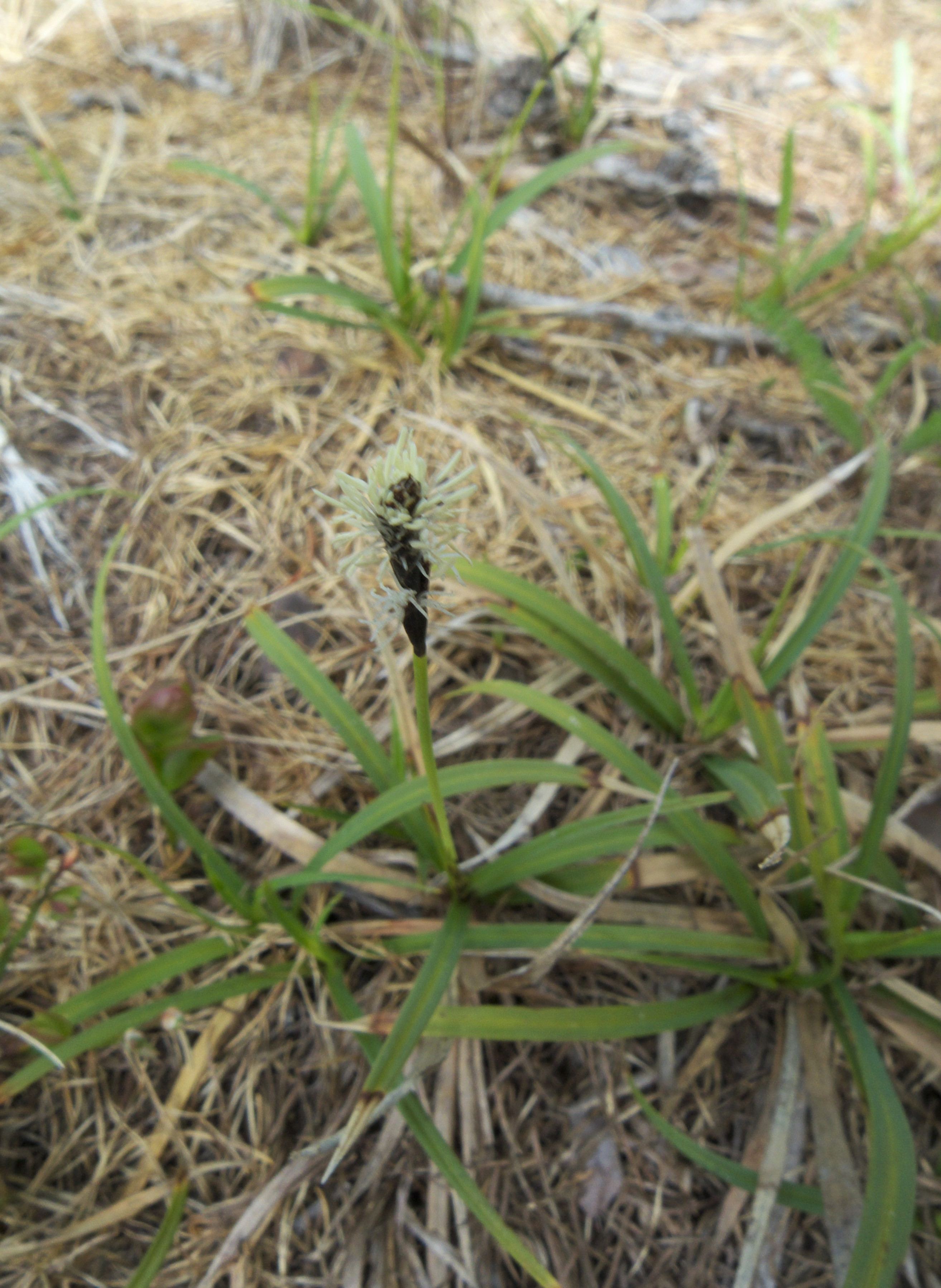
Habitus, Laubblätter und Blütenstände von Carex concinnoides im Habitat

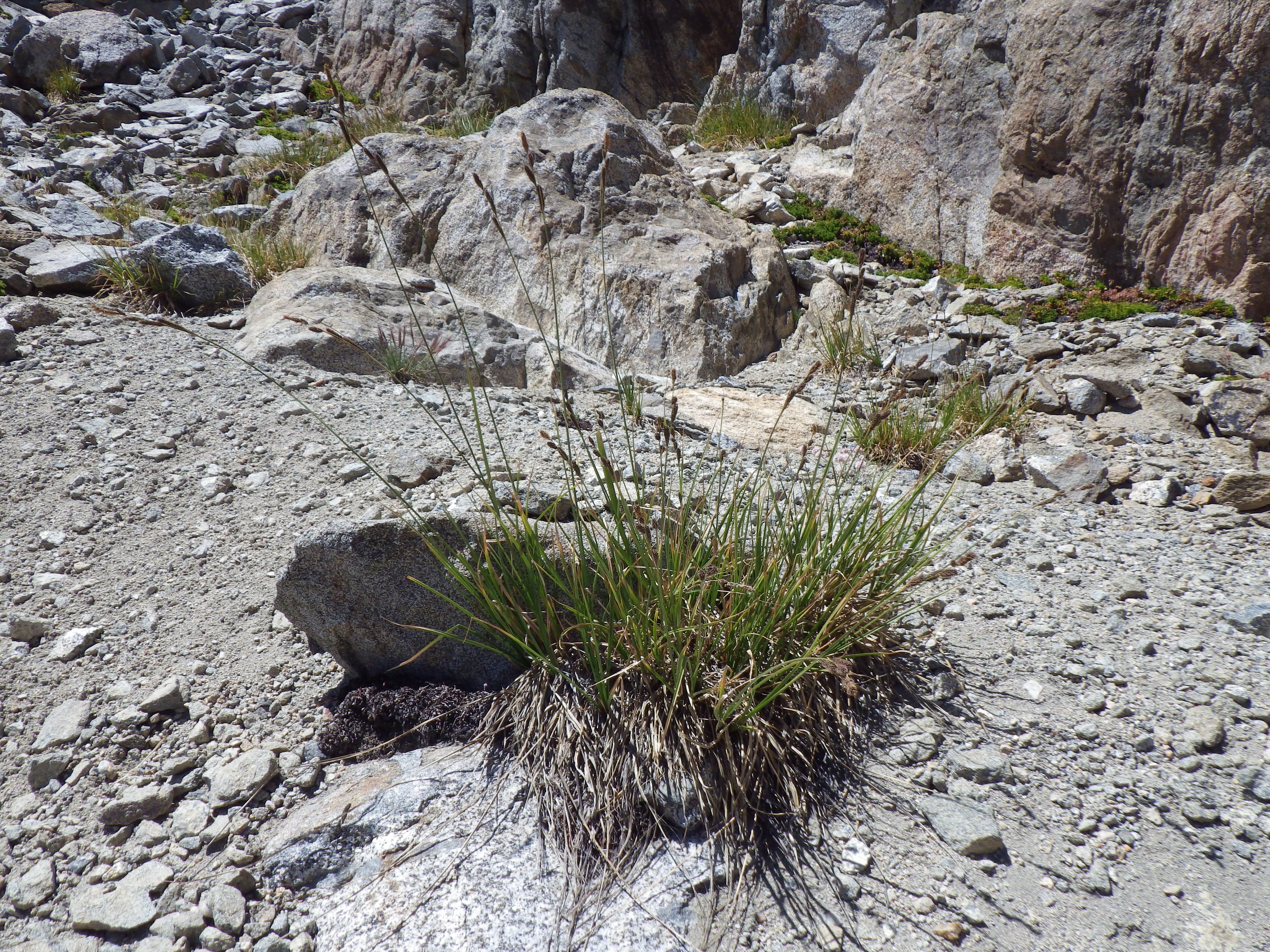
Habitus, Laubblätter und Blütenstände von Carex congdonii im Habitat

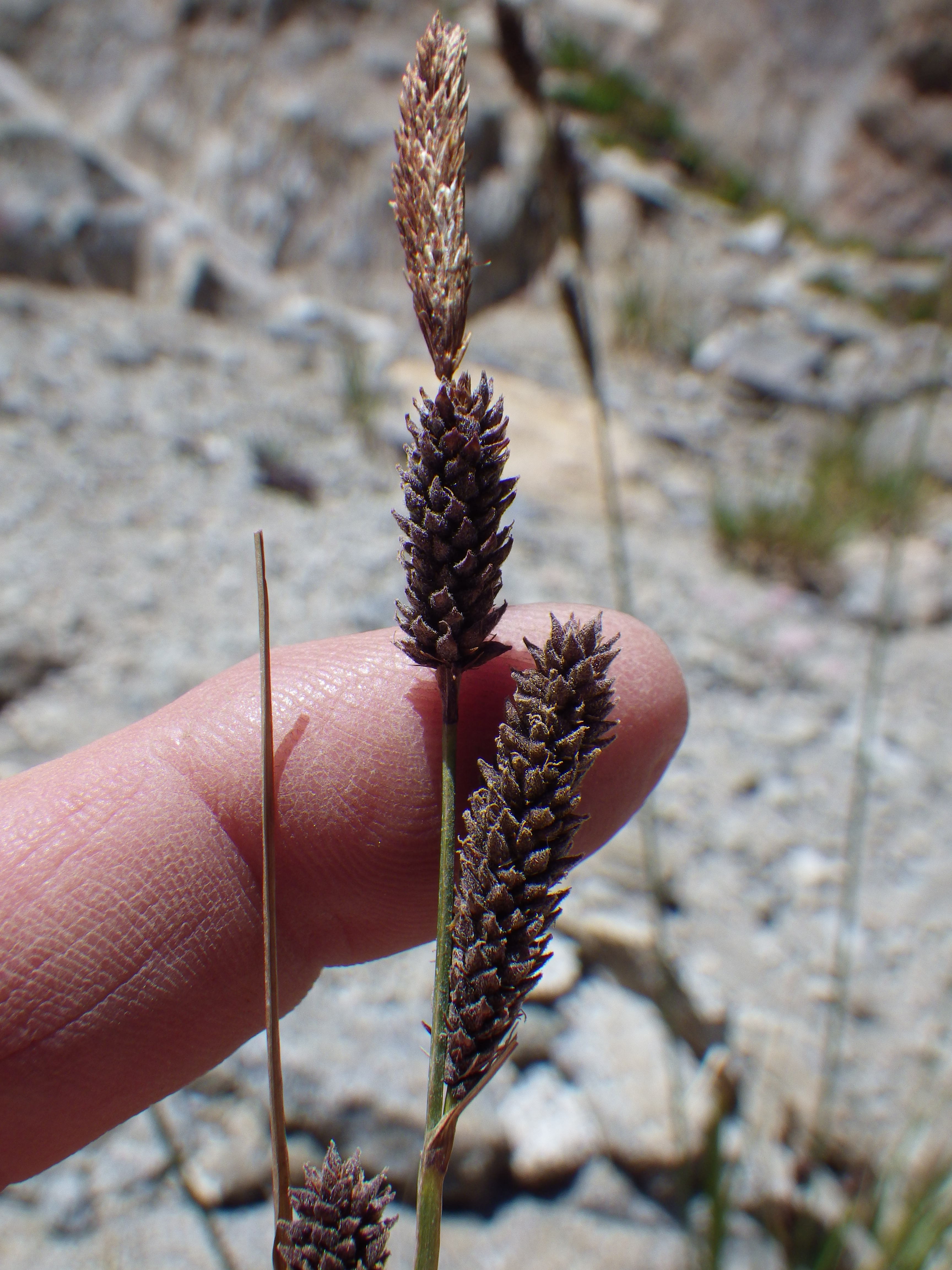
Blütenstand von Carex congdonii

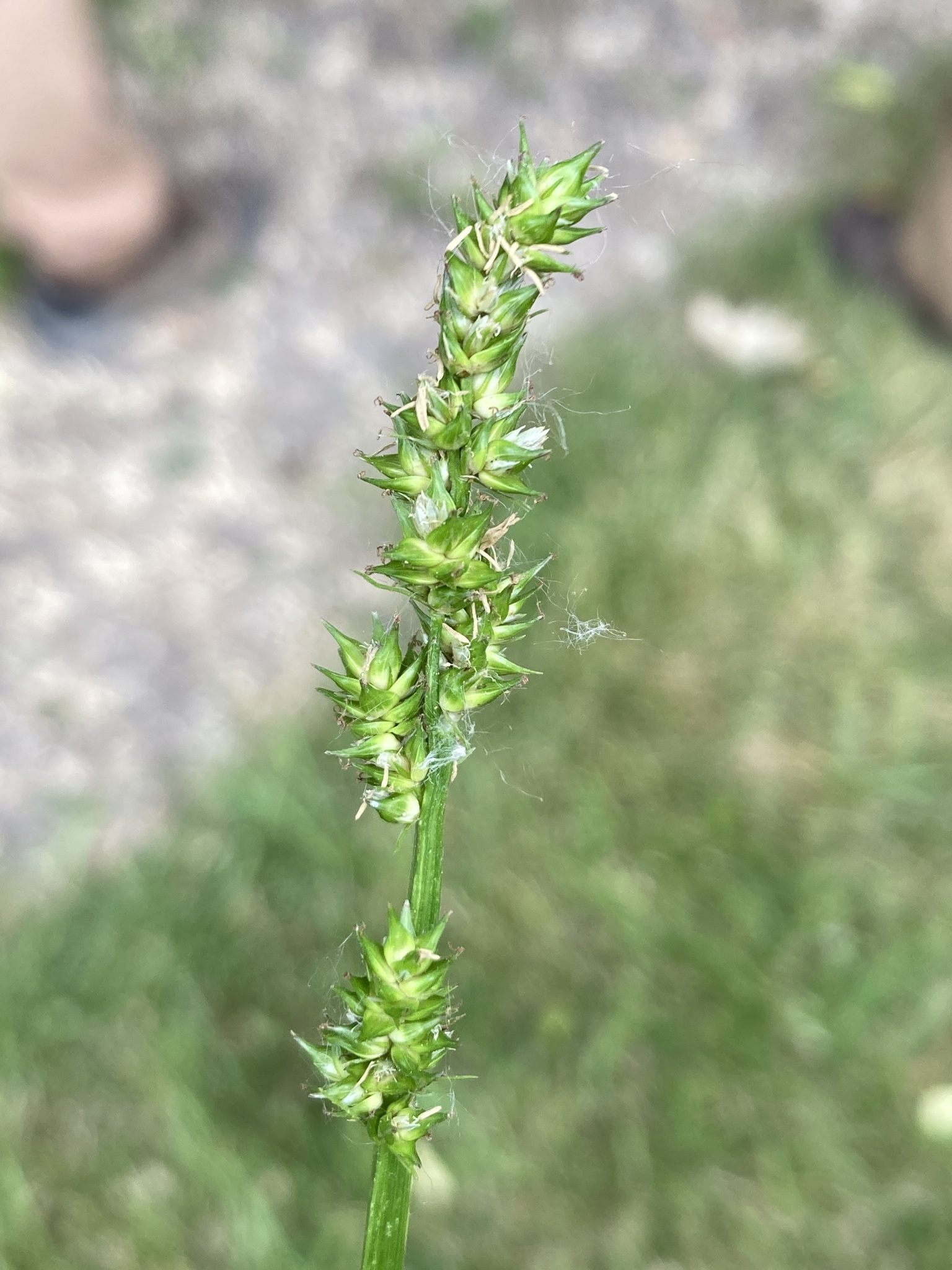
Blütenstand von Carex conjuncta

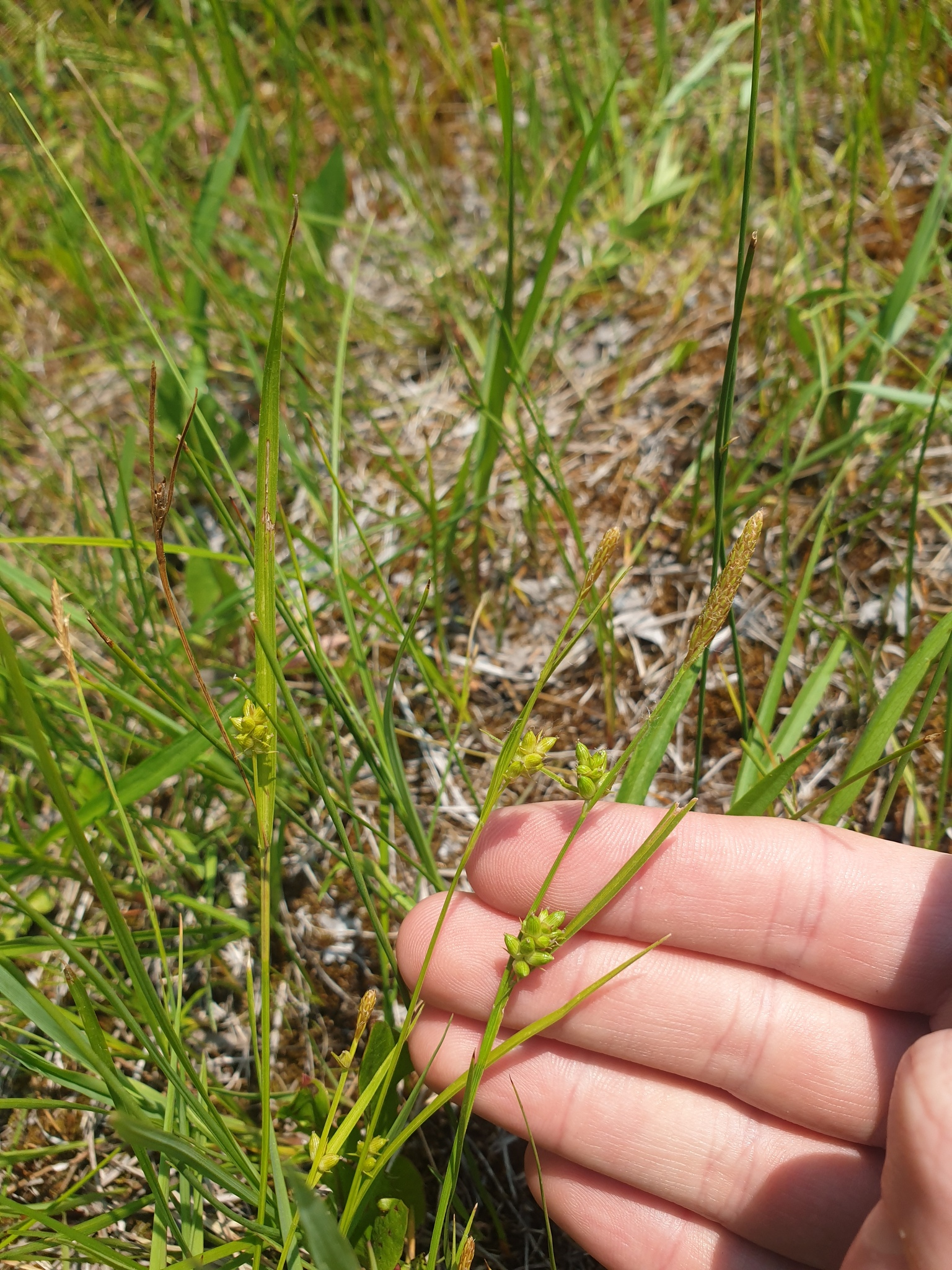
Blütenstände von Carex conoidea

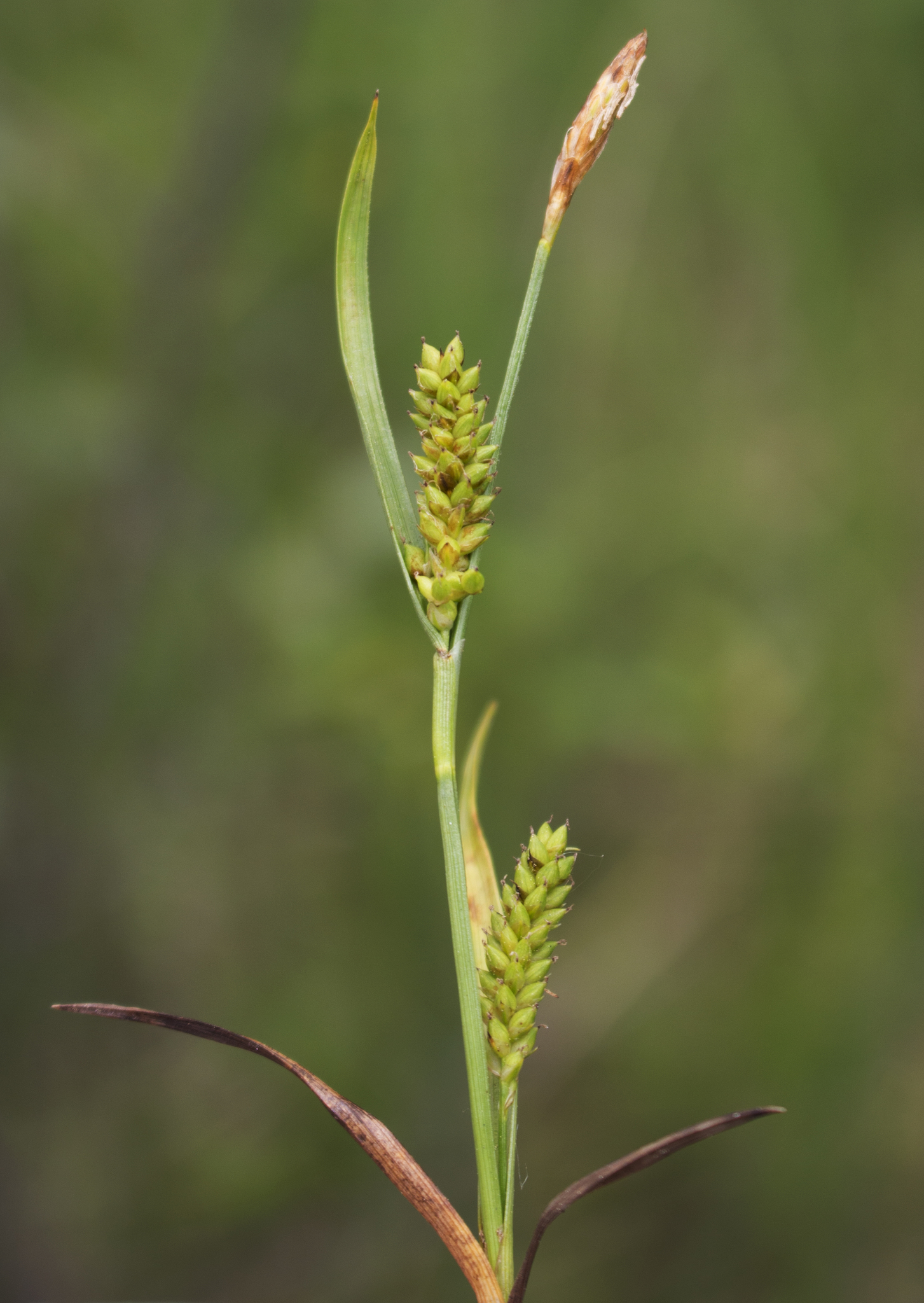
Blütenstand von Carex crawei

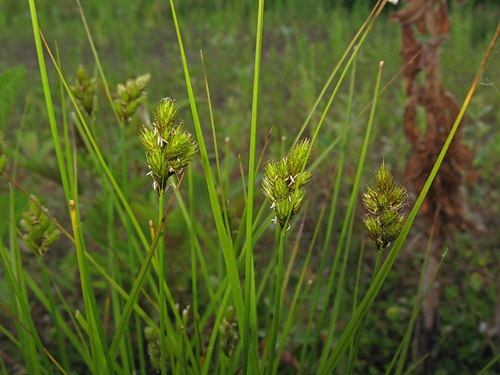
Blütenstände von Carex crawfordii

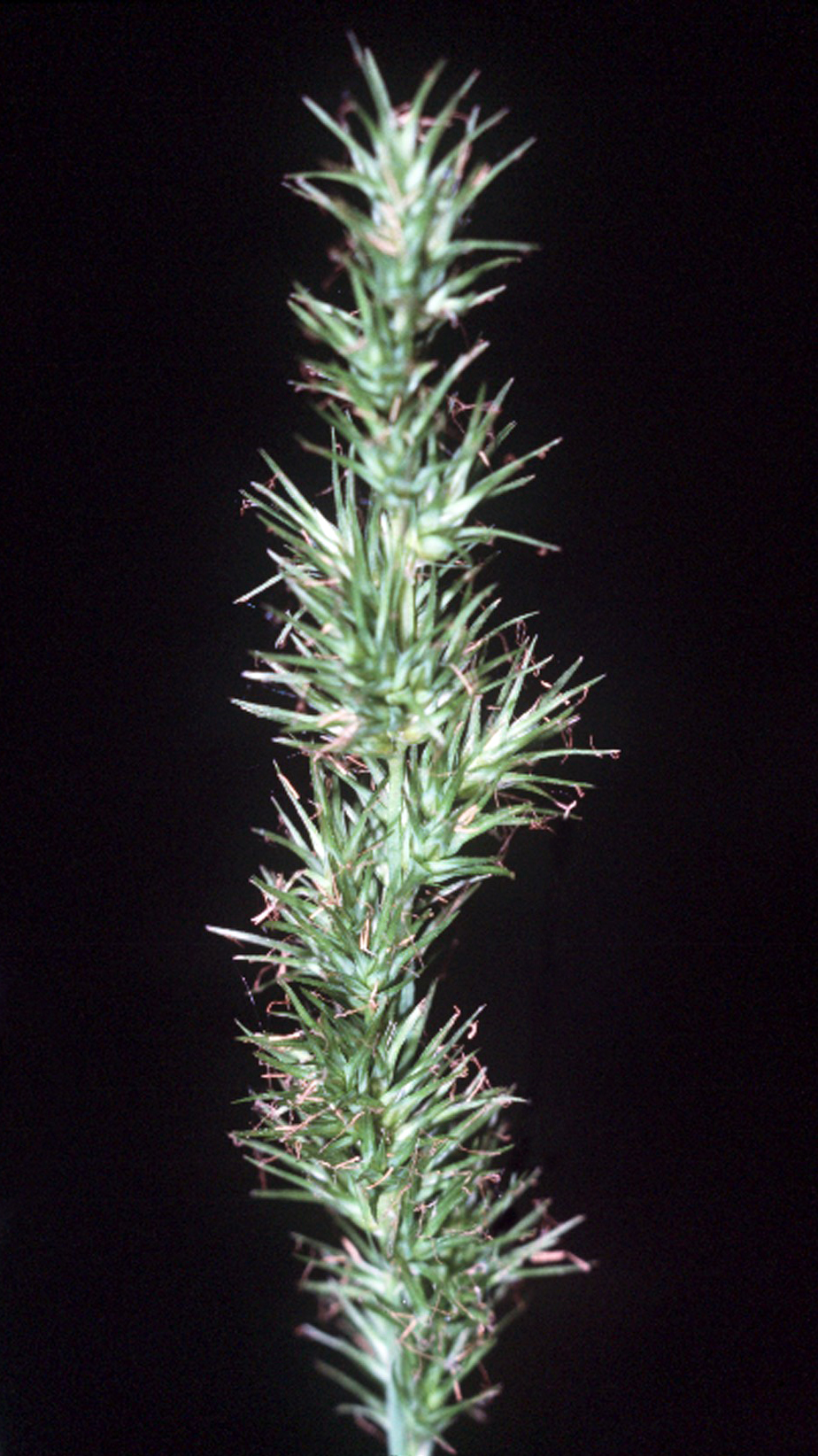
Blütenstand von Carex crus-corvi

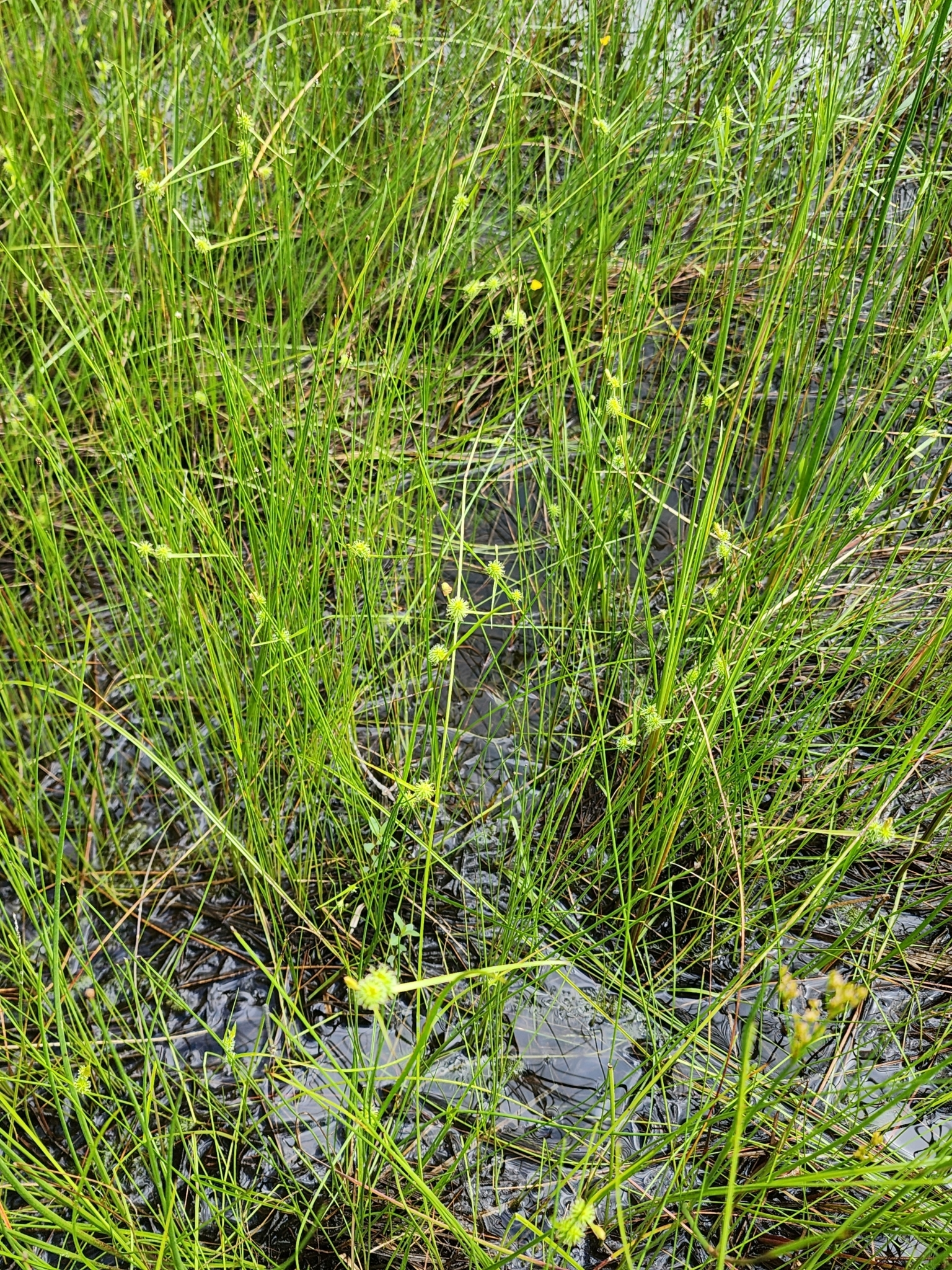
Habitus, Laubblätter und Blütenstände von Carex cryptolepis im Habitat

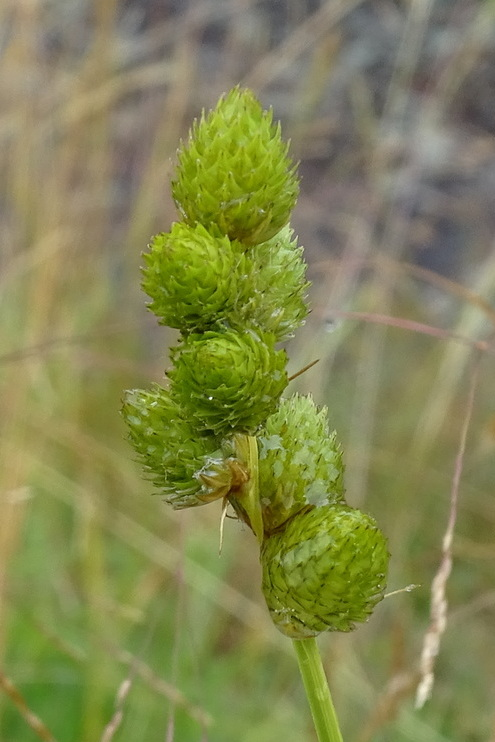
Blütenstand von Carex cumulata

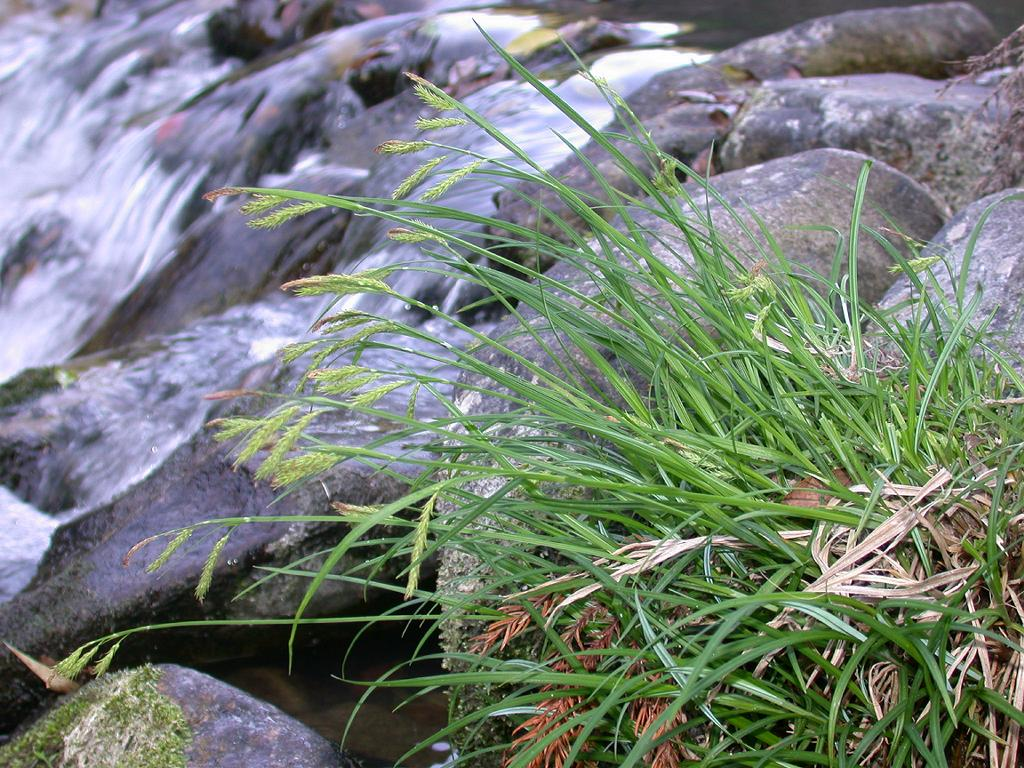
Habitus, Laubblätter und Blütenstände von Carex curvivicollis im Habitat

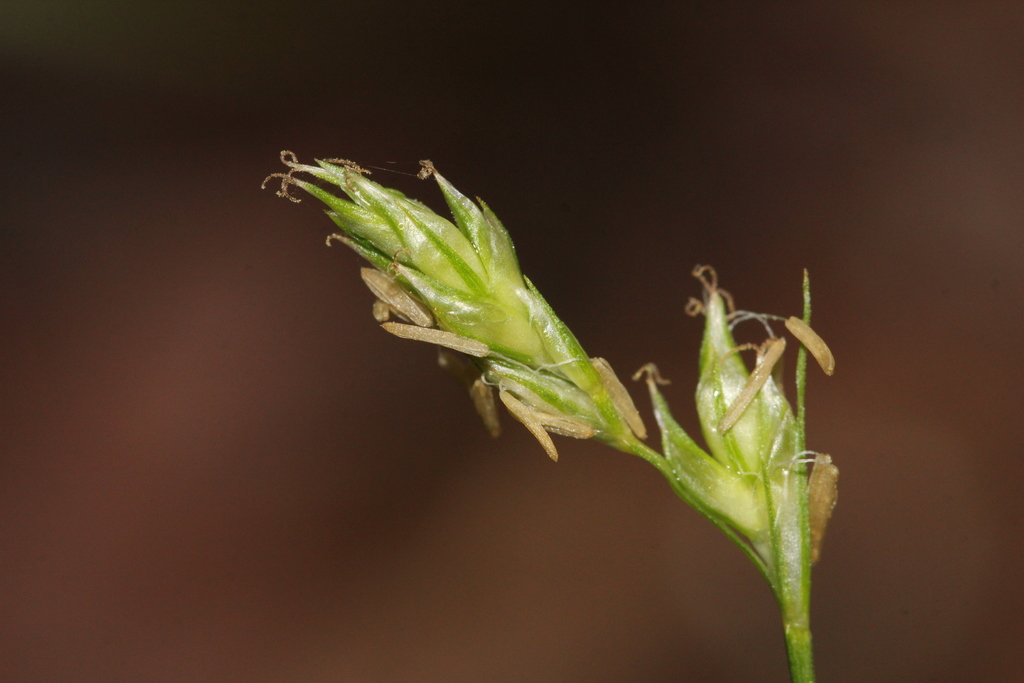
Blütenstand von Carex deweyana

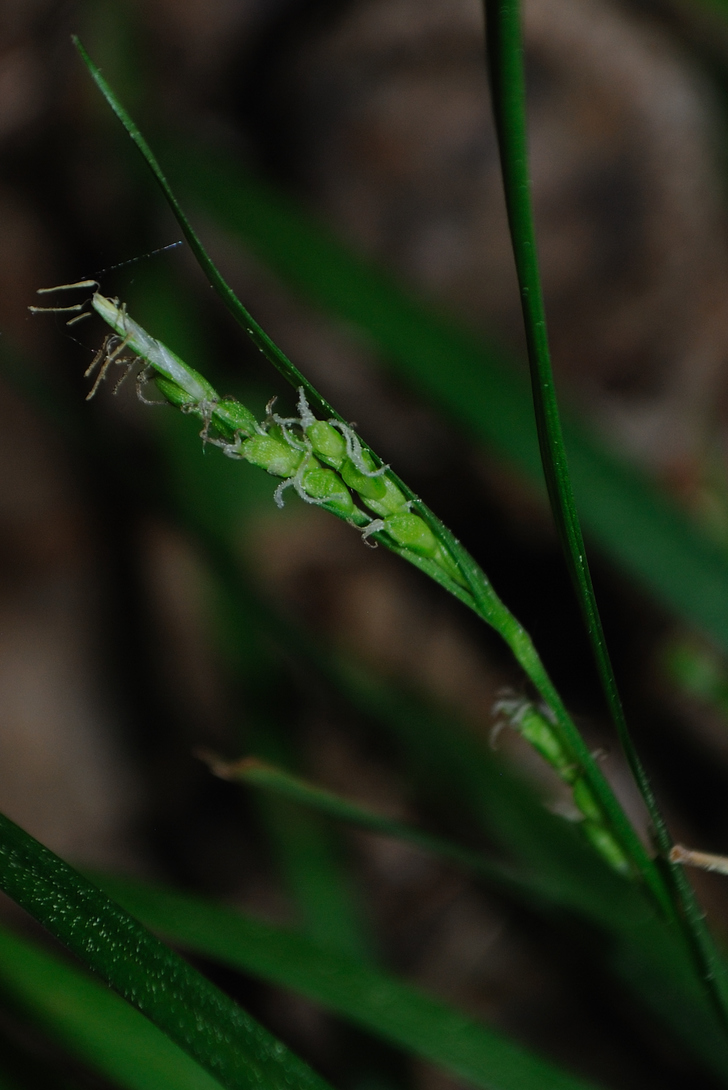
Blütenstand von Carex digitalis

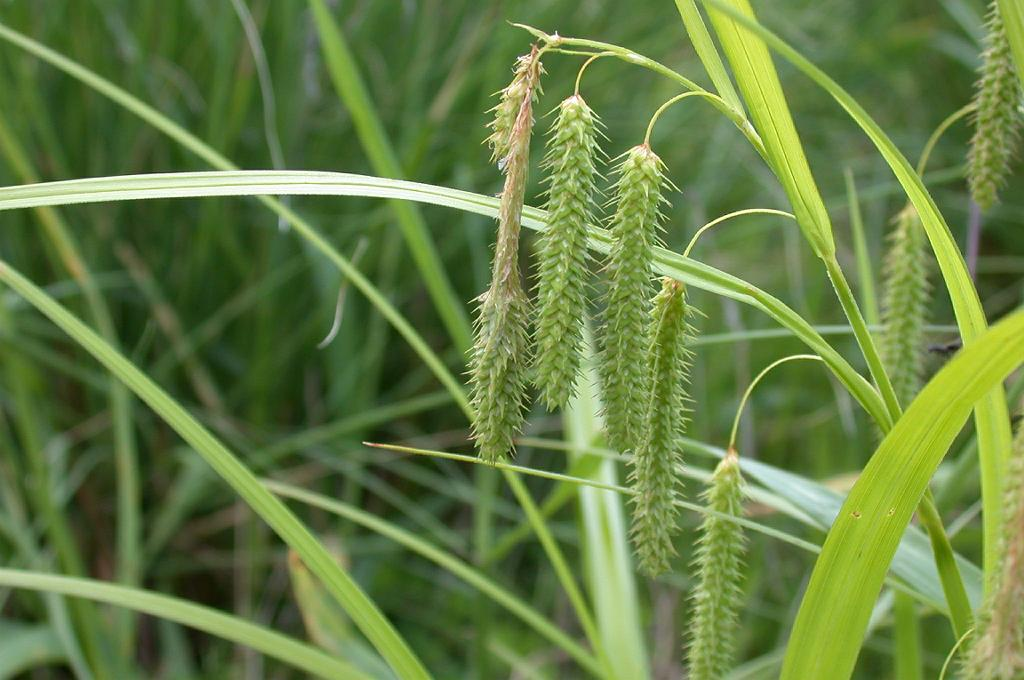
Blütenstand von Carex dimorpholepis

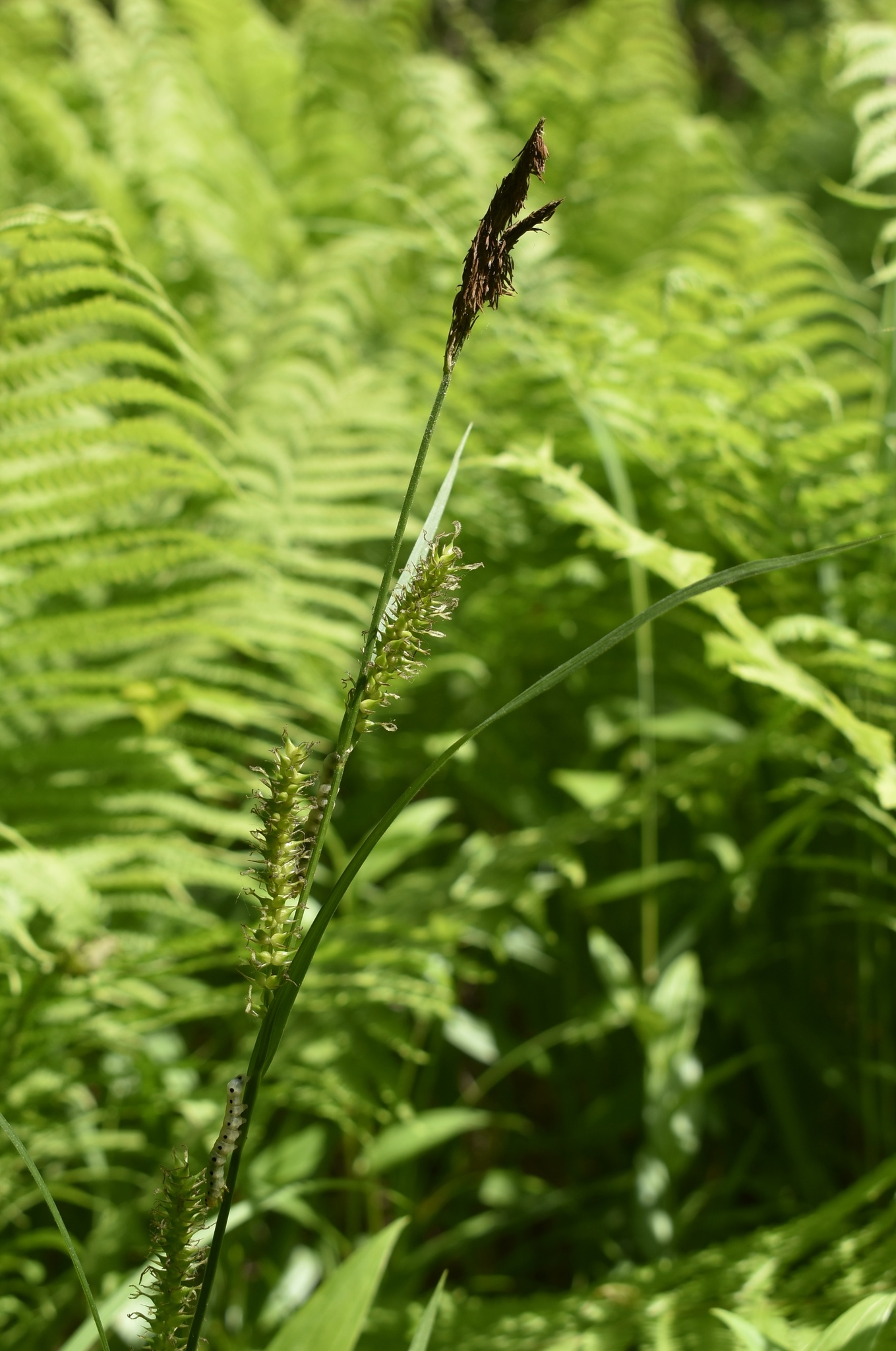
Blütenstand von Carex drymophila

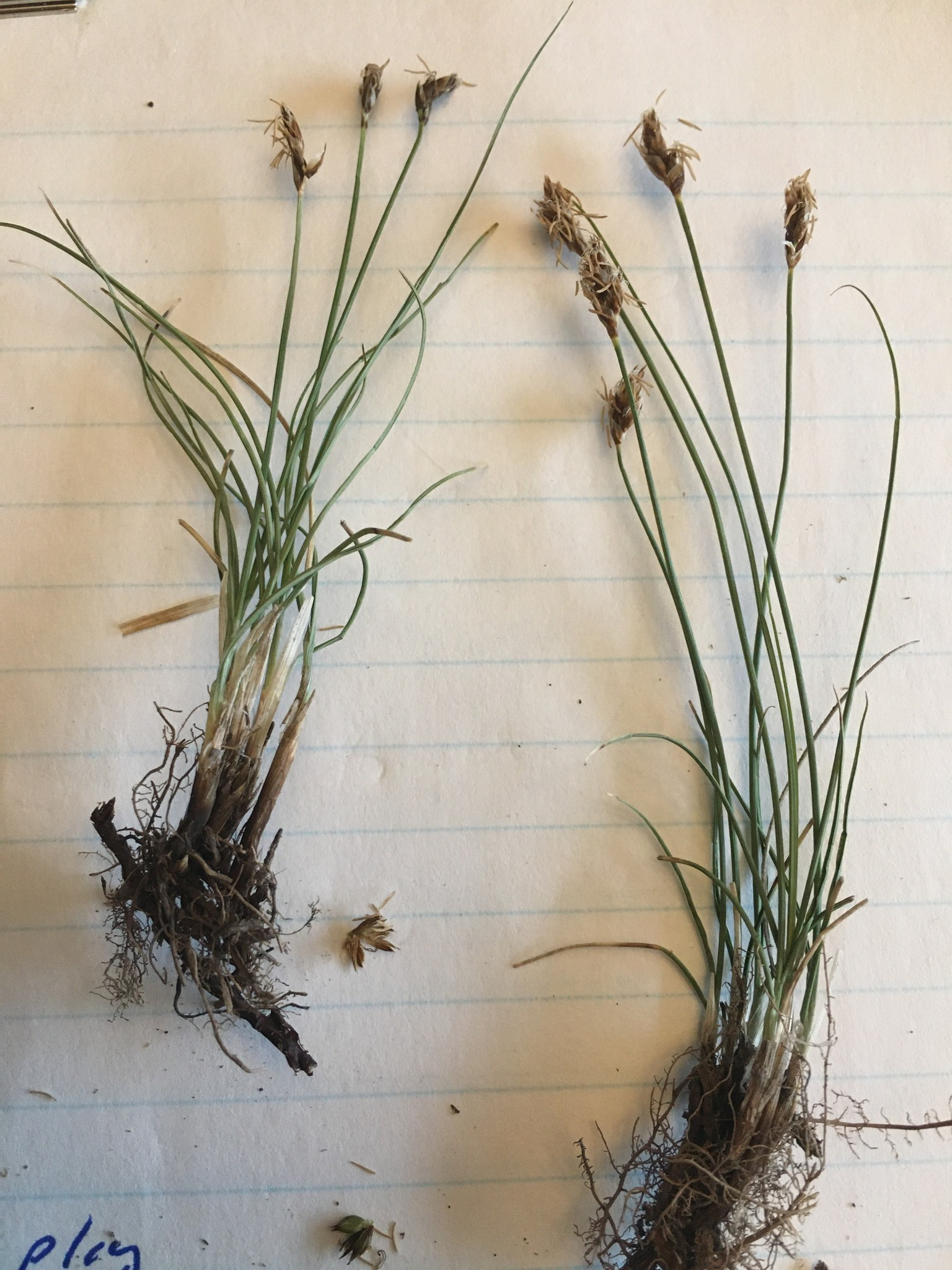
Unter- und oberirdische Pflanzenteile von Carex duriuscula

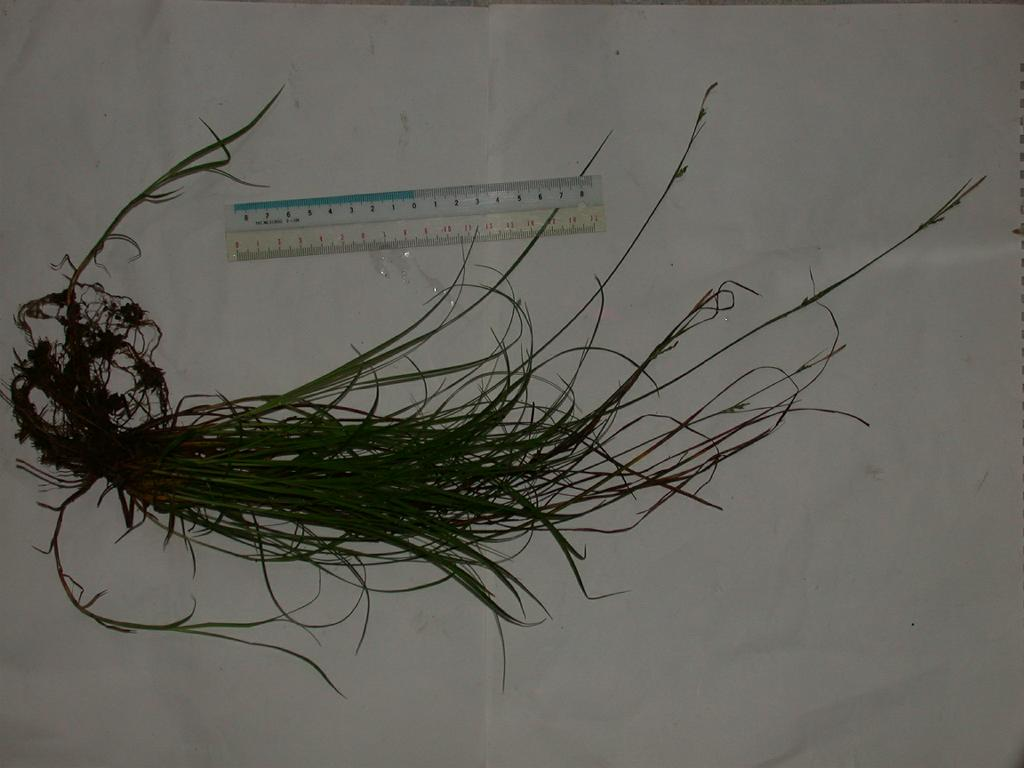
Unter- und oberirdische Pflanzenteile von Carex duvaliana

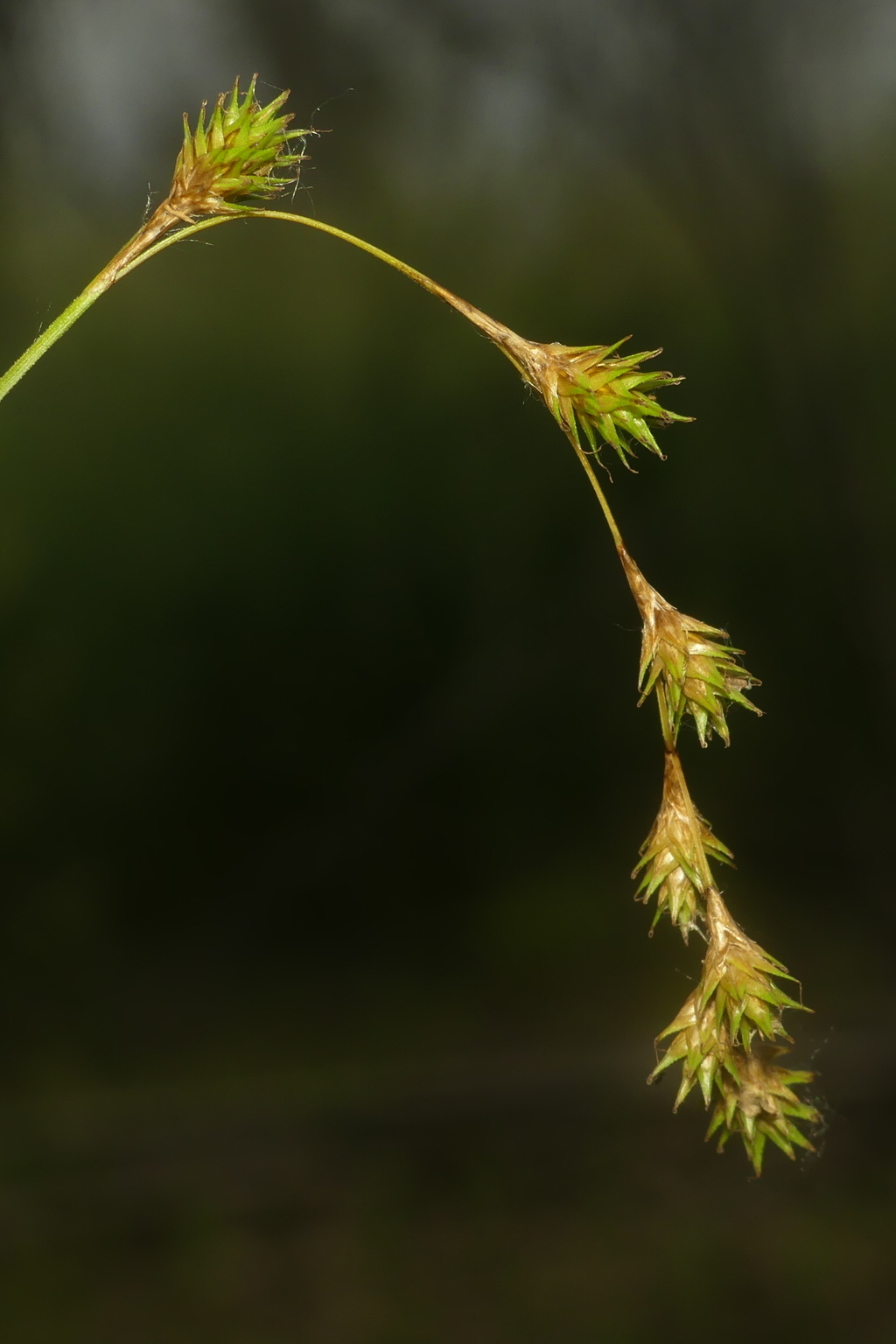
Blütenstand von Carex echinodes

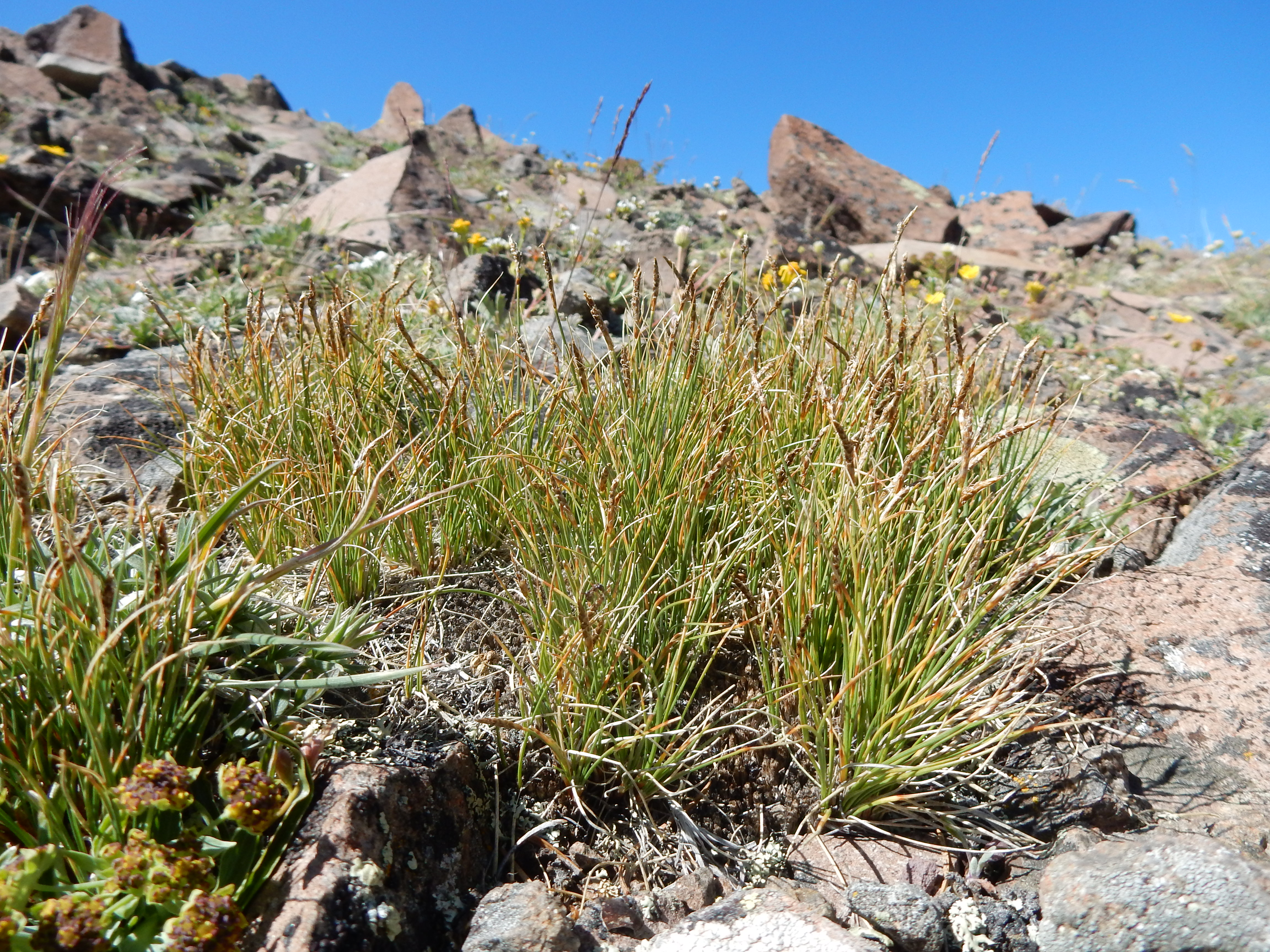
Habitus von Carex elynoides im Habitat

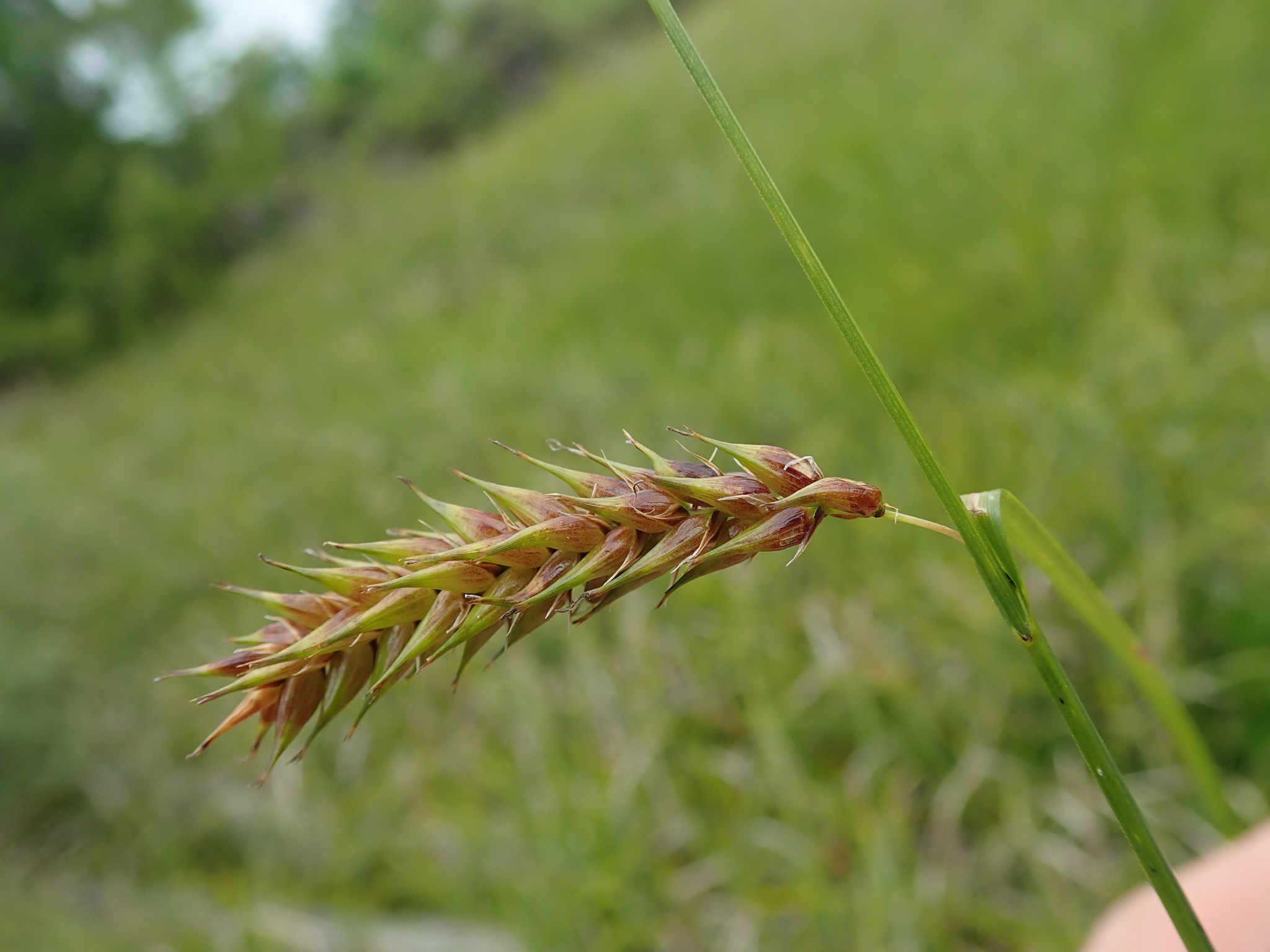
Blütenstand von Carex exsiccata

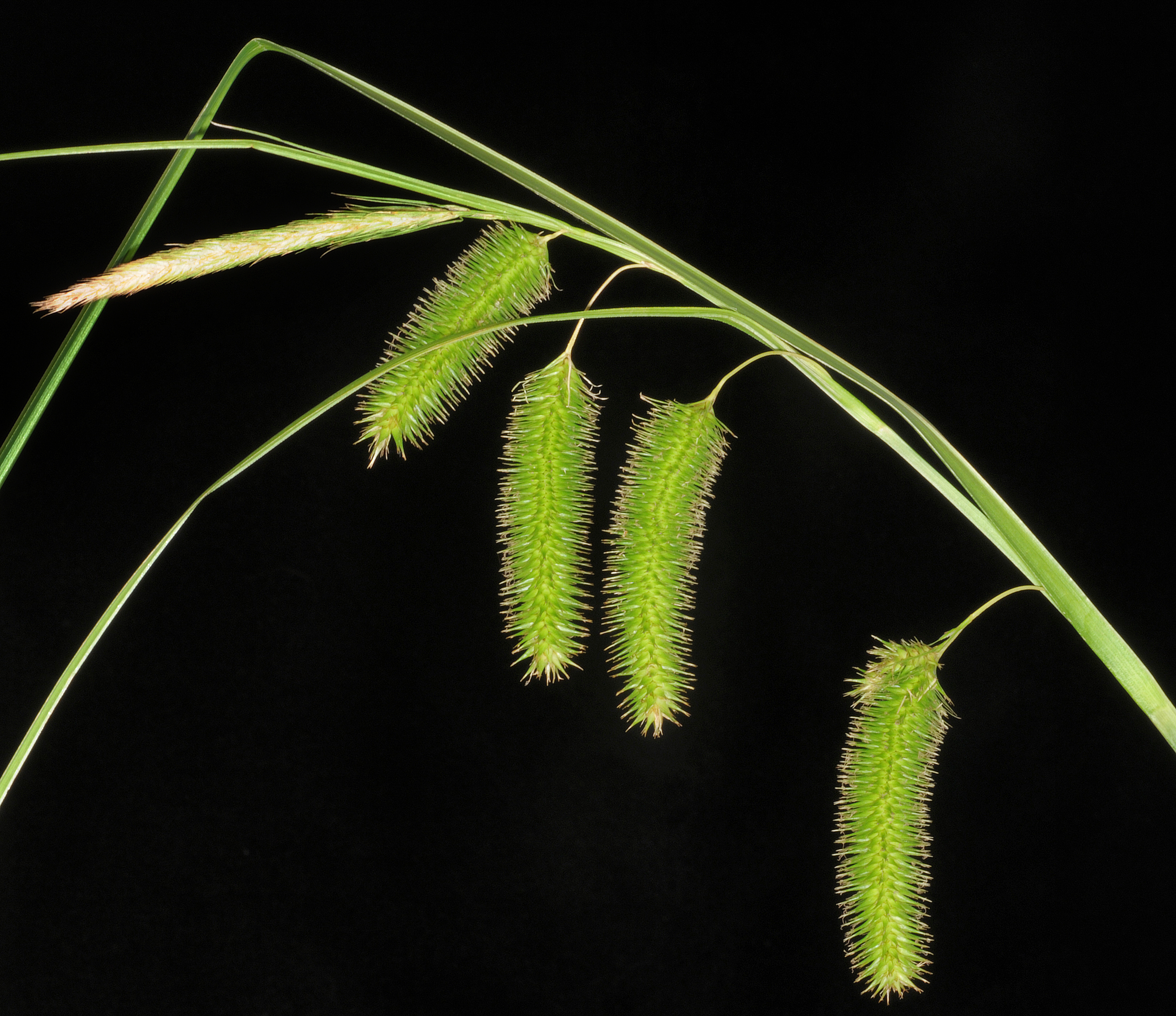
Blütenstand von Carex fascicularis

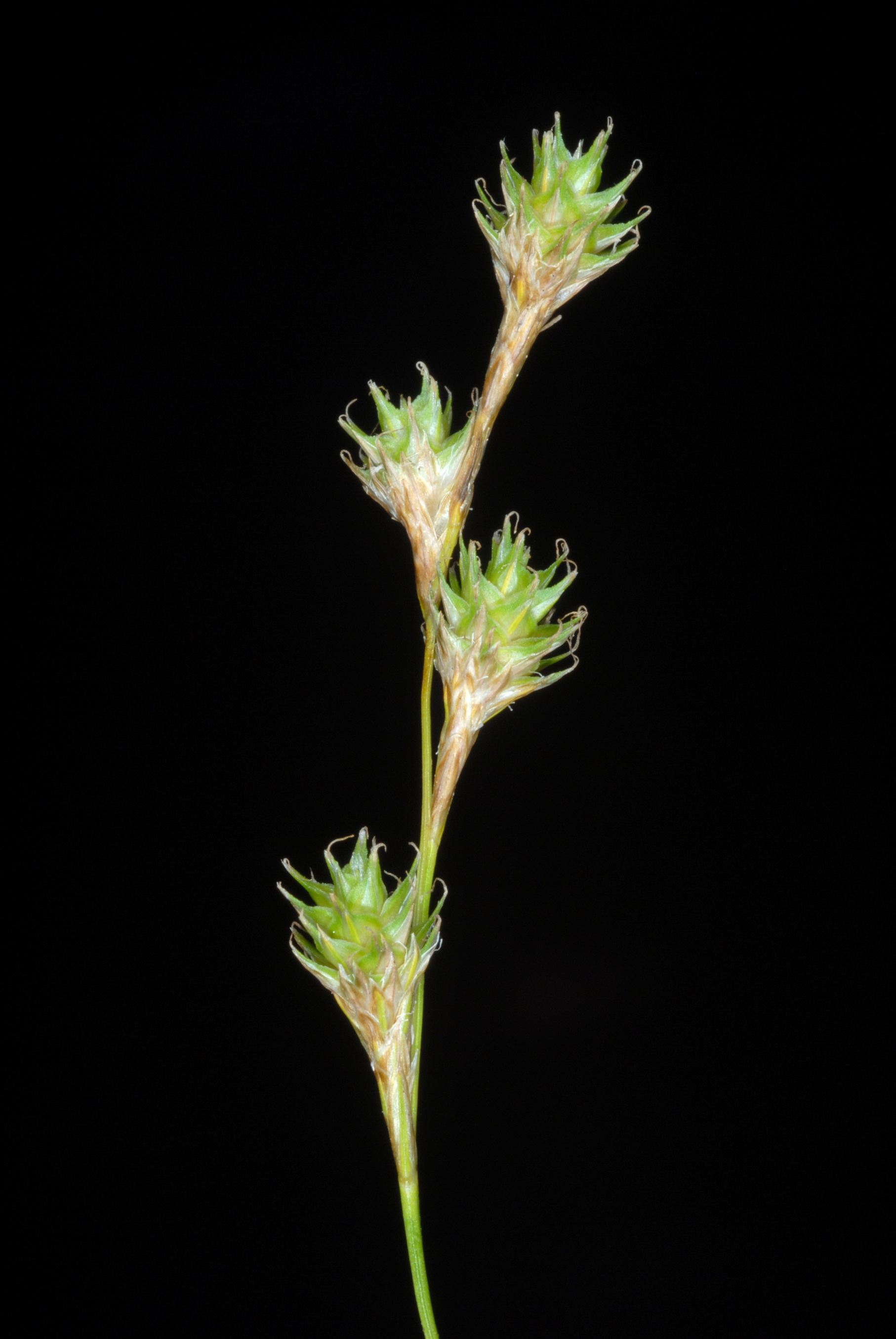
Blütenstand von Carex festucacea

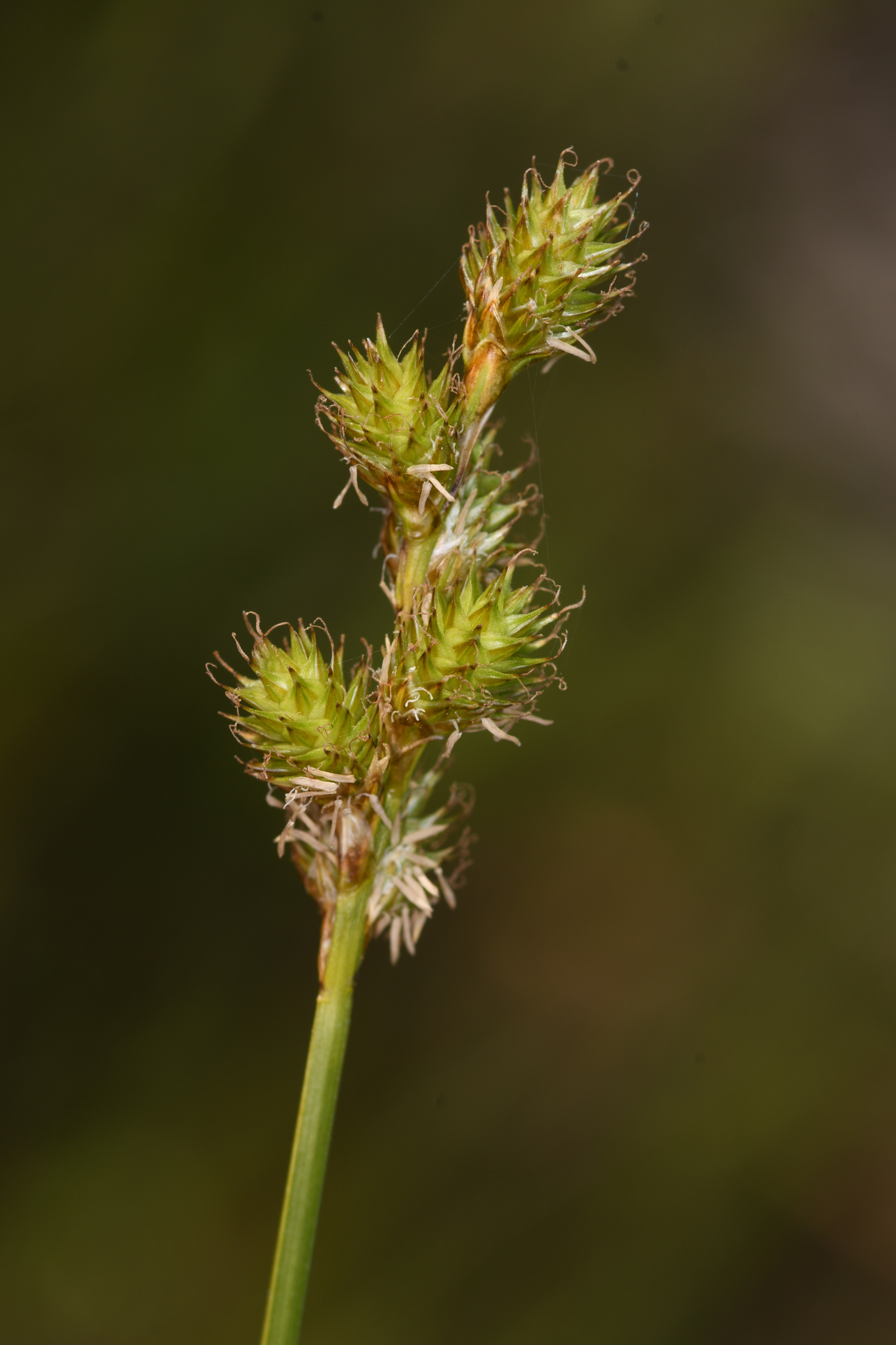
Blütenstand von Carex feta

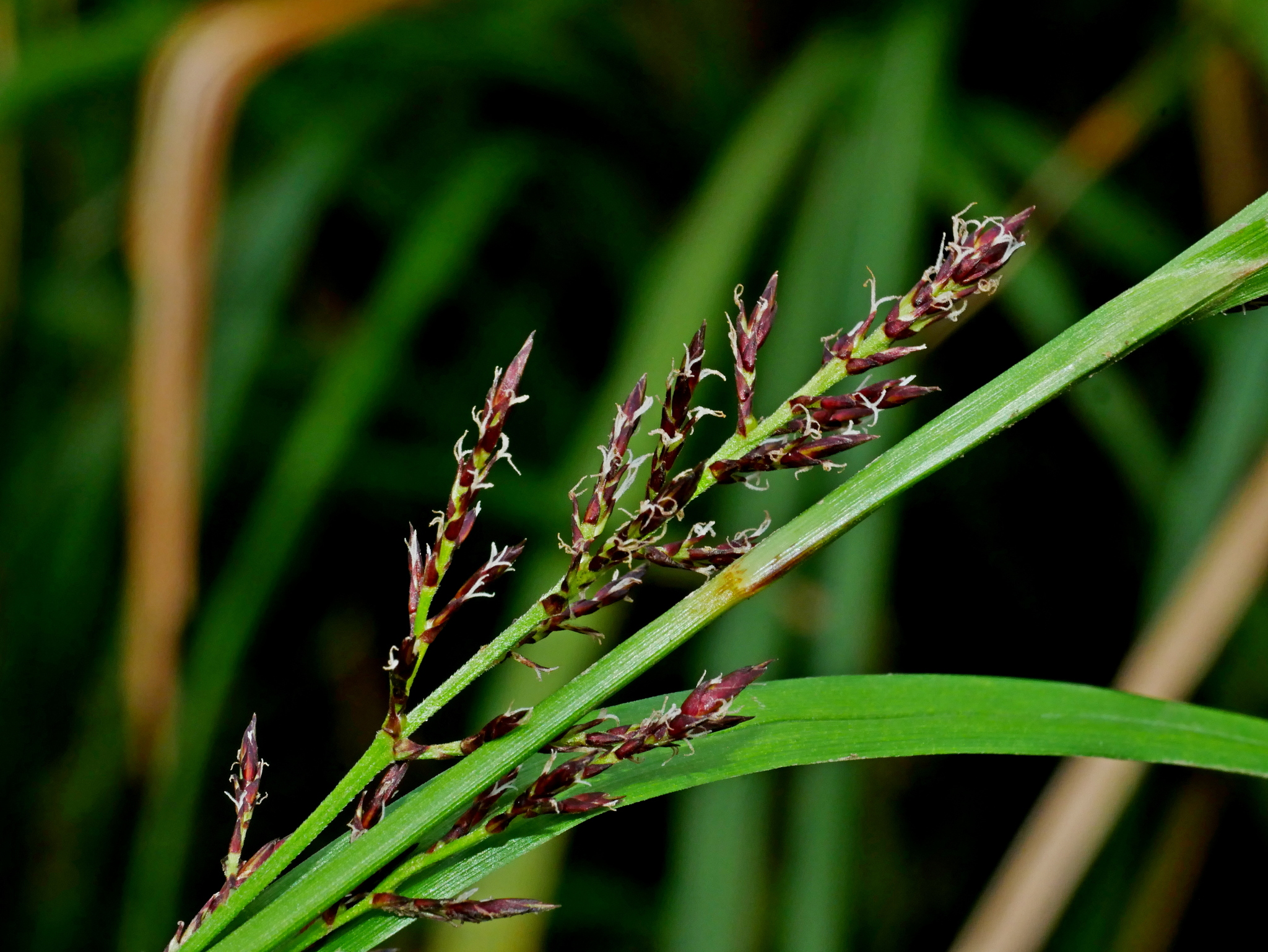
Blütenstand von Carex filicina

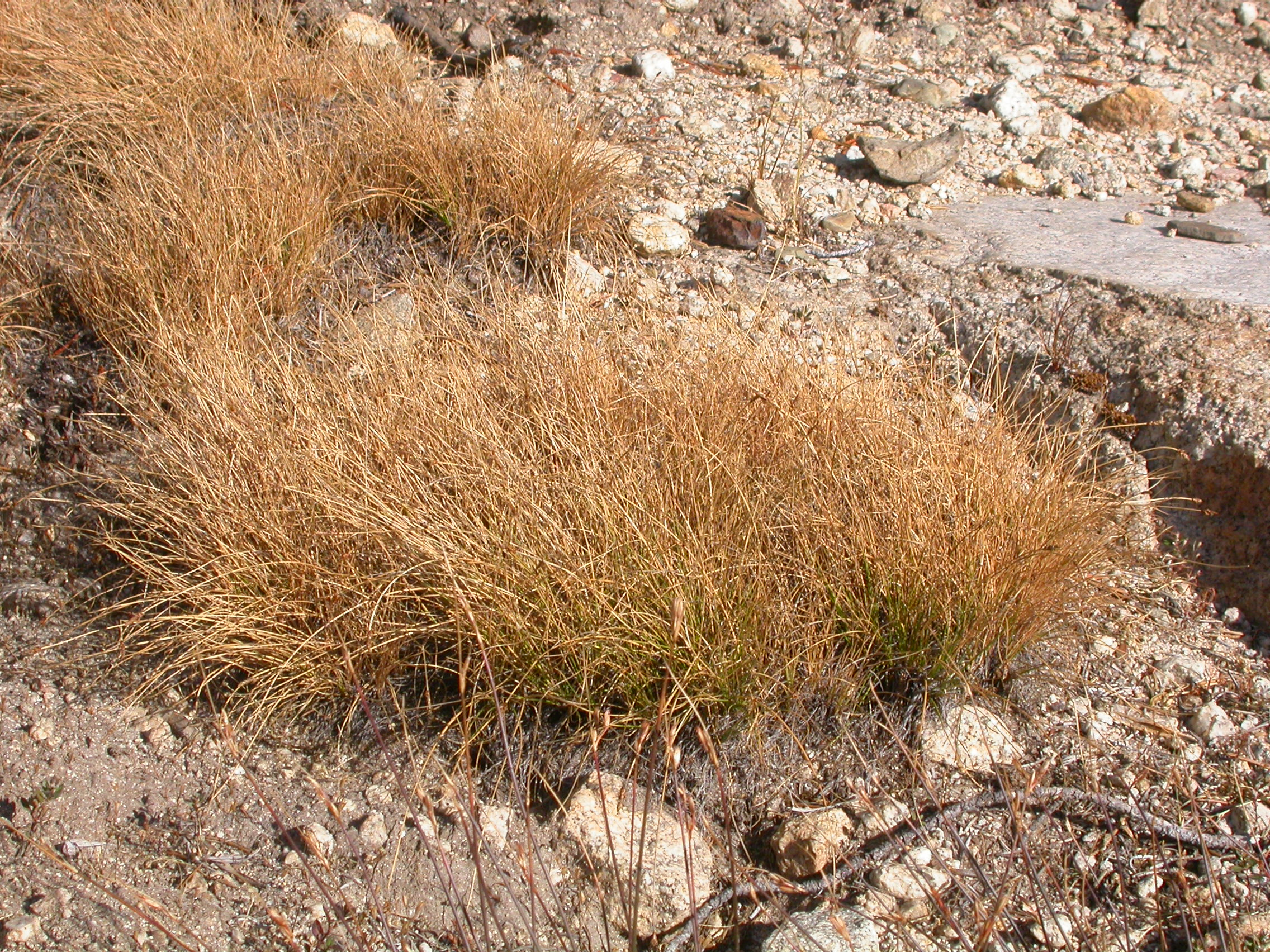
Habitus von Carex filifolia im Habitat

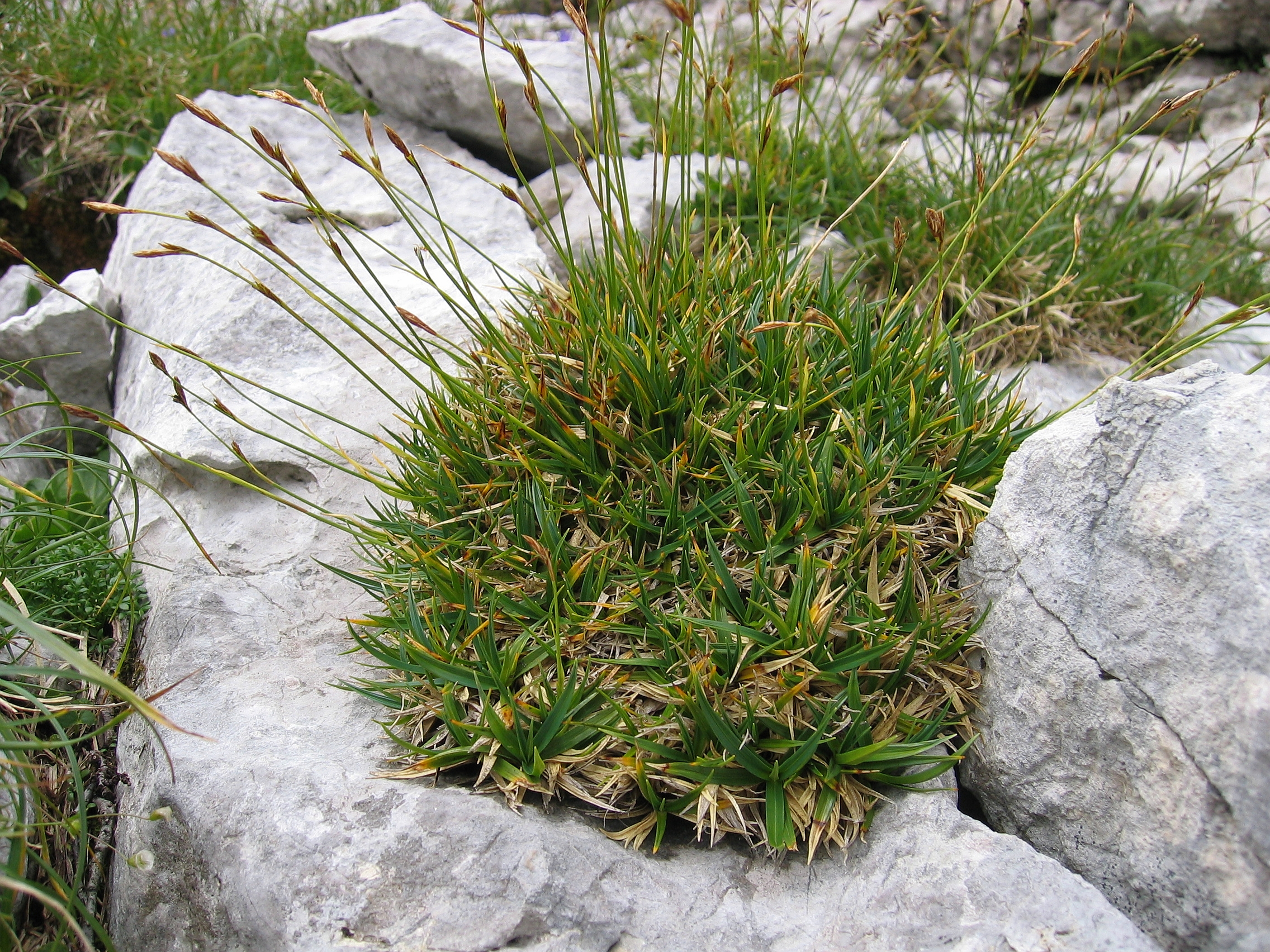
Polster-Segge (Carex firma)

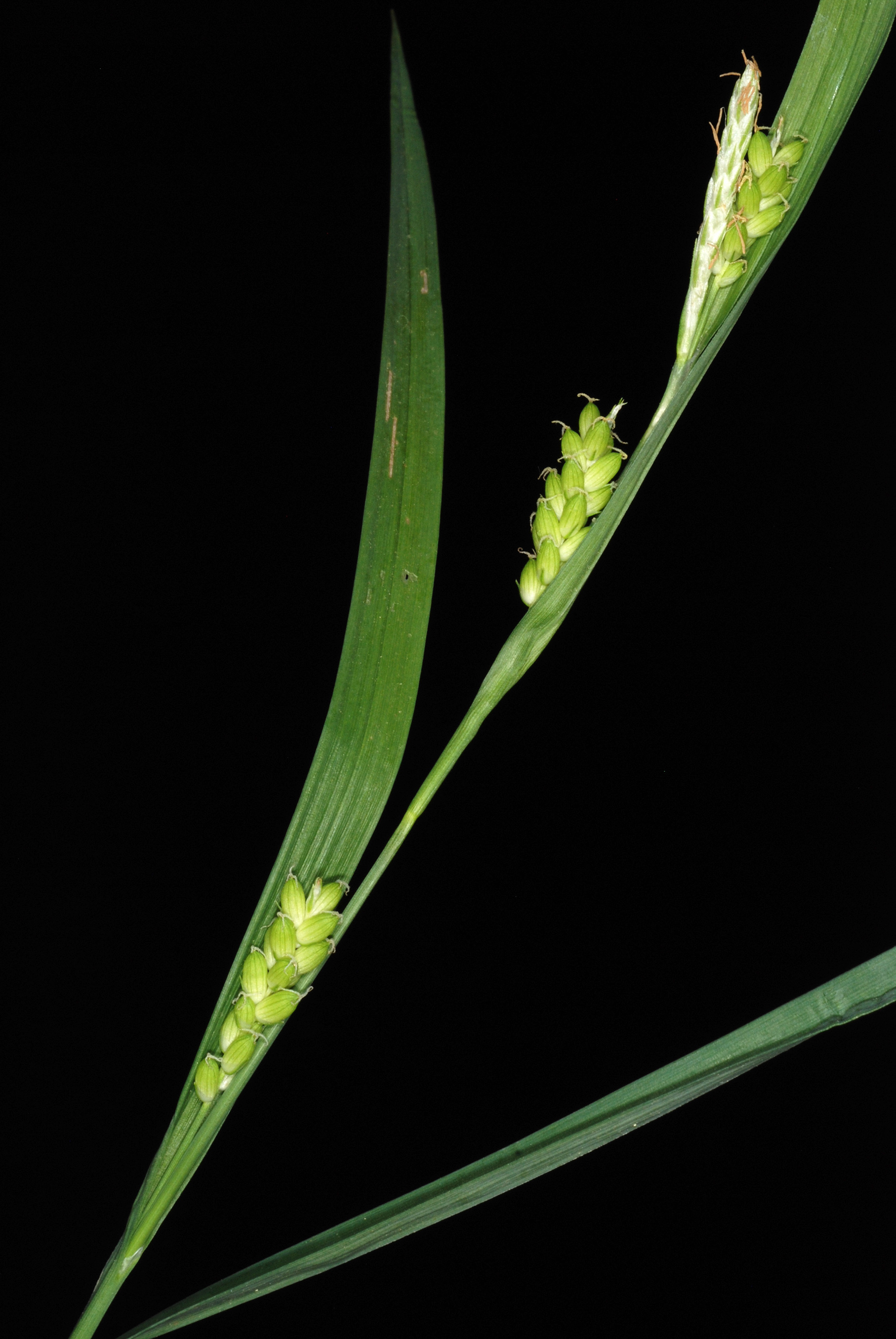
Blütenstand von Carex flaccosperma

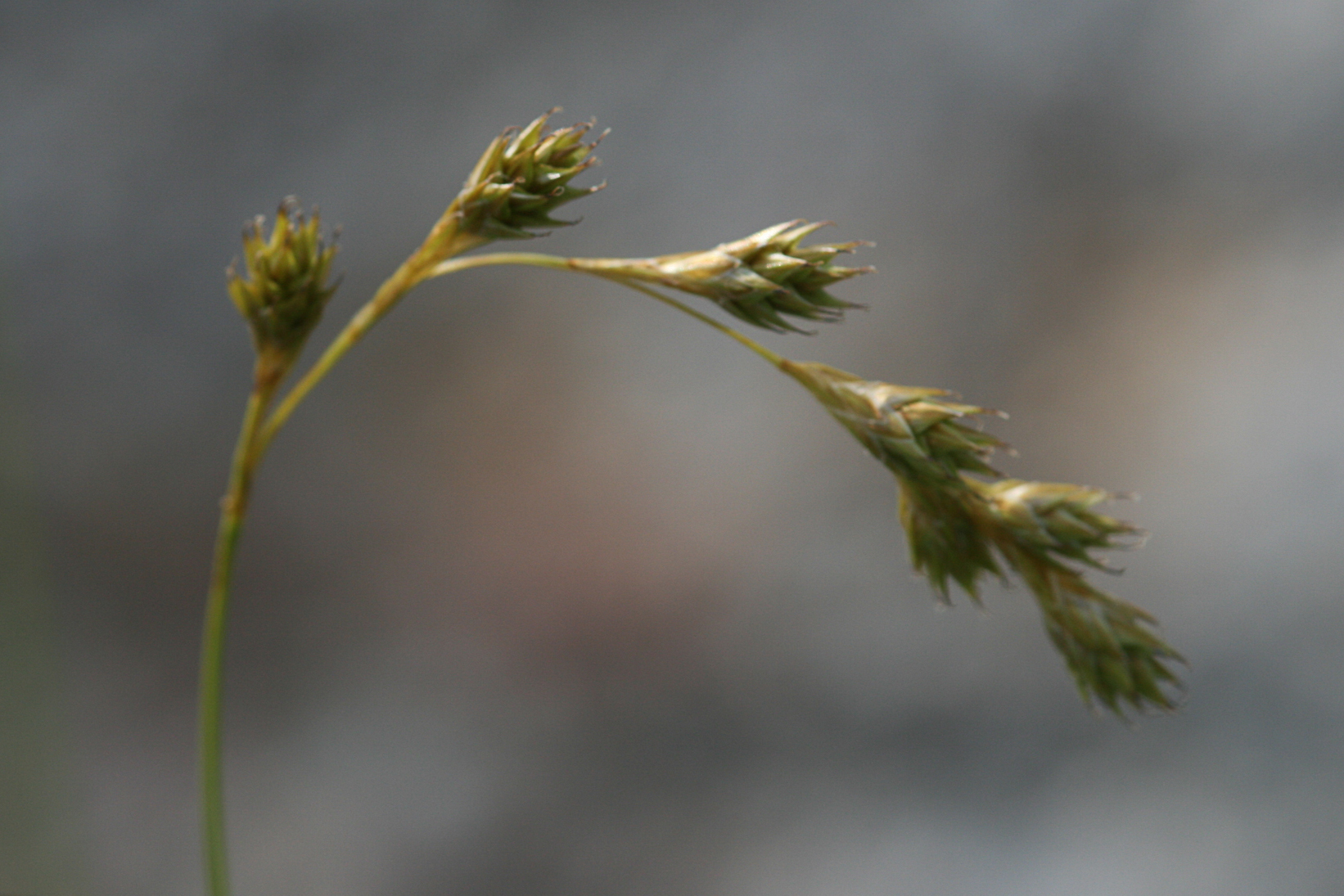
Blütenstand von Carex flaccosperma

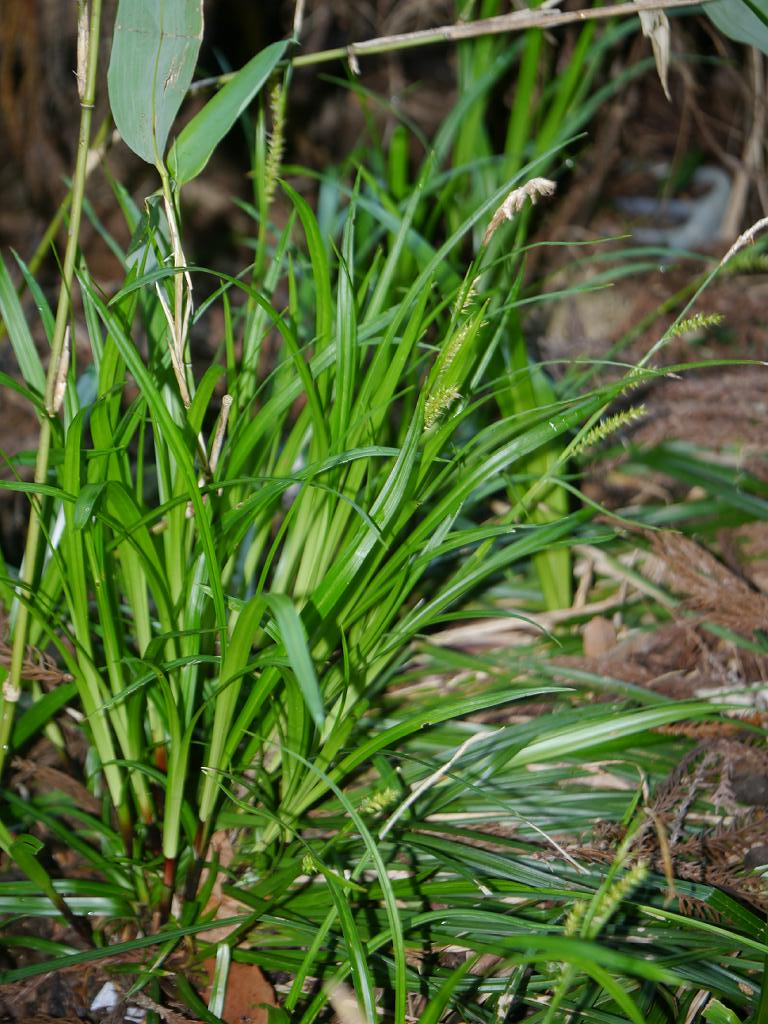
Habitus, Laubblätter und Blütenstände von Carex foliosissima im Habitat

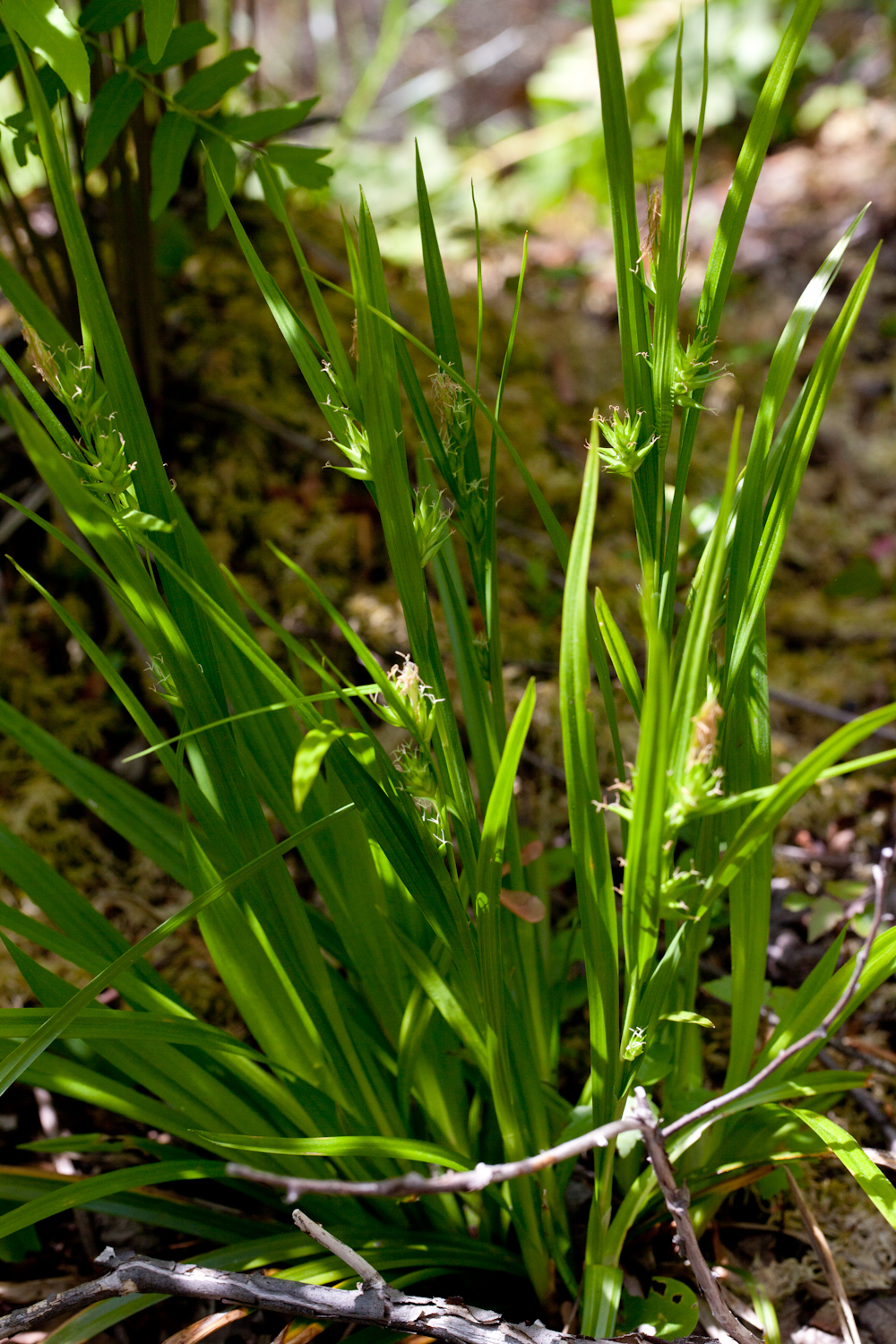
Habitus, Laubblätter und Blütenstände von Carex folliculata im Habitat

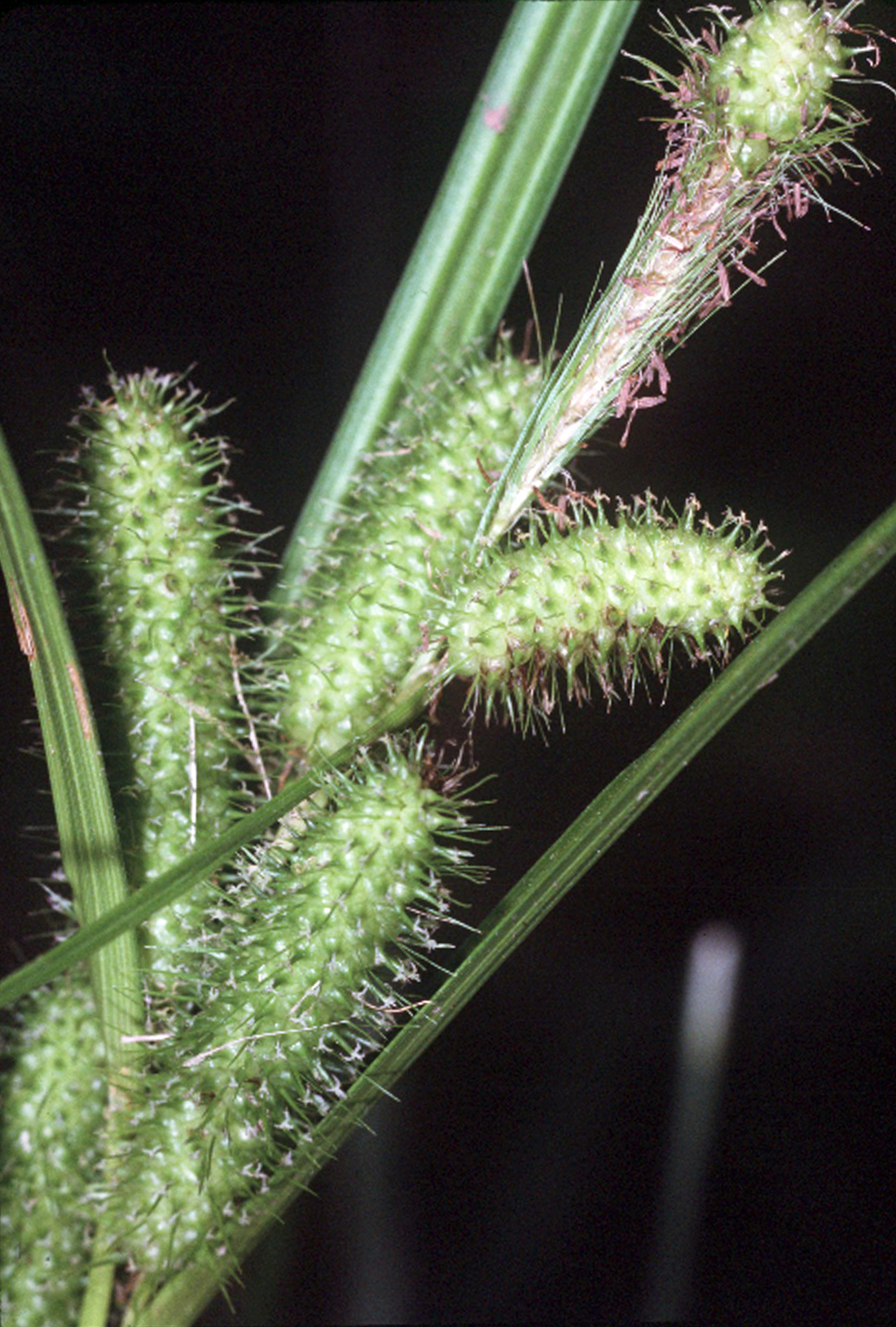
Blütenstand von Carex frankii

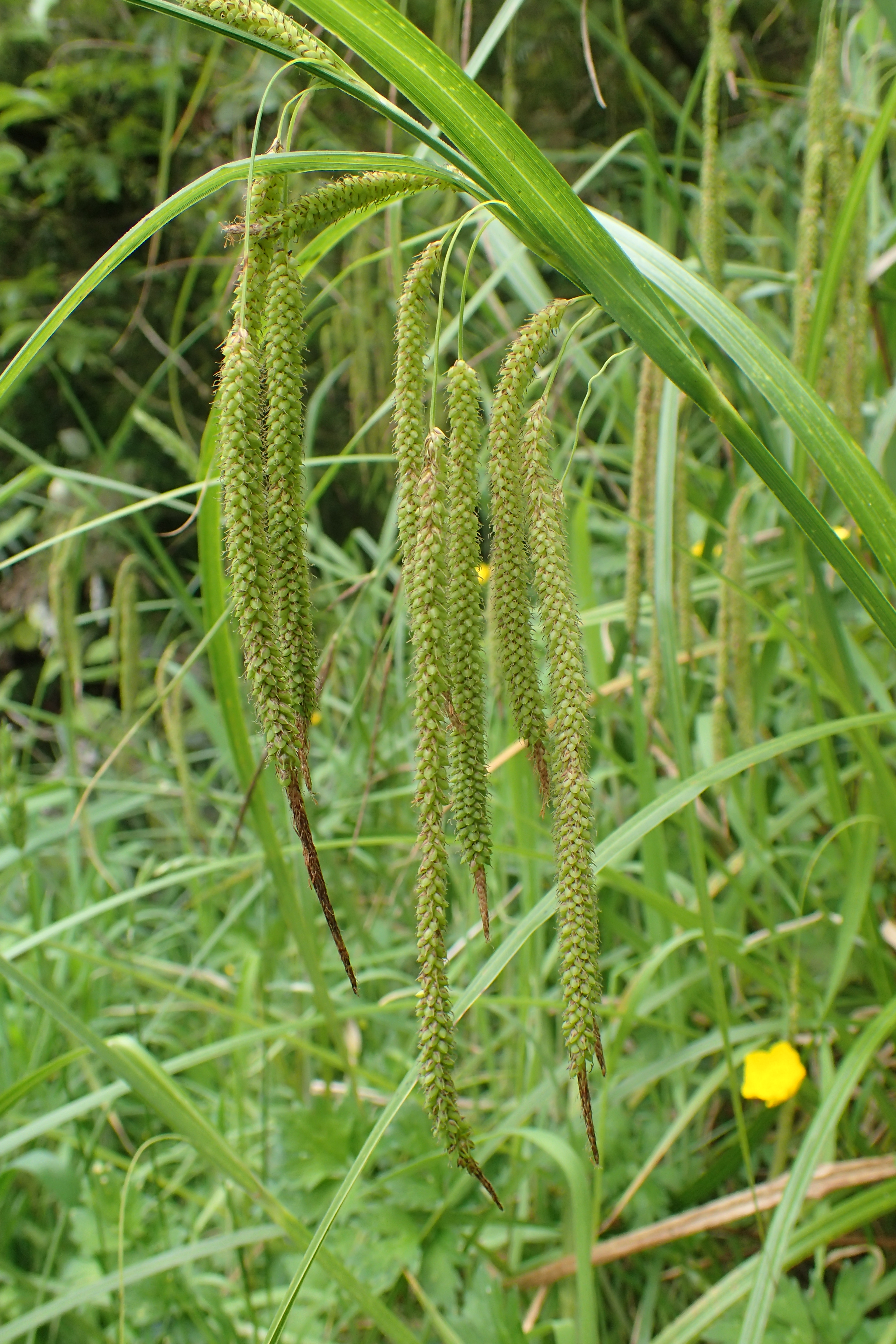
Blütenstand von Carex geminata

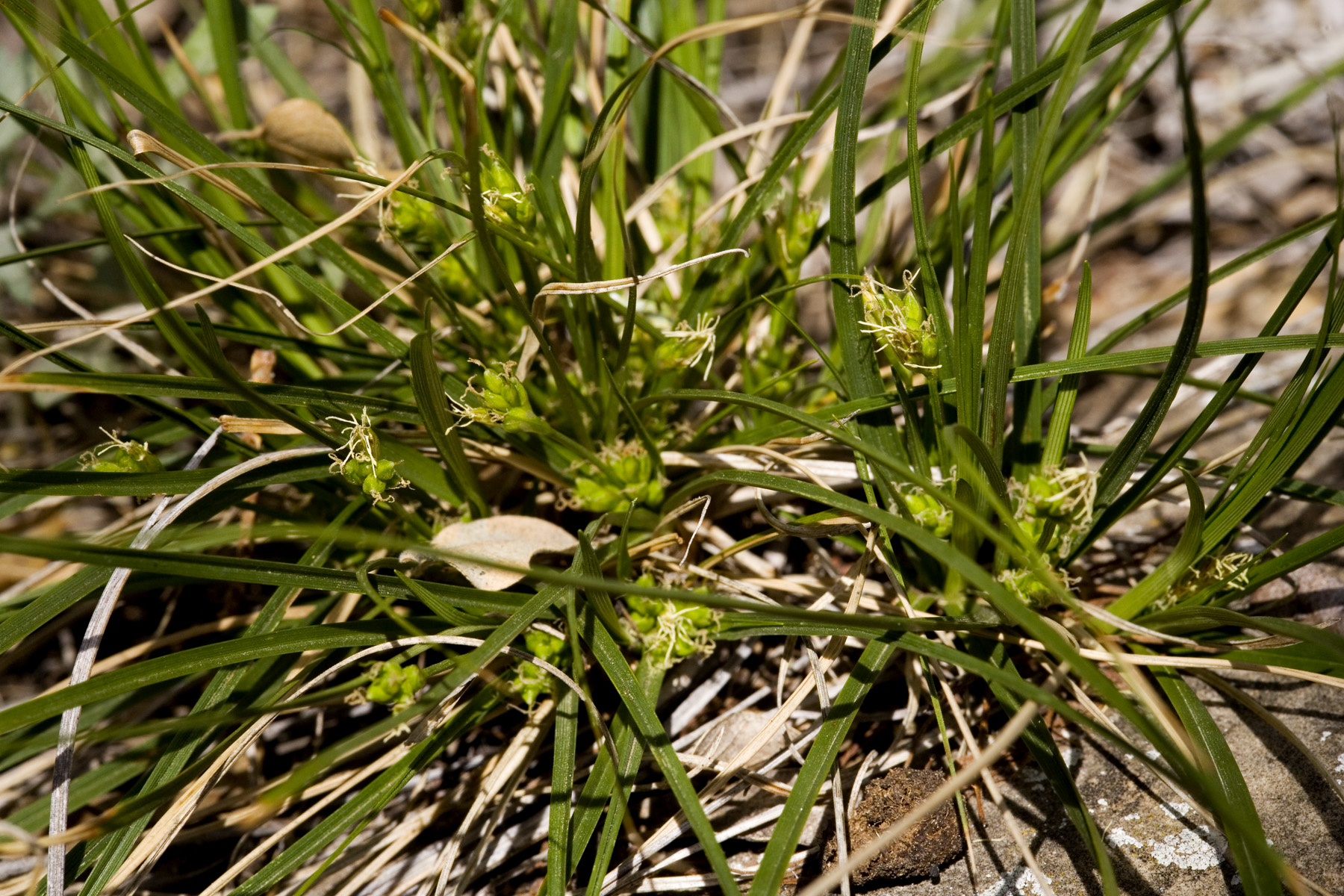
Habitus, Laubblätter und Blütenstände von Carex geophila im Habitat

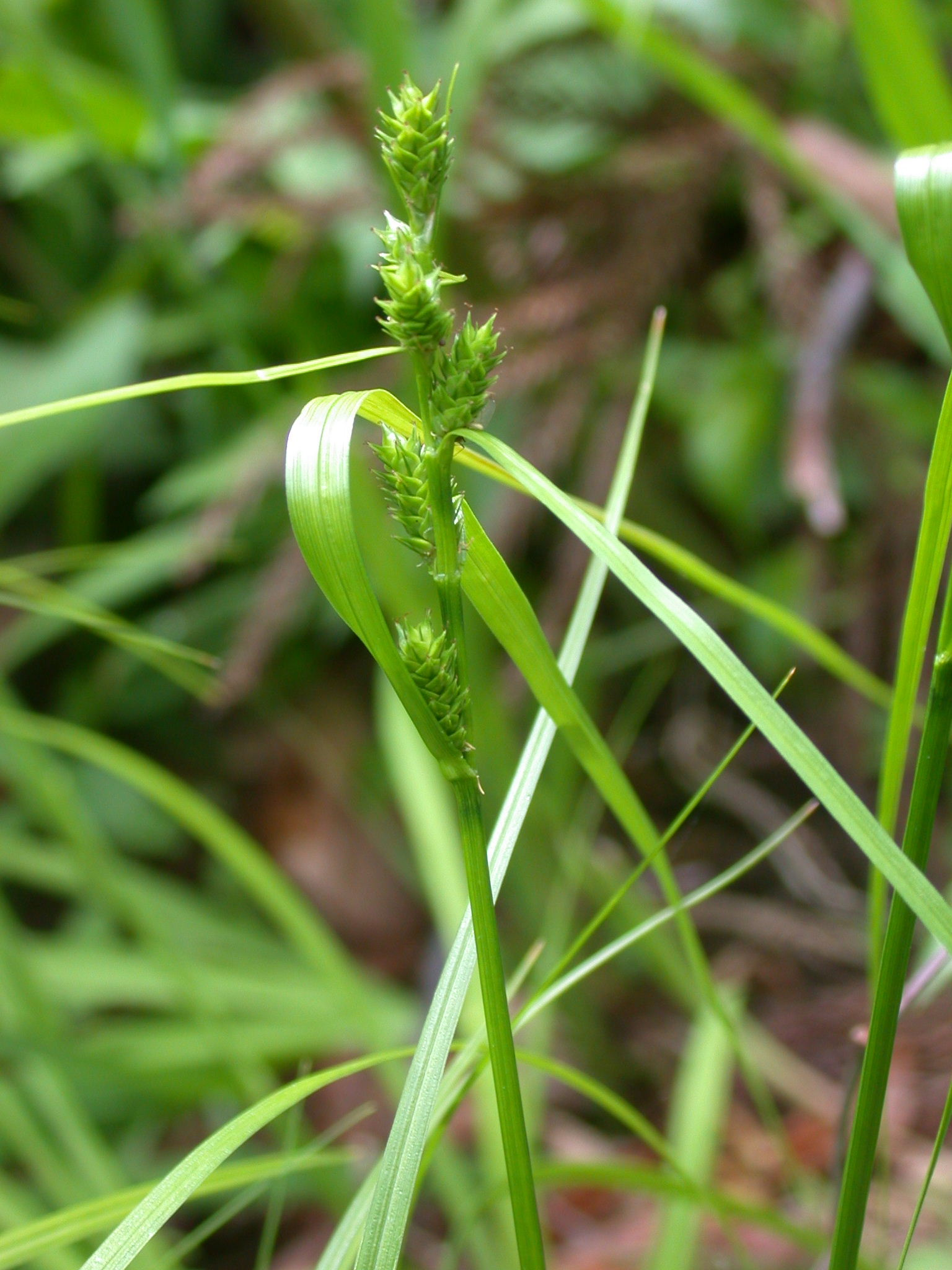
Blütenstand von Carex gibba

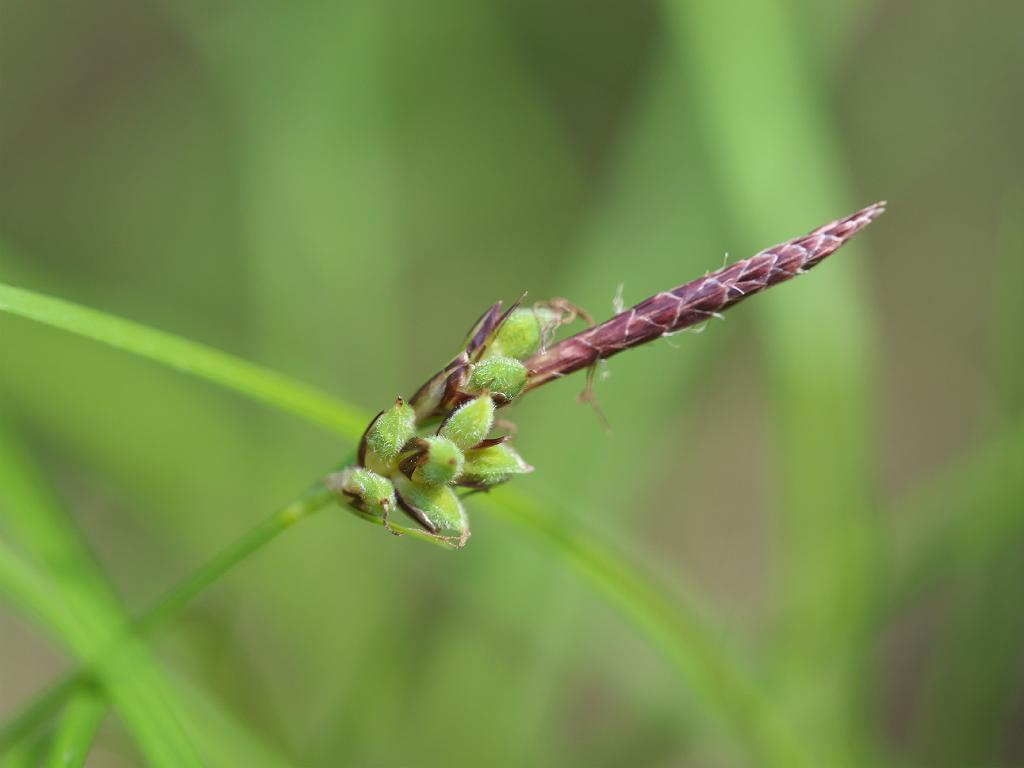
Blütenstand von Carex gifuensis

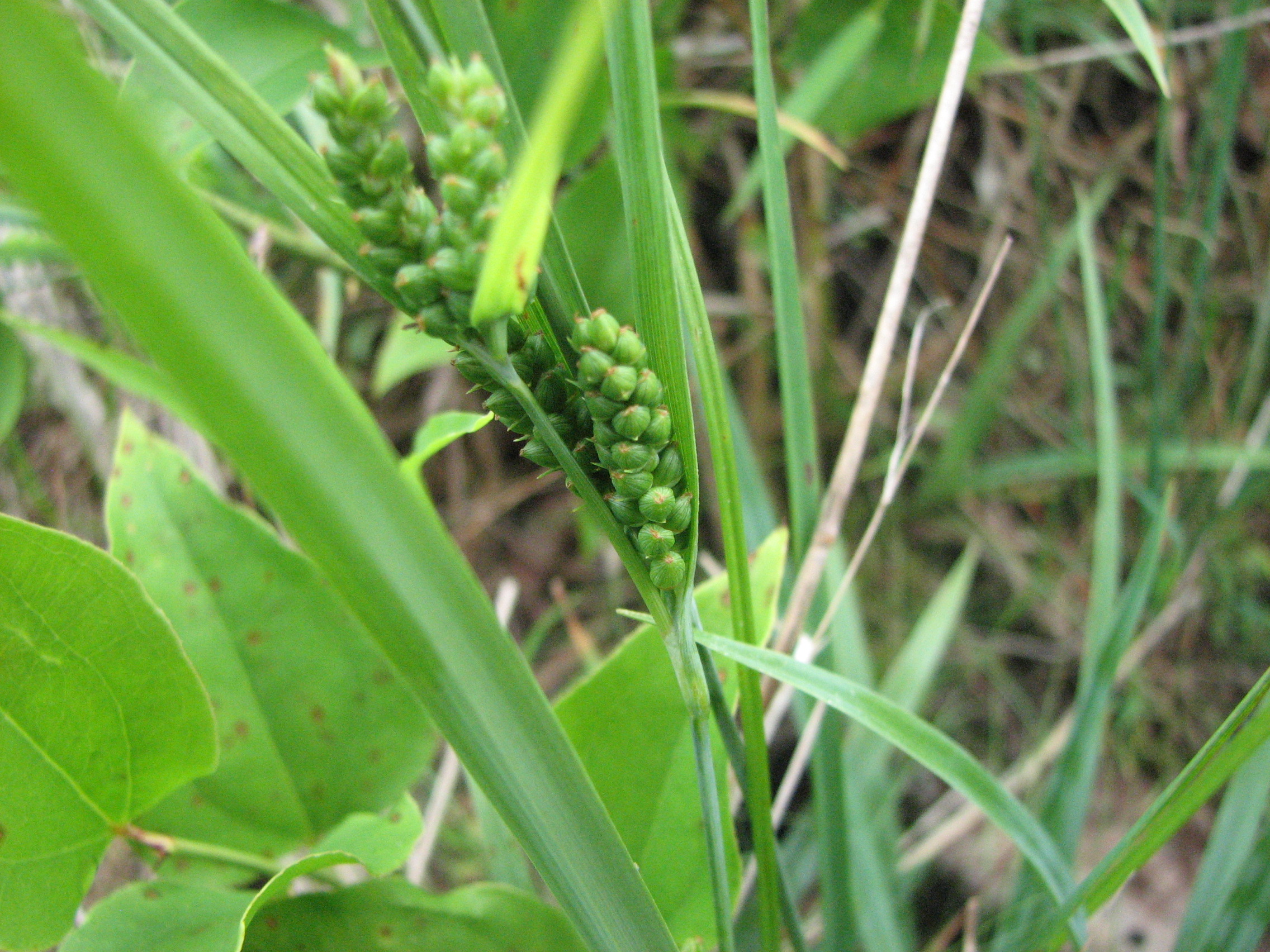
Fruchtstand von Carex glaucodea

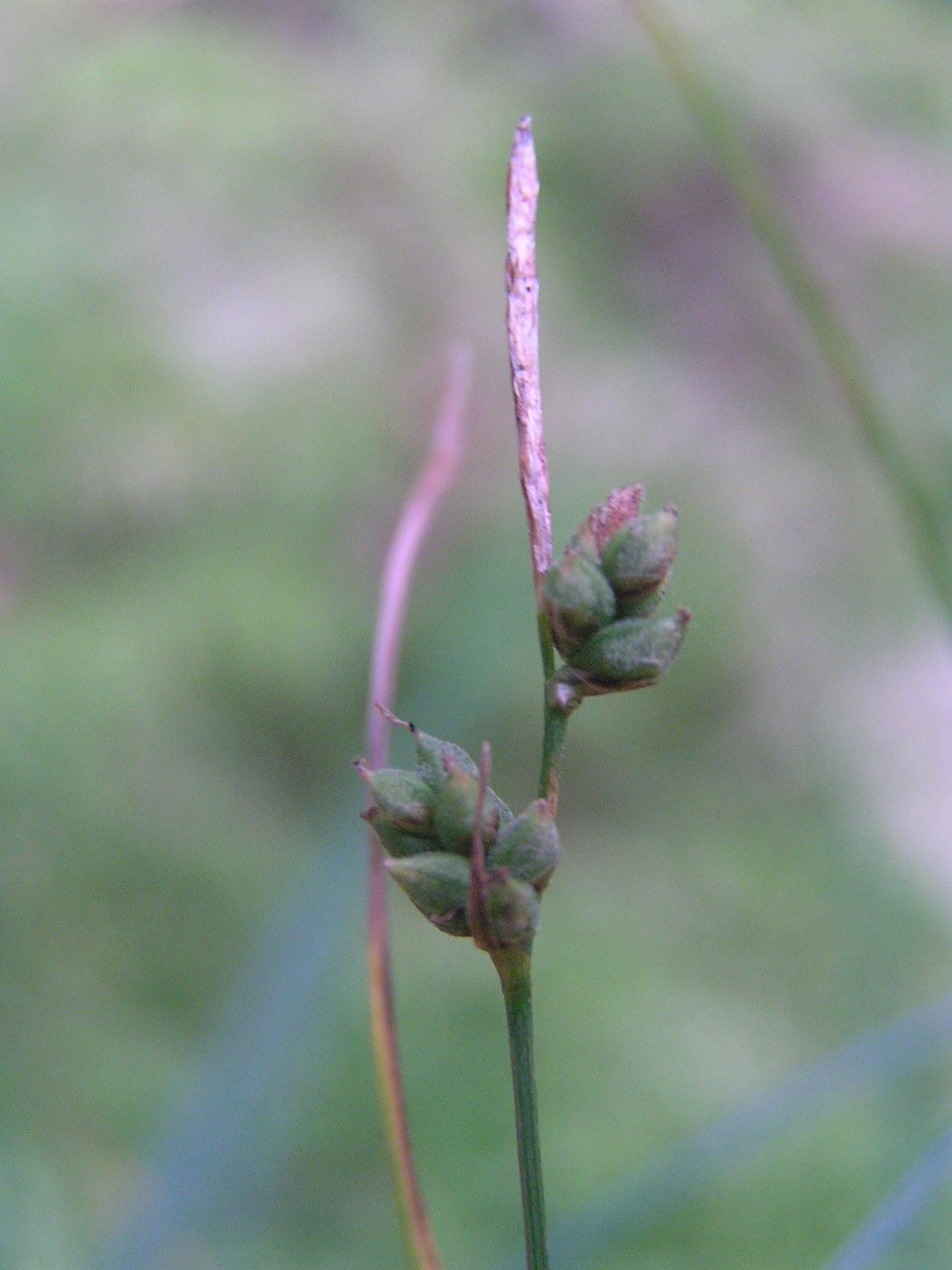
Blütenstand von Carex globularis

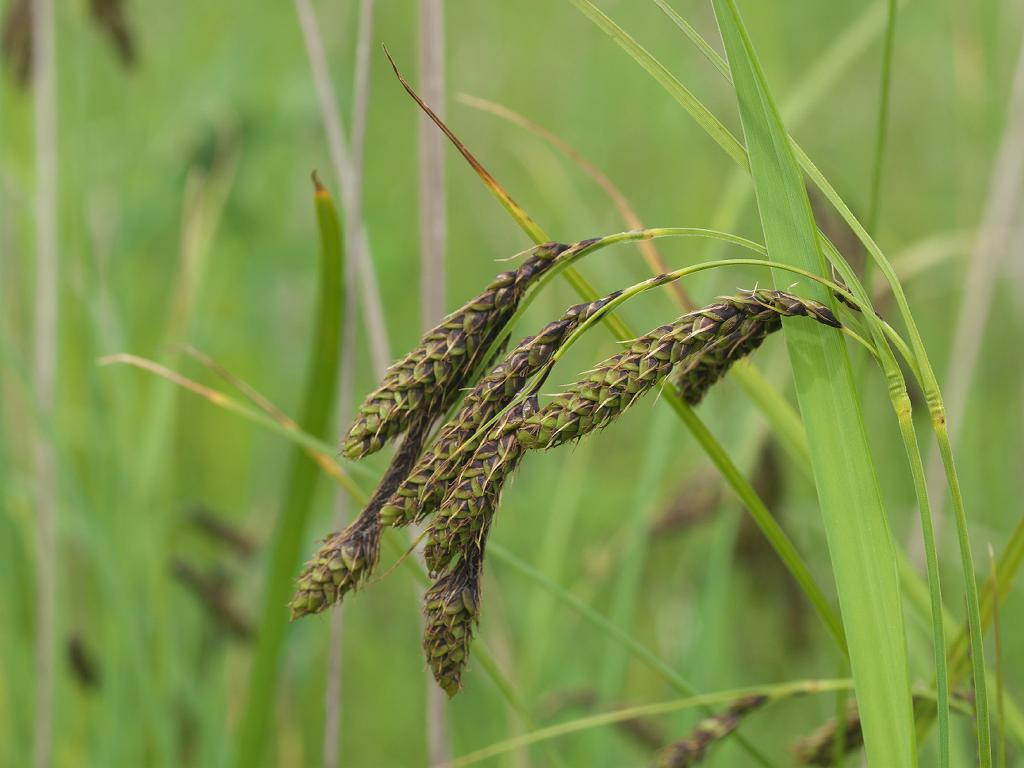
Blütenstand von Carex gmelinii

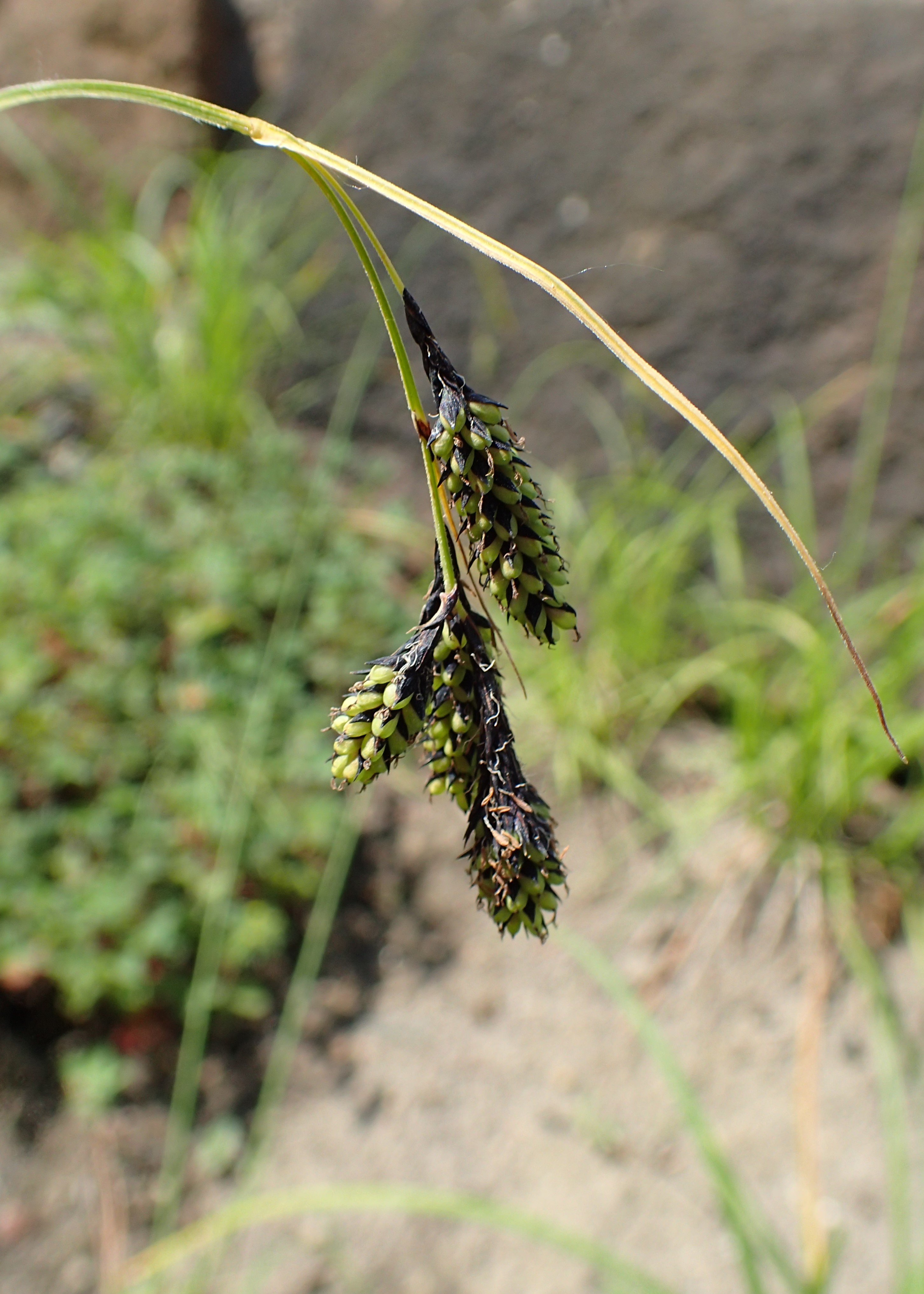
Blütenstand von Carex gracilenta

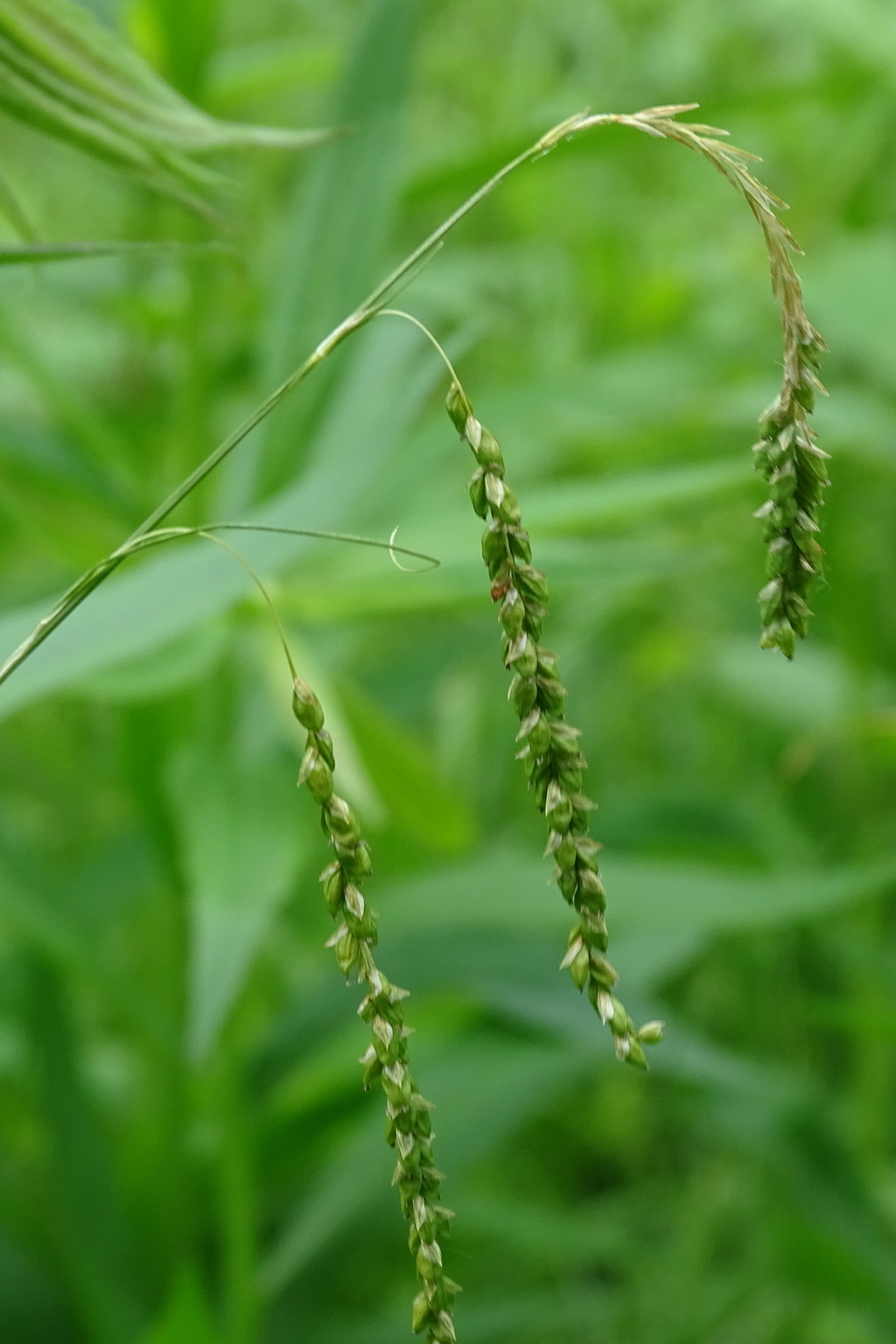
Blütenstand von Carex gracillima

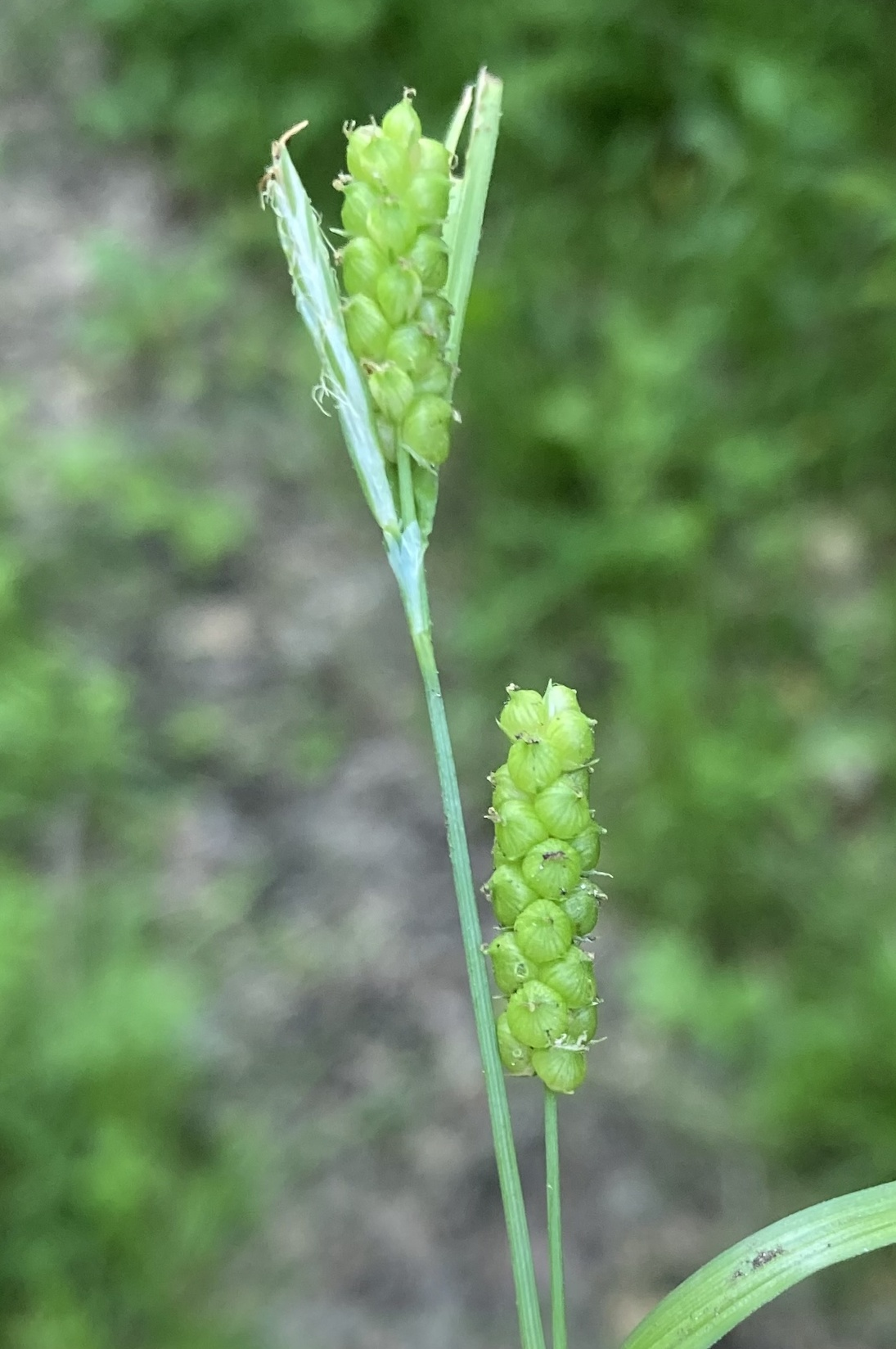
Blütenstand von Carex granularis

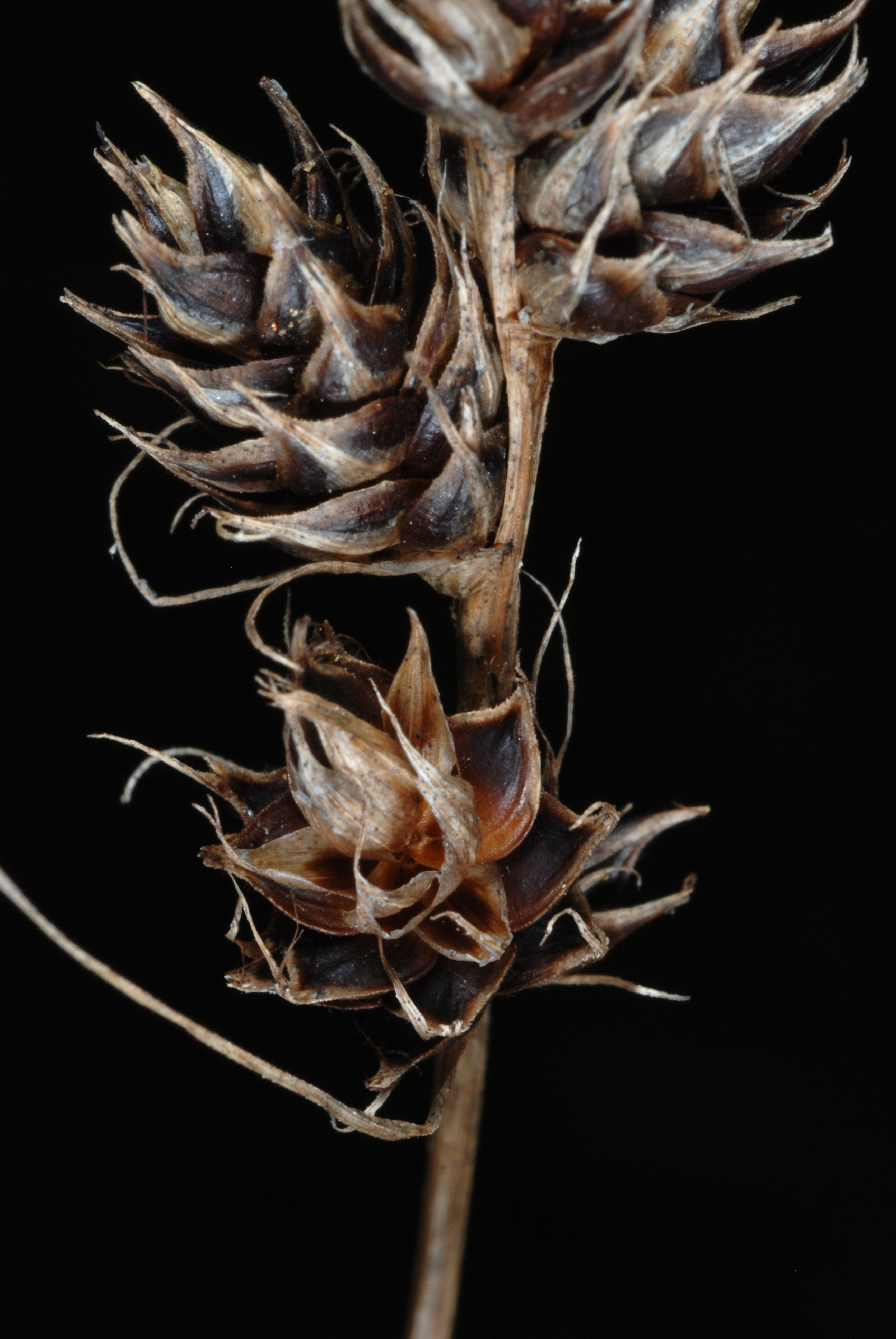
Fruchtstand von Carex gravida

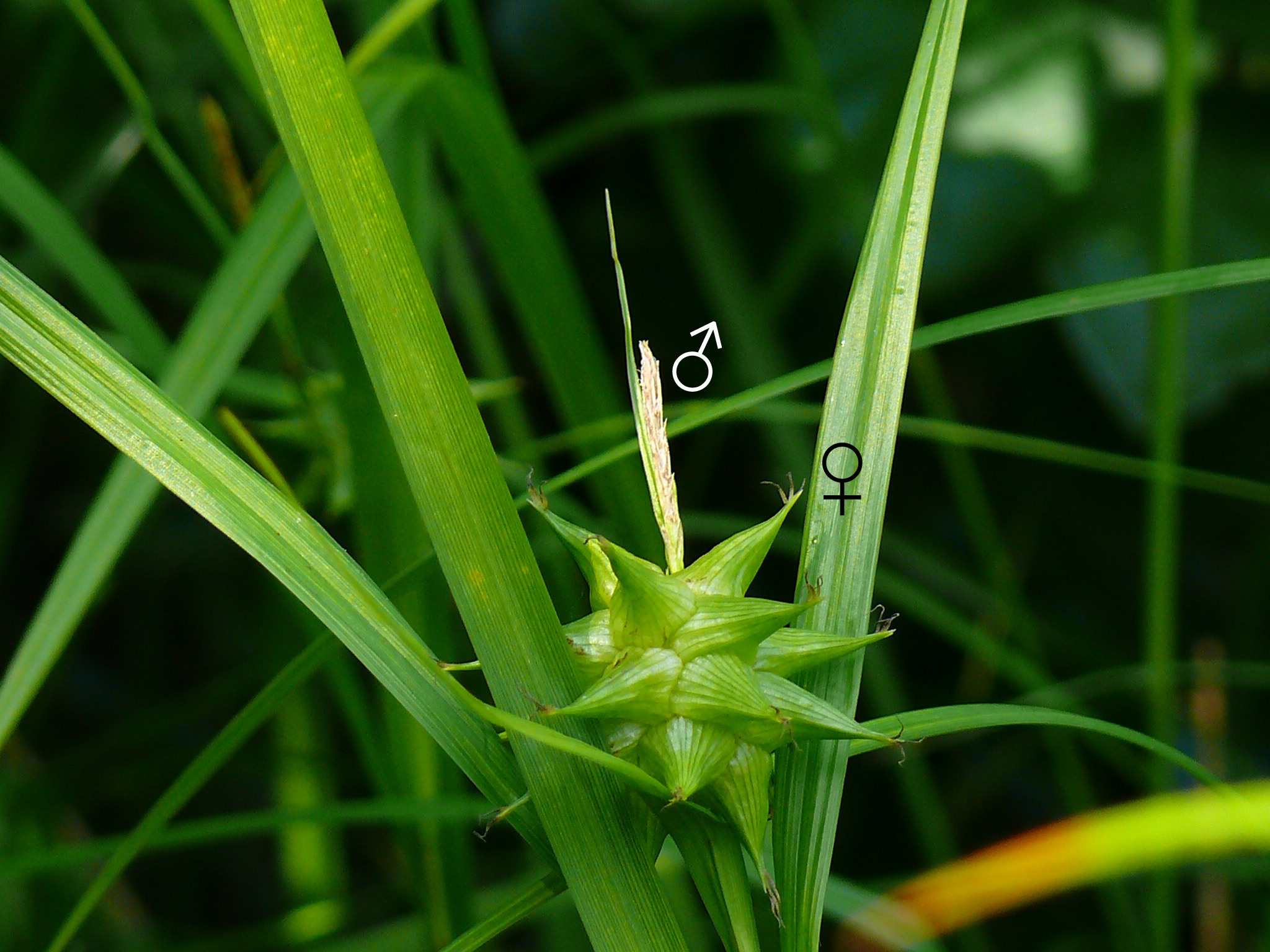
Morgenstern-Segge (Carex grayi)

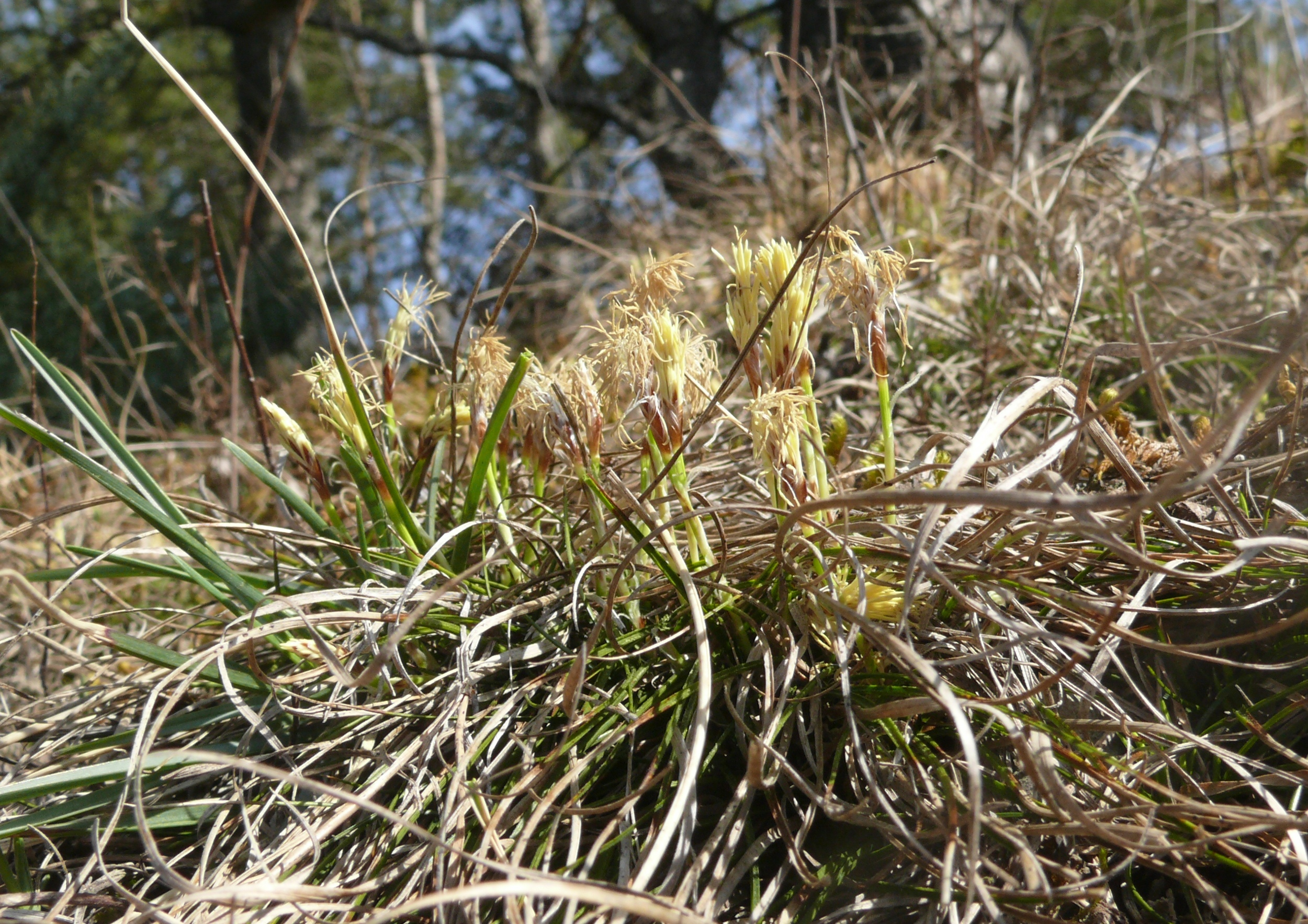
Erd-Segge (Carex humilis)

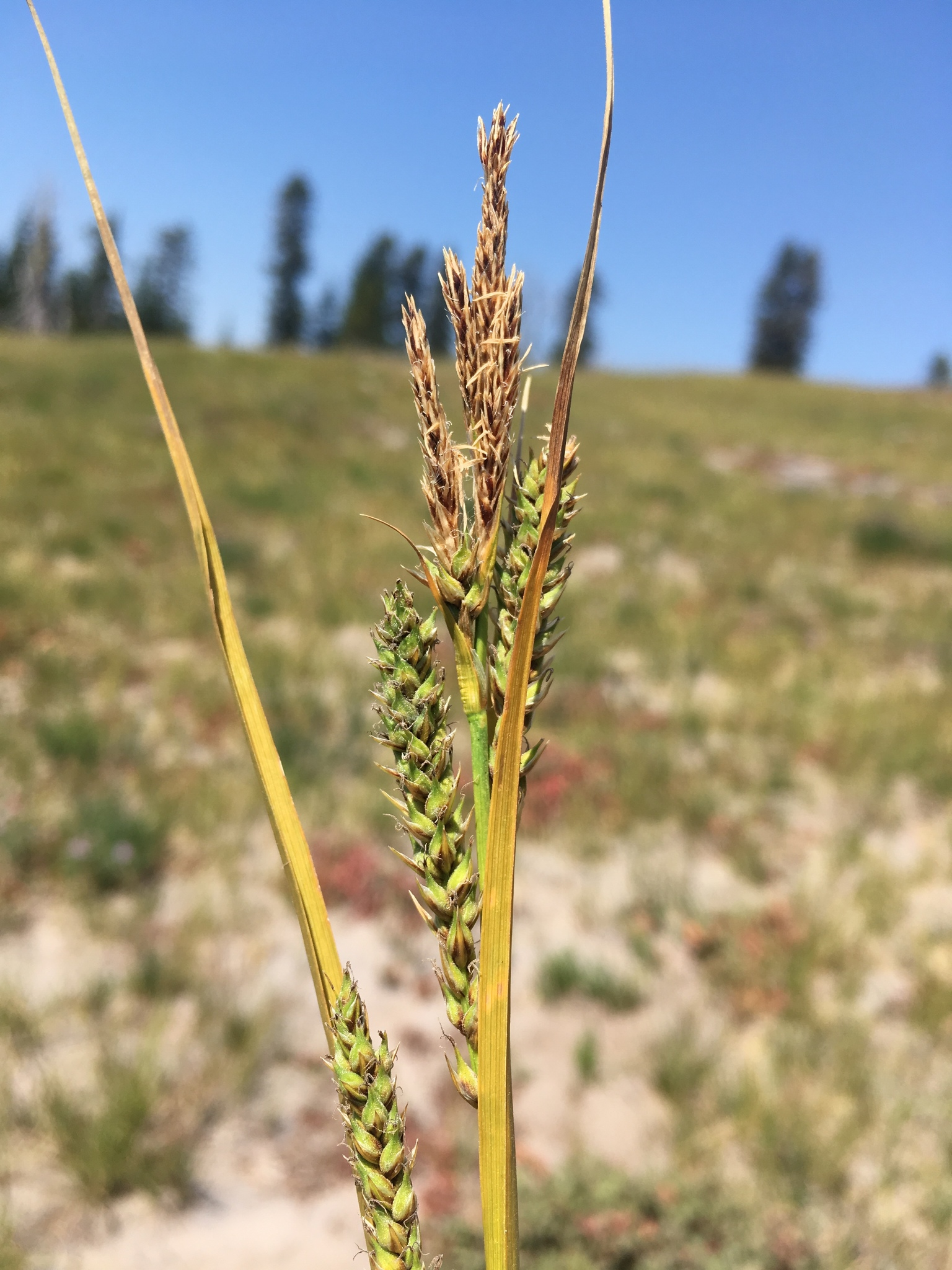
Blütenstand von Carex halliana

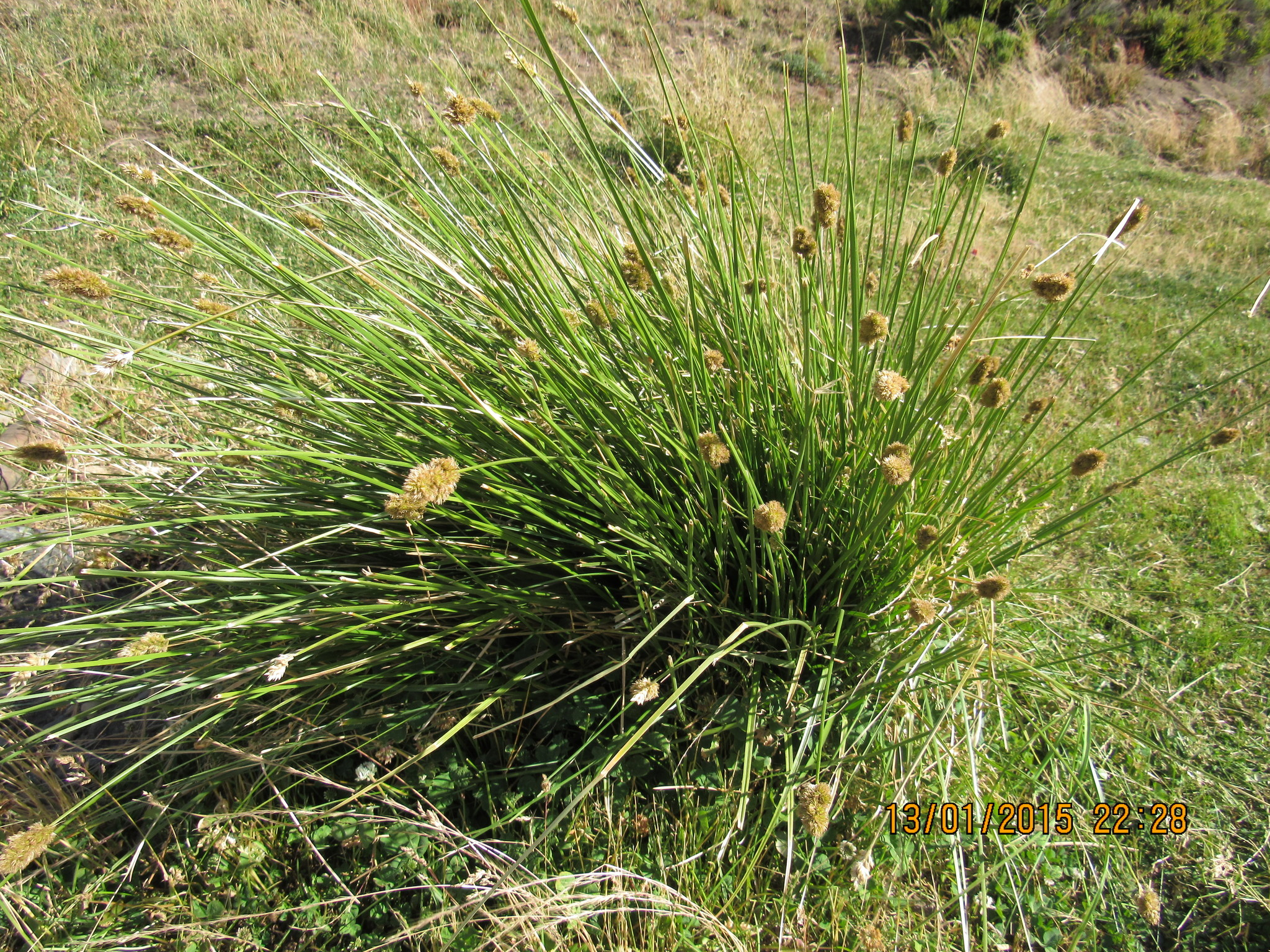
Habitus von Carex hypoleucos

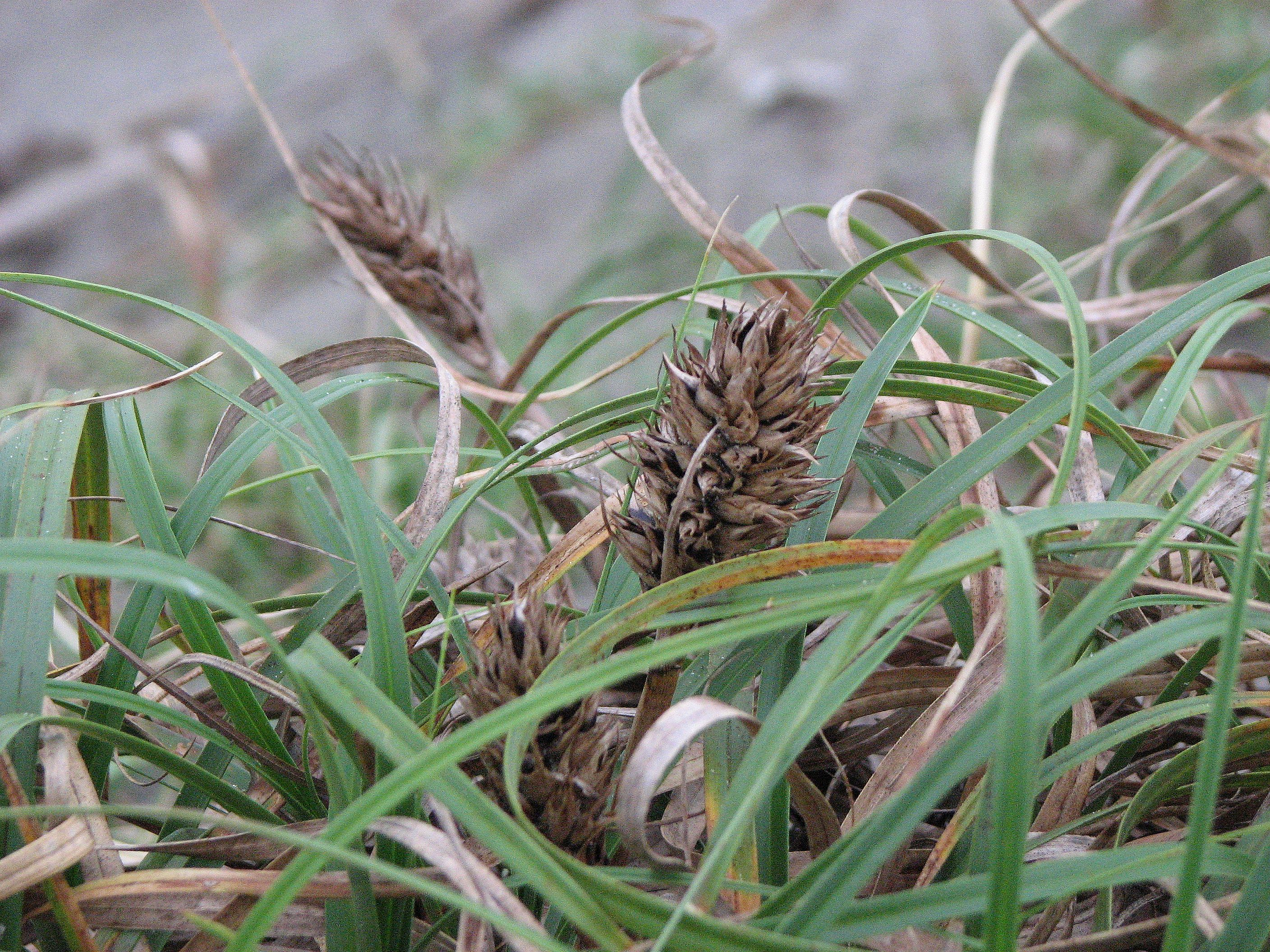
Carex kobomugi

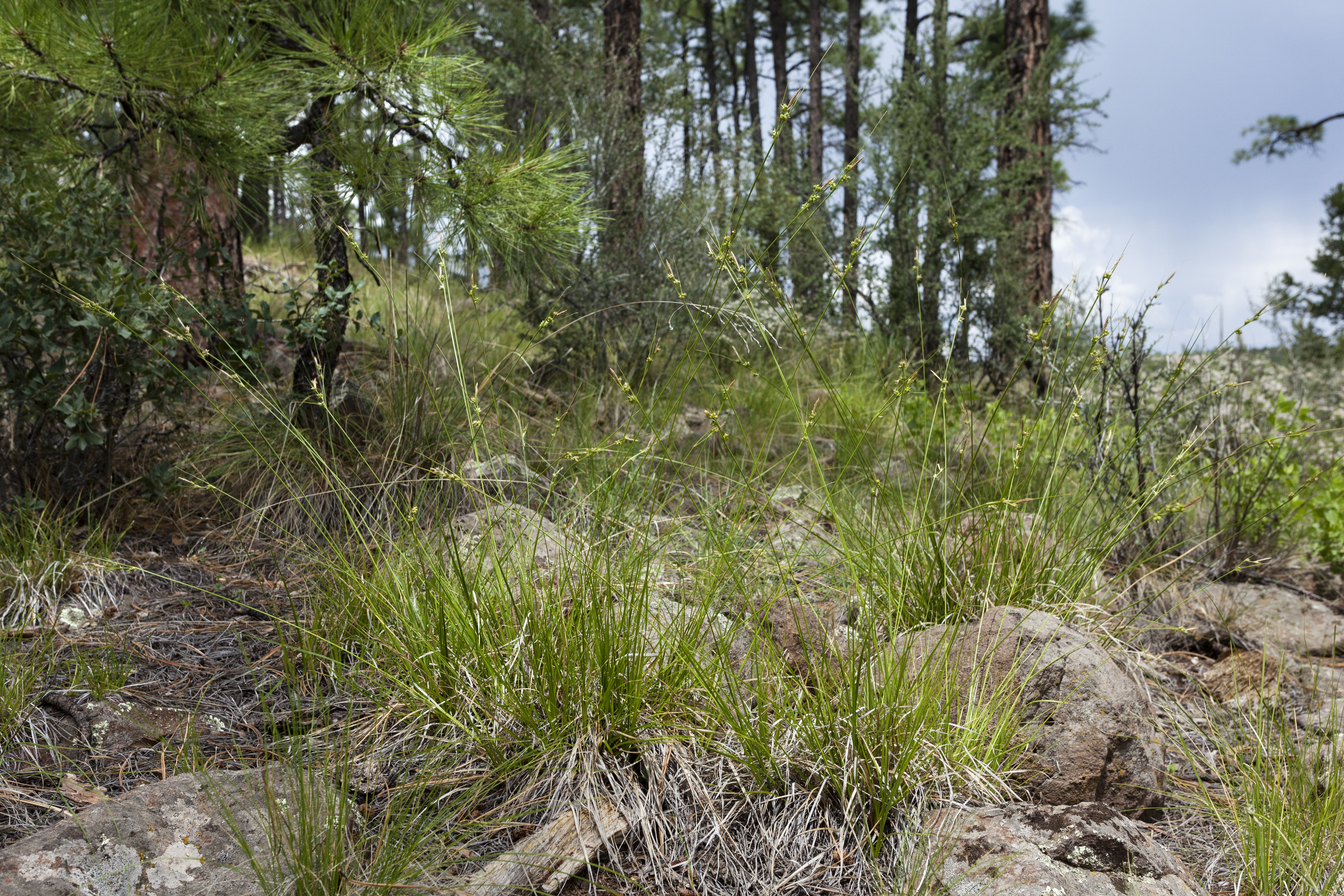
Habitus von Carex leucodonta im Habitat

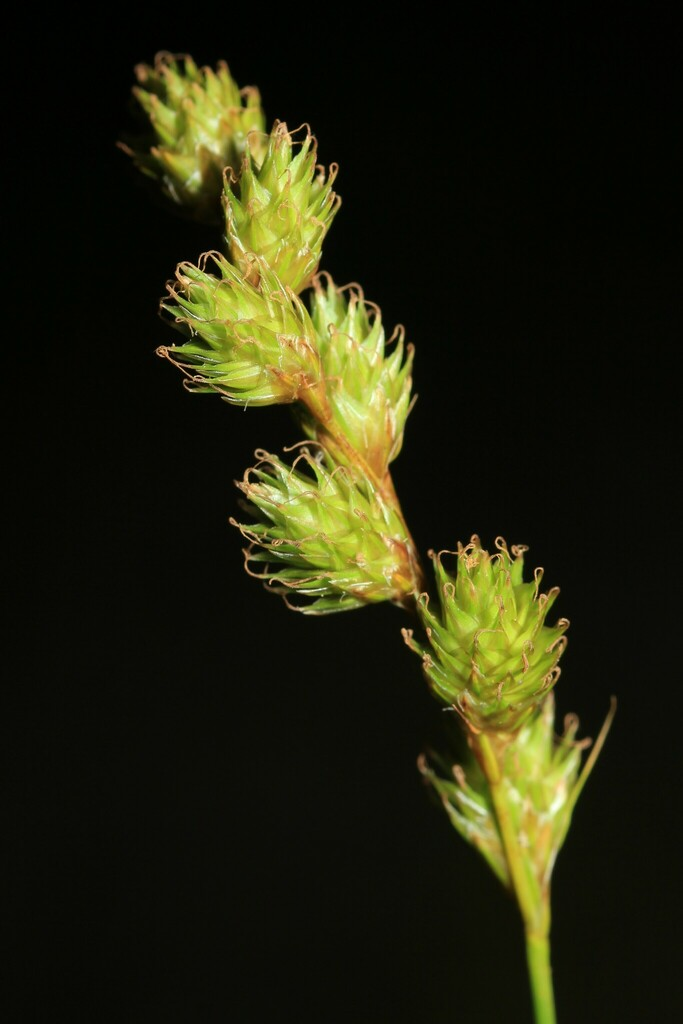
Blütenstand von Carex merritt-fernaldii

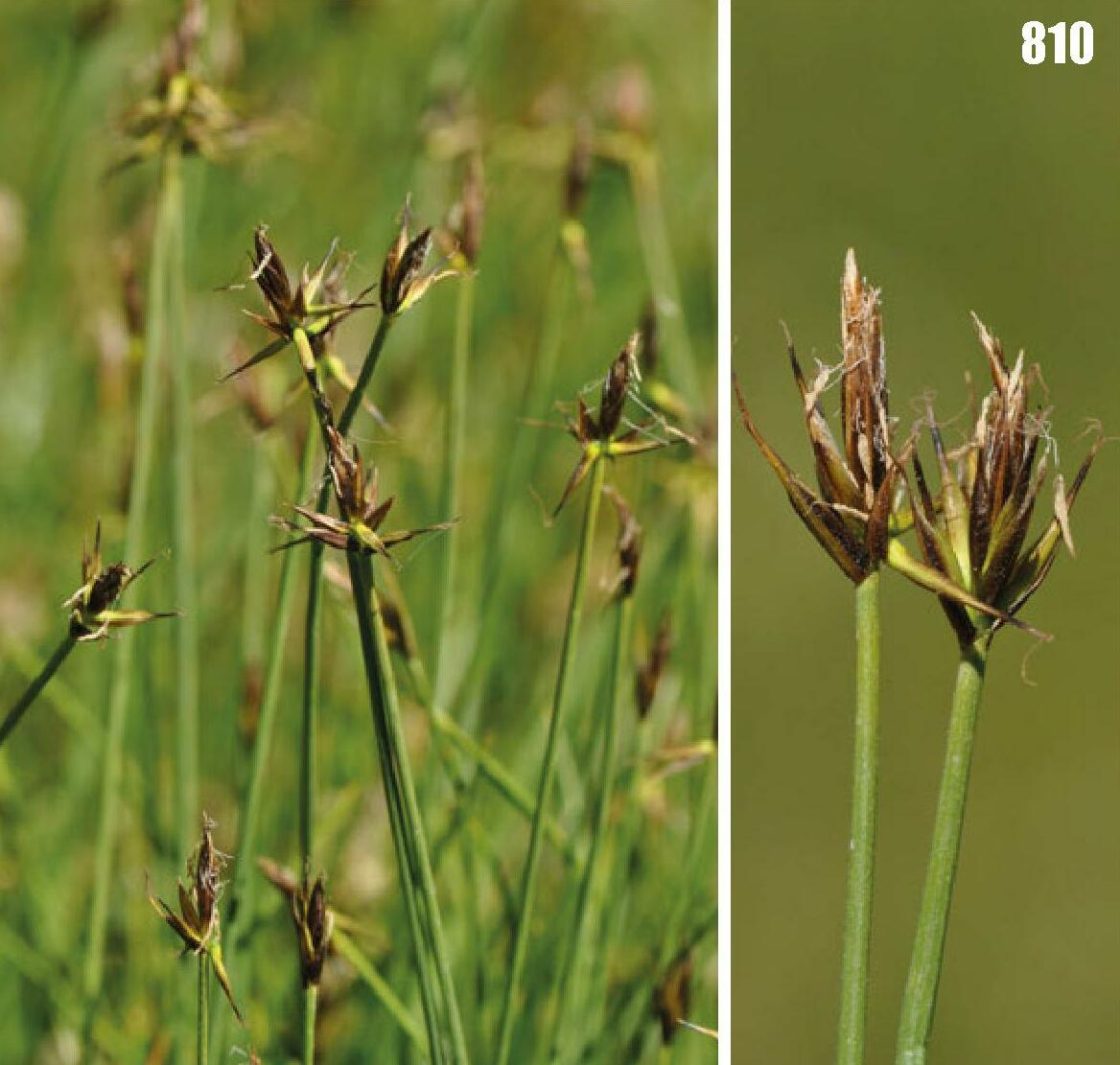
Carex parva

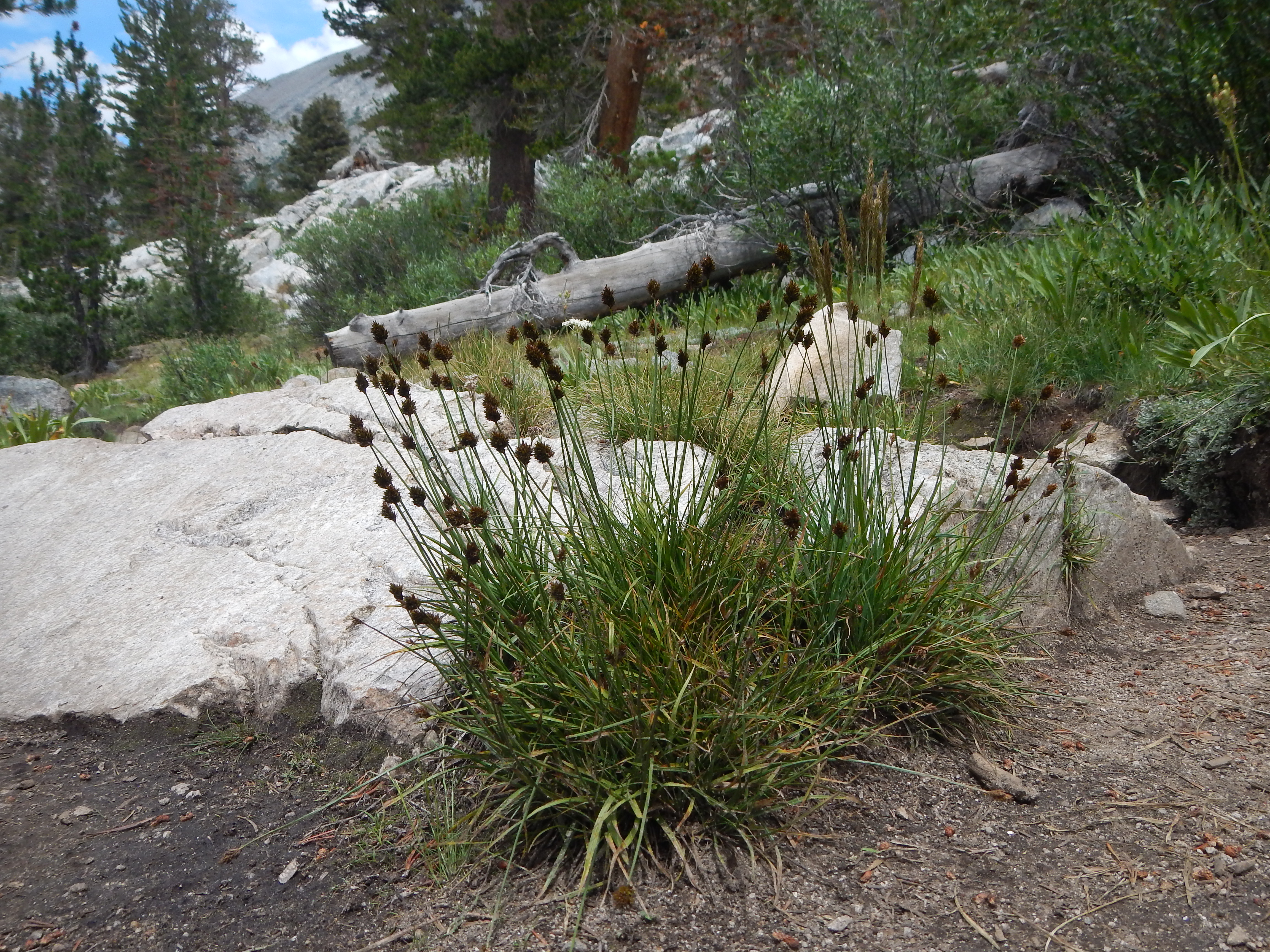
Habitus von Carex preslii im Habitat

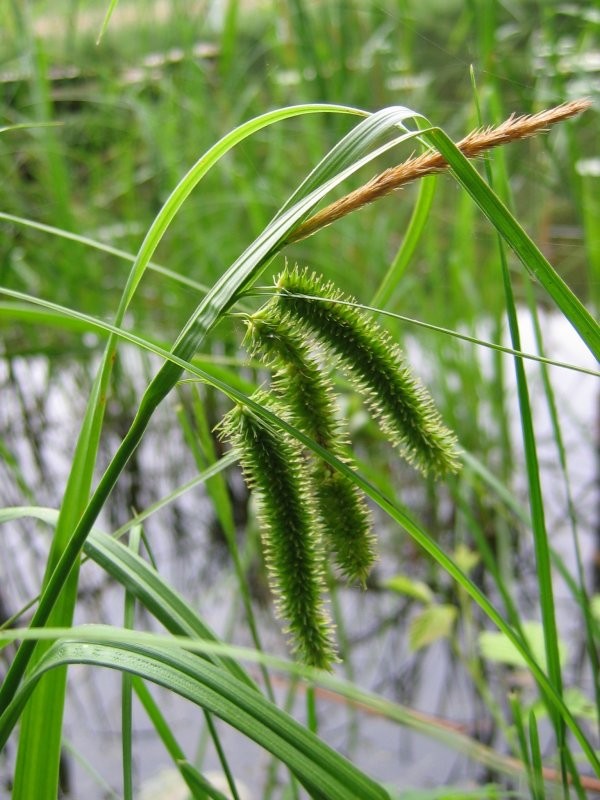
Scheinzypergras-Segge (Carex pseudocyperus)

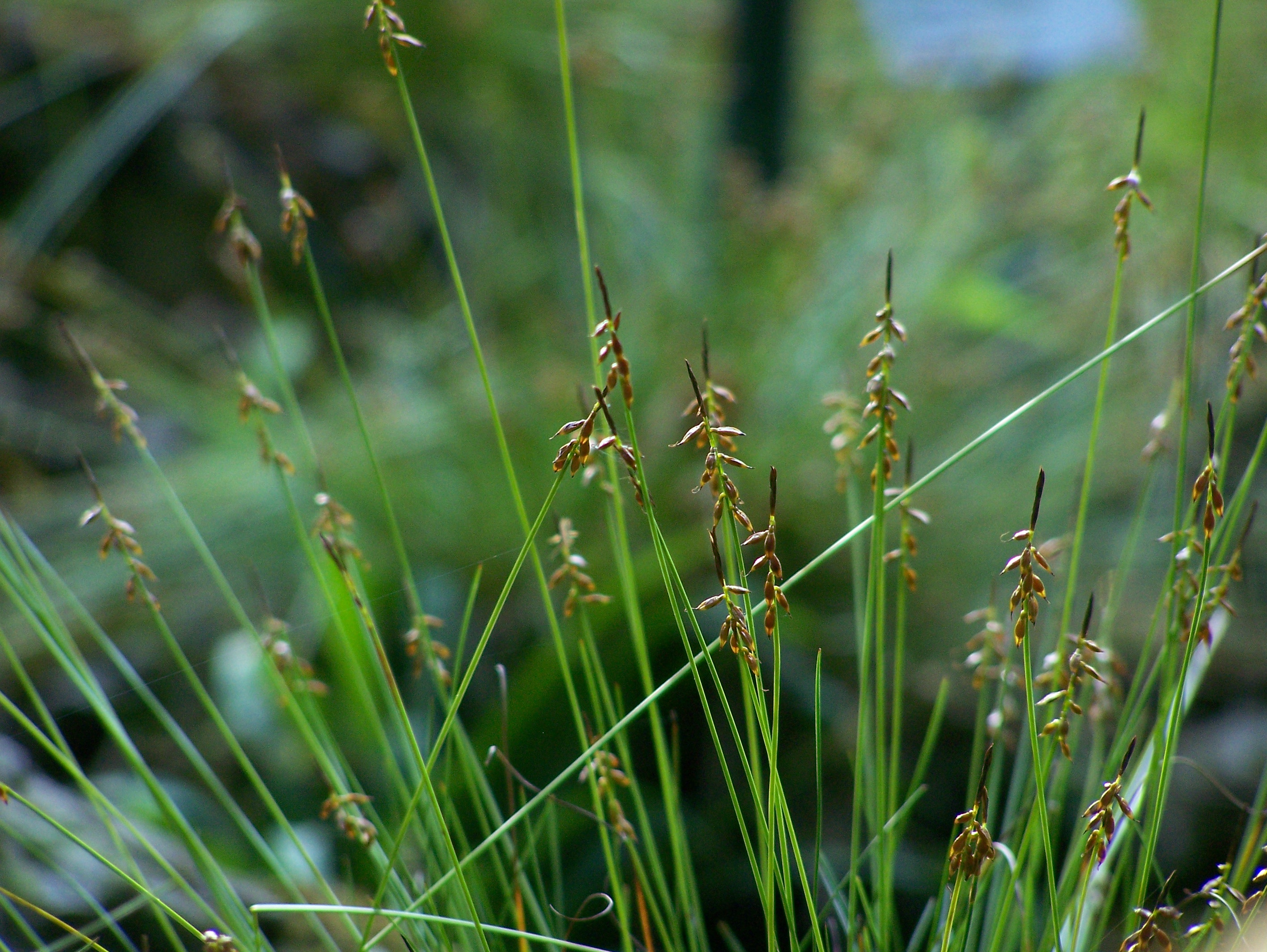
Floh-Segge (Carex pulicaris)

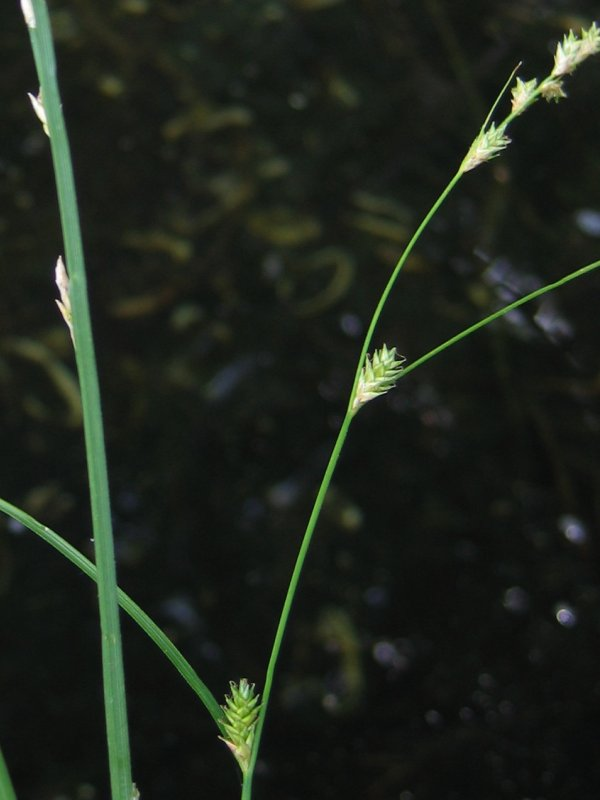
Winkel-Segge (Carex remota)

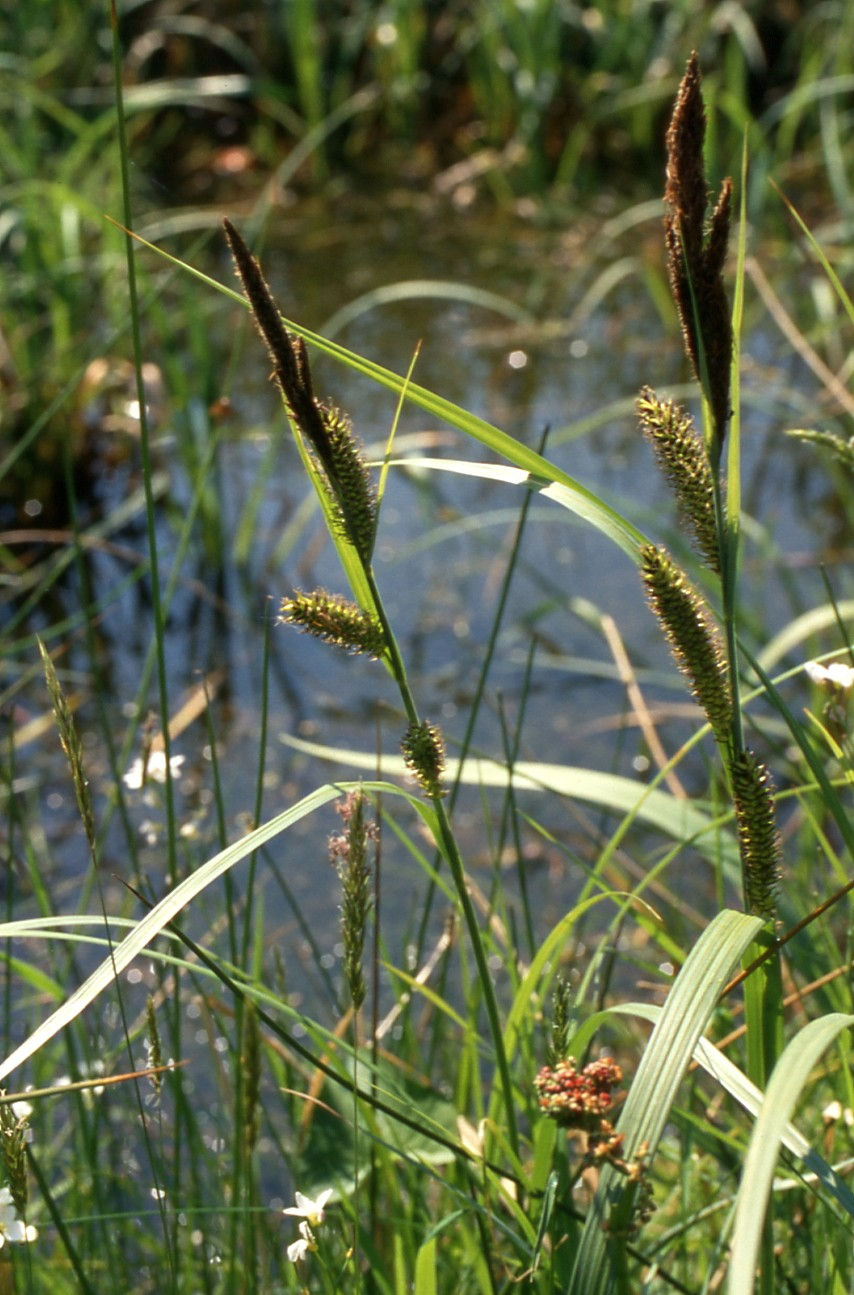
Ufer-Segge (Carex riparia)

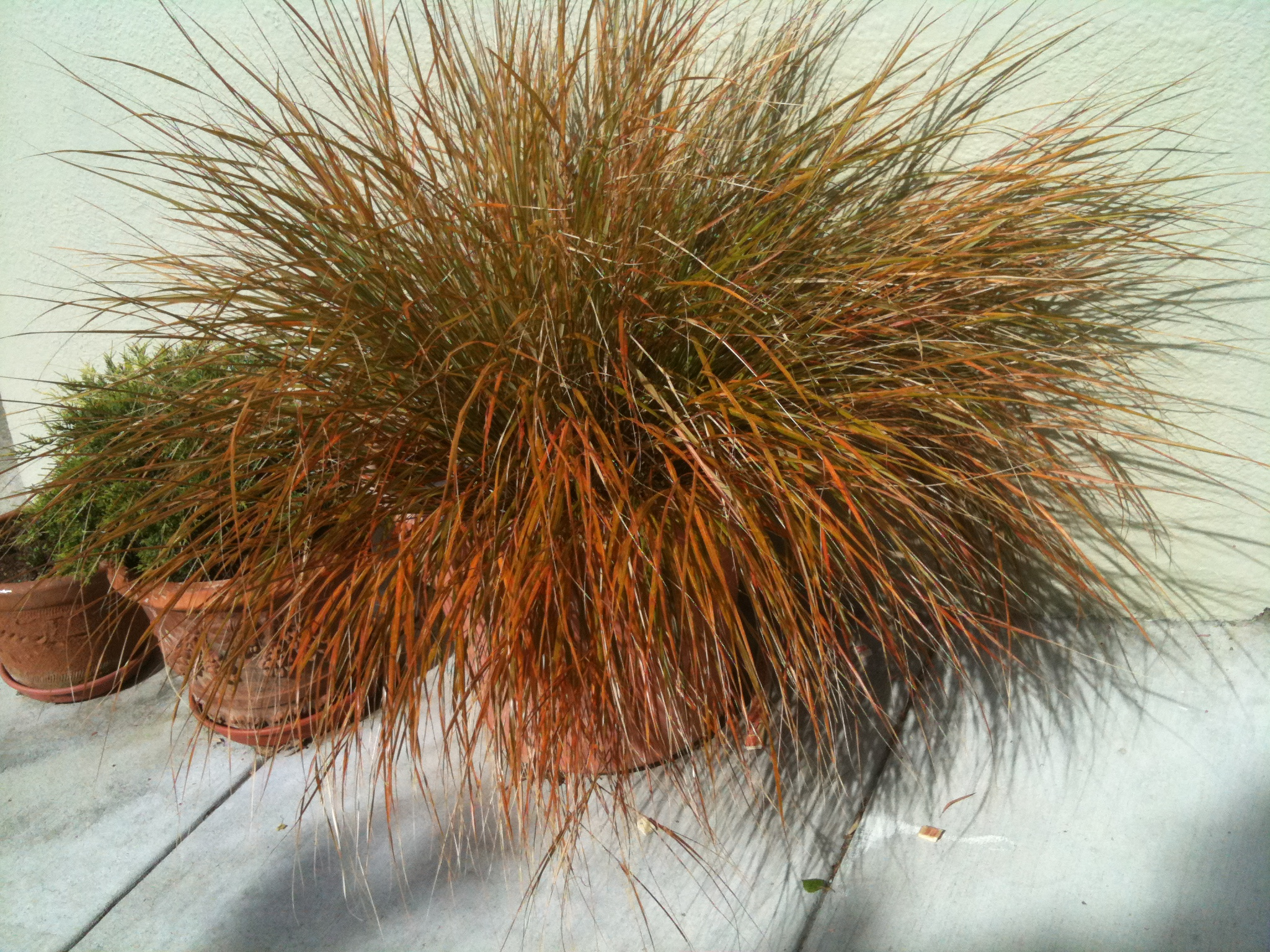
Orangefarbene Neuseeland-Segge (Carex testacea)

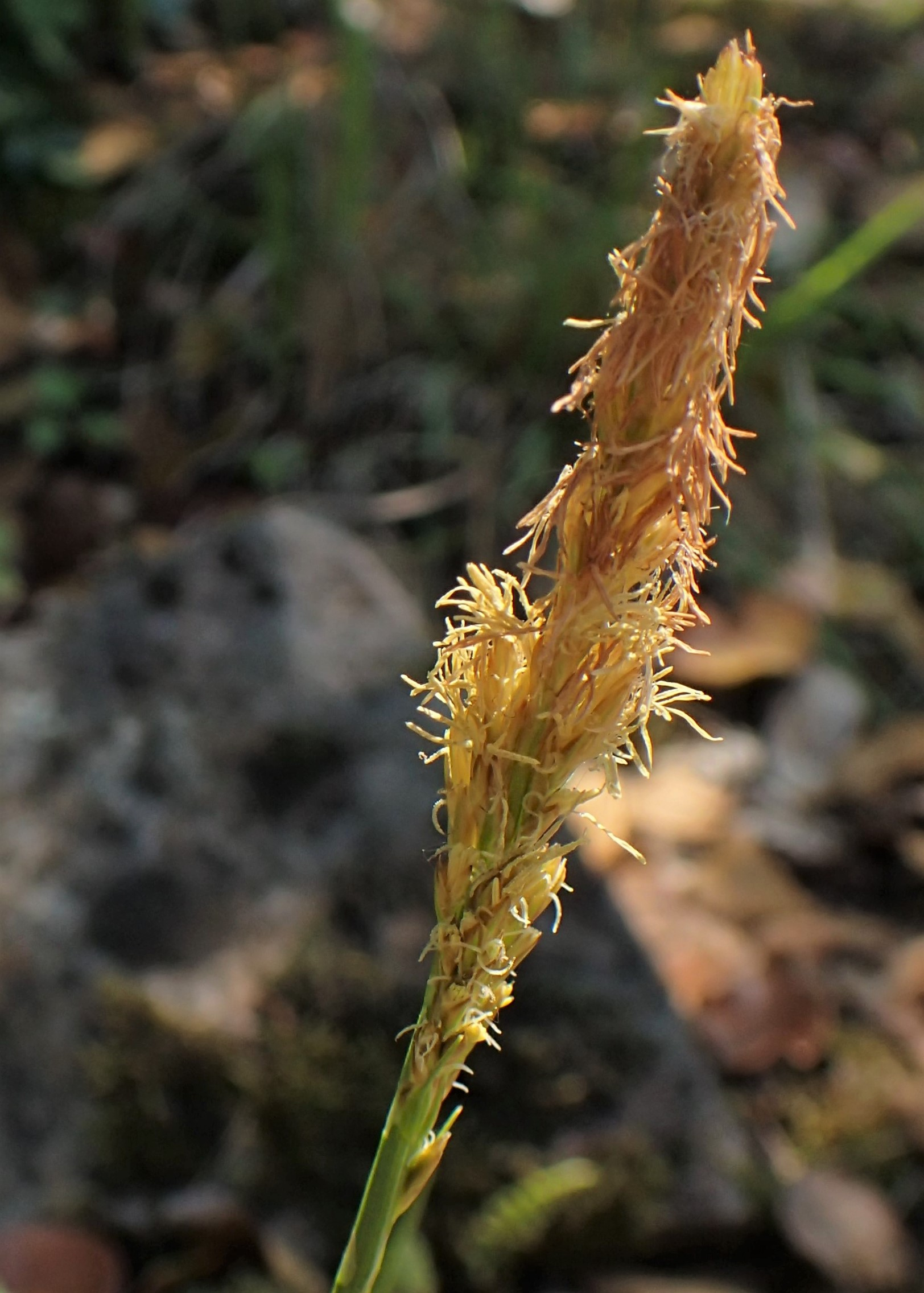
Blütenstand von Carex uncinioides

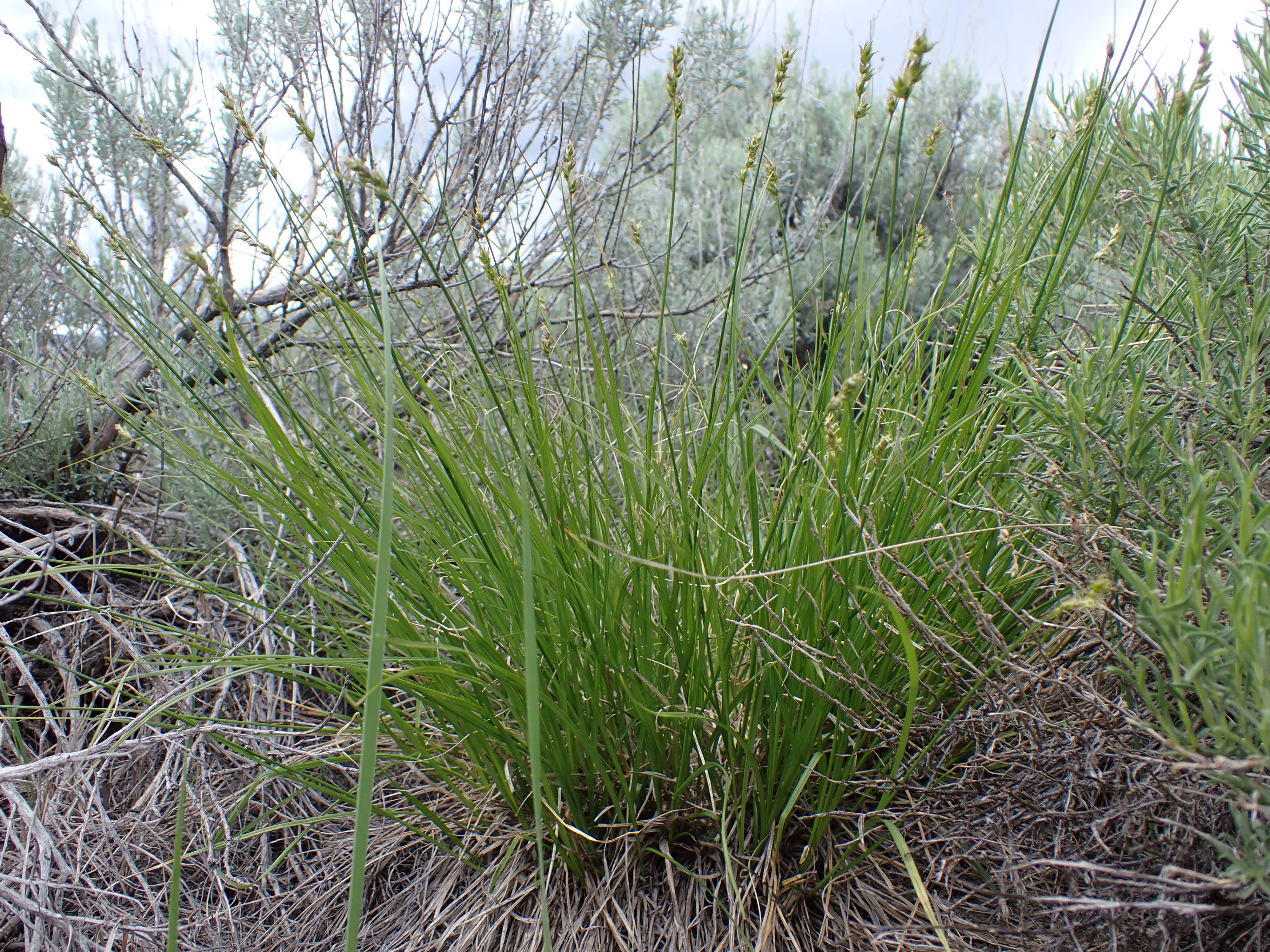
Habitus, Laubblätter und Blütenstände von Carex vallicola

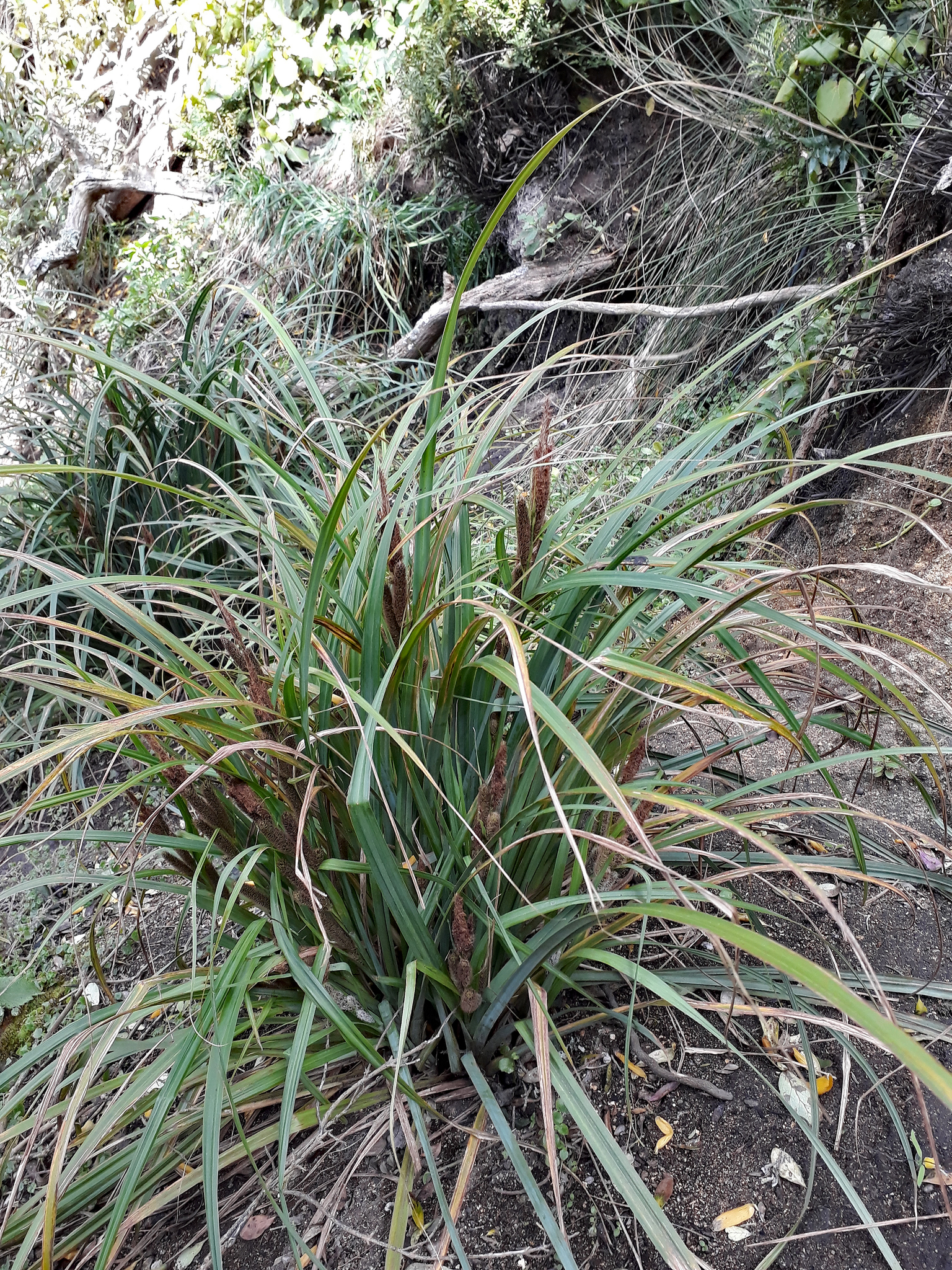
Habitus, Laubblätter und Blütenstände von Carex ventosa

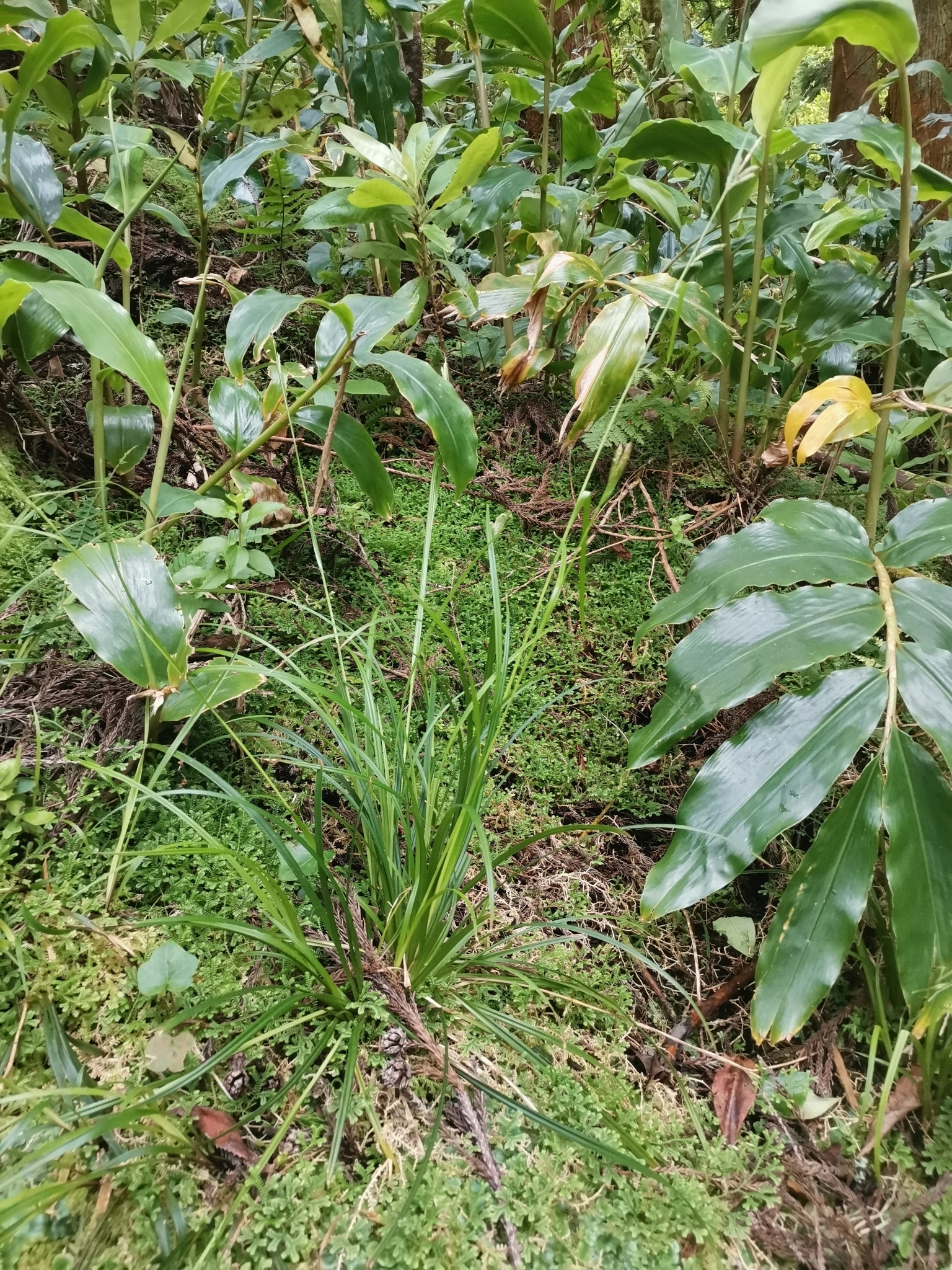
Habitus, Laubblätter und Blütenstand von Carex vulcani

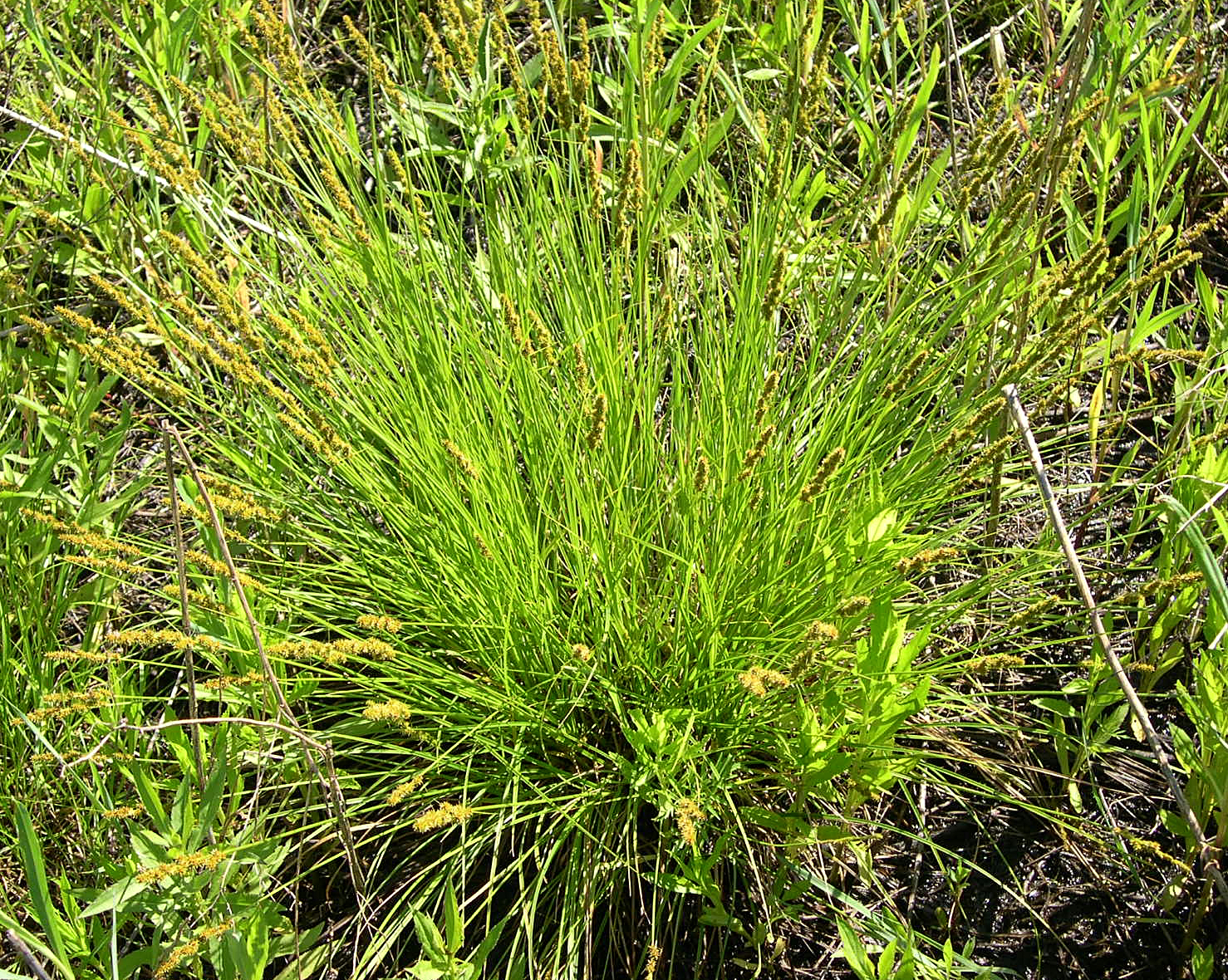
Vielblütige Segge oder Fuchsartige Segge (Carex vulpinoidea)

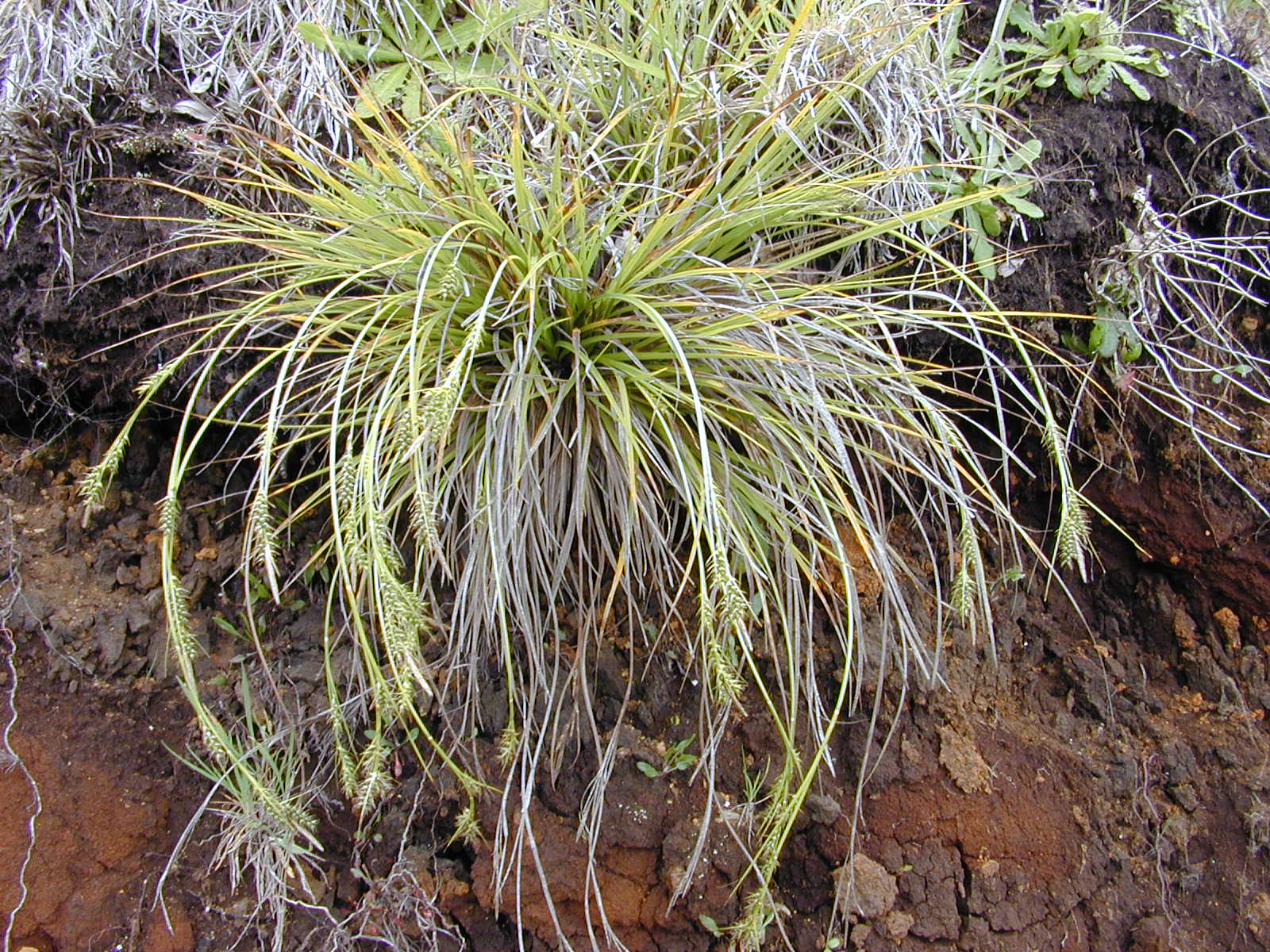
Habitus, Laubblätter und Blütenstände von Carex wahuensis

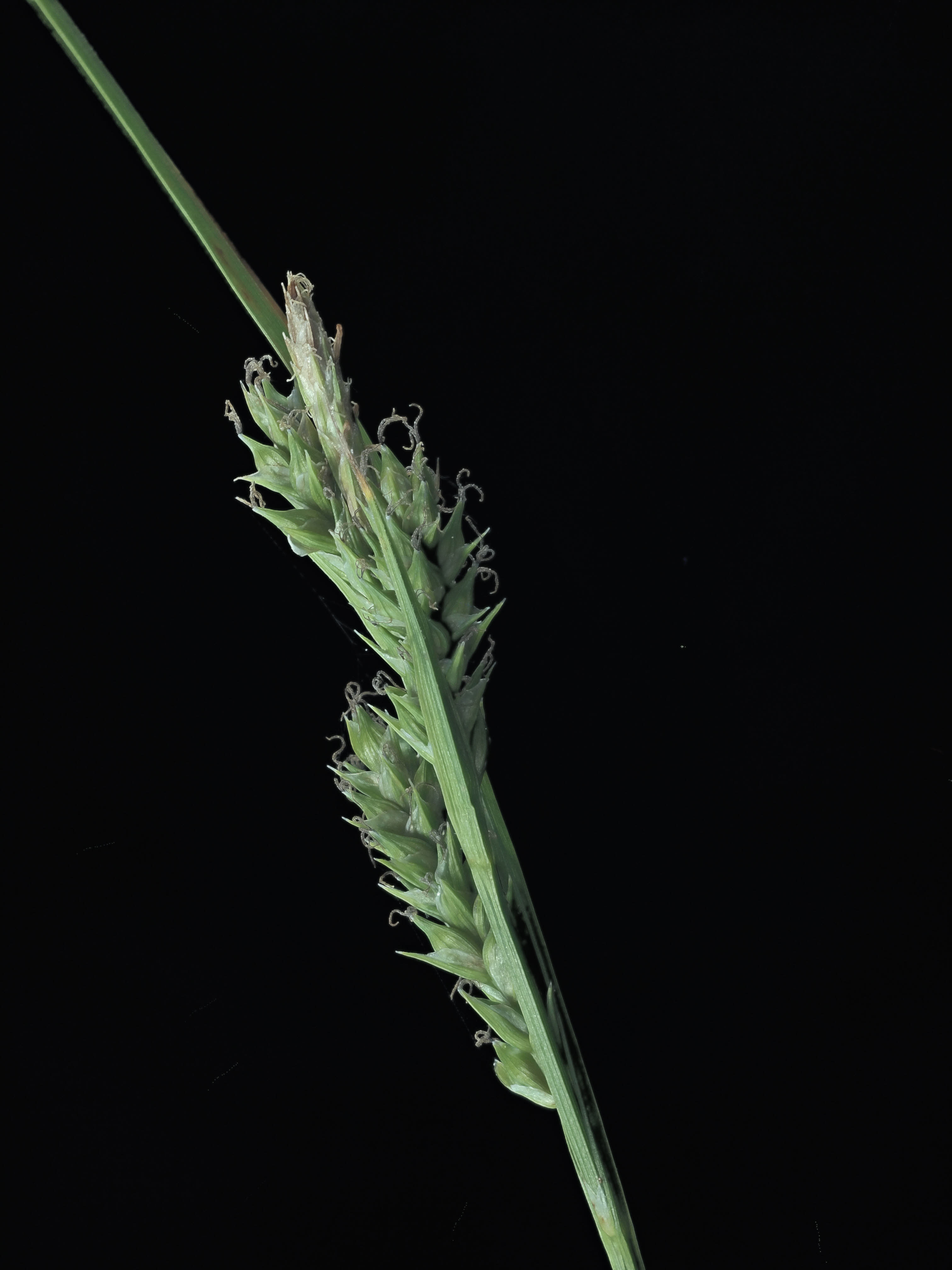
Blütenstand von Carex whitneyi

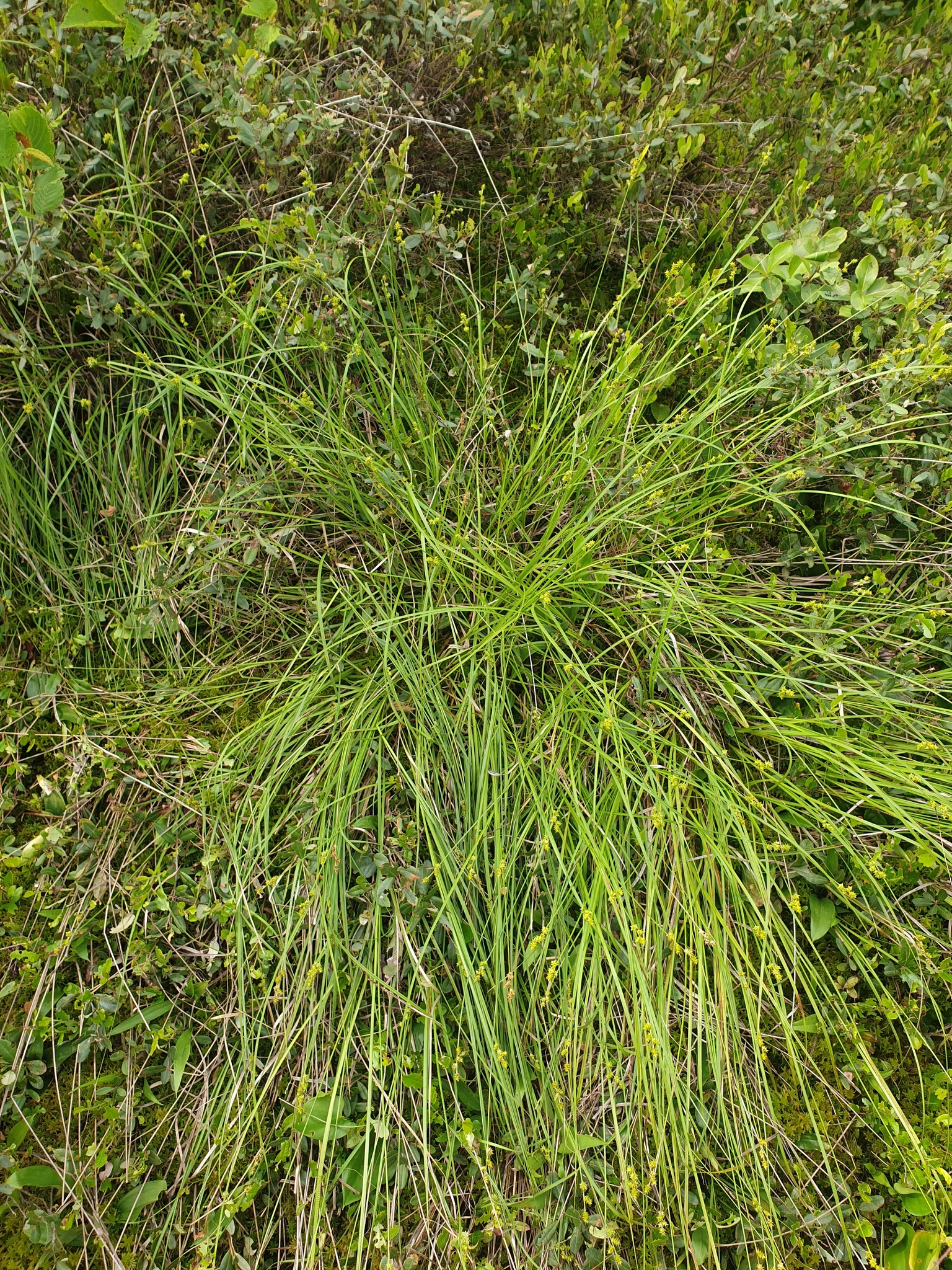
Carex wiegandii

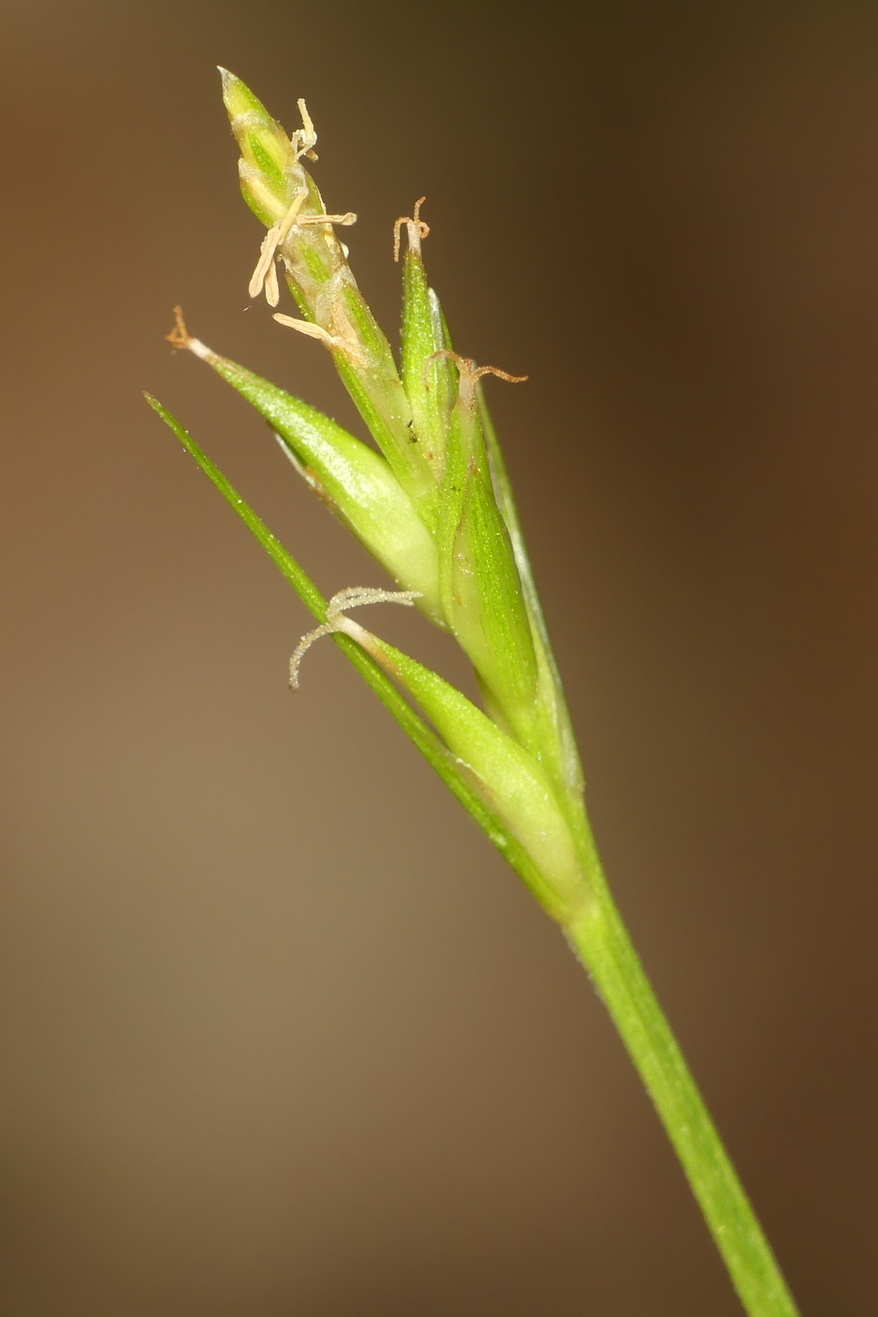
Blütenstand von Carex willdenowii

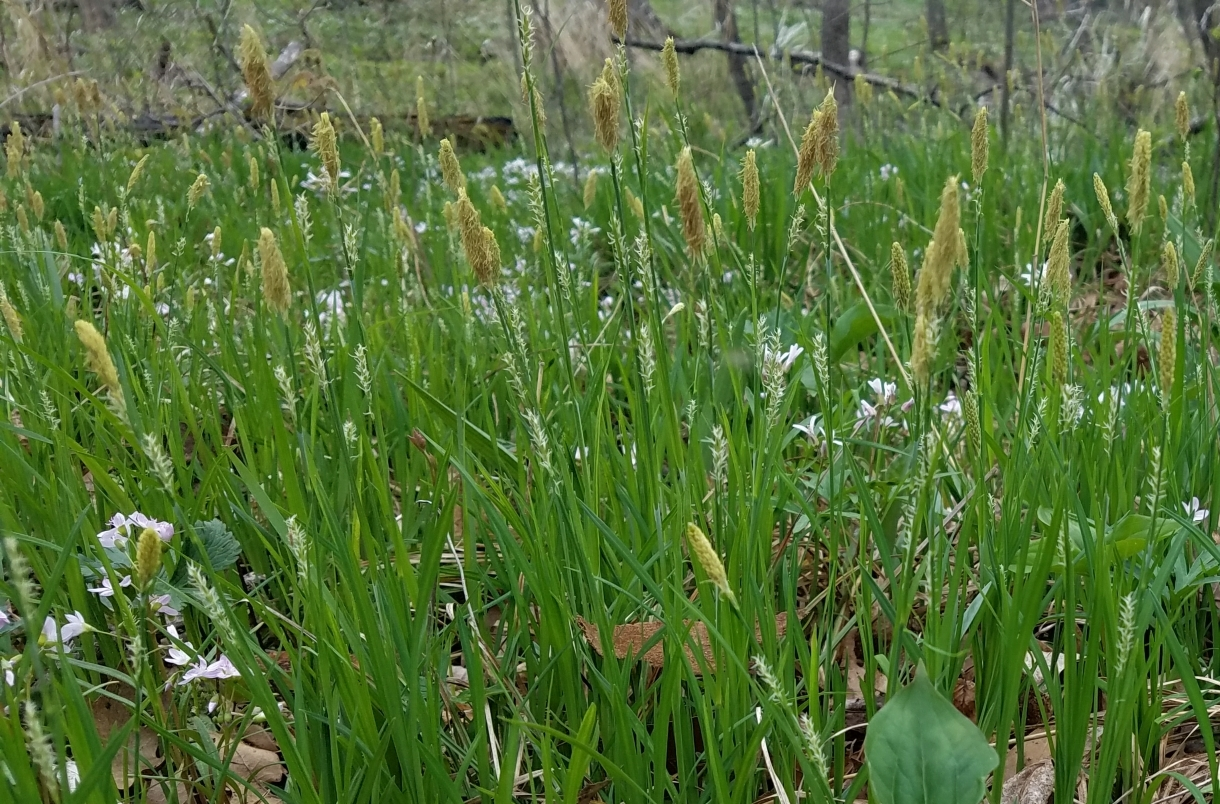
Carex woodii im Habitat

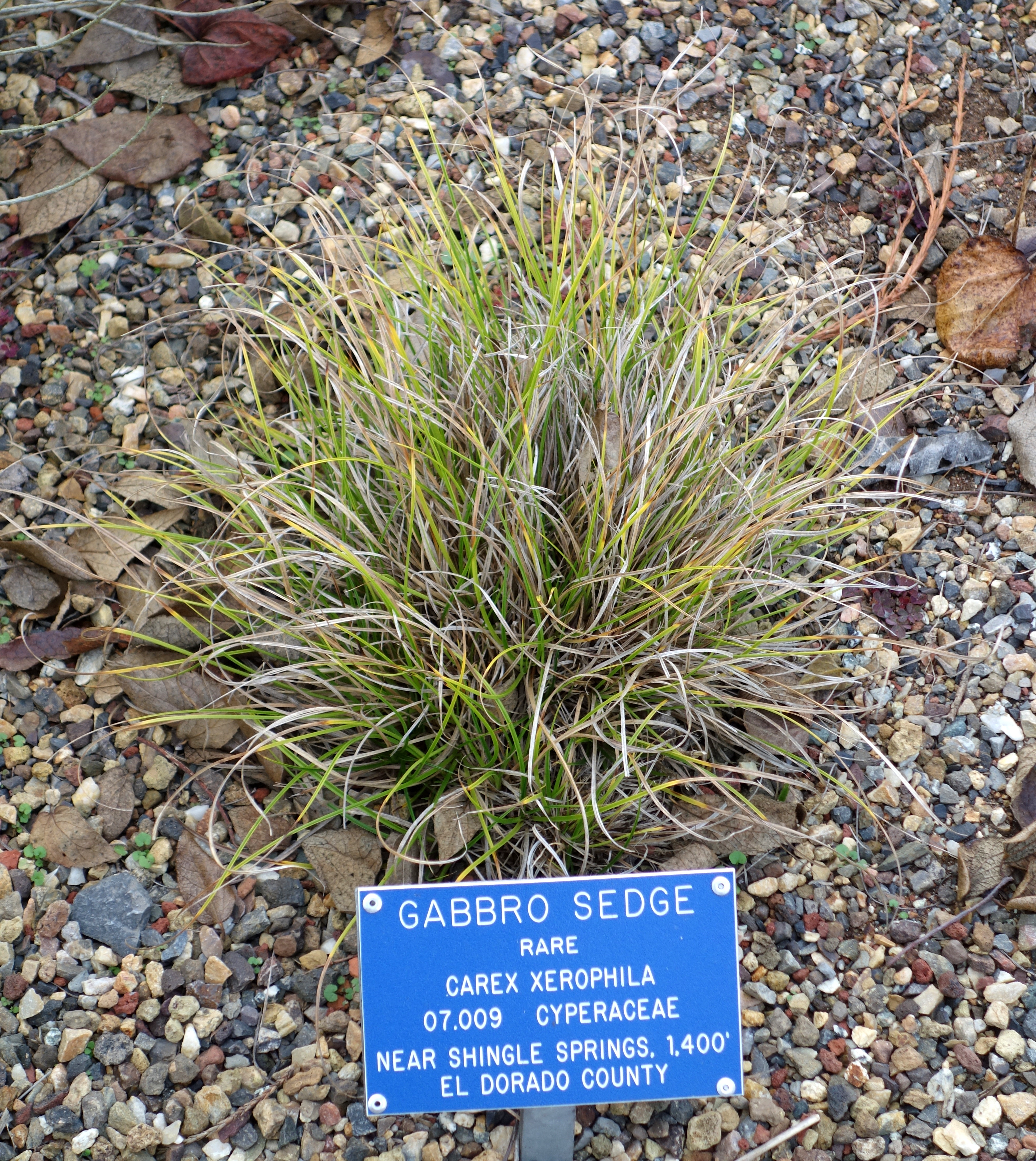
Habitus und Laubblätter von Carex xerophila

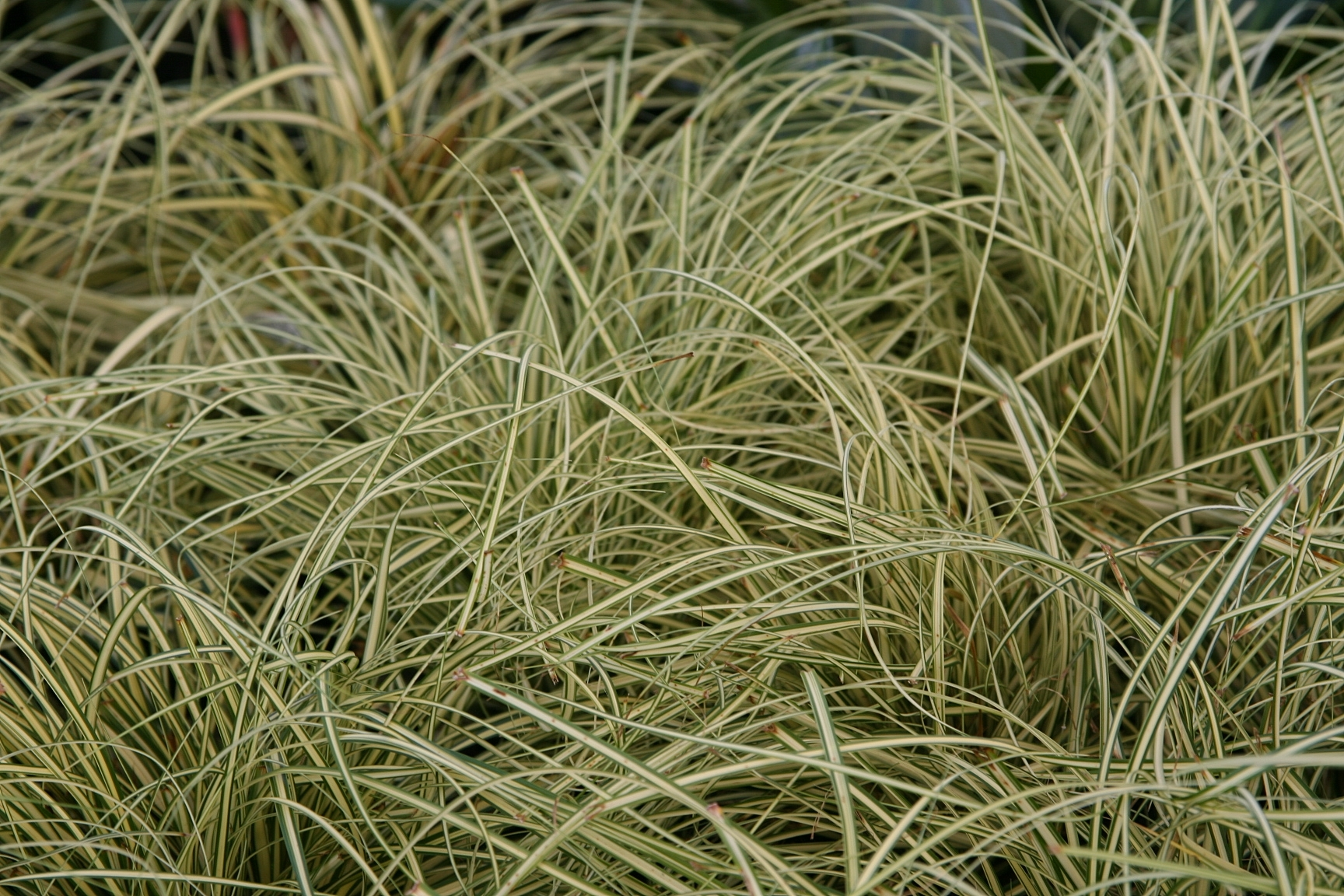
Die panaschierte Sorte Carex hachijoensis ‘Evergold’

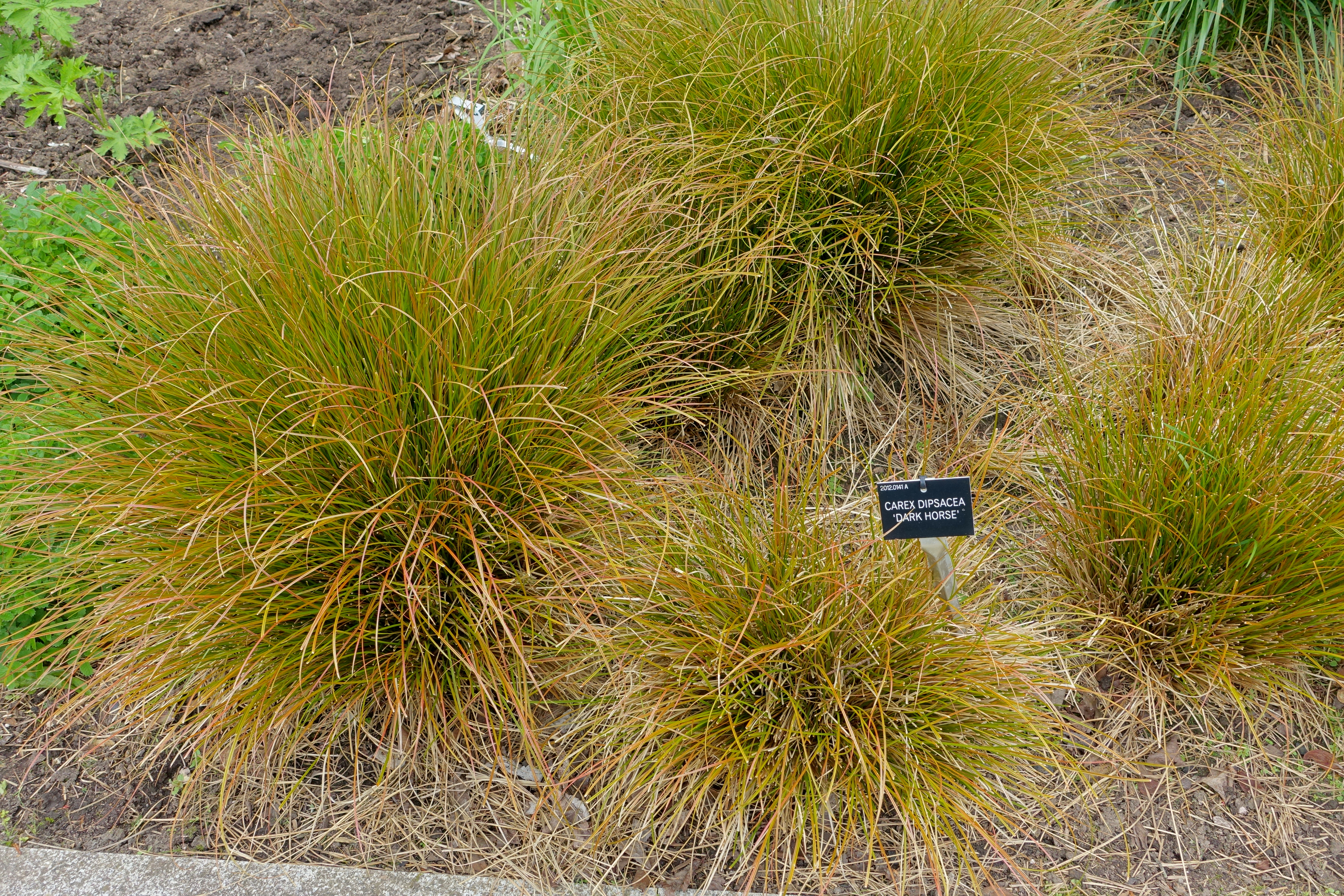
Habitus der Sorte Carex dipsacea ‘Dark Horse’

Die Gattung Carex ist fast weltweit verbreitet. Sie fehlt lediglich in den tropischen Tiefländern, wo sie nur in Südostasien mit wenigen Arten vertreten ist. Auch in Afrika südlich der Sahara ist die Gattung spärlich vertreten. Artenreich dagegen ist Nordamerika mit rund 480 Arten, und außerdem Ostasien.
Es gibt über 2000 Arten (Auswahl):
- Carex aboriginum M.E.Jones: Dieser Endemit kommt nur in Idaho vor.[5] Diese seltene Art wurde seit seiner Typusaufsammlung 1899 erst 1999 an seinem Typusfundort wiederentdeckt in einer Höhenlage von 700 bis 1000 Metern.[3]
- Carex abrupta Mack.:[5] Sie gedeiht in Höhenlagen von 1400 bis 3300 Metern in westlichen US-Bundesstaaten Oregon, Idaho, Nevada sowie Kalifornien.[3]
- Carex abscondita Mack.: Sie kommt von den zentralen bis östlichen Vereinigten Staaten vor.[5] Sie gedeiht in Höhenlagen von 0 bis 600 Metern.[3]
- Carex acaulis d’Urv.: Sie kommt im südlichen Argentinien und auf den Falklandinseln vor.[5]
- Carex accrescens Ohwi: Sie kommt in der Inneren Mongolei und in Russlands Fernem Osten, Korea sowie Japan vor.[5]
- Carex acicularis Boott: Sie kommt in Neuseeland vor.[5]
- Carex acidicola Naczi: Sie wurde 2002 aus Alabama und Georgia erstbeschrieben.[5]
- Carex acocksii C.Archer:[5] Dieser Endemit kommt nur in Hantamsberg Mountain in der südafrikanischen Provinz Nordkap vor.[9]
- Schlank-Segge[10] (Carex acuta L.): Sie ist auf den Azoren und in Eurasien weitverbreitet.[5]
- Carex acutata Boott: Sie kommt im westlichen Südamerika und in Venezuela vor.[5]
- Sumpf-Segge[10] (Carex acutiformis Ehrh.): Sie ist von Europa über den Mittelmeerraum bis zum westlichen Himalaya und in Ostafrika sowie Südafrika verbreitet.[5]
- Carex adelostoma V.I.Krecz.: Sie gedeiht in subarktischen Gebieten der Nordhalbkugel.[5]
- Carex adrienii E.G.Camus: Sie kommt vom südlichen China bis Indochina vor.[5]
- Carex adusta Boott: Sie kommt in Nordamerika von Kanada bis in die nördlichen USA vor.[5]
- Carex aematorhyncha Desv.[5]
- Carex aequialta Kük.[5]
- Carex aestivalis M.A.Curtis ex A.Gray[5]
- Carex aethiopica Schkuhr:[5] Sie kommt in den südafrikanischen Provinzen Ost- sowie Westkap von Port Elizabeth bis zur Kaphalinsel vor.[9]
- Carex agastachys L. f. (Syn.: Carex pendula subsp. agastachys (L. f.) Ljungstrand): Sie kommt von Mitteleuropa bis zum Iran vor.[5][11]
- Carex agglomerata C.B.Clarke[5]
- Carex aggregata Mack.[5]
- Carex alajica Litv.[5]
- Carex alascana Boeckeler[5]
- Carex alata Torr.[5]
- Carex alatauensis S.R.Zhang[5] (Syn: Elyna humilis C.A.Mey. ex Trautv., Kobresia humilis (C.A.Mey. ex Trautv.) Serg., Kobresia royleana var. humilis (C.A.Mey. ex Trautv.) Kük. non Carex humilis Leyss., Kobresia persica Kük. & Bornm. non Carex persica Nelmes, Kobresia royleana var. parvinux T.Koyama): Dieser Name ersetzt 2015 die unter Synonymen gelisteten Namen. Sie kommt in Zentralasien, Tibet und im nordwestlichen China vor.[1]
- Weiße Segge[10] (Carex alba Scop.)[5]
- Carex albert-smithii T.Koyama: Sie wurde 2010 von den Fidschi-Inseln erstbeschrieben.[5]
- Carex albicans Willd. ex Spreng.: Es gibt etwa drei Varietäten:[5]
  - Carex albicans Willd. ex Spreng. var. albicans (Syn.: Carex alpestris Dewey nom. illeg., Carex alpestris var. tripla Dewey, Carex artitecta Mack., Carex artitecta var. subtilirostris F.J.Herm., Carex collecta Dewey, Carex emmonsii var. muehlenbergii (A.Gray ex Torr.) Rettig, Carex nigromarginata var. muehlenbergii (A.Gray ex Torr.) Gleason, Carex novae-angliae var. collecta (Dewey) Dewey, Carex pennsylvanica Torr. sensu auct., Carex pensylvanica var. muehlenbergii A.Gray ex Torr., Carex varia Muhl. ex Wahlenb. nom. illeg., Carex varia var. colorata L.H.Bailey): Sie kommt in Nordamerika vor.
  - Carex albicans var. australis (L.H.Bailey) Rettig (Syn.: Carex emmonsii var. australis (L.H.Bailey) Rettig, Carex varia var. australis L.H.Bailey, Carex physorhyncha Liebm. ex Steud., Carex rhynchophysa Liebm. nom. illeg.)
  - Carex albicans var. emmonsii (Dewey ex Torr.) Rettig
- Carex albidibasis T.Koyama: Dieser Endemit kommt nur auf der japanischen Insel Honshu vor.[5]
- Carex albolutescens Schwein.[5]
- Carex albonigra Mack.[5]
- Carex alboviridis C.B.Clarke[5]
- Carex albula Allan[5]
- Carex albursina E.Sheld.[5]
- Carex algida Turcz. ex V.I.Krecz.[5]
- Carex allanii Hamlin[5]
- Carex alligata Boott[5]
- Carex alliiformis C.B.Clarke[5]
- Carex allivescens V.I.Krecz.[5]
- Carex alma L.H.Bailey[5]
- Carex alopecoidea Tuck.[5]
- Carex alopecuroides D.Don[5]
- Carex alsophila F.Muell.[5]
- Carex alta Boott[5]
- Carex altaica (Gorodkov) V.I.Krecz.[5]
- Carex alterniflora Franch.[5]
- Carex amgunensis F.Schmidt[5]
- Carex amicta Boott[5]
- Carex amphibola Steud.[5]
- Carex amplectens Mack.[5]
- Carex amplifolia Boott[5]
- Carex anbouensis Katsuy.: Sie wurde 2020 von der japanischen Insel Yakushima erstbeschrieben.[5]
- Carex andersonii Boott[5]
- Carex andina Phil.[5]
- Carex andringitrensis Cherm.[5]
- Carex angolensis Nelmes[5]
- Carex angustata Boott[5]
- Carex angustilepis Reznicek & S.González: Sie wurde 2021 aus dem nordöstliche Mexiko erstbeschrieben.[5]
- Carex angustispica Reznicek & S.González: Sie wurde 2001 aus dem mexikanischen Bundesstaat Oaxaca erstbeschrieben.[5]
- Carex angustisquama Franch.[5]
- Carex angustiutricula F.T.Wang & Tang ex L.K.Dai: Sie wurde 1999 aus der chinesischen Provinz Sichuan erstbeschrieben.[5]
- Carex anisoneura V.I.Krecz.[5]
- Carex anisostachys Liebm.[5]
- Carex annectens (E.P.Bicknell) E.P.Bicknell[5]
- Carex anomoea Hand.-Mazz.[5]
- Carex anthoxanthea J.Presl & C.Presl[5]
- Carex antoniensis A.Chev.[5]
- Carex aperta Boott[5]
- Carex aphanolepis Franch. & Sav.[5]
- Carex aphylla Kunth[5]
- Carex aphyllopus Kük.[5]
- Carex apoiensis Akiyama[5]
- Carex appalachica J.M.Webber & P.W.Ball[5]
- Carex appendiculata (Trautv. & C.A.Mey.) Kük.[5]
- Carex applanata Thorsen & de Lange: Sie wurde 2016 von der Südinsel Neuseelands erstbeschrieben.[5]
- Carex appressa R.Br.[5]
- Schwarzschopf-Segge[10] (Carex appropinquata Schumacher)[5]
- Wasser-Segge[10] (Carex aquatilis Wahlenb.)[5]
- Carex arakiana (Ohwi) Ohwi[5]
- Carex arapahoensis Clokey[5]
- Carex arcatica Meinsh.[5]
- Carex archeri Boott[5]
- Carex arcta Boott[5]
- Carex arctata Boott[5]
- Carex arctiformis Mack.[5]
- Carex arctogena Harry Sm.[5]
- Sand-Segge[10] (Carex arenaria L.)[5]
- Carex arenicola F.Schmidt[5]
- Carex argentina Barros[5]
- Carex argunensis Turcz. ex Trevir.[5]
- Carex argyi H.Lév. & Vaniot[5]
- Carex argyrantha Tuck. ex Boott[5]
- Carex aridula V.I.Krecz.[5]
- Carex arimaensis (Ohwi) T.Hoshino[5]
- Carex arisanensis Hayata[5]
- Carex aristatisquamata Tang & F.T.Wang ex L.K.Dai[5]
- Carex aristulifera P.C.Li[5]
- Carex arizonica Licher, G.Rink & Reznicek: Sie wurde 2018 erstbeschrieben und kommt von Arizona bis zum mexikanischen Bundesstaat Chihuahua vor.[5]
- Carex arkansana (L.H.Bailey) L.H.Bailey[5]
- Carex arnellii Christ ex Scheutz[5]
- Carex arnottiana Nees ex Drejer[5]
- Carex arsenei Kük.[5]
- Carex ascotreta C.B.Clarke ex Franch.[5]
- Carex aspericaulis (G.A.Wheeler) J.R.Starr (Syn.: Uncinia aspericaulis G.A.Wheeler): Die Erstbeschreibung erfolgte 2007 und 2015 wurde diese Neukombination veröffentlicht. Sie ist ein Endemit der zu den Juan-Fernández-Inseln gehörenden Insel Alejandro Selkirk.[5]
- Carex asperifructus Kük.[5]
- Carex asraoi D.M.Verma[5]
- Carex assiniboinensis W.Boott[5]
- Carex astricta K.A.Ford: Die Erstbeschreibung erfolgte 2015. Sie kommt in Neuseeland einschließlich der Stewart-Inseln vor.[5]
- Carex asturica Boiss.[5]
- Carex asynchrona Naczi[5]
- Carex aterrima Hoppe[5]
- Große Grannen-Segge[10] (Carex atherodes Sprengel)[5]
- Carex athrostachya Olney[5]
- Carex atlantica L.H.Bailey[5]
- Carex atlasica (H.Lindb.) Tattou[5]
- Carex atractodes F.J.Herm.[5]
- Trauer-Segge (Carex atrata L.)[5]

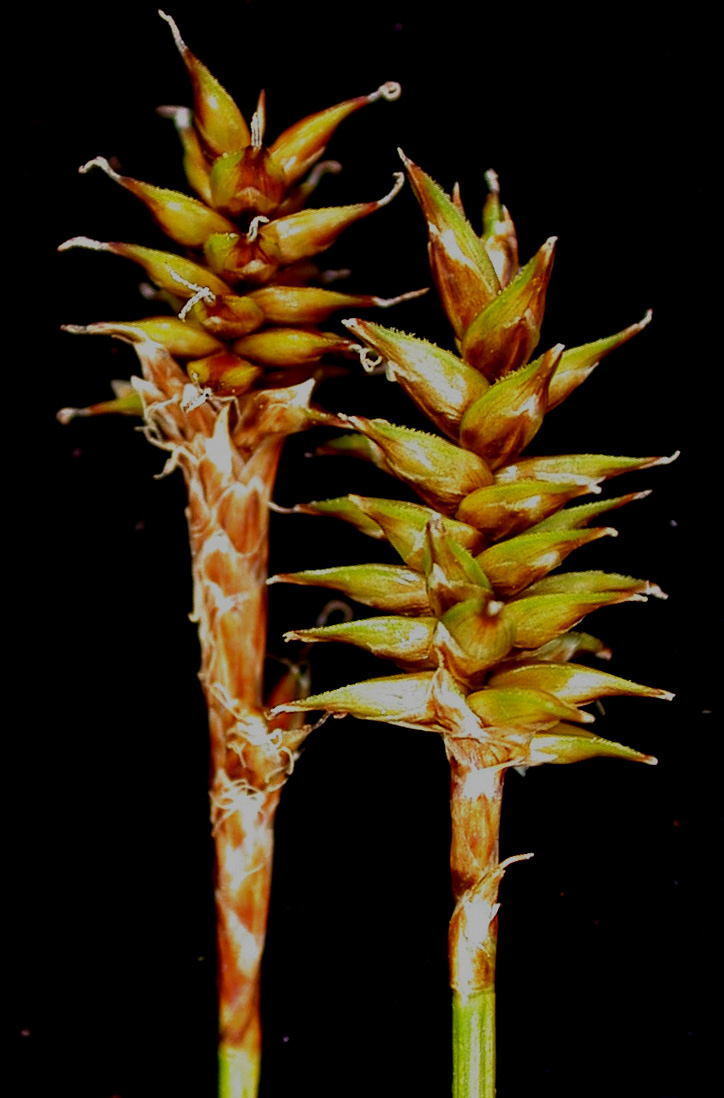
Blütenstände von Carex exilis

- Carex atratiformis Britton[5]
- Carex atrivaginata Nelmes[5]
- Schwarzrote Segge (Carex atrofusca Schkuhr): Es gibt etwa zwei Unterarten:[5]
  - Carex atrofusca Schkuhr subsp. atrofusca: Sie kommt von der Subarktis bis zu den gemäßigten Gebieten Eurasiens vor.[5] In Mitteleuropa kommt sie in den Alpen der Schweiz und Österreichs vor.[12]
  - Carex atrofusca subsp. minor (Boott) T.Koyama: Sie kommt von Zentralasien bis zum Himalaya vor.[5]
- Gold-Segge[10] (Carex aurea Nutt.): Sie ist in Nordamerika von Alaska über Kanada und in weiteren Gebieten der USA weitverbreitet.[5]
- Carex atrofuscoides K.T.Fu[5]
- Carex atropicta Steud.[5]
- Carex atrosquama Mack.[5]
- Carex auceps (de Lange & Heenan) K.A.Ford[5]
- Carex aucklandica (Hamlin) K.A.Ford (Uncinia auceps de Lange & Heenan): Die Erstbeschreibung erfolgte 2013 und die Neukombination erfolgte 2015. Sie wurde bisher nur auf Chatham Islands gefunden.[5]
- Carex augustinowiczii Meinsh.[5]
- Carex aurea Nutt.[5]
- Carex aureolensis Steud.[5]
- Carex auriculata Franch.[5]
- Carex austrina Mack.[5]
- Carex austro-occidentalis F.T.Wang & Tang ex Y.C.Tang: Sie wurde 2000 aus der chinesischen Provinz Sichuan erstbeschrieben.[5]
- Südalpine Segge[10] (Carex austroalpina Bech.): Sie kommt in den Pyrenäen und in den Süd- und Südwestalpen vor.[5]
- Carex austroamericana G.A.Wheeler[5]
- Carex austrocaroliniana L.H.Bailey[5]
- Carex austrocompacta K.L.Wilson[5]
- Carex austrodeflexa P.D.McMillan, Sorrie & van Eerden: Sie wurde 2011 aus den südöstlichen USA erstbeschrieben.[5]
- Carex austrojacutensis Schekhovts.: Sie wurde 2012 aus Jakutien erstbeschrieben.[5]
- Carex austrolucorum (Rettig) D.B.Poind. & Naczi (Syn.: Carex lucorum var. austrolucorum Rettig, Carex lucorum subsp. austrolucorum (Rettig) A.Haines): Den Rang einer Art hat sie 2014 erhalten. Sie kommt in den östlichen zentralen USA vor.[5]
- Carex austromexicana Reznicek[5]
- Carex austrosinensis Tang & F.T.Wang ex S.Y.Liang[5]
- Carex austrosulcata K.L.Wilson[5]
- Carex austrotenella K.L.Wilson[5]
- Carex austrozhejiangensis C.Z.Zheng & X.F.Jin: Sie wurde 2004 aus der chinesischen Provinz Zhejiang erstbeschrieben.[5]
- Carex autumnalis Ohwi[5]
- Carex ayako-maedae T.Koyama: Sie wurde 2016 aus Taiwan erstbeschrieben.[5]
- Carex aztecica Mack.[5]
- Beeren-Segge (Carex baccans Nees): Sie ist vom subtropischen bis tropischen Asien verbreitet.[5]
- Carex backii Boott[5]
- Carex badilloi Luceño & Márq.-Corro: Sie wurde 2017 aus KwaZulu-Natal erstbeschrieben.[5]
- Carex baileyi Britton[5]
- Carex baimaensis S.W.Su[5]
- Carex baiposhanensis P.C.Li[5]
- Carex bajacalifornica Zika: Sie wurde 2019 aus mexikanischen Bundesstaat Baja California erstbeschrieben.[5]
- Carex balansae Franch.[5]
- Monte-Baldo-Segge[10] (Carex baldensis L.)[5]
- Carex balfourii Kük.[5]
- Carex ballsii Nelmes[5]
- Carex baltzellii Chapm.[5]
- Carex bamaensis X.F.Jin & W.Jie Chen[5]
- Carex bambusetorum Merr.[5]
- Carex banksiana K.A.Ford[5]
- Carex banksii Boott[5]
- Carex baohuashanica Tang & F.T.Wang ex L.K.Dai[5]
- Carex barbarae Dewey[5]
- Carex barbata Boott[5]
- Carex barbayaki Jim.Mejías & Roalson[5]
- Carex baronii Baker[5]
- Carex barrattii Torr. ex Schwein.[5]
- Carex basiantha Steud.[5]
- Carex basiflora C.B.Clarke[5]
- Carex basutorum (Turrill) Luceño & Martín-Bravo[5]
- Carex bathiei H.Lév.[5]
- Carex bavicola Raymond[5]
- Carex bebbii Olney ex Britton: Sie kommt im subarktischen Nordamerika und in den USA vor.[5] In Mitteleuropa ist sie ein Neophyt und kommt in den Niederlanden und bei Seefeld in Tirol vor.[12]
- Carex beckii G.A.Wheeler[5]
- Carex bella L.H.Bailey[5]
- Carex benkei Tak.Shimizu[5]
- Carex bequaertii De Wild.: Es gibt seit 2018 zwei Unterarten.[5]
- Carex berggrenii Petrie: Sie kommt nur in Neuseeland vor.[5]
- Carex bermudiana Hemsl.[5]
- Carex berteroniana Steud.[5]
- Carex bhutanensis S.R.Zhang (Syn.: Kobresia prainii Kük. non Carex prainii Kük., Kobresia utriculata C.B.Clarke non Carex utriculata Boott, Kobresia prainii var. elliptica Y.C.Yang): Dieser Name ersetzt 2015 die unter Synonymen gelisteten Namen. Sie kommt vom zentralen Himalaya bis Tibet vor.[1][5]
- Carex bichenoviana Boott[5]
- Carex bicknellii Britton & A.Br.[5]
- Zweifarbige Segge[10] (Carex bicolor All.): Sie kommt von Europa bis Nordasien und vom subarktischen Nordamerika bis Kanada vor.[5]
- Carex biegensis Cherm.[5]
- Starre Segge[10] (Carex bigelowii Torr. ex Schwein.): Sie kommt in vier Unterarten von der Subarktis bis zum Himalaja und von subarktischen Amerika bis zu den nördlichen Vereinigten Staaten vor.[5] In Mitteleuropa hat sie Vorkommen im Harz, im Erzgebirge, Riesengebirge, Altvatergebirge, in Salzburg, Kärnten und der Steiermark.[12]
- Carex bijiangensis S.Yun Liang & S.R.Zhang[5]
- Carex bilateralis Hayata[5]
- Carex billingsii (O.W.Knight) Kirschb.[5]
- Carex biltmoreana Mack.[5]
- Zweinervige Segge[10] (Carex binervis Sm.)
- Carex bistaminata (W.Z.Di & M.J.Zhong) S.R.Zhang[5]
- Carex bitchuensis T.Hoshino & H.Ikeda[5]
- Carex biwensis Franch.[5]
- Carex blakei Nelmes[5]
- Carex blanda Dewey[5]
- Carex blepharicarpa Franch.[5]
- Carex blinii H.Lév. & Vaniot[5]
- Carex bodinieri Franch.[5]
- Carex boecheriana Á.Löve, D.Löve & Raymond[5]
- Carex boelckeiana Barros[5]
- Zypergras-Segge[10] (Carex bohemica Schreber)[5]
- Carex bolanderi Olney[5]
- Carex boliviensis Van Heurck & Müll.Arg.[5]
- Carex bonanzensis Britton[5]
- Carex bonariensis Desf. ex Poir.[5]
- Carex bonatiana (Kük.) N.A.Ivanova[5]
- Carex bonplandii Kunth[5]
- Carex borbonica Lam.[5]
- Carex borealifujianica Y.F.Lu & X.F.Jin: Sie wurde 2022 aus der chinesischen Provinz Fujian erstbeschrieben.[5]
- Carex borealihinganica Y.L.Chang & Y.L.Yang[5]
- Carex borealipolaris S.R.Zhang: Sie wurde 2015 erstbeschrieben.[5]
- Carex borii Nelmes[5]
- Carex boryana Schkuhr[5]
- Carex bostrychostigma Maxim.[5]
- Carex brachyanthera Ohwi[5]
- Carex brachycalama Griseb.[5]
- Kurzährige Segge[10] (Carex brachystachys Schrank)[5]
- Carex bracteosa (Rchb.) Kunze ex Kunth[5]
- Carex bradei Gross[5]
- Carex brainerdii Mack.[5]
- Carex brandisii (C.B.Clarke ex Jana & R.C.Srivast.) O.Yano[5]
- Carex brasiliensis A.St.-Hil.[5]
- Carex brehmeri Boeckeler[5]
- Carex breviaristata K.T.Fu[5]
- Carex brevicaulis Thouars non Carex brevicaulis Mack.[5]
- Carex brevicollis DC.[5]
- Carex breviculmis R.Br.[5]
- Carex brevicuspis C.B.Clarke[5]
- Carex brevihispida X.F.Jin & Y.F.Lu: Sie wurde 2022 aus der chinesischen Provinz Guangxi erstbeschrieben.[5]
- Carex brevior (Dewey) Mack. ex Lunell[5]
- Carex breviprophylla O.Yano[5]
- Carex breviscapa C.B.Clarke[5]
- Carex brevispicula G.H.Nam & G.Y.Chung[5]
- Carex breweri Boott[5]
- Zittergras-Segge[10] (Carex brizoides L.)
- Carex bromoides Willd.[5]
- Carex brongniartii Kunth[5]
- Carex brownii Tuck.[5]
- Carex brunnea Thunb.: Sie ist in subtropisches Asien, nordöstliches tropisches Afrika, Inseln im westlichen Indischen Ozean und von Australien bis zur Lord-Howe-Insel verbreitet.[5]
- Bräunliche Segge[10] (Carex brunnescens (Pers.) Poir.)
- Carex brunnipes Reznicek[5]
- Carex brysonii Naczi[5]
- Fuchsrote Segge[10] (Carex buchananii Berggr.): Sie kommt nur auf Neuseelands Nordinsel vor.[5]
- Carex bucharica Kük.[5]
- Banater Segge[10] (Carex buekii Wimmer)
- Carex bulbostylis Mack.[5]
- Carex bullata Willd.[5]
- Carex burangensis (Y.C.Yang) S.R.Zhang[5]
- Carex burchelliana Boeckeler:[5] Sie kommt in den südafrikanischen Provinzen Nordkap sowie North West vor.[9]
- Carex burkei (C.B.Clarke) Luceño & Martín-Bravo[5]
- Carex burttii Noltie[5]
- Carex bushii Mack.[5]
- Buxbaums Segge[10] (Carex buxbaumii Wahlenb.)
- Carex cabralii Reznicek & S.González[5]
- Carex caduca Boott[5]
- Carex caeligena Reznicek[5]
- Carex caespititia Nees[5]
- Carex calcicola Tang & F.T.Wang[5]
- Carex calcifugens Naczi[5]
- Carex calcis K.A.Ford[5]
- Carex californica L.H.Bailey[5]
- Carex callista Nelmes[5]
- Carex callitrichos V.I.Krecz.[5]
- Carex cambodiensis Nelmes[5]
- Carex camposii Boiss. & Reut.[5]
- Carex camptoglochin V.I.Krecz.[5]
- Carex canariensis Kük.[5]
- Grau-Segge[10] (Carex canescens L.)[5]
- Carex canina Dunn[5]
- Carex capensis Thunb.[5]
- Carex capillacea Boott[5]
- Haarstielige Segge[10] (Carex capillaris L.)[5]
- Carex capilliculmis S.R.Zhang[5]
- Carex capillifolia (Decne.) S.R.Zhang[5]
- Carex capilliformis Franch.[5]
- Kopf-Segge[10] (Carex capitata L.)[5]
- Carex capitellata Boiss. & Balansa[5]
- Carex capricornis Meinsh. ex Maxim.[5]
- Carex cardiolepis Nees[5]
- Carex careyana Torr. ex Dewey[5]
- Carex caroliniana Schwein.[5]
- Carex carsei Petrie[5]
- Frühlings-Segge[10] (Carex caryophyllea Latourr.)
- Carex castanea Wahlenb.[5]
- Carex castanostachya K.Schum. ex Kük.[5]
- Carex castroviejoi Luceño & Jim.Mejías[5]
- Carex catamarcensis C.B.Clarke ex Kük.[5]
- Carex cataphyllodes Nelmes[5]
- Carex cataractae R.Br.[5]
- Carex catharinensis Boeckeler[5]
- Carex caucasica Steven[5]
- Carex caudata (Kük.) Pereda & Laínz[5]
- Carex caudispicata F.T.Wang & Tang ex P.C.Li[5]
- Carex cavaleriensis H.Lév. & Vaniot[5]
- Carex caxinensis F.J.Herm.[5]
- Carex celebica Kük.[5]
- Carex cephaloidea (Dewey) Dewey ex Boott[5]
- Carex cephalophora Muhl. ex Willd.[5]
- Carex cephalotes F.Muell.[5]
- Carex cercidascus C.B.Clarke[5]
- Carex cercostachys Franch.[5]
- Rasen-Segge[10] (Carex cespitosa L.)
- Carex ceylanica Boeckeler[5]
- Carex chalciolepis Holm[5]
- Carex chapmanii Steud.[5]
- Carex chathamica Petrie[5]
- Carex cheesemanniana (Boeckeler) K.A.Ford[5]
- Carex cheniana Tang & F.T.Wang ex S.Y.Liang[5]
- Carex chermezonii Luceño & Martín-Bravo[5]
- Carex cherokeensis Schwein.[5]
- Carex chiapensis F.J.Herm.[5]
- Carex chichijimensis Katsuy.[5]
- Carex chihuahuensis Mack.[5]
- Carex chikungana L.H.Bailey[5]
- Carex chilensis Brongn.[5]
- Carex chinensis Retz.[5]
- Carex chinganensis Litv.[5]
- Carex chinoi Ohwi ex T.Koyama[5]
- Carex chiovendae Pamp.[5]
- Carex chiwuana F.T.Wang & Tang ex P.C.Li[5]
- Carex chlorantha R.Br.[5]
- Carex chlorocephalula F.T.Wang & Tang ex P.C.Li[5]
- Carex chlorolepis Steud.[5]
- Carex chlorosaccus C.B.Clarke[5]
- Carex chlorostachys Steven[5]
- Carex chordalis Liebm.[5]
- Strick-Segge[10] (Carex chordorrhiza L. f.)
- Carex chosenica Ohwi[5]
- Carex chrysolepis Franch. & Sav.[5]
- Carex chuii Nelmes[5]
- Carex chungii Z.P.Wang[5]
- Carex ciliatomarginata Nakai[5]
- Carex cilicica Boiss.[5]
- Carex cinerascens Kük.[5]
- Carex circinata C.A.Mey.[5]
- Carex cirrhosa Berggr.[5]
- Carex cirrhulosa Nees[5]
- Carex clavata Thunb.[5]
- Carex clavispica S.R.Zhang[5]
- Carex clivorum Ohwi[5]
- Carex cochinchinensis Raymond[5]
- Carex cochranei Reznicek[5]
- Carex cockayneana Kük.[5]
- Carex cognata Kunth[5]
- Französische Segge[10] (Carex colchica J.Gay, Syn.: Carex ligerica J.Gay): Sie kommt von Frankreich bis Zentralasien vor.[5]
- Carex colensoi Boott[5]
- Carex collimitanea V.I.Krecz.[5]
- Carex collinsii Nutt.[5]
- Carex collumanthus (Steyerm.) L.E.Mora[5]
- Carex comans Berggr.: Sie kommt nur in Neuseeland vor.[5]
- Carex commixta Steud.[5]
- Carex communis L.H.Bailey[5]
- Carex comosa Boott[5]
- Carex complanata Torr. & Hook.[5]
- Carex complexa Reznicek & S.González[5]
- Carex composita Boott[5]
- Carex concava H.B.Yang, Xiao X.Li & G.D.Liu[5]
- Carex concinna R.Br.[5]
- Carex concinnoides Mack.[5]
- Carex condensata Nees[5]
- Carex conferta Hochst. ex A.Rich.[5]
- Carex confertiflora Boott[5]
- Carex congdonii L.H.Bailey[5]
- Carex congestiflora Reznicek & S.González[5]
- Carex congolensis Turrill[5]
- Carex conica Boott: Sie kommt in Japan und Südkorea vor.[5]
- Carex conicoides Honda[5]
- Carex coninux (F.T.Wang & Tang) S.R.Zhang[5]
- Carex conjuncta Boott[5]
- Carex conoidea Willd.[5]
- Carex consanguinea Kunth[5]
- Carex conspecta Mack.[5]
- Carex conspissata V.I.Krecz.[5]
- Carex constanceana Stacey[5]
- Carex continua C.B.Clarke[5]
- Carex contracta F.Muell.[5]
- Carex cordillerana Saarela & B.A.Ford[5]
- Carex cordouei H.Lév.[5]
- Carex coriacea Hamlin[5]
- Carex coriogyne Nelmes[5]
- Carex coriophora Fisch. & C.A.Mey. ex Kunth[5]
- Carex corrugata Fernald[5]
- Carex cortesii Liebm.[5]
- Carex corynoidea K.A.Ford[5]
- Carex coulteri Boott ex Hemsl.[5]
- Carex courtallensis Nees ex Boott[5]
- Carex coxiana Petrie[5]
- Carex cranaocarpa Nelmes[5]
- Carex craspedotricha Nelmes[5]
- Carex crassibasis H.Lév. & Vaniot[5]
- Carex crassiflora Kük.[5]
- Carex crassipes Boeckeler[5]
- Carex crawei Dewey ex Torr.[5]
- Falsche Hasenfuß-Segge (Carex crawfordii Fernald): Sie ist in Nordamerika verbreitet und in den Niederlanden, in Belgien, im Elsass, im südlichen Westfalen[12] sowie auf den Britischen Inseln ein Neophyt.[5]
- Carex crebra V.I.Krecz.[5]
- Carex crebriflora Wiegand[5]
- Carex cremnicola K.A.Ford[5]
- Carex cremostachys Franch.[5]
- Carex cretica Gradst. & J.Kern[5]
- Carex crinalis Boott[5]
- Carex crinita Lam.[5]
- Carex crispa K.A.Ford[5]
- Carex cristatella Britton[5]
- Carex cruciata Wahlenb.[5]
- Carex cruenta Nees[5]
- Carex crus-corvi Shuttlew. ex Kunze[5]
- Carex cryptolepis Mack.[5]
- Carex cryptosperma Zika, D.S.Bell & L.J.Gross[5]
- Carex cryptostachys Brongn.[5]
- Carex cubensis Kük.[5]
- Carex cuchumatanensis Standl. & Steyerm.[5]
- Carex cucullata (Kük.) Ohwi[5]
- Carex culmenicola Steyerm.[5]
- Carex cumberlandensis Naczi, Kral & Bryson[5]
- Carex cumulata (L.H.Bailey) Mack.[5]
- Carex curaica Kunth[5]
- Carex curatorum Stacey[5]
- Carex curta Gooden.[5]
- Carex curticeps C.B.Clarke[5]
- Carex curtispica K.T.Takah. & M.N.Tamura[5]
- Carex curvata Knaf[5]
- Carex curvicollis Franch. & Sav.[5]
- Carex curviculmis Reznicek[5]
- Krumm-Segge[10] (Carex curvula All.)
- Carex cusickii Mack.[5]
- Carex cuspidosa Dunn[5]
- Carex cyanea K.A.Ford[5]
- Carex cylindrostachys Franch.[5]
- Carex cyprica Molina Gonz., Acedo & Llamas[5]
- Carex cyrtostachya Janeway & Zika[5]
- Carex dabieensis S.W.Su[5]
- Carex dacica Heuff.[5]
- Carex dahurica Kük.[5]
- Carex dailingensis Y.L.Chou[5]
- Carex daisenensis Nakai[5]
- Carex dallii Kirk[5]
- Carex daltoni Boott[5]
- Carex damiaoshanensis X.F.Jin & C.Z.Zheng: Sie wurde 2008 aus dem nördlichen Teil der chinesischen Provinz Guangxi erstbeschrieben.[5]
- Carex damingshanica Z.C.Lu & X.F.Jin: Sie wurde 2023 aus der chinesischen Provinz Guangxi erstbeschrieben.[5]
- Carex dapanshanica X.F.Jin, Y.J.Zhao & Zi L.Chen: Sie wurde 2011 aus der chinesischen Provinz Zhejiang erstbeschrieben.[5]
- Carex darwinii Boott[5]
- Carex dasycarpa Muhl.[5]
- Davalls Segge[10] (Carex davalliana Sm.)[5]
- Carex david-smithii Reznicek[5]
- Carex davidi Franch.[5]
- Carex davisii Schwein. & Torr.[5]
- Carex davyi Mack.[5]
- Carex dawsonii (Hamlin) K.L.Wilson[5]
- Carex daxinensis Y.Y.Zhou & X.F.Jin: Sie wurde 2014 aus der chinesischen Provinz Guangxi erstbeschrieben.[5][5]
- Carex dayuongensis Z.P.Wang[5]
- Carex deasyi (C.B.Clarke) O.Yano & S.R.Zhang[5]
- Carex debeauxii H.Lév. & Vaniot[5]
- Carex debilior (F.Muell.) K.L.Wilson[5]
- Carex debilis Michx.[5]
- Carex decidua Boott[5]
- Carex deciduisquama F.T.Wang & Tang ex P.C.Li: Sie wurde 1999 vom Gongshan in der chinesischen Provinz Yunnan erstbeschrieben.[5]
- Carex declinata Boott[5]
- Carex decomposita Muhl.[5]
- Carex decora Boott[5]
- Carex decurtata Cheeseman[5]
- Carex deflexa Hornem.[5]
- Carex delacosta Kuntze[5]
- Carex delavayi Franch.[5]
- Carex delicata C.B.Clarke[5]
- Carex delongii Shekhovts. & Lashch.: Sie wurde 2021 aus dem östlichen Sibirien erstbeschrieben.[5]
- Grünliche Gelb-Segge[10] (Carex demissa Hornem.)[5]
- Carex densa (L.H.Bailey) L.H.Bailey[5]
- Carex densicaespitosa L.K.Dai[5]
- Carex densifimbriata Tang & F.T.Wang[5]
- Carex densipilosa C.Z.Zheng & X.F.Jin[5]
- Carex dentata Reznicek & S.González[5]
- Verarmte Segge[10] oder Armblütige Segge (Carex depauperata Curtis ex Woodw.)[5]
- Carex depressa Link: Es gibt etwa drei Unterarten:[5]
  - Carex depressa subsp. basilaris (Jord.) Cif. & Giacom.: Sie kommt vom nordwestlichen Spanien über Frankreich bis Italien vor.[5]
  - Carex depressa Link subsp. depressa: Sie kommt in Marokko, Algerien, Tunesien, Portugal und Spanien vor.[11]
  - Siebenbürger Segge[10] (Carex depressa subsp. transsilvanica (Schur) K.Richt., Syn.: Carex transsilvanica Schur): Sie kommt in der Steiermark und im Burgenland vor[12] und von den Karpaten bis Litauen, auf der Krim und von Südosteuropa bis zum Iran.[5]
- Carex deqinensis L.K.Dai[5]
- Carex derelicta Štěpánková[5]
- Carex desponsa Boott[5]
- Carex devia Cheeseman[5]
- Carex deweyana Schwein.[5]
- Carex dianae Steud.[5]
- Draht-Segge[10] (Carex diandra Schrank)[5]
- Carex diaoluoshanica H.B.Yang, G.D.Liu & Qing L.Wang: Sie wurde 2014 von der chinesischen Insel und Provinz Hainan erstbeschrieben.[5]
- Carex diastena V.I.Krecz.[5]
- Carex dickinsii Franch. & Sav.[5]
- Carex dielsiana Kük.[5]
- Carex digitalis Willd.[5]
- Finger-Segge[10] (Carex digitata L.)[5]
- Carex dikei (Nelmes) K.L.Wilson[5]
- Carex diluta M.Bieb.[5]
- Carex diminuta Boeckeler[5]
- Carex dimorpholepis Steud.[5]
- Zweihäusige Segge[10] (Carex dioica L.)[5]
- Carex diplodon Nelmes[5]
- Carex dipsacea Berggr.: Sie kommt nur in Neuseeland vor.[5]
- Carex discoidea Boott[5]
- Carex dispalata Boott[5]
- Zarte Segge[10] (Carex disperma Dewey): Sie gedeiht von den subarktischen bis gemäßigten Gebieten der Nordhalbkugel.[5]
- Carex dissita Sol. ex Boott[5]
- Carex dissitiflora Franch.[5]
- Carex distachya Desf.[5]
- Entferntährige Segge[10] (Carex distans L.)[5]
- Carex distentiformis F.J.Herm.[5]
- Zweizeilige Segge[10] (Carex disticha Huds.)[5]
- Carex distincta (Kukkonen) Luceño & Martín-Bravo[5]
- Carex distracta C.B.Clarke[5]
- Geteilte Segge[10] (Carex divisa Huds.): Sie ist von Europa bis ins westliche China verbreitet.[5]
- Westfälische Segge[10] (Carex divulsa Stokes, Syn.: Carex guestphalica (Rchb.) Boenn. ex O.Lang)[5]
- Carex doenitzii Boeckeler[5]
- Carex doisutepensis T.Koyama[5]
- Carex dolichocarpa C.A.Mey. ex V.I.Krecz.[5]
- Carex dolichophylla J.R.Starr[5]
- Carex dolichostachya Hayata[5]
- Carex dolomitica Heenan & de Lange[5]
- Carex doniana Spreng.[5]
- Carex donnell-smithii L.H.Bailey[5]
- Carex douglasii Boott[5]
- Carex drepanorhyncha Franch.[5]
- Carex druceana Hamlin[5]
- Carex drucei (Hamlin) K.A.Ford[5]
- Carex drukyulensis (Noltie) Jim.Mejías & Noltie[5]
- Carex drymophila Turcz.[5]
- Carex durangensis Reznicek & S.González: Sie wurde 1995 aus dem mexikanischen Bundesstaat Durango erstbeschrieben.[5]
- Carex durieui Steud. ex Kunze[5]
- Carex duriuscula C.A.Mey.[5]
- Carex dusenii Kük. ex Dusén[5]
- Carex duvaliana Franch. & Sav.[5]
- Igel-Segge[10] (Carex echinata Murray)
- Steife Segge[10] (Carex elata All.)
- Langährige Segge[10] (Carex elongata L.)
- Heide-Segge[10] (Carex ericetorum Pollich)
- Strand-Segge[10] (Carex extensa Good.)
- Rost-Segge[10] (Carex ferruginea Scop.)
- Fransen-Segge (Carex fimbriata Schkuhr): Sie kommt nur von den Cottischen Alpen bis ins Puschlav vor.[13]
- Polster-Segge[10] (Carex firma Host)
- Blaugrüne Segge[10] (Carex flacca Schreber)
- Carex flagellifera Colenso: Sie kommt in Neuseeland und Tasmanien.[5]
- Gelb-Segge[10] (Carex flava L.)
- Gelb-Seggen[10] (Carex flava agg.; Sammelart)
- Stink-Segge (Carex foetida All.): Sie kommt in Pyrenäen und den Alpen bis zur nordwestlichen Balkanhalbinsel vor.[5] In den Alpen kommt sie selten unterhalb 2000 Metern vor.[13]
- Eis-Segge[10] (Carex frigida All.)
- Fritsch-Segge[10] (Carex fritschii Waisb.)
- Ruß-Segge[10] (Carex fuliginosa Schkuhr)
- Kugel-Segge[10] (Carex globularis L.): Sie kommt von Nordeuropa bis Russlands Fernem Osten vor.[5]
- Morgenstern-Segge[10] oder Gray-Segge (Carex grayi Carey): Sie ist in Kanada und USA verbreitet.[5]
- Carex hachijoensis Akiyama: Sie kommt nur in Japan vor.[5]
- Hallers Segge[10] (Carex halleriana Asso)
- Hartmans Segge[10] (Carex hartmanii Cajander)
- Torf-Segge[10] (Carex heleonastes L. f.)
- Behaarte Segge[10] (Carex hirta L.)
- Gersten-Segge (Carex hordeistichos Vill.)
- Saum-Segge[10] (Carex hostiana DC.)
- Erd-Segge[10] (Carex humilis Leysser)
- Carex kaloides Petrie: Sie kommt nur auf der Südinsel Neuseelands vor.[5]
- Kitaibels Segge[10] (Carex kitaibeliana Bech.)
- Carex kobomugi Ohwi: Sie kommt von Russlands Fernem Osten bis zum gemäßigten Ostasien vor.[5]
- Lachenals Segge[10] (Carex lachenalii Schkuhr): Sie kommt in einer Unterart in der subarktischen und gemäßigten Gebieten der Nordhalbkugel und mit der anderen Unterart in Neuseeland vor.[5]
- Glatte Segge[10] (Carex laevigata Sm.)
- Faden-Segge[10] (Carex lasiocarpa Ehrh.)
- Carex lemmonii W.Boott (Syn.: Carex albida L.H.Bailey): Sie kommt nur in Kalifornien vor.
- Schuppenfrüchtige Gelb-Segge[10] (Carex lepidocarpa Tausch)
- Hasenpfoten-Segge[10] (Carex leporina L., Syn: Carex ovalis Good.)
- Schlamm-Segge[10] (Carex limosa L.)
- Glanz-Segge (Carex liparocarpos Gaudin, Syn.: Carex nitida Host): Sie kommt in zwei Unterarten in Nordwestafrika und von Europa bis zum Iran vor.[5] In Mitteleuropa kommt sie in Österreich, Südtirol und in der Schweiz vor; in Deutschland kommt sie nur verschleppt in Mainz vor.[12]
- Lolchartige Segge (Carex loliacea L.): Sie kommt von Nordeuropa und Mitteleuropa bis Japan und vom subarktischen Nordamerika bis Kanada vor.[5]
- Carex macloviana d’Urv.: Sie ist in Alaska, Kanada, Nordeuropa, Grönland, Südamerika verbreitet.[5]
- Carex macrocephala Willd. ex Spreng.: Sie kommt von Russlands Fernem Osten bis Japan und im westlichen Nordamerika von Alaska bis Oregon vor.[5]
- Carex magellanica Lam.: Es gibt zwei Unterarten:[5]
  - Riesel-Segge (Carex magellanica subsp. irrigua (Wahlenb.) Hiitonen, Syn.: Carex irrigua (Wahlenb.) Sm. ex Hoppe, Carex limosa subsp. irrigua Wahlenb., Carex limosa var. irrigua (Wahlenb.) Hartm., Carex magellanica var. irrigua (Wahlenb.) Britton, Sterns & Poggenb., Carex paupercula var. irrigua (Wahlenb.) Fernald, Carex paupercula subsp. irrigua (Wahlenb.) Á.Löve & D.Löve, Carex gentiliana H.Lév., Carex limosa var. irrigata Wahlenb., Carex limosa subsp. irrigua Wahlenb., Carex limosa var. irrigua Wahlenb., Carex limosa subsp. planifolia (Kohts) K.Richt., Carex limosa subsp. subalpina Brügger, Carex magellanica subsp. planitiei (Asch. & Graebn.) W.Schultze-Motel, Carex magellanica var. planitiei Asch. & Graebn., Carex majae A.P.Khokhr., Carex ontakensis H.Lév. nom. illeg., Carex paupercula Michx., Carex paupercula var. pallens Fernald, Carex planifolia Kohts, Carex subalpina Brügger)[5]
  - Carex magellanica Lam. subsp. magellanica[5]
- Binsenblättrige Segge[10] (Carex maritima Gunnerus)
- Schwarzährige Segge[10] (Carex melanostachya Bieb. ex Willd.)
- Michelis Segge[10] (Carex michelii Host): Sie kommt von Europa bis zum nordwestlichen Iran vor.[5] In Mitteleuropa kommt sie in Österreich, Tschechien, Südtirol und in Bayern bei Passau vor.[12]
- Kleine Grannen-Segge[10] (Carex microglochin Wahlenb.)
- Japan-Segge[10] (Carex morrowii Boott): Sie kommt nur in Japan vor.[5]
- Berg-Segge[10] (Carex montana L.)
- Stachelspitzige Segge[10] (Carex mucronata All.)
- Sparrige Segge[10] (Carex muricata L.)
- Palmwedel-Segge[10] (Carex muskungumensis Schwein.): Sie ist in Kanada und den USA verbreitet[5]
- Nacktried[10] (Carex myosuroides Vill., Syn.: Kobresia myosuroides (Vill.) Fiori): Sie ist auf der Nordhalbkugel weitverbreitet.[5]
- Braun-Segge[10] (Carex nigra (L.) Reichard)
- Norwegische Segge[10] (Carex norvegica Retz.): Sie kommt in drei Unterarten von Europa bis zu Russlands Fernem Osten, von Afghanistan bis zum Himalaja und vom subarktischen Nordamerika südlich bis ins östliche Kanada vor.[5]
  - Carex norvegica subsp. inferalpina (Wahlenb.) Hultén (Syn.: Carex media R.Br.): Sie kommt in der Subarktis vor südlich bis Korea.[5]
  - Carex norvegica Retz. subsp. norvegica
  - Carex norvegica subsp. pusteriana (Kalela) Chater (Syn.: Carex media subsp. pusteriana (Kalela) W.Schultze-Motel): Sie ist ein Endemit der Ostalpen.[11]
- Stumpfe Segge[10] (Carex obtusata Liljeblad)
- Carex oederi Retz.: Es gibt seit 2002 zwei Varietäten:[5][14]
  - Carex oederi var. bergrothii (Palmgr.) Hedrén & Lassen (Syn.: Carex viridula var. bergrothii (Palmgr.) B.Schmid, Carex bergrothii Palmgr., Carex flava subsp. bergrothii (Palmgr.) P.D.Sell): Sie kommt in Irland, Norwegen, Schweden, Finnland, den Baltischen Staaten und im europäischen Teil Russlands vor.[5]
  - Späte Gelb-Segge[10] (Carex oederi Retz. var. oederi, Syn.: Carex chlorophila Mack., Carex cryptolepis var. prolifera (H.B.Lord) House, Carex divisa Oeder, Carex dyrrachiensis Nelmes, Carex flava var. androgyna Klett & Richt., Carex flava var. argillacea Townson, Carex flava subsp. flavescens Wahlenb., Carex flava var. lutescens Wahlenb., Carex flava var. minor Mérat, Carex flava var. minor Wahlenb. nom. illeg., Carex flava var. minuta (Foucaud & Rotgès) Briq., Carex flava subsp. pulchella (Lönnr.) P.D.Sell, Carex flava var. pumila Coss. & Germ., Carex flava var. rectirostrata L.H.Bailey, Carex flava var. serotina (Mérat) Lej., Carex flava subsp. serotina (Mérat) K.Richt., Carex flava subsp. viridula (Michx.) O.Bolòs & Vigo, Carex flava var. viridula (Michx.) L.H.Bailey, Carex irregularis Schwein., Carex mairei subsp. oederi Husn., Carex nevadensis var. minuta Christ ex Briq., Carex oederoides Tatew. & Akiyama, Carex philocrena V.I.Krecz., Carex pulchella (Lönnr.) Lindm. nom. illeg., Carex scandinavica E.W.Davies, Carex serotina Mérat, Carex serotina subsp. fennica (Palmgr.) Á.Löve & D.Löve, Carex serotina var. fennica (Palmgr.) T.V.Egorova, Carex serotina subsp. philocrena (V.I.Krecz.) Kukkonen, Carex serotina subsp. pulchella (Lönnr.) Ooststr., Carex subglobosa Miel., Carex urbani Boeckeler, Carex viridula Michx., Carex viridula var. czatkalensis Yu.E.Alexeev, Carex viridula var. pulchella (Lönnr.) B.Schmid, Carex viridula subsp. pulchella (Lönnr.) Malyschev, Carex viridula subsp. serotina (Mérat) Malyschev, Carex oederi var. androgyna (Klett & Richt.) Peterm., Carex oederi var. brevirostris Asch. & Graebn., Carex oederi var. congesta Neuman, Carex oederi var. cyperoides T.Marsson, Carex oederi var. exigua Schur, Carex oederi var. fallax Heimerl, Carex oederi subsp. fennica Palmgr., Carex oederi var. glomerata Callmé, Carex oederi var. minor Boeckeler, Carex oederi var. philocrena (V.I.Krecz.) T.Koyama, Carex oederi var. prolifera H.B.Lord, Carex oederi var. pulchella (Lönnr.) Hedrén & Lassen, Carex oederi subsp. pulchella Lönnr., Carex oederi var. pumila (Coss. & Germ.) Fernald nom. illeg., Carex oederi var. pygmaea Lönnr. nom. illeg., Carex oederi var. recterostrata (L.H.Bailey) Dorn, Carex oederi var. rousseauiana Vict., Carex oederi var. serotina (Mérat) Nyman, Carex oederi var. serpentini Palmgr., Carex oederi var. subglobosa (Miel.) Nyman, Carex oederi subsp. subglobosa (Miel.) K.Richt., Carex oederi var. viridula (Michx.) Kük., Carex oederi subsp. viridula (Michx.) Hultén):  Sie kommt in den subarktischen und gemäßigten Gebieten der Nordhalbkugel vor.[5]
- Vogelfuß-Segge[10] (Carex ornithopoda Willd., inkl. Carex ornithopodioides Hausm.)
- Oshima-Segge[10] (Carex oshimensis Nakai): Sie kommt nur in Japan vor.[5]
- Hain-Segge[10] (Carex otrubae Podp.)
- Carex pachamamae Jim.-Mejías & Reznicek[5]
- Carex pachycarpa Mack.[5]
- Carex pachygyna Franch. & Sav.[5]
- Carex pachyneura Kitag.[5]
- Carex pachystachya Cham. ex Steud.[5]
- Carex pachystylis J.Gay[5]
- Carex paeninsulae Naczi, E.L.Bridges & Orzell[5]
- Pairas Segge[10] (Carex pairae F.W.Schultz)[5]
- Spreuschuppen-Segge (Carex paleacea Schreber ex Wahlenb.): Sie kommt vom zentralen und östlichen Kanada bis zu den nordöstlichen Vereinigten Staaten und in Nord- und Nordosteuropa vor.[5] Sie wurde 1990 bei Skagen in Dänemark entdeckt, der Wuchsort wurde aber inzwischen vernichtet.[12]
- Carex palawanensis Kük.[5]
- Carex paleacea Schreb. ex Wahlenb.[5]
- Bleiche Segge[10] (Carex pallescens L.)
- Blasse Segge[10] (Carex pallidula Harmaja): Sie kommt von Nord- und Mitteleuropa bis Bulgarien vor.[5]
- Carex pamirensis C.B.Clarke[5]
- Carex pandanophylla C.B.Clarke[5]
- Carex panduranganii Kalidass[5]
- Carex paneroi Reznicek & S.González[5]
- Hirse-Segge[10] (Carex panicea L.)
- Rispen-Segge[10] (Carex paniculata L.)
- Carex panormitana Guss.[5]
- Carex pansa L.H.Bailey[5]
- Carex papillosissima Nelmes[5]
- Carex papualpina K.L.Wilson[5]
- Carex papulosa Boott[5]
- Carex paracheniana X.F.Jin, D.A.Simpson & C.Z.Zheng[5]
- Carex paracuraica F.T.Wang & Y.L.Chang ex S.Yun Liang[5]
- Carex parallela (Laest.) Sommerf.[5]
- Carex paramjitii (Jana, Noltie, R.C.Srivast. & A.Mukh.) O.Yano[5]
- Carex pararadicalis X.F.Jin & J.M.Cen[5]
- Carex paratatsiensis Y.F.Lu & X.F.Jin[5]
- Carex parciflora Boott[5]
- Carex parryana Dewey[5]
- Carex parva Nees[5]
- Kleinblütige Segge[10] (Carex parviflora Host)
- Carex parvigluma C.B.Clarke[5]
- Carex parvirufa Luceño & Márq.-Corro: Sie wurde 2017 aus der südafrikanischen Provinz Free State sowie Lesotho erstbeschrieben.[5]
- Carex parvispica K.A.Ford[5]
- Carex parvula O.Yano[5]
- Carex patagonica Speg.[5]
- Armblütige Segge[10] (Carex pauciflora Lightf.)
- Carex paui Sennen[5]
- Carex paulo-vargasii Luceño & Marín[5]
- Carex paxii Kük.[5]
- Carex paysonis Clokey[5]
- Carex peckii Howe[5]
- Carex pedicularis Jim.Mejías & Naczi: Sie wurde 2021 erstbeschrieben. Sie kommt von Paraguay bis ins nördliche Argentinien vor.[5]
- Fuß-Segge[10] (Carex pediformis C.A.Meyer): Die etwa vier Varietäten sind von Osteuropa bis Korea verbreitet.[5]
- Carex pedunculata Muhl. ex Willd.[5]
- Carex peichuniana S.R.Zhang[5]
- Carex peiktusani Kom.[5]
- Carex peliosanthifolia F.T.Wang & Tang ex P.C.Li[5]
- Carex pellita Muhl. ex Willd.[5]
- Carex pelocarpa F.J.Herm.[5]
- Carex penalpina K.A.Ford[5]
- Hänge-Segge[10] (Carex pendula Hudson)[5]
- Carex penduliformis Cherm.[5]
- Carex pengii X.F.Jin & C.Z.Zheng[5]
- Carex pensylvanica Lam.[5]
- Carex perakensis C.B.Clarke[5]
- Carex percostata F.J.Herm.[5]
- Carex perdensa (Kukkonen) Luceño & Martín-Bravo[5]
- Carex perdentata S.D.Jones[5]
- Carex peregrina Link[5]
- Carex perglobosa Mack.[5]
- Carex pergracilis Nelmes[5]
- Carex perlonga Fernald[5]
- Carex perplexa (Heenan & de Lange) K.A.Ford[5]
- Carex perprava C.B.Clarke[5]
- Carex perraudieriana (Kük. ex Bornm.) Gay ex Kük.[5]
- Carex persistens Ohwi[5]
- Carex pertenuis L.H.Bailey[5]
- Carex peruviana J.Presl & C.Presl[5]
- Carex petasata Dewey[5]
- Carex petelotii Gross[5]
- Carex petitiana A.Rich.[5]
- Carex petricosa Dewey[5]
- Carex petriei Cheeseman: Sie kommt nur in Neuseeland vor.[5]
- Carex peucophila Holm[5]
- Carex phacota Spreng.[5]
- Carex phaenocarpa Franch.[5]
- Carex phaeocephala Piper[5]
- Carex phaeodon T.Koyama[5]
- Carex phaeothrix Ohwi[5]
- Carex phalaroides Kunth[5]
- Carex phankei N.K.Khoi[5]
- Carex phleoides Cav.[5]
- Carex phoenicis Dunn[5]
- Carex phragmitoides Kük.[5]
- Carex phyllocaula Nelmes[5]
- Carex phyllocephala T.Koyama[5]
- Carex phylloscirpoides Saldivia, S.Gebauer, Martín-Bravo & Jim.Mejías: Sie wurde 2021 aus der chilenischen Región de Tarapacá erstbeschrieben.[5]
- Carex phyllostachys C.A.Mey.[5]
- Carex physodes M.Bieb.[5]
- Carex pichinchensis Kunth[5]
- Carex picta Steud.[5]
- Carex pigra Naczi[5]
- Wimper-Segge[10] (Carex pilosa Scop.)[5]
- Pillen-Segge[10] (Carex pilulifera L.)[5]
- Carex pingleensis Z.C.Lu, Y.F.Lu & X.F.Jin: Sie wurde 2020 aus der chinesischen Provinz Guangxi erstbeschrieben.[5]
- Carex pinophila Reznicek & S.González[5]
- Carex pisanoi G.A.Wheeler[5]
- Carex pisiformis Boott[5]
- Carex pityophila Mack.[5]
- Carex planata Franch. & Sav.[5]
- Carex planiculmis Kom.[5]
- Carex planilamina Reznicek & S.González[5]
- Carex planiscapa Chun & F.C.How[5]
- Carex planispicata Naczi[5]
- Carex planostachys Kunze[5]
- Carex plantaginea Lam.: Sie ist in Kanada und den USA verbreitet.[5]
- Carex platyphylla J.Carey[5]
- Carex platysperma Y.L.Chang & Y.L.Yang[5]
- Carex plectobasis V.I.Krecz.[5]
- Carex plectocarpa F.J.Herm.[5]
- Carex pleioneura G.A.Wheeler[5]
- Carex pleiostachys C.B.Clarke[5]
- Carex pleurocaula Nelmes[5]
- Carex pluriflora Hultén[5]
- Carex plurinervata J.R.Starr[5]
- Carex poculisquama Kük.[5]
- Carex podocarpa R.Br.[5]
- Carex podogyna Franch. & Sav.[5]
- Carex poeppigii C.B.Clarke ex G.A.Wheeler[5]
- Carex poilanei Raymond[5]
- Carex polyantha F.Muell.[5]
- Carex polycephala Boott[5]
- Carex polymascula P.C.Li[5]
- Carex polymorpha Muhl.[5]
- Carex polyphylla Kar. & Kir.[5]
- Carex polyschoena H.Lév. & Vaniot[5]
- Carex polyschoenoides K.T.Fu[5]
- Carex polystachya Sw. ex Wahlenb.[5]
- Carex polysticha Boeckeler[5]
- Carex pontica Albov[5]
- Carex popovii V.I.Krecz.[5]
- Carex porrecta Reznicek & Camelb.[5]
- Carex potens K.A.Ford[5]
- Carex potosina Hemsl.[5]
- Carex praeceptorum Mack.[5]
- Carex praeclara Nelmes[5]
- Früh-Segge[10] (Carex praecox Schreb.)[5]
- Carex praegracilis W.Boott[5]
- Carex praelonga C.B.Clarke[5]
- Carex prainii Kük.[5]
- Carex prairea Dewey ex Alph.Wood[5]
- Carex prasina Wahlenb.[5]
- Carex praticola Rydb.[5]
- Carex preissii Nees[5]
- Carex prescottiana Boott[5]
- Carex preslii Steud.[5]
- Carex pringlei L.H.Bailey[5]
- Carex procumbens H.B.Yang, Xiao X.Li & G.D.Liu: Sie wurde 2015 von der chinesischen Insel und Provinz Hainan erstbeschrieben.[5]
- Carex projecta Mack.[5]
- Carex prolongata Kük.[5]
- Carex proposita Mack.[5]
- Carex provotii Franch.[5]
- Carex proxima Cherm.[5]
- Carex pruinosa Boott[5]
- Carex przewalskii T.V.Egorova[5]
- Carex pseudoaperta Boeckeler ex Kük.[5]
- Carex pseudoaphanolepis Ohwi[5]
- Carex pseudobicolor Boeckeler[5]
- Reichenbach-Segge (Carex pseudobrizoides Clavaud, Syn.: Carex reichenbachii Bonnet): Sie kommt von Frankreich bis Lettland vor.[5]
- Carex pseudochinensis H.Lév. & Vaniot[5]
- Carex pseudocuraica F.Schmidt[5]
- Scheinzypergras-Segge[10] (Carex pseudocyperus L.)
- Carex pseudodahurica A.P.Khokhr.[5]
- Carex pseudodispalata K.T.Fu[5]
- Carex pseudofoetida Kük.[5]
- Carex pseudogammiei S.R.Zhang[5]
- Carex pseudohumilis F.T.Wang & Y.L.Chang ex P.C.Li[5]
- Carex pseudohypochlora Y.L.Chang & Y.L.Yang[5]
- Carex pseudolaticeps Tang & F.T.Wang ex S.Y.Liang[5]
- Carex pseudolaxa (C.B.Clarke) O.Yano & S.R.Zhang[5]
- Carex pseudoligulata L.K.Dai[5]
- Carex pseudololiacea F.Schmidt[5]
- Carex pseudomacloviana G.A.Wheeler[5]
- Carex pseudomitrata X.F.Jin & J.M.Cen: Sie wurde 2015 aus der chinesischen Provinz Yunnan erstbeschrieben.[5]
- Carex pseudophyllocephala L.K.Dai[5]
- Carex pseudorufa Luceño & Martín-Bravo: Sie wurde 2015 aus der südafrikanischen Provinz KwaZulu-Natal erstbeschrieben.[5]
- Carex pseudosadoensis Akiyama[5]
- Carex pseudospachiana H.Lév. & Vaniot[5]
- Carex pseudosupina Y.C.Tang ex L.K.Dai[5]
- Carex pseudotristachya X.F.Jin & C.Z.Zheng[5]
- Carex pseuduncinoides (Noltie) O.Yano & S.R.Zhang[5]
- Carex psychrophila Nees[5]
- Carex pterocarpa Petrie[5]
- Carex pterocaulos Nelmes[5]
- Carex puberuliutriculata Y.F.Lu & X.F.Jin[5]
- Carex pubigluma Reznicek[5]
- Carex pudica Honda[5]
- Carex pulchra Boott[5]
- Carex pulchrifolia A.E.Kozhevn.[5]
- Floh-Segge[10] (Carex pulicaris L.)[5]
- Carex pumila Thunb.[5]
- Punktierte Segge[10] (Carex punctata Gaudin)[5]
- Carex pungens Boeckeler[5]
- Carex punicea K.A.Ford[5]
- Carex punicola D.B.Poind., Jim.Mejías & M.Escudero: Sie wurde 2017 erstbeschrieben. Sie kommt im tropischen westlichen Südamerika von Peru bis ins nordwestliche Argentinien vor.[5]
- Carex purdiei Boott[5]
- Carex purpleovaginalis Q.S.Wang[5]
- Carex purpurata (Petrie) K.A.Ford[5]
- Carex purpureosquamata L.K.Dai[5]
- Carex purpureovagina F.T.Wang & Y.L.Chang ex S.Yun Liang: Sie wurde 2000 aus der chinesischen Provinz Guangxi erstbeschrieben.[5]
- Carex purpureovaginata Boeckeler[5]
- Carex purpurifera Mack.[5]
- Carex pycnostachya Kar. & Kir.[5]
- Carex pygmaea Boeckeler[5]
- Carex pyramidalis Kük.[5]
- Carex pyrenaica Wahlenb.[5]
- Carex qinghaiensis Y.C.Yang[5]
- Carex qingliangensis D.M.Weng, H.W.Zhang & S.F.Xu: Sie wurde 2009 aus dem nordwestlichen Teil der chinesischen Provinz Zhejiang erstbeschrieben.[5]
- Carex qingyangensis S.W.Su & S.M.Xu[5]
- Carex qiyunensis S.W.Su & S.M.Xu[5]
- Carex quadriflora (Kük.) Ohwi[5]
- Carex queretarensis Reznicek & S.González[5]
- Carex quichensis F.J.Herm.[5]
- Carex quinquin Jim.Mejías & Dorr: Sie wurde 2018 aus dem zentralen bis südlichen Chile[5]
- Carex quixotiana Ben.Benítez, Martín-Bravo, Luceño & Jim.Mejías: Sie wurde 2023 aus dem südlichen zentralen Spanien erstbeschrieben.[5]
- Carex raddei Kük.[5]
- Carex radfordii Gaddy[5]
- Carex radiata (Wahlenb.) Small[5]
- Carex radicalis Boott[5]
- Carex radicalispicula Tang & F.T.Wang ex Y.F.Lu & X.F.Jin[5]
- Carex radiciflora Dunn[5]
- Carex radicina Z.P.Wang[5]
- Carex rafflesiana Boott[5]
- Carex rainbowii Luceño, Jim.Mejías, M.Escudero & Martín-Bravo[5]
- Carex raleighii Nelmes[5]
- Carex ramenskii Kom.[5]
- Carex ramentaceofructus K.T.Fu[5]
- Carex ramosa Willd.[5]
- Carex ramosii Kük.[5]
- Inn-Segge[10] (Carex randalpina B.Walln.): Sie wurde 1993 erstbeschrieben und kommt von den Alpen bis Ungarn vor.[5] In Mitteleuropa hat sie Vorkommen in Bayern (Inn, Isar, Donau), Tirol, Salzburg, Niederösterreich und Oberösterreich.[12]
- Carex raoulii Boott[5]
- Carex rapaensis (H.St.John) K.L.Wilson[5]
- Carex raphidocarpa Nees[5]
- Carex rara Boott[5]
- Carex rariflora (Wahlenb.) Sm.[5]
- Carex ratongensis (C.B.Clarke) C.B.Clarke[5]
- Carex raynoldsii Dewey[5]
- Carex rcsrivastavae (Jana) Roalson[5]
- Carex recta Boott[5]
- Carex regeliana (Kük.) Litv.[5]
- Carex regnelliana Boeckeler[5]
- Carex reicheana Boeckeler[5]
- Carex reichei Kük.[5]
- Carex reinii Franch. & Sav.[5]
- Carex relaxa V.I.Krecz.[5]
- Winkel-Segge[10] (Carex remota L.)[5]
- Carex remotistachya Y.Y.Zhou & X.F.Jin[5]
- Carex remotiuscula Wahlenb.[5]
- Carex renauldii H.Lév.[5]
- Carex reniformis (L.H.Bailey) Small[5]
- Carex renschiana Boeckeler[5]
- Carex repanda C.B.Clarke[5]
- Kriechende Segge[10] (Carex repens Bellardi): Sie kommt in Österreich (Kärnten, Burgenland, Steiermark)[12], Norditalien und Rumänien vor.[5]
- Carex reptabunda (Trautv.) V.I.Krecz.[5]
- Carex resectans Cheeseman[5]
- Carex retroflexa Muhl. ex Willd.[5]
- Carex retrofracta Kük.[5]
- Carex retrorsa Schwein.[5]
- Carex reuteriana Boiss.[5]
- Carex revoluta Reznicek & S.González[5]
- Carex reznicekii Werier[5]
- Carex rhizina Blytt ex Lindblom[5]
- Carex rhizopoda Maxim.[5]
- Carex rhodesiaca Nelmes[5]
- Carex rhomalea (Fernald) Mack.[5]
- Carex rhombifructus Ohwi[5]
- Carex rhynchachaenium C.B.Clarke[5]
- Carex rhynchoperigynium S.D.Jones & Reznicek[5]
- Carex rhynchophora Franch.[5]
- Carex richardsonii R.Br.[5]
- Carex ridongensis P.C.Li[5]
- Carex rigidioides (Gorodkov) V.I.Krecz.[5]
- Carex riloensis Stoeva & E.D.Popova[5]
- Ufer-Segge[10] (Carex riparia Curtis)[5]
- Carex rivulorum Dunn[5]
- Carex roalsoniana Jim.Mejías & M.Escudero[5]
- Carex roanensis F.J.Herm.[5]
- Carex rochebrunei Franch. & Sav.[5]
- Carex rongkupiorum Sameer Patil[5]
- Carex roraimensis Steyerm.[5]
- Carex rorulenta Porta[5]
- Carex rosea Willd.[5]
- Carex rossii Boott[5]
- Carex rostellifera Y.L.Chang & Y.L.Yang[5]
- Schnabel-Segge[10] (Carex rostrata Stokes)[5]
- Carex rotundata Wahlenb.[5]
- Carex rouyana Franch.[5]
- Carex rubicunda Petrie[5]
- Carex rubrobrunnea C.B.Clarke[5]
- Carex rufina Drejer[5]
- Carex rufulistolon T.Koyama[5]
- Carex rugata Ohwi[5]
- Carex rugulosa Kük.[5]
- Carex runssoroensis K.Schum.[5]
- Felsen-Segge[10] (Carex rupestris All.)[5]
- Carex rupicola (Pedersen) G.A.Wheeler[5]
- Carex ruralis J.Oda & Nagam.[5]
- Carex rutenbergiana Boeckeler[5]
- Carex ruthii Mack.[5]
- Carex ruthsatziae G.A.Wheeler[5]
- Carex rzedowskii Reznicek & S.González[5]
- Carex sabulosa Turcz. ex Kunth[5]
- Carex sabynensis Less. ex Kunth[5]
- Carex sacerdotis Nelmes[5]
- Carex sachalinensis F.Schmidt[5]
- Carex sacrosancta Honda[5]
- Carex sadoensis Franch.[5]
- Carex sagaensis Y.C.Yang[5]
- Carex sagei Phil.[5]
- Carex sahnii Ghildyal & U.C.Bhattach.[5]
- Carex sajanensis V.I.Krecz.[5]
- Carex salina Wahlenb.[5]
- Carex saltaensis Gross[5]
- Carex salticola J.R.Starr[5]
- Carex sambiranensis (H.Lév.) Cherm.[5]
- Carex samoensis Boeckeler[5]
- Carex sampsonii Hance[5]
- Carex sanctae-marthae L.E.Mora & J.O.Rangel[5]
- Carex sanguinea Boott[5]
- Carex sanjappae Bhaumik & M.K.Pathak[5]
- Carex sarawaketensis Kük.[5]
- Carex sargentiana (Hemsl.) S.R.Zhang[5]
- Carex sartwelliana Olney[5]
- Carex sartwellii Dewey[5]
- Carex satakeana T.Koyama[5]
- Carex satsumensis Franch. & Sav.[5]
- Carex saxatilis L.[5]
- Carex saxicola Tang & F.T.Wang[5]
- Carex saxilittoralis A.Robertson[5]
- Carex saximontana Mack.[5]
- Carex scabrata Schwein.[5]
- Carex scabrella Wahlenb.[5]
- Carex scabrida J.R.Starr[5]
- Carex scabrifolia Steud.[5]
- Carex scabripes Cherm.[5]
- Carex scabrirostris Kük.[5]
- Carex scabrisacca Ohwi & Ryu[5]
- Carex scabriuscula Mack.[5]
- Carex scaposa C.B.Clarke: Sie kommt in Indochina sowie im südlichen China vor.[5]
- Carex schaffneri Boeckeler[5]
- Carex schiedeana Kunze[5]
- Carex schimperiana Boeckeler[5]
- Carex schliebenii Podlech[5]
- Carex schmidtii Meinsh.[5]
- Carex schneideri Nelmes[5]
- Carex schottii Dewey[5]
- Carex schweickerdtii (Merxm. & Podlech) Luceño & Martín-Bravo[5]
- Carex schweinitzii Dewey ex Schwein.[5]
- Carex sciocapensis Luceño, Márq.-Corro & Sánchez-Villegas[5]
- Carex scirpoidea Michx.[5]
- Carex scita Maxim.[5]
- Carex scitiformis Kük.[5]
- Carex scitula Boott[5]
- Carex sclerocarpa Franch.[5]
- Carex sclerophylla (Nelmes) K.L.Wilson[5]
- Carex scolopendriformis F.T.Wang & Tang ex P.C.Li[5]
- Carex scoparia Schkuhr ex Willd.[5]
- Carex scopulorum Holm[5]
- Carex scopulus X.F.Jin & W.Jie Chen[5]
- Roggen-Segge[10] (Carex secalina Willd. ex Wahlenb.)[5]
- Carex secta Boott: Sie kommt nur in Neuseeland vor.[5]
- Carex sectoides (Kük.) Edgar[5]
- Carex sedakowii C.A.Mey. ex Meinsh.[5]
- Carex sellowiana Schltdl.[5]
- Carex semihyalofructa Tak.Shimizu[5]
- Horst-Segge[10] (Carex sempervirens Vill.)[5]
- Carex senanensis Ohwi[5]
- Carex sendaica Franch.[5]
- Carex senta Boott[5]
- Carex seorsa Howe[5]
- Carex seposita C.B.Clarke[5]
- Carex sequeirae Míguez, Jim.Mejías, Ben.Benítez & Martín-Bravo[5]
- Carex serpenticola Zika[5]
- Carex serratodens S.Watson[5]
- Carex serreana Hand.-Mazz.[5]
- Carex seticulmis Boeckeler[5]
- Carex setifolia Kunze[5]
- Carex setigera D.Don[5]
- Carex setigluma Reznicek & S.González[5]
- Carex setosa Boott[5]
- Carex setschwanensis (Hand.-Mazz.) S.R.Zhang[5]
- Carex shaanxiensis F.T.Wang & Tang ex P.C.Li[5]
- Carex shandanica Y.C.Yang[5]
- Carex shanensis C.B.Clarke[5]
- Carex shangchengensis S.Yun Liang[5]
- Carex shanghangensis S.Yun Liang[5]
- Carex sheldonii Mack.[5]
- Carex shimidzensis Franch.[5]
- Carex shinnersii P.Rothr. & Reznicek[5]
- Carex shiriyajirensis Akiyama ex Tatew.: Dieser Endemit kommt nur auf den Kurilen vor.[5]
- Carex shortiana Dewey & Torr.[5]
- Carex shuangbaiensis L.K.Dai[5]
- Carex shuchengensis S.W.Su & Q.Zhang[5]
- Carex siamensis (Ohwi) S.R.Zhang[5]
- Carex siccata Dewey[5]
- Carex sichouensis P.C.Li[5]
- Carex siderosticta Hance: Sie ist vom nördlichen bis östlichen China und von Russlands Fernem Osten bis Japan verbreitet.[5]
- Carex siguanabae Jim.Mejías, Acedo, Reznicek & Lois: Sie wurde 2023 aus El Salvador sowie Honduras erstbeschrieben.[5]
- Carex sikokiana Franch. & Sav.[5]
- Carex silicea Olney[5]
- Carex silvestrii Pamp.[5]
- Carex silvestris (Hamlin) K.A.Ford[5]
- Carex simensis Hochst. ex A.Rich.[5]
- Zweiteilige Schuppensegge[10] (Carex simpliciuscula Wahlenb., Syn.: Kobresia simpliciuscula (Wahlenb.) Mack.): Sie ist auf der Nordhalbkugel weitverbreitet.[5]
- Carex simulans C.B.Clarke[5]
- Carex simulata Mack.[5]
- Carex sinclairii Boott ex Cheeseman[5]
- Carex sinoaristata Tang & F.T.Wang ex L.K.Dai[5]
- Carex sinodissitiflora Tang & F.T.Wang ex L.K.Dai[5]
- Carex sinosupina Y.F.Lu & X.F.Jin: Sie wurde 2017 aus der chinesischen Provinz Gansu erstbeschrieben.[5]
- Carex siroumensis Koidz.[5]
- Carex skottsbergiana Kük.[5]
- Carex socialis Mohlenbr. & Schwegman[5]
- Carex sociata Boott[5]
- Carex socotrana Repka & P.Madera[5]
- Carex sodiroi Kük.[5]
- Carex sohayakiensis K.T.Takah. & M.N.Tamura[5]
- Carex solandri Boott: Sie kommt nur in Neuseeland vor.[5][15]
- Carex songorica Kar. & Kir.[5]
- Carex sordida Van Heurck & Müll.Arg.[5]
- Carex sorianoi Barros[5]
- Carex sororia Kunth[5]
- Carex spachiana Boott[5]
- Carex sparganioides Muhl. ex Willd.[5]
- Carex sparsinux C.B.Clarke ex Franch.[5]
- Carex spartea Wahlenb.[5]
- Carex specifica L.H.Bailey[5]
- Carex speciosa Kunth[5]
- Carex spectabilis Dewey[5]
- Carex specuicola J.T.Howell[5]
- Carex sphaerogyna Baker[5]
- Stachel-Segge[10] (Carex spicata Huds.)[5]
- Carex spicatopaniculata Boeckeler ex C.B.Clarke[5]
- Carex spicigera Nees[5]
- Carex spilocarpa Steud.[5]
- Carex spinirostris Colenso[5]
- Carex spissa L.H.Bailey ex Hemsl.[5]
- Carex splendentissima U.Kang & J.Chung: Sie wurde 2012 aus Südkorea erstbeschrieben.[5]
- Carex sprengelii Dewey ex Spreng.[5]
- Carex squamiformis (Y.C.Yang) S.R.Zhang[5]
- Carex squarrosa L.[5]
- Carex standleyana Steyerm.[5]
- Carex stenantha Franch. & Sav.[5]
- Carex stenocarpa Turcz. ex V.I.Krecz.[5]
- Schmalblatt-Segge[10] (Carex stenophylla Wahlenb.): Es gibt zwei Unterarten:[5]
  - Carex stenophylla Wahlenb. subsp. stenophylla: Sie ist von Europa[11] über den Kaukasusraum und Zentralasien bis Xinjiang und der Mongolei verbreitet.[5]
  - Carex stenophylla subsp. stenophylloides (V.I.Krecz.) T.V.Egorova: Sie ist von der Türkei über Zentralasien bis zum westlichen Himalaja verbreitet.[5]
- Carex stenoptila F.J.Herm.[5]
- Carex stenostachys Franch. & Sav.[5]
- Carex sterilis Willd.[5]
- Carex steudneri Boeckeler[5]
- Carex stevenii (Holm) Kalela[5]
- Carex steyermarkii Standl.[5]
- Carex stipata Muhl. ex Willd.[5]
- Carex stiphrogyne Gilli[5]
- Carex stipitinux C.B.Clarke ex Franch.[5]
- Carex stipitiutriculata P.C.Li[5]
- Carex stokesii F.Br.[5]
- Carex stracheyi Boott ex C.B.Clarke[5]
- Carex stramentitia Boott ex Boeckeler[5]
- Carex straminea Willd. ex Schkuhr[5]
- Carex straminiformis L.H.Bailey[5]
- Carex streptorrhampha Nelmes[5]
- Carex striata Michx.[5]
- Carex striatula Michx.[5]
- Carex stricta Lam.[5]
- Carex strictissima (Kük.) K.A.Ford[5]
- Dünnährige Segge[10] (Carex strigosa Huds.)[5]
- Carex stuessyi G.A.Wheeler[5]
- Carex styloflexa Buckley[5]
- Carex stylosa C.A.Mey.[5]
- Carex subandrogyna G.A.Wheeler & Guagl.[5]
- Carex subantarctica Speg.[5]
- Carex subbracteata Mack.[5]
- Carex subcapitata X.F.Jin, C.Z.Zheng & B.Y.Ding: Sie wurde 2003 aus der chinesischen Provinz Zhejiang erstbeschrieben.[5]
- Carex subcernua Ohwi[5]
- Carex subdivulsa (Kük.) G.A.Wheeler[5]
- Carex subdola Boott[5]
- Carex suberecta (Olney) Britton[5]
- Carex subfilicinoides Kük.[5]
- Carex subfuegiana G.A.Wheeler[5]
- Carex subfusca W.Boott[5]
- Carex subglabra (X.F.Jin & C.Z.Zheng) X.F.Jin & Y.F.Lu[5]
- Carex subinclinata T.Koyama[5]
- Carex subinflata Nelmes[5]
- Carex submollicula Tang & F.T.Wang ex L.K.Dai[5]
- Carex subnigricans Stacey[5]
- Carex subperakensis L.K.Ling & Y.Z.Huang[5]
- Carex subphysodes Popov ex V.I.Krecz.[5]
- Carex subpumila Tang & F.T.Wang ex L.K.Dai[5]
- Carex subremota Charit.[5]
- Carex subsacculata (G.A.Wheeler & Goetgh.) J.R.Starr[5]
- Carex subscabrella Kük.[5]
- Carex subspathacea Wormsk. ex Hornem.[5]
- Carex subtilis K.A.Ford[5]
- Carex subtransversa C.B.Clarke[5]
- Carex subtrigona (Nelmes) K.L.Wilson[5]
- Carex subtumida (Kük.) Ohwi[5]
- Carex subumbellata Meinsh.[5]
- Carex subviridis K.A.Ford[5]
- Carex suifunensis Kom.[5]
- Carex superata Naczi, Reznicek & B.A.Ford[5]
- Niedrige Segge[10] (Carex supina Willd. ex Wahlenb.)[5]
- Carex sutchuensis Franch.[5]
- Carex swanii (Fernald) Mack.[5]
- Carex sychnocephala J.Carey[5]
- Wald-Segge[10] (Carex sylvatica Huds.)[5]
- Carex tabatae Katsuy.[5]
- Carex tachirensis Steyerm.[5]
- Carex tahitensis F.Br.[5]
- Carex tahoensis Smiley[5]
- Carex taihuensis S.W.Su & S.M.Xu[5]
- Carex talbotii Kottaim.[5]
- Carex taldycola Meinsh.[5]
- Carex tamakii T.Koyama[5]
- Carex tamana Steyerm.[5]
- Carex tangiana Ohwi[5]
- Carex tangii Kük.[5]
- Carex tangulashanensis Y.C.Yang[5]
- Carex tapintzensis Franch.[5]
- Carex taprobanensis T.Koyama[5]
- Carex tashiroana Ohwi[5]
- Carex tasmanica Kük.[5]
- Carex tatjanae Malyschev[5]
- Carex tatsiensis (Franch.) Kük.[5]
- Carex tavoyensis Nelmes[5]
- Carex tegulata H.Lév. & Vaniot[5]
- Carex tehuacana Reznicek & S.González[5]
- Carex teinogyna Boott[5]
- Carex temnolepis Franch.[5]
- Carex tenax Chapm. ex Dewey[5]
- Carex tenebrosa Boott[5]
- Carex tenejapensis Reznicek & S.González[5]
- Carex tenera Dewey[5]
- Carex tenuiculmis (Petrie) Heenan & de Lange: Sie kommt auf der Südinsel Neuseelands und auf den Chatham-Inseln vor.[5]
- Carex tenuiflora Wahlenb.[5]
- Carex tenuiformis H.Lév. & Vaniot[5]
- Carex tenuinervis Ohwi[5]
- Carex tenuior T.Koyama & T.I.Chuang[5]
- Carex tenuipaniculata P.C.Li[5]
- Carex tenuispicula Tang ex S.Y.Liang[5]
- Carex teres Boott[5]
- Carex tereticaulis F.Muell.[5]
- Orangefarbene Neuseeland-Segge[10] (Carex testacea Sol. ex Boott): Sie kommt nur in Neuseeland vor.[5]
- Carex tetanica Schkuhr[5]
- Carex tetrastachya Scheele[5]
- Carex tetsuoi Ohwi[5]
- Carex texensis (Torr. ex L.H.Bailey) L.H.Bailey[5]
- Carex thailandica T.Koyama[5]
- Carex thanikaimoniana Govind.[5]
- Carex thibetica Franch.[5]
- Carex thinii B.A.Ford & J.R.Starr[5]
- Carex thomsonii Boott[5]
- Carex thornei Naczi[5]
- Carex thouarsii Carmich.[5]
- Carex thunbergii Steud.[5]
- Carex thurberi Dewey ex Torr.[5]
- Carex tianmushanica C.Z.Zheng & X.F.Jin[5]
- Carex tianschanica T.V.Egorova[5]
- Carex tibetikobresia S.R.Zhang[5]
- Carex timida Naczi & B.A.Ford[5]
- Carex tincta (Fernald) Fernald[5]
- Carex tingnungii X.F.Jin[5]
- Carex titovii V.I.Krecz.[5]
- Carex tojquianensis Standl. & Steyerm.[5]
- Carex tokarensis T.Koyama[5]
- Carex tokuii J.Oda & Nagam.[5]
- Carex tolucensis (F.J.Herm.) Reznicek[5]
- Filz-Segge[10] (Carex tomentosa L.)[5]
- Carex tompkinsii J.T.Howell[5]
- Carex tonsa (Fernald) E.P.Bicknell[5]
- Carex toreadora Steyerm.[5]
- Carex toroensis G.A.Wheeler[5]
- Carex torreyi Tuck.[5]
- Carex torta Boott ex Tuck.[5]
- Carex tovarensis Reznicek & G.A.Wheeler[5]
- Carex townsendii Mack.[5]
- Carex toyoshimae Tuyama[5]
- Carex trachycarpa Cheeseman[5]
- Carex traiziscana F.Schmidt[5]
- Carex transandina G.A.Wheeler[5]
- Carex transversa Boott[5]
- Carex trautvetteriana Kom.[5]
- Carex traversii Kirk[5]
- Carex triangula J.R.Starr[5]
- Carex triangularis Boeckeler[5]
- Carex tribuloides Wahlenb.[5]
- Carex tricephala Boeckeler[5]
- Carex trichocarpa Muhl. ex Willd.[5]
- Carex trichodes Steud.[5]
- Carex tricholepis Nelmes[5]
- Carex trichophylla Nelmes[5]
- Carex tricolor Velen.[5]
- Carex trifida Cav.: Sie kommt in Neuseeland, im südlichen Chile und auf subantarktischen Inseln vor.[5]
- Carex trigonosperma Ohwi[5]
- Dreinervige Segge[10] (Carex trinervis Degl.)[5]
- Carex triquetra Boott[5]
- Carex trisperma Dewey[5]
- Carex tristachya Thunb.[5]
- Carex tristis M.Bieb.[5]
- Carex trongii N.K.Khoi[5]
- Carex troodi Turrill[5]
- Carex truncatigluma C.B.Clarke[5]
- Carex truncatirostris S.W.Su & S.M.Xu[5]
- Carex tsaiana F.T.Wang & Tang ex P.C.Li[5]
- Carex tsaratananensis Cherm.[5]
- Carex tschonoskii V.I.Krecz.[5]
- Carex tsiangii F.T.Wang & Tang[5]
- Carex tsoi Merr. & Chun[5]
- Carex tsuishikarensis Koidz. & Ohwi[5]
- Carex tsukudensis (T.Koyama) K.T.Takah. & M.N.Tamura[5]
- Carex tsushimensis (Ohwi) Ohwi[5]
- Carex tuberculata Liebm.[5]
- Carex tubulosa Pamp.[5]
- Carex tuckermanii Boott[5]
- Carex tumida Boott[5]
- Carex tumidula Ohwi[5]
- Carex tuminensis Kom.[5]
- Carex tumulicola Mack.[5]
- Carex tungfangensis L.K.Dai & S.M.Huang[5]
- Carex tunicata (Hand.-Mazz.) S.R.Zhang[5]
- Carex tunimanensis Standl. & Steyerm.[5]
- Carex turbaria J.R.Starr[5]
- Carex turbinata Liebm.[5]
- Carex turgescens Torr.[5]
- Carex turkestanica Regel[5]
- Carex turrita C.B.Clarke[5]
- Carex turumiquirensis Steyerm.[5]
- Carex tweedieana Nees[5]
- Carex typhina Michx.[5]
- Carex uber Ohwi[5]
- Carex uda Maxim.[5]
- Carex uhligii K.Schum. ex C.B.Clarke[5]
- Carex ulobasis V.I.Krecz.[5]
- Carex ultra L.H.Bailey[5]
- Carex uluguruensis Luceño & M.Escudero[5]
- Carex umbellata Willd.[5]
- Carex umbricola K.L.Wilson[5]
- Schatten-Segge[10] (Carex umbrosa Host)[5]
- Carex umbrosiformis H.Lév.[5]
- Carex uncifolia Cheeseman[5]
- Carex uncinata L. f.[5]
- Carex unciniiformis Boeckeler[5]
- Carex uncinioides Boott[5]
- Carex ungurensis Litv.[5]
- Carex unilateralis Mack.[5]
- Carex unisexualis C.B.Clarke[5]
- Carex urelytra Ohwi[5]
- Carex ursina Dewey[5]
- Carex uruguensis Boeckeler[5]
- Carex ussuriensis Kom.[5]
- Carex utahensis Reznicek & D.F.Murray[5]
- Breitblättrige Blasen-Segge[10] (Carex utriculata Boott, Syn.: Carex rhynchophysa Fisch., C.A.Mey. & Avé-Lall.): Sie kommt von Europa bis Japan und von Nordamerika bis ins nordöstliche Mexiko vor.[5]
- Carex vacillans Drejer[5]
- Scheiden-Segge[10] (Carex vaginata Tausch)[5]
- Carex vaginosa (C.B.Clarke) S.R.Zhang[5]
- Carex valbrayi H.Lév.[5]
- Carex vallata Charit.[5]
- Carex vallicola Dewey[5]
- Carex vallis-pulchrae Phil.[5]
- Carex vallis-rosetto K.Schum.[5]
- Carex vanheurckii Müll.Arg.[5]
- Carex vaniotii H.Lév.[5]
- Carex ventosa C.B.Clarke[5]
- Carex venusta Dewey[5]
- Carex vernacula L.H.Bailey[5]
- Carex verrucosa Muhl.[5]
- Carex verticillata Zoll. & Moritzi[5]
- Carex vesca C.B.Clarke ex Kük.[5]
- Blasen-Segge[10] (Carex vesicaria L.)[5]
- Carex vesicata Meinsh.[5]
- Carex vesiculosa Boott[5]
- Carex vestita Willd.[5]
- Carex vexans F.J.Herm.[5]
- Carex via-aquae Jim.Mejías, Lois, Acedo & Reznicek: Sie wurde 2023 erstbeschrieben und kommt in Costa Rica sowie Panama vor.[5]
- Carex via-incaica Jim.Mejías & Roalson: Sie wurde 2016 aus Ecuador erstbeschrieben.[5]
- Carex vibhae (Jana, R.C.Srivast. & Bhaumik) O.Yano (Syn.: Kobresia vibhae Jana, R.C.Srivast. & Bhaumik): Sie wurde 2012 aus dem indischen Bundesstaat Arunachal Pradesh erstbeschrieben und die Neukombination erfolgte 2015.[5]
- Carex vicinalis Boott[5]
- Carex vidua Boott ex C.B.Clarke[5]
- Carex vietnamica Raymond[5]
- Carex virescens Muhl. ex Willd.[5]
- Carex viridimarginata Kük.[5]
- Carex viridistellata Derieg, Reznicek & Bruederle: Sie wurde 2013 aus den nordöstlichen USA erstbeschrieben.[5]
- Carex vixdentata (Kük.) G.A.Wheeler[5]
- Carex vizarronensis Gómez-Sánchez, Cabrera-Luna, S.González & Reznicek: Sie wurde 2012 aus dem mexikanischen Bundesstaat Querétaro erstbeschrieben.[5]
- Carex vulcani Hochst. ex Seub.: Sie kommt nur auf den Azoren vor.[5]
- Fuchs-Segge[10] (Carex vulpina L.)[5]
- Carex vulpinaris Nees[5]
- Vielblütige Segge[10] oder Fuchsartige Segge (Carex vulpinoidea Michx.): Sie kommt ursprünglich vom südlichen Kanada bis Mexiko und auf Hispaniola vor.[5] In Europa kommt sie in zahlreichen Ländern als Neophyt vor und ist in Deutschland „stellenweise“ eingebürgert.[12]
- Carex wahlenbergiana Boott[5]
- Carex wahuensis C.A.Mey.[5]
- Carex wakatipu Petrie[5]
- Carex walkeri Arn. ex Boott[5]
- Carex wallichiana Spreng.[5]
- Carex waponahkikensis Lovit & A.Haines: Sie wurde 2014 aus dem nordöstlichen Nordamerika nur von New Brunswick bis Maine erstbeschrieben.[5]
- Carex wawuensis W.M.Chu ex S.Yun Liang[5]
- Carex wenshanensis L.K.Dai[5]
- Carex werdermannii L.Gross[5]
- Carex wheeleri J.R.Starr: Sie wurde 2014 aus der Región de La Araucanía im südlichen zentralen Chile erstbeschrieben.[5]
- Carex whitneyi Olney[5]
- Carex wiegandii Mack.[5]
- Carex wightiana Nees[5]
- Carex willdenowii Willd.[5]
- Carex williamsii Britton[5]
- Carex winterbottomii C.B.Clarke[5]
- Carex woodii Dewey[5]
- Carex wootonii Mack.[5]
- Carex wui W.M.Chu ex L.K.Dai[5]
- Carex wutuensis K.T.Fu[5]
- Carex xerantica L.H.Bailey[5]
- Carex xerophila Janeway & Zika: Sie wurde 2014 aus dem zentralen Kalifornien erstbeschrieben.[5]
- Carex xiphium Kom.[5]
- Carex xueyingiana H.J.Yang & Han Xu: Sie wurde 2010 aus der chinesischen Provinz Hainan erstbeschrieben.[5]
- Carex yadongensis (Y.C.Yang) S.R.Zhang: Diese Neukombination erfolgte 2015. Sie kommt im südlichen Tibet vor.[5]
- Carex yajiangensis Tang & F.T.Wang ex S.Yun Liang: Sie wurde 2000 aus der chinesischen Provinz Sichuan erstbeschrieben.[5]
- Carex yakushimensis (Katsuy. & J.Oda) J.Oda & M.N.Tamura (Syn.: Carex koyaensis var. yakushimensis Katsuy. & J.Oda): Diese Neukombination erfolgte 2019. Sie ist ein Endemit der japanischen Insel Yakushima.[5]
- Carex yamatsutana Ohwi[5]
- Carex yandangshanica C.Z.Zheng & X.F.Jin: Sie wurde 2010 aus der chinesischen Provinz Zhejiang erstbeschrieben.[5]
- Carex yangii (S.R.Zhang) S.R.Zhang: Diese Neukombination erfolgte 2015.[5]
- Carex yangshuoensis Tang & F.T.Wang ex S.Y.Liang[5]
- Carex yasuii Katsuy.: Sie wurde 2009 von den japanischen Ogasawara-Inseln erstbeschrieben.[5]
- Carex yinshanica Y.Z.Zhao: Sie wurde 2012 aus der Inneren Mongolei erstbeschrieben.[5]
- Carex yonganensis L.K.Dai & Y.Z.Huang[5]
- Carex ypsilandrifolia F.T.Wang & Tang[5]
- Carex yuexiensis S.W.Su & S.M.Xu[5]
- Carex yulungshanensis P.C.Li:[5] Dieser Endemit gedeiht in Höhenlagen von 3900 bis 4300 Metern nur in Lijiang im nordwestlichen Yunnan vor.[16]
- Carex yunlingensis P.C.Li[5]
- Carex yunnanensis Franch.[5]
- Carex yunyiana X.F.Jin & C.Z.Zheng: Sie wurde 2009 aus dem östlichen Teil der chinesischen Provinz Zhejiang erstbeschrieben.[5]
- Carex yushuensis Y.C.Yang[5]
- Carex zekogensis Y.C.Yang[5]
- Carex zhejiangensis X.F.Jin, Y.J.Zhao, C.Z.Zheng & H.W.Zhang: Sie wurde 2011 aus der chinesischen Provinz Zhejiang erstbeschrieben.[5]
- Carex zhenkangensis Tang & F.T.Wang ex S.Yun Liang: Sie wurde 2000 aus den chinesischen Provinzen Yunnan sowie Guangxi erstbeschrieben.[5]
- Carex zhonghaiensis S.Yun Liang: Sie wurde 2000 aus dem nördlichen Xinjiang erstbeschrieben.[5]
- Carex zikae Roalson & Waterway (Syn.: Carex brevicaulis Mack. nom. illeg., Carex deflexa var. brevicaulis (Mack.) B.Boivin): Dieser Name wurde 2015 veröffentlicht.[1] Sie kommt im westlichen Nordamerika in British Columbia und den US-Bundesstaaten Oregon sowie Washington vor.[5]
- Carex zizaniifolia Raymond[5]
- Carex zotovii (Hamlin) K.A.Ford (Syn.: Uncinia zotovii Hamlin): Diese Neukombination erfolgte 2015. Sie kommt in Neuseeland und auf den Chathaminseln vor.[5]
- Carex zunyiensis Tang & F.T.Wang:[5] Sie gedeiht in Höhenlagen von 200 bis 1400 Metern in den chinesischen Provinzen Anhui, Guangdong, Guangxi, Guizhou sowie Sichuan.[16]

## Nutzung
Einige Arten und ihre Sorten werden vielfältig als Zierpflanzen verwendet.